# Liste von Persönlichkeiten der Stadt Frankfurt am Main
Diese Listen enthalten Personen des öffentlichen Lebens, die in Frankfurt am Main gewirkt haben (unabhängig davon, ob sie dort geboren wurden oder aufwuchsen).

## Persönlichkeiten, die in Frankfurt geboren wurden oder wirkten

### 9. bis 17. Jahrhundert
- Karl der Kahle (823–877), westfränkischer König, König von Italien und römischer Kaiser
- Wicker Frosch (vor 1300–1363), Frankfurter Patrizier und Kanoniker
- Wilhelm I. (1330–1389), Herzog und Graf
- Bartholomäus Murer (vor 1434–1472), Steinmetz
- Hans Dirmstein (um 1435–1494), Goldschmied
- Hans von Langendiepach gen. Kussenziech (um 1445–1486), Maler
- Peter Ugelheimer (um 1445/50–1488), Kaufmann, Buchhändler, Verleger, Kunstliebhaber und Bibliophiler
- Hans Fyoll (1460–1531), Maler
- Jakob Heller (um 1460–1522), Patrizier und Ratsherr
- Hamman von Holzhausen (1467–1536), Patrizier und Ratsherr
- Claus Stalburg (1469–1524), Patrizier und Ratsherr
- Johann Dietenberger (um 1475–1537), Theologe
- Valentin von Sundhausen (1476–1551), Beamter
- Philipp von Gmünd, genannt Hünermenger (vor 1482–1523), Baumeister und Bildhauer
- Konrad Gobel (um 1498–1568), Glockengießer und Büchsenmeister
- Elieser Ben Naphtali Herz Treves (1498–1567), Rabbiner
- Justinian von Holzhausen (1502–1553), Ratsherr, Diplomat, Feldherr und Humanist
- Johann von Glauburg (1503–1571), Ratsherr und Diplomat
- Sebastian von Heusenstamm (1508–1555), Kurfürst Erzbischof von Mainz und Erzkanzler
- Conrad von Humbracht (um 1511/12–1582), Rechtsgelehrter, Geistlicher und Politiker
- Johann Fichard (1512–1581), Jurist
- Hartmann Beyer (1516–1577), Mathematiker, Theologe und Reformator
- Konrad Weiß von Limpurg (1536–1575), Humanist
- Peter Uffenbach (1566–1635), Stadtarzt von Frankfurt
- Philipp Uffenbach (1566–1636), Maler, Zeichner, Aquarellist, Radierer und Kupferstecher
- Johann Friedrich Faust von Aschaffenburg (1569–1621), Jurist, Bürgermeister in Frankfurt und Chronist
- Benedikt Goldschmidt (um 1575–1642), Juwelier
- Georg Keller (1576–1640), Kupferstecher, Radierer, Zeichner und Maler
- Adam Elsheimer (1578–1610), Maler
- Nicolaus Weitz (1579–unbekannt), Jurist und ein führender Akteur im Fettmilch-Aufstand
- Michael Caspar Lundorp (um 1580–1629), Historiker und Schriftsteller
- Hendrick van Steenwyck der Jüngere (um 1580 – ?), niederländischer Architekturmaler
- Lucas Jennis (1590–?), Buchdrucker, Verleger, Kunsthändler und Kupferstecher
- Ludwig von Hörnigk (1600–1667), Arzt, Jurist und Autor
- Joachim von Sandrart (1606–1688), Maler, Kupferstecher, Kunsthistoriker und Übersetzer
- Johann Hieronymus Steffan von Cronstetten (1614–1674), Jurist und Politiker, Bürgermeister
- Johann Lingelbach (1622–1674), Maler
- Philipp Wilhelm von Günderrode (1623–1689), Stadtschultheiß
- Caspar Merian (1627–1686), Kupferstecher und Verleger
- Jacob von Sandrart (1630–1708), Kupferstecher, Kunsthändler und Verleger
- Sebastian Scheffer (1631–1686), Arzt, Stadtphysicus von Frankfurt
- Johann Erasmus Seiffart von Klettenberg (1634–1716), Jurist, Ratsherr und Stadtschultheiß der Reichsstadt Frankfurt am Main
- Philip Wilhelm von Hornick (1640–1714), österreichischer Nationalökonom
- Abraham Mignon (1640–1679), deutsch-niederländischer Maler
- Johann Jacob Schütz (1640–1690), Jurist, Pietist und Kirchenlieddichter
- Johannes de Spina (1642–1689), Rechtswissenschaftler
- Johanna Eleonora Petersen (1644–1724), Schriftstellerin
- Maria Sibylla Merian (1647–1717), Naturforscherin und Künstlerin
- Johann Achilles von Günderrode (1653–1701), Hofmeister in der Grafschaft Isenburg
- Cornelius de Hase (1653–1710), Pädagoge, Theologe und Kirchenlied-Dichter
- Philipp Peter Roos (1657–1706), Maler
- Johann Philipp Orth (1658–1733), Jurist und Politiker der Reichsstadt Frankfurt
- Johann Matthäus von Merian (1659–1716), Maler
- Johann Hieronymus von und zum Jungen (1660–1732), kaiserlicher Feldmarschall
- Meir Stern (vor 1661–1680), Rabbiner und Kabbalist
- Achilles Augustus von Lersner (1662–1732), Patrizier und Chronist
- Johannes Job (1664–1736), Beamter, Theologe und Kirchenlieddichter
- Jakob Christoph Le Blon (1667–1741), Maler und Kupferstecher
- Reinhard Bonaventura von Günderrode (1670–1720), Hofmeister in der Grafschaft Solms-Laubach
- Johann Bernhard Schwarzeburger (1672–1741), Bildhauer und Steinschneider
- Johann Balthasar Ritter (1674–1743), lutherischer Theologe, Pfarrer und Kirchenhistoriker
- Justina Catharina Steffan von Cronstetten (1677–1766), Patrizierin und Stifterin
- Christian Maximilian Spener (1678–1714), Theologe
- Johann Thomas Hensing (1683–1726), Arzt und Hochschullehrer
- Lorenz Heister (1683–1758), Botaniker und Anatom
- Friedrich Maximilian von Günderrode (1684–1761), Älterer und jüngerer Bürgermeister
- Jakob Carl Spener (1684–1730), Staatsrechtler und Historiker
- Friedrich August von Klettenberg (1687–1740), Jurist, Diplomat und Politiker
- Christoph Martin von Degenfeld-Schonburg (1689–1762), preußischer General, Gesandter, Staats- und Kriegsminister
- Christian von Münch (1690–1757), Bankier
- Remigius Seiffart von Klettenberg (1693–1766), Ratsherr und zweimal Älterer Bürgermeister der Reichsstadt Frankfurt
- Johann Wolfgang Textor (1693–1771), Schultheiß und kaiserlicher Rat von Frankfurt, Großvater Goethes
- Johann Michael von Loën (1694–1776), Schriftsteller, Gelehrter und Staatsmann
- Johann Daniel Hardt (1696–1763), Gambist und Komponist
- Johann Philipp Orth (1698–1783), Jurist und Rechtshistoriker
- Friedrich von La Roche-Starkenfels (1700–1780), Reichsritter und preußischer Offizier

### 18. Jahrhundert

#### 1701 bis 1750
- Johann Hermann Dielhelm (1702–1784), Autor
- Johann von Mühlen (1702–1763), Hessen-kasselscher Generalmajor
- Johann Heinrich Steffan (1703–1759), Kapellmeister und Komponist
- Heinrich Christian von Senckenberg (1704–1768), Jurist und Staatswissenschaftler
- Alexander Ferdinand von Thurn und Taxis (1704–1773), Fürst von Thurn und Taxis
- Marie-Auguste von Thurn und Taxis (1706–1756), Ehefrau von Herzog Karl Alexander von Württemberg
- Johann Christian Senckenberg (1707–1772), Arzt, Stifter, Naturforscher und Botaniker
- Johann Caspar Goethe (1710–1782), Jurist und Vater von Johann Wolfgang von Goethe
- Abraham Wolff (um 1710–1795), Mathematiker
- Caspar Jakob Huth (1711–1760), Theologe und Hochschullehrer in Erlangen
- Peter Böhler (1712–1775), evangelischer Theologe, Missionar in England und Nordamerika sowie Bischof der Herrnhuter Brüdergemeine
- Johann Andreas Liebhardt (1713–1788), Baumeister
- Johann Erasmus von Senckenberg (1717–1795), Jurist und Ratsherr
- Johann Balthasar Kölbele (1722–1778), Jurist und Theologe
- Susanne von Klettenberg (1723–1774), Stiftsdame und religiöse Schriftstellerin
- Theodor Philipp von Pfau (1727–1794), preußischer Generalmajor
- Johann Jacob Gottlieb Scherbius (1728–1804), Lehrer
- Johann Friedrich Städel (1728–1816), Privatbankier und Mäzen
- Johann Christoph von Adlerflycht (1729–1786), Patrizier und Älterer Bürgermeister
- Anton Franz Herrmann von Lindt (1730–1805), kurfürstlich-sächsischer General der Infanterie
- Ludwig Eugen (1731–1795), Herzog von Württemberg
- Catharina Elisabeth Goethe (1731–1808), Mutter von Johann Wolfgang von Goethe
- Löb Scheuer (1733–1821), Landesrabbiner des Herzogtums Jülich-Berg und des Großherzogtums Berg
- Karl Anselm von Thurn und Taxis (1733–1805), Fürst von Thurn und Taxis
- Johann Zoffany (1733–1810), vorwiegend in London wirkender Maler
- Johanna Melber (1734–1823), Bürgerin
- Matthias von Fuchs (1737–1799), Generalmajor in der Hessen-kasselschen Armee und Kommandant der Festung Hanau
- Georg Melchior Kraus (1737–1806), Künstler
- Susanne Mecour (1738–1784), Theaterschauspielerin
- Johann Georg Schlosser (1739–1799), Jurist, Historiker, Übersetzer, Staatsmann und Schriftsteller
- Johann Jost Textor (1739–1792), Jurist und Politiker, Jüngerer Bürgermeister der Reichsstadt Frankfurt
- Michel Speyer (um 1740–1822), Rabbiner
- Nathan Adler (1741–1800), Kabbalist und Rabbiner
- Johann Jacob Reichard (1743–1782), Arzt und Botaniker
- Mayer Amschel Rothschild (1744–1812), Gründer des Hauses Rothschild
- Johann Ludwig von Seibert (1744–1810), preußischer Generalleutnant
- Maria Elisabeth Ziesenis (1744–1796), Malerin

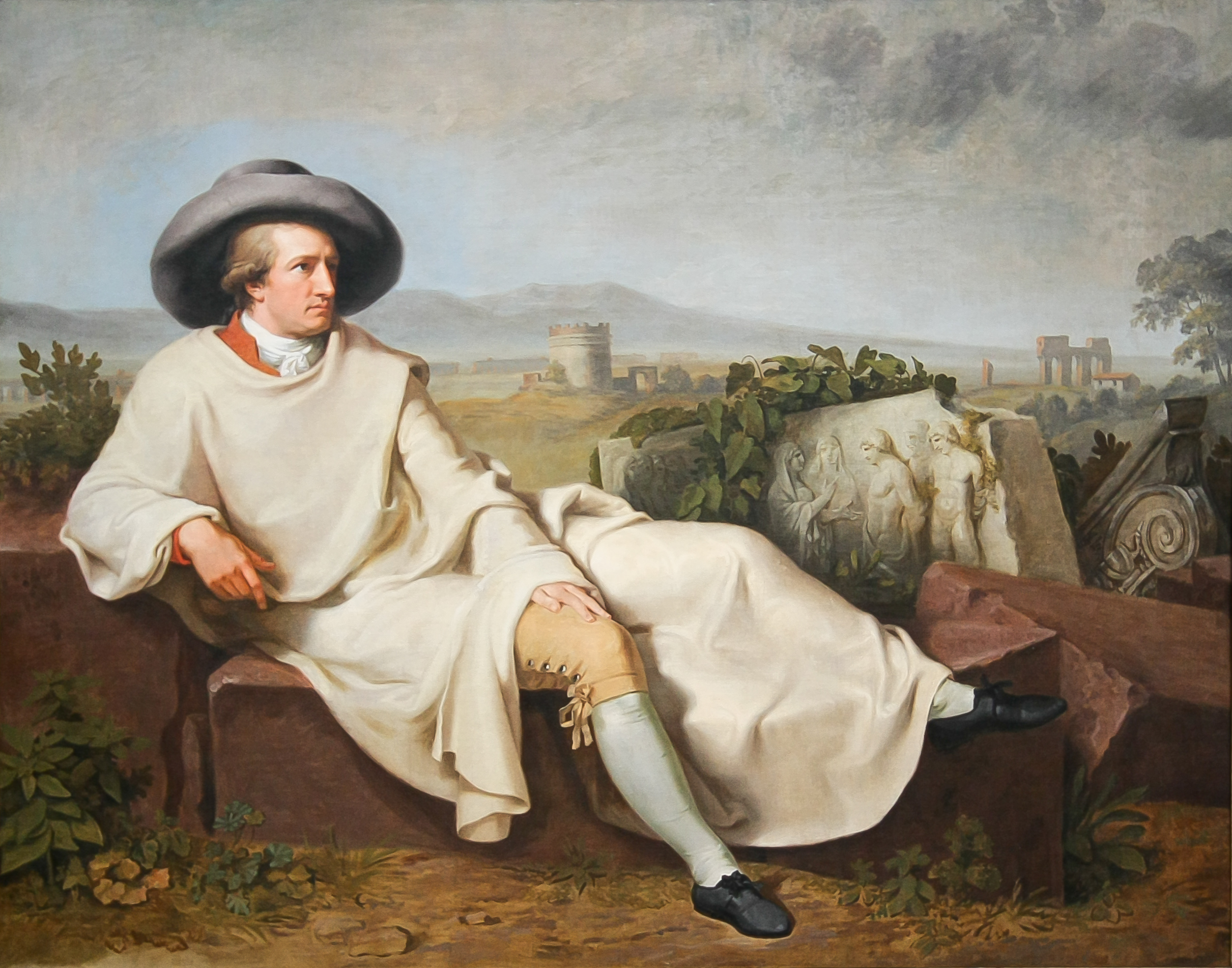
Johann Wolfgang Goethe

- Matthäus Georg von Chandelle (1745–1826), Bischof von Speyer
- Heinrich Sebastian Hüsgen (1745–1807), Kunstsammler
- Susanna Margaretha Brandt (1746–1772), Magd
- Johann Bernhard Crespel (1747–1813), Jurist und Jugendfreund von Johann Wolfgang von Goethe
- Johann Jakob Bethmann-Hollweg (1748–1808), Bankier und Geschäftsmann
- Johann Wolfgang von Goethe (1749–1832), Dichter
- Carl Wilhelm Hilchenbach (1749–1816), Theologe
- Cornelia Schlosser (1750–1777), Briefautorin und Schwester von Johann Wolfgang von Goethe
- Philipp Nicolaus Schmidt (1750–1823), Bankier und Mitglied der Bürgerrepräsentation

#### 1751 bis 1800
- Philipp Carl Diehl (1751–1836), Politiker der Freien Stadt Frankfurt
- Johann Isaac Hoffmann (1751–1834), Jurist und Politiker
- Jakob Ludwig Passavant (1751–1827), Pfarrer
- Charlotte von Sachsen-Meiningen (1751–1827), Adlige
- Abraham Bing (1752–1841), Landesrabbiner
- Georg Christoph Röschel (1752–1813), deutscher Hotelbesitzer und Abgeordneter
- Karl Konstantin von Hessen-Rheinfels-Rotenburg (1752–1821), Prinz und General
- Friedrich Maximilian Klinger (1752–1831), Dichter und Dramatiker
- Luise von Sachsen-Meiningen (1752–1805), Prinzessin von Sachsen-Meiningen
- Johann Philipp Gabler (1753–1826), Theologe
- Friedrich Maximilian von Günderrode (1753–1824), Jurist und Verwaltungsbeamter
- Adolph Carl von Humbracht (1753–1837), Patrizier und Politiker
- Gutle Rothschild (1753–1849), Bankiersfrau
- Karl (1754–1782), Herzog von Sachsen-Meiningen
- Johann Kaspar Riesbeck (1754–1786), Jurist, Schriftsteller, Schauspieler und Illuminat
- Philipp Christoph Kayser (1755–1823), Pianist, Komponist, Orchestermusiker, Musikpädagoge und Dichter
- Johann Wilhelm Metzler (1755–1837), Jurist und Politiker
- Peter Clemens Müller (1755–1829), Politiker der Freien Stadt Frankfurt
- Franz Wilhelm von Wiesenhütten (1755–1836), Diplomat
- Johann Büchner (1756–1834), Jurist und Politiker
- Johann Valentin Meidinger (1756–1822), Lehrer
- Georg Steitz (1756–1819), Politiker
- Thaddäus Anton Dereser (1757–1827), katholischer Theologe
- Johann Georg Neuburg (1757–1830), Arzt und Gelehrter
- Ernst von Hessen-Rotenburg (1758–1784), Prinz, Offizier
- Johann von Riese (1759–1851), Jurist, Hofkammerrat und Präsident des rheingräflich-Salm-Horstmarschen Hauses
- Friedrich von Wiesenhütten (1759–1823), württembergischer Generalleutnant
- Johann Jakob Willemer (1760–1838), Bankier und Autor
- Justinian von Adlerflycht (1761–1831), Jurist
- Georg I. (1761–1803), Herzog von Sachsen-Meiningen
- Moses Sofer (1762–1839), Rabbiner
- Louise von Panhuys (1763–1844), Malerin
- Philipp Buttmann (1764–1829), Pädagoge
- Johann Albert Eytelwein (1764–1848), Techniker und Hochschullehrer
- Georg Friedrich Hoffmann (1764–1848), Mediziner und Fachbuchautor
- Franz Dominicus Brentano (1765–1844), Kaufmann
- Johannes Schmidt (1765–1830), Politiker der Freien Stadt Frankfurt
- Johann Benedikt Ernst Wegmann (1765–1828), Instrumentenbauer
- Johann Georg Bunsen (1766–1833), Münzmeister und Stadtgeometer in Frankfurt
- Johann Isaak von Gerning (1767–1837), Schriftsteller, Sammler und Diplomat
- Simon Moritz von Bethmann (1768–1826), Bankier, Diplomat und Philanthrop
- Maria Margarethe Danzi (1768–1800), Sopranistin und Komponistin
- Jacob Friedrich Hamburger (1768–1850), Lithograf, Posamentierer, Fotograf und Politiker
- Johann Bernhard Jacob Behrends (1769–1823), Mediziner
- Christian Bunsen (1770–1837), Philologe und Bibliothekar
- Johann Christoph Falck (1772–1823), Kaufmann und Abgeordneter
- Georg Friedrich von Guaita (1772–1851), Politiker
- Johann Friedrich von Meyer (1772–1849), Jurist
- Johann Karl von Fichard (1773–1829), Historiker
- Johannes Kappes (1773–1837), Richter und Politiker der Freien Stadt Frankfurt
- Amschel Mayer von Rothschild (1773–1855), Mitglied der Bankiersfamilie Rothschild
- Salomon Rothschild (1774–1855), Mitglied der Bankiersfamilie Rothschild
- Elisabeth von Adlerflycht (1775–1846), Malerin
- Friedrich Karl Ludwig Textor (1775–1851), Jurist
- Heinrich Remigius Sauerländer (1776–1847), deutsch-schweizerischer Verleger
- Johann Martin Starck (1776–1854), Jurist und Abgeordneter
- Friedrich Ludwig Wilhelm Christian Karl von Tabor (1776–1851), belgischer General
- Samuel Gottlieb Finger (1777–1827), Handelsmann, Schriftsteller und Politiker
- Johann Friedrich Morgenstern (1777–1844), Maler, Radierer und Gemälderestaurator
- Nathan Mayer Rothschild (1777–1836), Mitglied der Bankiersfamilie Rothschild
- Philipp Jakob Hoffmann (1778–1834), Architekt
- Carl Constantin Victor von Mergenbaum (1778–1845), Landwirt, Kämmerer und Mäzen
- Ferdinand Maximilian Starck (1778–1857), Jurist und Politiker
- Gerhard Friederich (1779–1862), evangelischer Pfarrer und Schriftsteller
- Anton Kirchner (1779–1834), evangelischer Pfarrer, Historiker, Lehrer und Schulreformer
- Friedrich Carl von Savigny (1779–1861), Rechtsgelehrter und Kronsyndikus
- Conrad Varrentrapp (1779–1860), Arzt und Politiker
- Johann Friedrich Heinrich Schlosser (1780–1851), Jurist und Schriftsteller
- Dorothea von Ertmann (1781–1849), Pianistin
- Ludwig Carl von Leonhardi (1781–1864), Kaufmann, Besitzer der südböhmischen Herrschaft Platz und Mitglied des böhmischen Herrenstandes
- Johann Peter Beer (1782–1851), Miniatur-, Glas-, Landschafts- und Porträtmaler, Kupferstecher, Radierer und Grafiker
- Christian Ernst Neeff (1782–1849), Mediziner
- Philipp Jakob Passavant (1782–1856), Kaufmann und Mitglied der ständigen Bürgerrepräsentation
- Gottfried Scharff (1782–1855), Kaufmann und Politiker
- Christian Friedrich Schlosser (1782–1829), Publizist
- Felix von Stregen (1782–1854), k.k. Ingenieur-Offizier
- Jeanette Wohl (1783–1861), Korrespondentin
- Louise Karolina Müller (um 1784–nach 1837), deutsch-österreichische Schauspielerin und Opernsängerin
- Christian Brentano (1784–1851), Schriftsteller und Publizist
- Philipp Jacob Frieß (1784–1864), Seilermeister und Politiker der Freien Stadt Frankfurt
- Bettina von Arnim (1785–1859), Schriftstellerin Bettina von Arnim

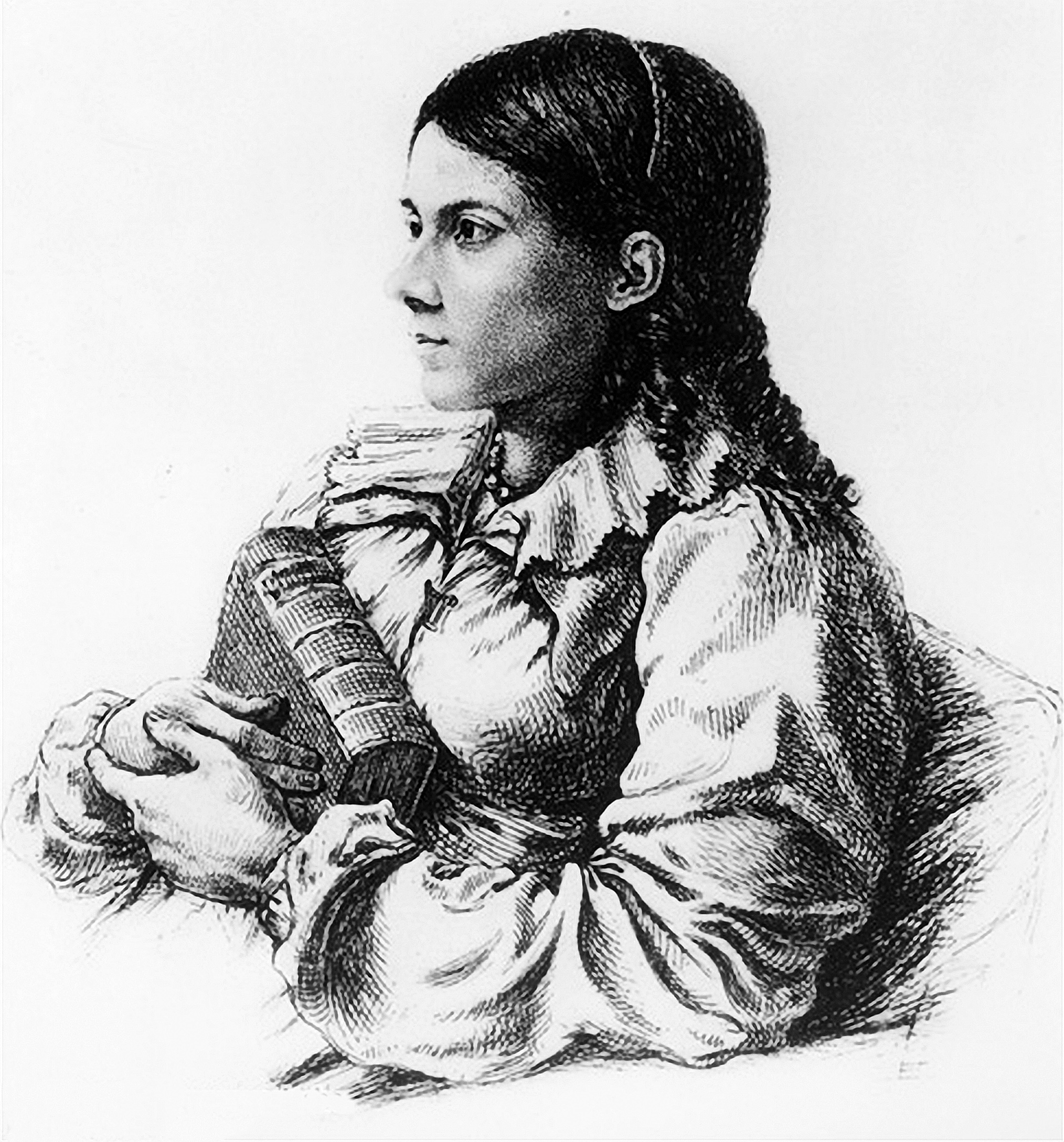
Bettina von Arnim

- Johann Gerhard Christian Thomas (1785–1838), Politiker und Rechtshistoriker
- Philipp Christoph Gallus (1786–1850), deutscher Richter und Politiker
- Siegmund Leopold Beyfus (1786–1845), Bankier
- Ludwig Börne (1786–1837), Journalist, Literatur- und Theaterkritiker
- Ludovica des Bordes (1787–1854), Kaufmann
- Georg Finger (1787–1874), Politiker der Freien Stadt Frankfurt
- Samuel Christian Lucae (1787–1821), Mediziner und Hochschullehrer
- Johann David Passavant (1787–1861), Kunsthistoriker
- Samuel Passavant (1787–1855), Kaufmann und Abgeordneter
- Maria Belli-Gontard (1788–1883), Schriftstellerin, Übersetzerin und Historiographin
- Georg Philipp Cronberger (1788–1861), Gärtnermeister und Politiker der Freien Stadt Frankfurt
- Franziska Martloff (1788–1865), Opernsängerin und Schauspielerin
- Franz Pforr (1788–1812), Maler
- Carl Mayer von Rothschild (1788–1855), Mitglied der Bankiersfamilie Rothschild
- Jakob Alt (1789–1872), deutsch-österreichischer Landschaftsmaler, Zeichner und Lithograf
- Charles Johannot (1789–1824), Kupferstecher
- Johann Andreas Kelchner (1789–1865), Beamter
- Alexander Stein (1789–1833), lutherischer Geistlicher
- Johann Adam Beil (1790–1852), Politiker
- Wilhelm Speyer (1790–1878), Komponist
- Justus Hausknecht (1792–1834), Pfarrer
- Carl Malß (1792–1848), Dichter, Architekt und Theaterdirektor
- Johann Heinrich Meidinger (1792–1867), Kaufmann, Geograph und Reiseschriftsteller
- Benedict Jacob Römer-Büchner (1792–1863), Jurist und Historiker
- Jakob Rothschild (1792–1868), Mitglied der Bankiersfamilie Rothschild
- Carl von Heyden (1793–1866), Politiker und Entomologe
- Johann Martin May (1793–1866), Metzgermeister und Politiker der Freien Stadt Frankfurt
- Friedrich Wilhelm von Schlitz genannt von Görtz (1793–1839), Politiker und Mitglied der Ersten Kammer der Landstände des Großherzogtums Hessen
- Eduard Rüppell (1794–1884), Naturwissenschaftler und Afrikaforscher
- Wilhelmine Aschenbrenner (1795–nach 1834), Theaterschauspielerin
- Anton Philipp Berg (1795–1866), Sänger und Theaterschauspieler
- Moritz August von Bethmann-Hollweg (1795–1877), Jurist und Politiker
- Johann Friedrich Böhmer (1795–1863), Historiker
- Johann Georg Neuburg (1795–1866), Politiker
- Friedrich Rumpf (1795–1867), Architekt
- Christian von der Emden (1796–1869), Baumeister
- Philipp Friedrich Gwinner (1796–1868), Jurist und Kunsthistoriker
- Karl Gottlieb Reinhard Oehler (1797–1874), Unternehmer
- Friedrich Anton Georg Karl von Bock und Hermsdorf (1798–1866), hessisch-nassauischer Präsident des Hofmarschallamtes, Kammerherr
- Franz Joseph Böhm-Osterrieth (1798–1874), Kaufmann, Politiker der Freien Stadt Frankfurt
- Samuel Friedrich Hassel (1798–1876), Sänger, Volksschauspieler und Komiker
- Nikolaus Hoff (1798–1873), Kupferstecher, Lithograf, Grafiker und Zeichner
- Johann Friedrich Lochner (1798–1886), Unternehmer
- Carl Anton Minoprio (1798–1880), Tabakhändler und Abgeordneter
- Maximilian Reinganum (1798–1878), Jurist, Politiker und Publizist
- Ferdinand Fellner (1799–1859), Maler
- Heinrich Christian Macklot (1799–1832), Naturforscher und Zoologe
- Eduard Ludwig von Harnier (1800–1868), Jurist und Politiker
- Georg Hassel (1800–1851), Pädagoge
- Regine Jolberg (1800–1870), Begründerin eines evangelischen Diakonissenhauses
- Carl Franz von Schweitzer (1800–1885), Jurist und Politiker
- Eduard Souchay (1800–1872), Politiker und Jurist, 1849 Reichskommissar für die deutsche Zentralgewalt
- Johann Jakob Sturz (1800–1877), Bergbauingenieur
- Friedrich Wöhler (1800–1882), Chemiker

### 19. Jahrhundert

#### 1801 bis 1820
- Joseph Aschbach (1801–1882), Historiker
- Carl Diehl (1801–1862), Jurist und Politiker
- Martin Emden (1801–1858), Jurist und Politiker
- Ferdinand Lindheimer (1801–1879), deutsch-US-amerikanischer Botaniker, Journalist und Zeitungsverleger
- Hermann von Meyer (1801–1869), Paläontologe
- Gerhard Schott (1801–1881), Gutsbesitzer und nassauischer Landtagsabgeordneter
- Maximiliane von Blittersdorf (1802–1861), Pianistin
- Friedrich Caspar Mouson (1802–1866), Fabrikant und Mitglied der Gesetzgebenden Versammlung der Freien Stadt Frankfurt
- Samuel Gottlieb Müller (1802–1880), Jurist und Politiker
- Eugen Eduard Schäffer (1802–1871), Zeichner und Lithograph
- Frédéric Jules Sichel (1802–1868), französischer Mediziner und Entomologe
- Anselm Salomon von Rothschild (1803–1874), Bankier
- Johann Wilhelm Sauerwein (1803–1847), Autor, Journalist und Professor in Frankreich für deutsche und englische Sprache
- Gustav Bunsen (1804–1836), Chirurg
- Johann Friedrich Funck (1804–1857), Verleger, Schriftsteller und Theologe
- Karl Friedrich Hermann (1804–1855), Altertumsforscher
- Johann Erdmann Gottlieb Prestel (1804–1885), Maler und Bildhauer
- Marie d’Agoult (1805–1876), Schriftstellerin
- Heinrich Buff (1805–1878), Physiker und Chemiker
- Friedrich Siegmund Jucho (1805–1884), Jurist, Notar und Politiker
- Maximilian Körner (1805–1875), Jurist und Politiker der Freien Stadt Frankfurt
- Antonie Leißring (1805 oder 1815–1862), Sängerin (Sopran)
- Michel Reiß (1805–1869), Mathematiker
- Joseph Rütten (1805–1878), Verleger und Mäzen
- Johann Adam Christoph Schott (1805–1860), Mediziner und Politiker der Freien Stadt Frankfurt
- Clemens August von Westphalen zu Fürstenberg (1805–1885), Fideikommissherr und Politiker
- Alexander Crailsheim (1806–1880), Arzt und Politiker der Freien Stadt Frankfurt
- Adolph Schmidt-Heyder (1806–1889), Malakologe und Mediziner
- Friedrich Carl Vogel (1806–1865), Lithograf und Fotograf
- Karl Ludwig Grotefend (1807–1874), Historiker und Numismatiker
- Carl Hoff (1807–1862),  Zeichner, Kupferstecher, Lithograf und Maler
- Jonas Freiherr von Königswarter (1807–1871), österreichischer Bankier
- Carl Lill (1807–1879), Maler, Zeichner und Lithograph
- Clemens Reifert (1807–1878), Unternehmer und Mitglied der kurhessischen Ständeversammlung
- Moritz Stern (1807–1894), Mathematiker
- Georg Fresenius (1808–1866), Arzt und Botaniker
- Christian Heldmann (1808–1866), Arzt und Politiker
- Ernst von Leutsch (1808–1887), Klassischer Philologe

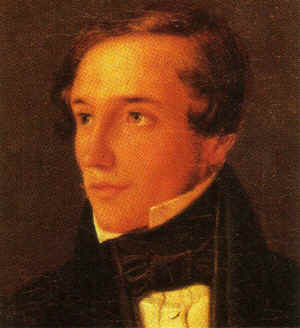
Heinrich Hoffmann

- Johann Benedict Listing (1808–1882), Mathematiker
- Jakob Fürchtegott Dielmann (1809–1885), Illustrator, Genre- und Landschaftsmaler
- George Engelmann (1809–1884), deutschamerikanischer Arzt und Botaniker
- Johan Coenraad Hamburger (1809–1871), Porträtmaler
- Heinrich Hoffmann (1809–1894), Psychiater, Lyriker und Kinderbuchautor
- Gustav Körner (1809–1896), deutsch-amerikanischer Rechtsanwalt, Richter, Diplomat und Staatsmann
- Hermann von Leonhardi (1809–1875), Philosoph und Botaniker
- Friedrich August Ravenstein (1809–1881), Kartograf, Topograf und Buchhändler
- Georg Varrentrapp (1809–1886), Mediziner
- Ludwig Braunfels (1810–1885), Journalist, Dichter und Übersetzer
- Carl Friedrich Loening (1810–1884), Verleger
- Abraham Geiger (1810–1874), Rabbiner
- Georg Friedrich Bernhard Belli (1811–1882), deutscher Kaufmann und Politiker
- Moritz von Bethmann (1811–1877), Bankier
- Georg Dancker (1811–1877), Advokat und Abgeordneter
- Johann Georg von Hahn (1811–1869), Diplomat und Albanologe
- Ferdinand Hiller (1811–1885), Komponist, Dirigent und Musikpädagoge
- Carl Morgenstern (1811–1893), Maler
- Charlotte Oppenheim (1811–1887), Mäzenin
- Wilhelm Encke (1812–1883), Schneidermeister und Freiheitskämpfer (Bund der Geächteten)
- Heinrich Remigius Fries (1812–1875), Unternehmer und Politiker
- Wilhelm von Leonhardi (1812–1856), Autor und Diplomat
- Johann Georg Mouson (1812–1894), Fabrikant und Mitglied der ständigen Bürgerrepräsentation der Freien Stadt Frankfurt
- Julius Philipp Oppenheimer (1812–1869), Kaufmann und Politiker der Freien Stadt Frankfurt
- Karl Reinwald (1812–1891), deutsch-französischer Verlagsbuchhändler
- Friedrich Schmitt (1812–1884), Sänger der Stimmlage Tenor und Gesangslehrer
- Clotilde Koch-Gontard (1813–1869), Salonnière und Unternehmerin
- Heribert Rau (1813–1876), Pfarrer, Schriftsteller und Theologe
- Johann Conrad Schauer (1813–1848), Botaniker und Hochschullehrer
- Friedrich Stegmann (1813–1891), Mathematiker
- Carl Jeanrenaud (1814–1891), deutscher Richter und Politiker
- Heinrich Adolf Valentin Hoffmann (1814–1896), Landschaftsmaler
- Henri Nestlé (1814–1890), Schweizer Unternehmer und Industrieller
- Wilhelm Heinrich Schlesinger (1814–1893), Porträt- und Genremaler
- Daniel Bernhard Weisweiller (1814–1892), Bankier
- Johann Peter Wilhelm Zobel (1814–1896), Architekt, Ingenieur und Direktor der Frankfurt-Hanauer Eisenbahn-Gesellschaft
- Johann Baptist Zwecker (1814–1876), Maler der Düsseldorfer Schule, Zeichner, Radierer und Illustrator
- Hermann Emden (1815–1879), Kupferstecher, Lithograf und Fotograf
- Joseph Hoch (1815–1874), Stifter
- Friedrich Lucae (1815–1859), Jurist und Schriftsteller
- Georg Hermann von Meyer (1815–1892), Anatom und Hochschullehrer
- Wolfgang Neukirch (1815–1877), Jurist und Politiker der Freien Stadt Frankfurt
- Franz Varrentrapp (1815–1877), Chemiker und Unternehmer
- Karl Oppel, (1816–1903), Schriftsteller
- Friedrich Stoltze (1816–1891), Dichter und Schriftsteller
- Hermann Victor Andreae (1817–1889), evangelischer Theologe, Arzt, Philosoph, Jurist und Sprachwissenschaftler
- Johann Wilhelm Ferdinand Heuer (1817–1899), Kaufmann und Politiker der Freien Stadt Frankfurt
- Anton Heinrich Emil von Oven (1817–1903), Jurist und Politiker
- Elisabeth Schultz (1817–1898), Lehrerin und Pflanzenmalerin, Frankfurter Flora
- August Weber (1817–1873), Maler
- Carl Remigius Fresenius (1818–1897), Chemiker und Hofrat
- Daniel Heinrich Mumm von Schwarzenstein (1818–1890), erster Frankfurter Oberbürgermeister
- Henri Weil (1818–1909), deutsch-französischer Altphilologe und Literaturwissenschaftler
- Abraham Andreae (1819–1875), Maschinenbauingenieur
- Johannes Dielmann (1819–1886), Bildhauer
- Karl Enslin (1819–1875), Schullehrer und Dichter
- Hermann Hoffmann (1819–1891), Botaniker
- Johann Jakob Jung (1819–1844), Maler
- Karl Klein (1819–1898), römisch-katholischer Bischof
- Anton von Le Monnier (1819–1873), österreichischer Beamter
- Heinrich Bernhard Oppenheim (1819–1880), Liberaler, Freihändler, Jurist, Völkerrechtler, Publizist und Philosoph
- Berthold von Freydorf (1820–1878), Offizier
- Alexander Knoblauch (1820–1899), Mediziner, Freimaurer, Königlich Preußischer Sanitätsrat und Chefarzt des Städtischen Krankenhauses in Frankfurt am Main
- Carl Theodor Reiffenstein (1820–1893), Maler
- Mayer Carl von Rothschild (1820–1886), Bankier und Politiker

#### 1821 bis 1840
- Mathilde Marchesi (1821–1913), Opernsängerin
- Philipp Rumpf (1821–1896), Maler und Radierer
- Johann Georg Zacheis (1821–1857), Landschaftsmaler der Düsseldorfer Schule
- Heinrich Frey (1822–1890), Schweizer Arzt, Anatom und Zoologe
- Friedrich Hermann Hartmann (1822–1902), Landschaftsmaler der Düsseldorfer Schule und Fotograf
- Wigand Oppel (1822–1886), Organist und Musikpädagoge
- Ludwig Rumpff (1822–1885), Jurist, königlich preußischer Polizeirat und Kriminalkommissar
- Simon Schiele (1822–1895), Ingenieur, Unternehmer und Politiker, Vorsitzender von DVGW und VDI
- Willibald Beyschlag (1823–1900), evangelisch-lutherischer Theologe
- Friedrich Wilhelm Keyl (1823–1871), deutsch-britischer Tier-, Genre- und Landschaftsmaler, Radierer und Illustrator
- Jacob Klotz (1823–1909), Politiker und Fabrikant
- August von Maltzan (1823–1878), Standesherr
- Georg Heinrich Mettenius (1823–1866), Botaniker
- Moritz Schiff (1823–1896), Physiologe
- Anton Burger (1824–1905), Maler, Zeichner und Radierer
- Peter Burnitz (1824–1886), Maler
- Johann Robert von Capitain (1824–1881), Gerber und Militarist
- Ludwig Halle, eigentlich Samuel Baruch (1824–1899), Maler
- Carl von Mettenheimer (1824–1898), Mediziner und Naturwissenschaftler
- Philipp Schmidt-Polex (1824–1893), Kaufmann, Bankier und Abgeordneter
- Salomon Fuld (1825–1911), Frankfurter Rechtsanwalt und Kommunalpolitiker
- Gustav Greiß (1825–1896), Architekturzeichner und Architekt
- Heinrich Hasselhorst (1825–1904), Maler und Zeichner
- Johannes Ibach (1825–1908), katholischer Priester
- Ludwig von Leonhardi (1825–1884), Diplomat und Mitglied der Ersten Kammer der Landstände des Großherzogtums Hessen
- Johann Martin May (1825–1919), Fabrikant und Politiker der Freien Stadt Frankfurt
- Francis Joseph Steingass (1825–1903), britischer Linguist deutsch-jüdischer Abstammung
- Georg Mack (1826–1908), Unternehmer und Abgeordneter
- Oskar Pichler (1826–1865), Architekt
- Ferdinand August Christian Prestel (1826–1890), Maler, Grafiker und Radierer
- Georg Thomas (1826–1883), Ingenieur
- Rudolf Heinrich Burnitz (1827–1880), Architekt
- Christine Höffler (1827–1878), Porträt- und Historienmalerin sowie Nonne der Gesellschaft vom Heiligen Herzen Jesu (Sacré-Cœur)
- Carl Friedrich Mylius (1827–1916), Fotograf
- Ernst Schalck (1827–1865), Maler, Zeichner und Karikaturist
- Johann Jacob Söhnlein (1827–1912), Unternehmer
- Karl Otto Weber (1827–1867), Chirurg und Pathologe
- Peter Becker (1828–1904), Landschafts- und Genremaler, Radierer und Lithograf
- Karl Nikolaus Berg (1826–1887), Jurist und Politiker, Bürgermeister in Frankfurt
- Carl Hamburger (1828–1913), Jurist, Aufsichtsrat und Politiker
- Wilhelm Carl von Rothschild (1828–1901), Bankier und Mäzen
- Adolf Schreyer (1828–1899), Maler
- Karl Theodor Wecker (1828–1893), Fabrikant und Mitglied der Ersten Kammer der Landstände des Großherzogtums Hessen
- Lazarus Geiger (1829–1870), Sprachforscher und Philosoph
- Heinrich Bernhard Rosenthal (1829–1876), Bankier und Zeitungsherausgeber
- Wilhelm Kingenheimer (1830–1857), Historienmaler
- Sigismund Kohn-Speyer (1830–1895), Kaufmann und Bankier
- Victor Müller (1830–1871), Maler
- Heinrich Oswalt (1830–1891), Verleger und Kinderbuchautor
- Anton de Bary (1831–1888), Naturwissenschaftler, Mediziner, Mykologe und Botaniker
- Johann Conrad Bohn (1831–1897), Physiker
- Ernst Kelchner (1831–1895), Historiker und Bibliothekar
- Heinrich Meidinger (1831–1905), Physiker
- Jacob Friedrich Zimmermann (1831–1894), Unternehmer und Mitglied des Preußischen Abgeordnetenhauses
- Frédéric Emile Baron d’Erlanger (1832–1911), Bankier und Konsul
- Mathilde von Rothschild (1832–1924), Mäzenin
- Andreas Weber (1832–1901), Gartenarchitekt, Gartenbaudirektor in Frankfurt am Main
- Ludwig Enders (1833–1906), evangelischer Pfarrer und Theologe
- Friedrich Ludwig von Gans (1833–1920), Industrieller, Mäzen und Kunstsammler
- Johann Baptist von Schweitzer (1833–1875), Agitator und Dramatiker
- Albert Hendschel (1834–1883), Maler, Zeichner und Radierer
- Ernst Ravenstein (1834–1913), Kartograph und Demograph
- Carl Ruland (1834–1907), Kunst- und Literaturhistoriker
- Wilhelm von Scherff (1834–1911), General und Militärschriftsteller
- Hugo Schiff (1834–1915), Chemiker
- Maximilian Schmidt (1834–1888), Tierarzt, Zoodirektor in Frankfurt und Berlin
- Otto Scholderer (1834–1902), Maler
- Giorgio Sommer (1834–1914), Fotograf
- August Weismann (1834–1914), Biologe
- Carl Wolf (1834–1901), Politiker und Pfarrer
- Wilhelm Hermann Carl von Erlanger (1835–1909), Jurist
- Friedrich Friedleben (1835–1920), Jurist, Vorsitzender der Frankfurter Stadtverordnetenversammlung und Mitglied des Provinziallandtages der Provinz Hessen-Nassau
- Konrad Adolf Hallenstein (1835–1892), Schauspieler
- Ottmar Hofmann (1835–1900), Mediziner und Entomologe
- Richard Peters (1835–1869), Ingenieur und Gründungsmitglied des VDI
- Rudolf Philippi (1835–1903), freisinniger Schweizer Politiker
- Johann Nikolaus Wilhelm Schaefer (1835–1908), deutsch-schweizerischer Schriftsteller
- Georg Speyer (1835–1902), Bankier und Mäzen
- Emil von Xylander (1835–1911), Offizier
- Georg Berna (1836–1865), Rittergutbesitzer
- Wilhelm Cronenberg (1836–1915), Fotograf, Pionier der Fototechnik
- Ludwig Gottlieb Friedrich von Erlanger (1836–1898), Bankier
- Auguste Metz, geborene Ravenstein (1836–1922), Turnlehrerin und Physiotherapeutin
- Nathaniel Meyer von Rothschild (1836–1905), Bankier
- Johann Valentin Drill (1836–1908), Abgeordneter des Provinziallandtages der Provinz Hessen-Nassau
- Jakob Hermann Bockenheimer (1837–1908), Chirurg, Geheimer Sanitätsrat und Gründer der ersten chirurgischen Privatklinik in Frankfurt am Main
- Franz von Handel (1837–1915), deutscher Gutsbesitzer und Politiker
- Arthur von Bolfras (1838–1922), Militarist
- Lucas von Heyden (1838–1915), Entomologe
- Anton Karl Rumpf (1838–1911), Bildhauer
- Moritz Schmidt-Metzler (1838–1907), Mediziner, Wegbereiter Johann Wolfgang Goethe-Universität
- Hermann Strauch (1838–1904), Rechtswissenschaftler und Hochschullehrer
- Pawel Pawlowitsch Demidow (1839–1885), russischer  Unternehmer und Diplomat
- Carl Friedrich Henrich (1839–1919), Brauereibesitzer und Verbandsfunktionär
- Agnes Hoesch (1839–1903), Fabrikant
- Eugen Klimsch (1839–1896), Kunstmaler und Illustrator
- Alexander Linnemann (1839–1902), Architekt, Glasmaler und Kunstgewerbler
- Albert von Metzler (1839–1918), Bankier und Politiker
- Johann Daniel Mouson (1839–1909), Seifenfabrikant und Kommunalpolitiker
- Carl Jonas Mylius (1839–1883), Architekt
- Joseph Maria von Radowitz (1839–1912), Diplomat
- Franz Brentano (1840–1888), Maler
- Viktor Alexander von Erlanger (1840–1894), Bankier
- Karl Hermann von Heyden (1840–1917), preußischer Offizier und Kammerherr
- Alexander Riese (1840–1922), Altphilologe
- Jacques de Reinach (1840–1892), französischer Bankier
- Friedrich Schierholz (1840–1894), Bildhauer
- Heinrich von Xylander (1840–1905), bayerischer General der Infanterie

#### 1841 bis 1860
- Karl Binding (1841–1920), Rechtslehrer
- Otto Braunfels (1841–1917), Bankier und Politiker
- Carl Graebe (1841–1927), Chemiker
- Karl Ferdinand Klimsch (1841–1926), Lithograf, Landschaftsmaler und Unternehmer
- Eduard Linnemann (1841–1886), Chemiker
- Adolf Haenle (1842–1907), Architekt
- Karl Häußer, eigentlich Karl Heussenstamm (1842–1907), Schauspieler
- Franz von Hoven (1842–1924), Architekt
- Karl Lentzner (1842–1905), Anglist, Romanist, Hispanist, Germanist und Erzieher
- Otto Lindheimer (1842–1894), Architekt
- Johann Friedrich Müller-Scherlenzky (1842–nach 1922), Unternehmer, Frankfurter Stadtverordneter und Mitglied des Provinziallandtages der Provinz Hessen-Nassau
- Wilhelm Bonn (1843–1910), Bankier und Mäzen
- Mathilde Emden, geborene Kann (1843–1910), Kauffrau und Mäzenin
- Leo Gans (1843–1935), Chemiker und Industrieller
- Maximilian von Goldschmidt-Rothschild (1843–1940), Bankier, Kunstmäzen und Kunstsammler
- Carl Philippi (1843–1906), Reeder der Binnenschifffahrt
- Johann von Pischek (1843–1916), Jurist und Politiker
- Friedrich Schulin (1843–1898), Rechtswissenschaftler, -historiker, Richter und Professor
- Otto Thilenius (1843–1927), Badearzt und Balneologe
- Heinrich Winter (1843–1911), Maler
- Ernst Wülcker (1843–1895), Germanist, Historiker und Archivar
- Théodore Wüst (1843–1915), Maler, Illustrator und Kupferstecher
- Ludwig Bär (1844–1900), Geiger, Opernsänger, Konzertmeister und Gesangspädagoge
- Michael Flürscheim (1844–1912), Industrieller und Ökonom
- Richard Fresenius (1844–1903), Maler
- Eduard Hiller (1844–1891), Altphilologe
- Emil Ponfick (1844–1913), Pathologe
- Simon Ravenstein (1844–1932), Turnlehrer, Topograph, Architekt und Bauunternehmer
- Viktor Christian Schmitt (1844–1900), Opernsänger an der Wiener Hofoper
- Simon Leopold Baer (1845–1919), Antiquar und Buchhändler
- Albert Böhler (1845–1899), österreichischer Industrieller
- August von Dönhoff (1845–1920), Adliger und Politiker
- Alfred Friedmann (1845–1923), Schriftsteller und Übersetzer
- Ottmar Hendschel (1845–1925), Genre- und Landschaftsmaler der Düsseldorfer Schule
- Adolf Koch (1845–1904), Architekt, Zeichner, Radierer und Fachschriftsteller
- Heinrich Roessler (1845–1924), Chemiker und Unternehmer
- Konrad Steinbrinck (1845–1899), Architekt und Mitglied des Provinziallandtages der Provinz Hessen-Nassau
- Jakob Johann von Weyrauch (1845–1917), Mathematiker und Ingenieur
- Richard Wülker (1845–1910), Anglist und Professor
- Hans von Zwiedineck-Südenhorst (1845–1906), österreichischer Historiker und Professor
- Hermann Andreae (1846–1925), Bankier
- Gottlieb Schnapper-Arndt (1846–1904), Privatgelehrter und Dozent
- Georg Adam Strohecker (1846–1899), Schauspieler
- Jean Strömsdörfer (1846–1909), Konsul
- Gustav Travers (um 1846–1892), Diplomat
- Otto Böhler (1847–1913), Scherenschnittkünstler
- Ernst Justus Haeberlin (1847–1925), Rechtsanwalt und Kommerzienrat
- Hans Kopp (1847–1915), Ingenieur, Unternehmer und Politiker
- Alice von Rothschild (1847–1922), Botanikerin und Gartenbauerin
- Jakob Heinrich Schiff (1847–1920), Bankier
- Sophie Luise Schulz-Euler (1847–1926), Schriftstellerin
- Wilhelm Karl Philipp Otto von Bentinck (1848–1912), württembergischer Standesherr und Landtagsabgeordneter
- Otto Bütschli (1848–1920), Zoologe
- Richard Loening (1848–1913), Rechtswissenschaftler
- Wilhelm Merton (1848–1916), Unternehmer, Sozialpolitiker und Philanthrop
- Louis Stahl (1848–1913), Architekt
- Christian Ludwig Thomas (1848–1913), Architekt, Archäologe und Königlicher Baurat
- Rudolf Weil (1848–1914), Bibliothekar und Numismatiker
- Ferdinand Abt (1849–1933), deutscher Architekt und Abgeordneter des Provinziallandtages Hessen-Nassau
- Helene Adler (1849–1923), Schriftstellerin und Lehrerin
- Max von Balan (1849–1905), preußischer Regierungspräsident und Politiker
- Gustav Heinrich Bassermann (1849–1909), Theologe
- Adolf Dessauer (1849–1916), österreichischer Bankier und Schriftsteller
- Anton Eyssen (1849–1928), Architekt
- Henry Oswalt (1849–1934), Jurist und Politiker
- Eduard Stahl (1849–1926), Architekt
- Philippine Wolff-Arndt (1849–1940), Malerin
- Bernhard Freudenberg (1850–1925), Architekt
- Wilhelm von Oechelhäuser jun. (1850–1923), Ingenieur und Unternehmer
- Anton Urspruch (1850–1907), Komponist
- Alfred von Bülow (1851–1916), Diplomat
- Wilhelm Creizenach (1851–1919), Literaturwissenschaftler
- John Elsas (1851–1935), Kaufmann und Börsenmakler
- Franz Jakob Hoffmann (1851–1903), Landschaftsmaler
- Hermann Ludwig von Jan (1851–1908), Historiker, Sachbuchautor, Publizist, Schriftsteller und Übersetzer
- Wilhelm Schmidt (1851–1907), Politiker und Redakteur
- Arthur Schuster (1851–1934), englischer Physiker
- Wilhelm von Bismarck (1852–1901), Politiker
- Carl Chun (1852–1914), Zoologe und Tiefseeforscher
- Max Flesch (1852–1943), Anatom, Kriminalanthropologe, Gynäkologe, Sexual- und Sozialreformer
- Carl Ludwig Funck (1852–1918), Lederhändler
- Ludwig Klimsch (1852–1874), Kunstmaler
- Oskar Lichtenstein (1852–1914), Politiker
- Adolf Roeder von Diersburg (1852–1920), Generalmajor und Hofmeister
- Carl L. Nippert (1852–1904), Ingenieur und Jurist
- Richard von Passavant (1852–1923), Kommerzienrat und Kunstmäzen
- August Sternberg (1852–1932), Bankier, Finanzier und Börsenmakler
- Louise Eyben, geborene Fuchs (1853–1949), Theaterschauspielerin
- Karl Flesch (1853–1915), Politiker
- Karl Höchberg (1853–1885), Autor und Sozialist
- Jakob Riesser (1853–1932), Politiker
- Adelheid de Rothschild (1853–1935), Unternehmer
- Carl Schmidt-Polex (1853–1919), Jurist und Industrieller
- Karl Sudhoff (1853–1938), Medizinhistoriker
- Albert Andreae de Neufville (1854–1940), Bankier
- Hugo von Reischach (1854–1934), Hofbeamter
- Adolf Schmetzer (1854–1943), Bauingenieur, Oberbaurat in Regensburg und Heimatforscher
- Georg Ledderhose (1855–1925), Mediziner
- Adam Geibel (1855–1933), Komponist
- Emil Sulzbach (1855–1932), Bankier, Komponist und Mäzen
- Fritz Rupp (1855–1926), Mitglied des Nassauischen Kommunallandtages und des Provinziallandtages der Provinz Hessen-Nassau
- Adolf Chelius (1856–1923), Maler
- Hermann Dessau (1856–1931), Althistoriker und Epigraphiker
- Ludwig Elster (1856–1935), Nationalökonom und Hochschulreferent
- Martin Flersheim (1856–1935), Kaufmann, Unternehmer, Kunstsammler, Förderer und Mäzen der Frankfurter Kunstszene
- Eugen Greiß (1856–1925), Architekt und Bauunternehmer
- Arthur von Gwinner (1856–1931), Bankier, Politiker und Kunstmäzen
- Moritz von Leonhardi (1856–1910), Anthropologe
- Alexander von Lersner (1856–1940), Architekt
- Fritz Rumpf (1856–1927), Maler, Kunstsammler und Schriftsteller
- Léo Sachs (1856–1930), französischer Komponist deutscher Herkunft
- Eugenie Bandell (1858–1918), Malerin, Radiererin und Grafikerin
- Wilhelm Cronberger (1858–1926), Opernsänger
- Robert Forell (1858–1927), Maler
- Valentin Gerlach (1858–1957), Hygieniker und Nahrungsmittelchemiker
- Andreas Henß (1858–1932), Architekt und Mitglied des Provinziallandtages der Provinz Hessen-Nassau
- Otto Körner (1858–1935), Arzt, Medizinhistoriker und Hochschullehrer
- Siegfried Ochs (1858–1929), Chorleiter und Komponist
- Achilles Andreae (1859–1905), Geologe und Paläontologe
- Bertha Bagge (1859–1939), Malerin und Radiererin
- Otto Böckel (1859–1923), Bibliothekar, Volksliedforscher und Politiker
- Rudolf Jung (1859–1922), Archivar und Historiker
- Alfons Mumm von Schwarzenstein (1859–1924), Diplomat
- Hans Olden (1859–1932), Schriftsteller
- Paul Roediger (1859–1938), Wirtschaftsjurist
- Paul Zirndorfer (1859–1920), Jurist und Abgeordneter des Provinziallandtages der Provinz Hessen-Nassau
- Ernst Elster (1860–1940), Schriftsteller und Germanist, Hochschullehrer
- Richard Fester (1860–1945), Historiker
- Philipp Franck (1860–1944), Maler, Grafiker und Zeichenlehrer
- Anton Hartmann (1860–1912), Schauspieler und Theaterdirektor
- Max Julius Loewengard (1860–1915), Komponist, Musikpädagoge und Musikkritiker
- Alfred Karl Mayer (1860–1932), Kunst- und Theaterkritiker
- Emil Rumpf (1860–1948), Maler und Illustrator
- Arthur von Weinberg (1860–1943), Chemiker und Industrieller

#### 1861 bis 1880
- Franz Joseph von Bülow (1861–1915), Autor, Oberleutnant und homosexueller Aktivist
- Wilhelm Gattinger (1861–1927), Landschaftsmaler
- Georg Popp (1861–1943), Chemiker und Hochschullehrer
- Carl von Weinberg (1861–1943), Kaufmann, Unternehmer und Stifter
- Johann Dietrich Alfken (1862–1945), Entomologe
- Ludwig Boller (1862–1896), Landschaftsmaler
- Ernst Flersheim (1862–1944), Kaufmann, Unternehmer Kunstsammler und -mäzen
- Ludwig Fulda (1862–1939), Bühnenautor und Übersetzer
- Otto Hirschel (1862–1919), Architekt
- Marie Eleonore Pfungst (1862–1943), Frauenrechtlerin und Unternehmerin
- Philipp Siesmayer (1862–1935), Gärtner und Gartenarchitekt
- Gustav Spiess (1862–1948), Mediziner
- Ludwig Witthöft (1862–1937), Eisenbahnbauingenieur
- Theodor Ziehen (1862–1950), Neurologe, Psychiater, Psychologe und Philosoph
- Anna Edinger, geborene Goldschmidt (1863–1929), Politikerin, Frauenrechtlerin und Stifterin
- Selly Gräfenberg (1863–1921), Neuphilologe (Anglist und Romanist), Gymnasial- und Hochschullehrer, Schul- und Sachbuchautor
- Wilhelm Jännicke (1863–1893), Botaniker und Hochschullehrer
- August Knoblauch (1863–1919), Neurologe, Geheimer Medizinalrat, Direktor der Neurologischen Klinik und der Senckenbergischen Naturforschenden Gesellschaft
- Wilhelm von Meister (1863–1935), Politiker und Diplomat
- Karl Diehl (1864–1943), Nationalökonom
- Alexander Dietz (1864–1934), Jurist und Historiker
- Franz Feist (1864–1941), Chemiker
- Hugo von Leonhardi (1864–1922), Großherzoglicher Oberhofmeister und Fideikommissherr
- Johann Georg Mohr (1864–1943), Maler
- Arthur Pfungst (1864–1912), Fabrikant, Verleger, Dichter, Übersetzer, Buddhist und Freidenker
- Meta Quarck-Hammerschlag (1864–1954), Frauenrechtlerin
- Ludwig Rhumbler (1864–1939), Zoologe und Forstwissenschaftler
- Reinhold Werner (1864–1939), Maler und Zeichner, Genre- und Landschaftsmaler
- Julius Ziehen (1864–1925), Pädagoge und Altphilologe
- Friederike Bröll (1865–1952), Sozialpolitikerin und Frauenrechtlerin
- Friedrich Fries (1865–1954), Kunsthistoriker und Museumsdirektor
- Heinrich Ludwig (1865–1952), Heimatforscher
- Hubert Hesse (1865–1926), Unternehmer und Mitglied des Provinziallandtages der Provinz Hessen-Nassau
- Friedrich Mahling (1865–1933), Theologe
- Jakob Schwalm (1865–1931), Historiker und Bibliothekar
- Richard Wirth (1865–1947), Jurist und Patentanwalt
- Toni Claar-Eibenschütz (1866–1946), österreichische Schauspielerin und Opernsängerin
- Paul von Gans (1866–1915), Chemiker, Erfinder sowie Automobil- und Luftfahrtpionier
- Friedrich Hartmann (1866–1937), Journalist
- Aloys Meister (1866–1925), Historiker
- Herbert von Meister (1866–1919), Vorstandsvorsitzender der Farbwerke Hoechst
- Mathilde Wagner (1866–1940), Medizinerin
- Albrecht Wirth (1866–1936), Historiker, Sprachforscher und Rasseforscher
- Karl Klimsch (1867–1936), Kunstsammler und Grafiker
- Rudolf de Neufville (1867–1937), Kaufmann und Abgeordneter des Provinziallandtages der Provinz Hessen-Nassau
- Fritz Hessemer (1868–1929), Architekt
- Robert Philipp Hieronymi (1868–1950), Maler und Restaurator
- Paul Klimsch (1868–1917), Kunstmaler und Illustrator
- Rudolf Sigmund Lion (1868–1933), Regierungsbaumeister und Mitglied des Provinziallandtages der Provinz Hessen-Nassau
- Rudolf Presber (1868–1935), Schriftsteller, Dramatiker und Drehbuchautor
- Fritz Rausenberger (1868–1926), Waffentechniker
- Friedrich Wilhelm Ristenpart (1868–1913), Astronom
- Edward Stilgebauer (1868–1936), Schriftsteller
- Alfred Doren (1869–1934), Historiker und Professor
- Rosy Fischer (1869–1926), Kunsthändlerin und Galeristin
- Ludwig Wilhelm Gans (1869–1946), Chemiker und Industrieller
- Gerhard Heil (1869–1943), Druckereibesitzer und Mitglied des Provinziallandtages der Provinz Hessen-Nassau
- Paul Hohenemser (1869–1932), Historiker und Bibliothekar
- Frida Lührs (1869–1941), Politikerin
- Robert Schmidt (1869–1934), Bauingenieur, Stadtplaner und Kommunalbeamter
- Theo Sommerlad (1869–1940), Historiker und Hochschullehrer
- Friedrich Philipp Stoltze (1869–1964), Architekt und Abgeordneter des Provinziallandtages der Provinz Hessen-Nassau
- Wilhelm von Stumm (1869–1935), Diplomat und Beamter
- Robert Weismann (1869–1942), Jurist
- Alexander Ellinger (1870–1923), Pharmakologe und Physiologe
- G. H. Emmerich (1870–1923), Hochschulgründer
- Philipp Erlanger (1870–1934), Maler und Bildhauer
- Georg Hartmann (1870–1954), Unternehmer
- Ludwig Heilbrunn (1870–1951), Rechtsanwalt
- Rahel Hirsch (1870–1953), Ärztin
- Wilhelm Humser (1870–1938), Offizier
- Philipp Jung (1870–1918), Gynäkologe und Hochschullehrer
- Fritz Klimsch (1870–1960), Bildhauer
- Heinrich Lismann (1870–1950), Bankier
- Fritz Roessler (1870–1937), Industrieller
- Jacob Rosenheim (1870–1965), Rabbiner und Verleger
- Karl Schaum (1870–1947), Chemiker
- Hermann Hans Wetzler (1870–1943), deutsch-US-amerikanischer Komponist
- Karl Breidenstein (1871–1966), Organist, Komponist und Hochschullehrer
- Paul Epstein (1871–1939), Mathematiker
- Moritz Philipp Hertz (1871–1940), Rechtsanwalt und Politiker
- August Lehr (1871–1921), Radrennfahrer
- August Schanz (1871–1935), Unternehmer und Politiker
- Ida Wronker (1871–1942), Kauffrau und Philanthropin
- Ludwig Ziehen (1871–1951), Altphilologe und Lehrer
- José Eibenschütz (1872–1952), Dirigent
- Clemens Fränkel (1872–1944), Landschaftsmaler
- Alfred Hertz (1872–1942), US-amerikanischer Dirigent
- Karl Maria Kaufmann (1872–1951), Archäologe

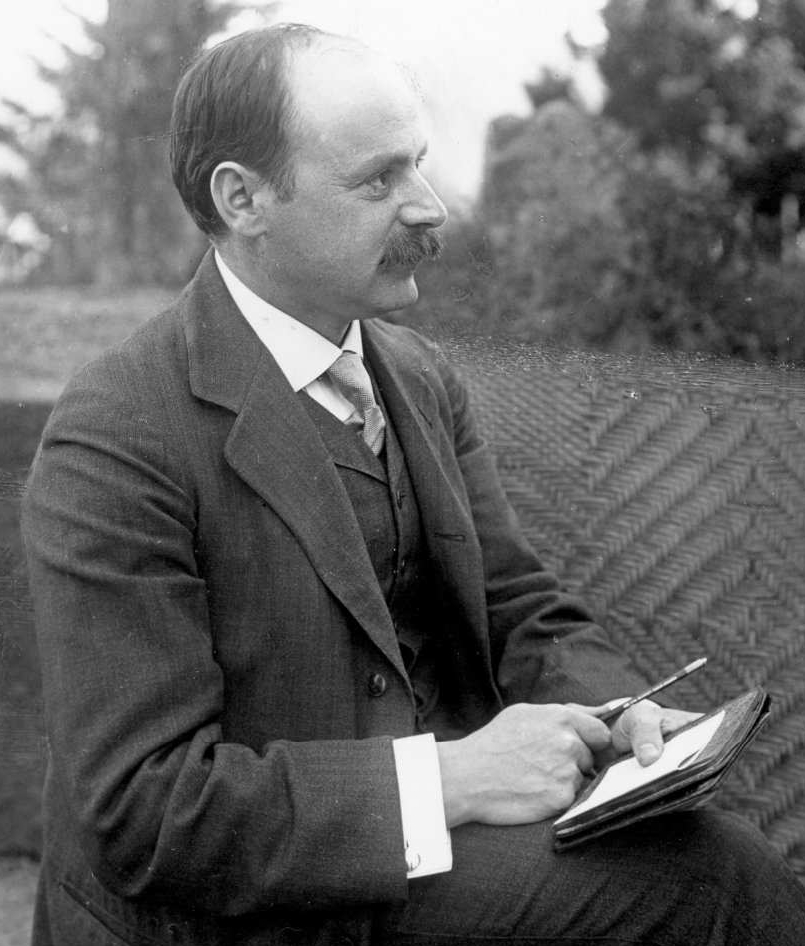
Karl Schwarzschild

- Johanna Oppenheimer (1872–1942), Malerin, Opfer des Nationalsozialismus
- Käthe Reich (1872–1962), Bühnen- und Filmschauspielerin
- Bernhard Sekles (1872–1934), Komponist, Dirigent, Pianist und Musikpädagoge
- Ines Wetzel (1872–1938), Frauenrechtlerin und Malerin
- Fritz Andreae (1873–1950), Bankier
- Johann Belz (1873–1957), Bildhauer
- Alexander von Bernus (1873–1943), Jurist und Landrat
- Moritz Julius Bonn (1873–1965), Nationalökonom
- Heinrich Ehlers (1873–1942), Volkswirt und Mitglied der verfassungsgebenden preußischen Landesversammlung
- Friedrich Schmidt-Knatz (1873–1950), Justizrat und Mitglied der Bekennenden Kirche
- Karl Schwarzschild (1873–1916), Astronom und Physiker
- Rudolph Künkler (1873–1961), Jurist und Politiker
- Wilhelm Lefèbre (1873–1974), Maler und Grafiker
- Otto Loewi (1873–1961), österreichisch/deutsch-amerikanischer Pharmakologe
- Eugen Ristenpart (1873–1953), Chemiker und Lehrer für Färbereichemie und Fasertechnologie
- Jean Albert Schwarz (1873–1957), Politiker
- August de Bary (1874–1954), Arzt und Politiker
- Otto Haas (1874–1955), deutsch-britischer Musikantiquar
- Heinrich Hahn (1874–1930), Jurist und Versicherungsmanager
- Franz Haymann (1874–1947), Professor
- Gerhard Hessenberg (1874–1925), Mathematiker
- Rudolf Linnemann (1874–1916), Architekt, Innenarchitekt und Glasmaler
- August Mouson (1874–1958), Fabrikant
- Julius Rumpf (1874–1948), evangelischer Pfarrer
- Lina von Schauroth (1874–1970), Künstlerin und Kunsthandwerkerin
- Mathilde Wurm (1874–1935), Politikerin
- Charles Biscoe (1875–1948), britischer Fechter
- Philipp Bockenheimer (1875–1933), Hochschullehrer und Reiseschriftsteller
- Ruth Cahn (1875–1966), Malerin
- Emma Ender (1875–1954), Politikerin
- Rudolf Euler (1875–1964), Kaufmann, Unternehmer, Kommanditist, Vorstandsmitglied und Aufsichtsratsvorsitzender der Frankfurter Metallgesellschaft, der Berg- und Metallbank und der Metallurgischen Gesellschaft
- Hermann Giess (1875–1963), Ministerialdirektor
- Karl Hefermehl (1875–1960), Präsident des Landgerichts Wiesbaden
- Johannes Lindworsky (1875–1939), deutscher Jesuit, Psychologe und Hochschullehrer
- Carl Anton Meckel (1875–1938), Dirigent
- Reinhard Pfaehler von Othegraven (1875 – nach 1944), Landschaftsmaler, Grafiker und Illustrator
- Johann Hermann Rumpf (1875–1942), Jurist und Parlamentarier
- Eduard Schütt (1875–1948), Arzt, Gerichtsmediziner und Rassenhygieniker
- Sascha Schwabacher (1875–1943), Kunsthistorikerin und Journalistin
- Fried Stern (1875–um 1944), Maler, Grafiker, Schriftsteller und Hörfunkautor
- Johanna Tesch (1875–1945), Politikerin
- Carl zu Ysenburg und Büdingen (1875–1941), Kapitän zur See der Kaiserlichen Marine und Chef des Hauses Ysenburg und Büdingen
- Friedrich Bauer (1876–1930), Verwaltungsjurist
- Otto Blumenthal (1876–1944), Mathematiker
- Heinrich Conradi (1876–1943), Bakteriologe und Hygieniker
- Otto Greiß (1876–1945), Architekt und Baubeamter
- Isaak Heinemann (1876–1957), Philologe
- Emil Hub (1876–1954), Bildhauer
- Willi Kaiser-Heyl (1876–1953), Schauspieler und Opernsänger
- Carl Klieneberger (1876–1938), Arzt und Internist
- Otto Linnemann (1876–1961), Glasmaler sowie Wand- und Dekorationsmaler
- Nelly Merz (1876–1968), Opernsängerin und Sopranistin
- Marcel Sulzberger (1876–1941), schweizerischer Komponist, Pianist und Musikschriftsteller
- Oskar Ufert (1876–1952), Bildhauer
- Richard Biringer (1877–1947), Zeichner, Maler, Medailleur und Bildhauer
- Hans Bluntschli (1877–1962), Schweizer Anatom
- Wilhelm Derlam (1877–1948), Architekt, Baumeister und Maler
- Max Engelhard (1877–1940), Sportfunktionär
- Max Ettlinger (1877–1929), Philosoph, Psychologe, Pädagoge und Hochschullehrer
- Lucie Euler (1877–1956), Schauspielerin
- August Gräser (1877–1961), Politiker
- August Keller (1877–1953), SPD-Politiker und Mitglied des Provinziallandtages der Provinz Hessen-Nassau
- Alfred Manes (1877–1963), deutsch-amerikanischer Volkswirtschaftler und bedeutender Pionier der Versicherungswissenschaft
- Adolf Reiss (1877–1962), Jurist und Mäzen
- Kurt Schönberg (1877–1948), Verwaltungsjurist und  Landrat
- Franz Verheyen (1877–1955), Radrennfahrer
- Otto Aschaffenburg (1878–1942), Bankier, Inhaber der Bank Lazard Speyer-Ellissen
- Katharina Correggio-Neidlinger (1878–1956), Malerin
- Hermann Fellner (1878–1936), Filmproduzent und Drehbuchautor
- Eduard Gelbart (1878–1948), Organist, Pianist, Musikpädagoge und Komponist
- Richard Goldschmidt (1878–1958), Biologe und Genetiker
- Georg Jung (1878–1958), Heimatforscher
- Otto Loewe (1878–1938), Chirurg
- Alfred Merton (1878–1954), Unternehmer
- Ottilie Metzger (1878–1943), Sängerin
- Willi Mietens (1878–1933), Bankdirektor und Mitglied des Provinziallandtages der Provinz Hessen-Nassau
- Gustav Rau (1878–?), Hürdenläufer
- Eduard Reiss (1878–1957), deutsch-schweizerischer Psychiater
- Arthur Scherbius (1878–1929), Unternehmer und Erfinder
- Julie Virginie Scheuermann (1878–1942), Lyrikerin und Malerin
- Edmund Speyer (1878–1942), Chemiker und Hochschullehrer
- Harry Steier (1878–1936), Opernsänger

- Karl Wach (1878–1952), Architekt

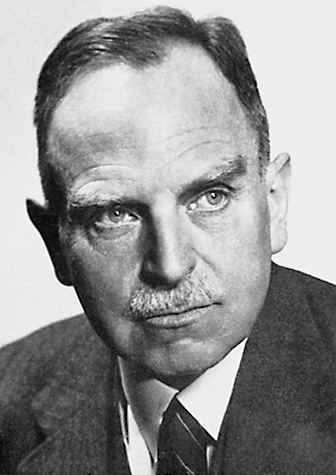
Otto Hahn

- Paul Wiegler (1878–1949), Schriftsteller
- Harry Fuld (1879–1932), Industrieller
- Otto Hahn (1879–1968), Chemiker, Entdecker der Kernspaltung, Nobelpreisträger, Gründer der Max-Planck-Gesellschaft
- Alfred Horstmann (1879–1947), Diplomat
- Hugo Merton (1879–1940), Zoologe
- Carl Neuschäfer (1879–1946), Baptistenpastor, Theologiedozent und Studiendirektor
- Fritz Nicolai (1879–1946), Wasserspringer
- Jakob Oppenheimer (1879–1941), Kunsthändler
- Eduard Schmidt (1879–1963), Archäologe
- Gottlob Schrenk (1879–1965), evangelischer Geistlicher und Hochschullehrer an der Universität Zürich
- F. W. Schröder-Schrom (1879–1956), Schauspieler
- Hermann Schwab (1879–1962), Journalist
- Nathan Sally Stern (1879–1975), deutsch-US-amerikanischer Ingenieur, Unternehmer und Fachautor
- Arthur Weber (1879–1975), Balneologe, Kardiologe, Hochschullehrer
- Ida Wüst (1879–1958), Schauspielerin
- Leo Baer (1880–1948), Antiquar und Kunsthistoriker
- Wilhelm Feldmann (1880–1947), Journalist und Schriftsteller
- Moritz Geiger (1880–1937), Philosoph
- Julie Kniese (1880–1972), Kinder- und Jugendbuchautorin
- Else Luthmer (1880–1961), Malerin
- Paul Maas (1880–1964), Altphilologe und Byzantinist
- Karl von Roques (1880–1949), Offizier
- Hans Ferdinand Schaub (1880–1965), Komponist
- Fritz Weege (1880–1945), Klassischer Archäologe und Etruskologe

#### 1881 bis 1900

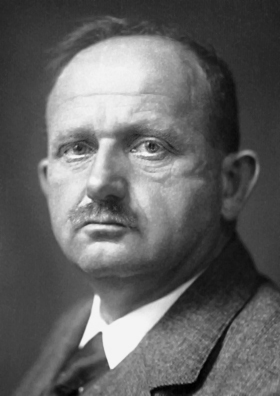
Hans Fischer

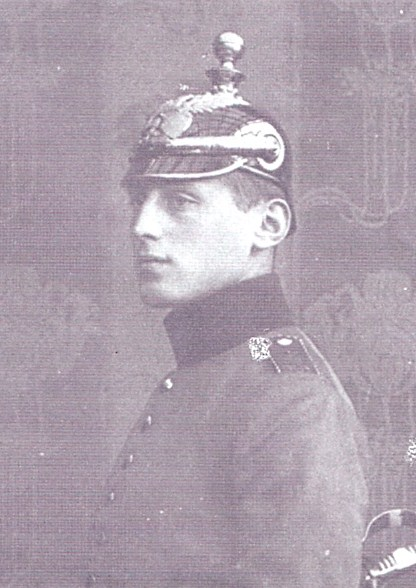
Richard Koch

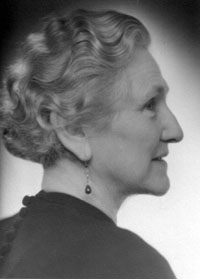
Minni Herzing

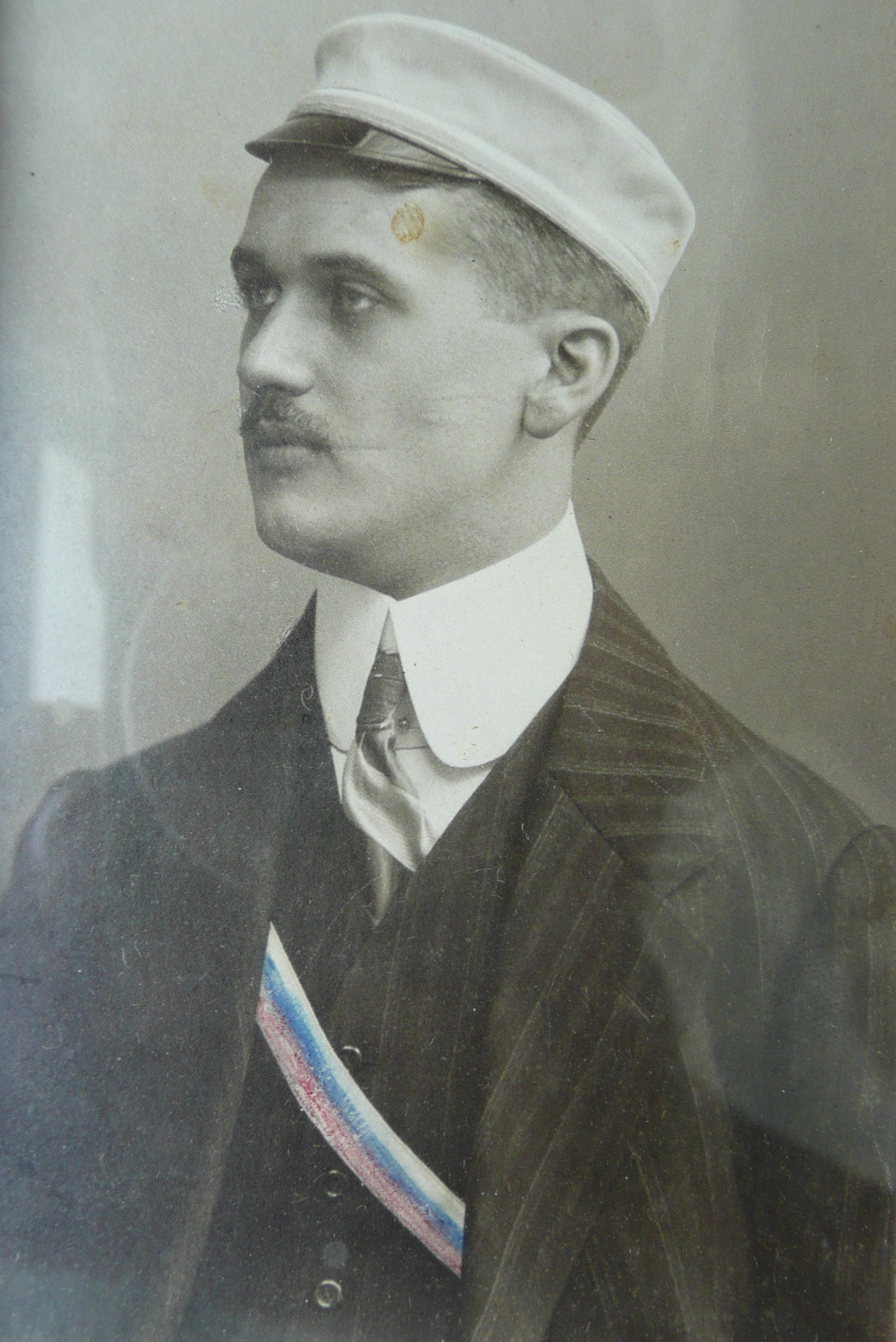
Caesar-Rudolf Boettger

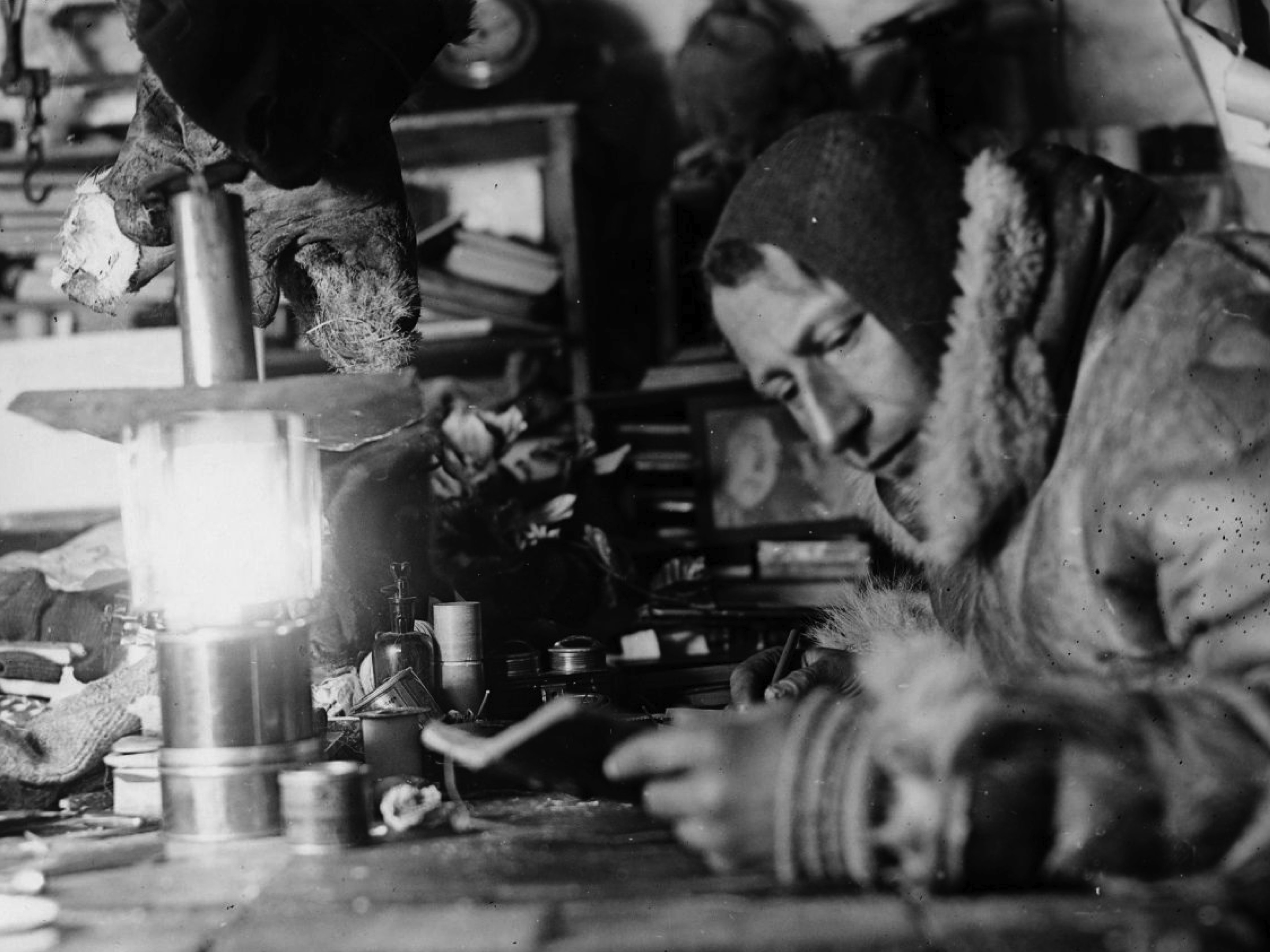
Johannes Georgi

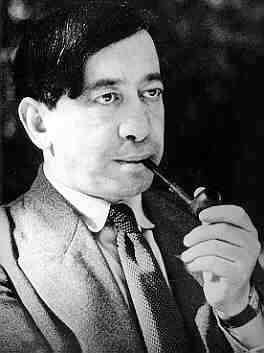
Siegfried Kracauer

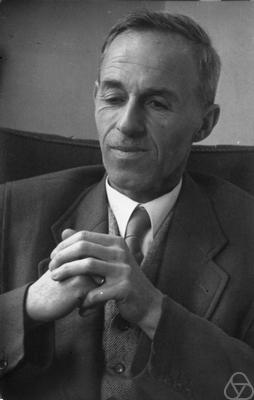
Wilhelm Süss

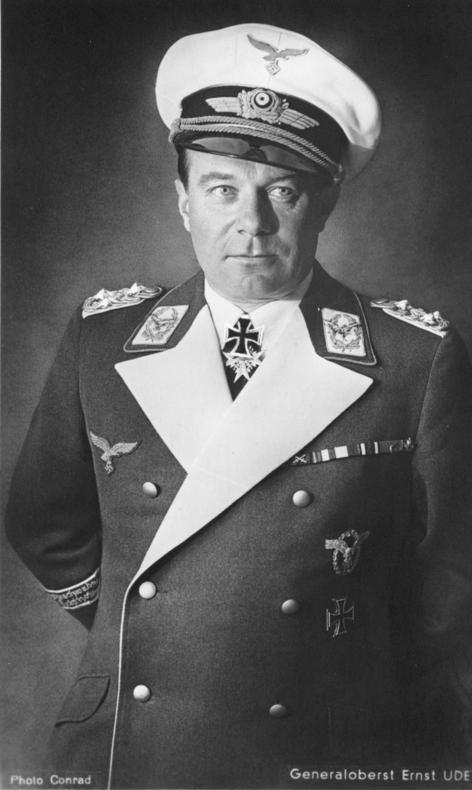
Ernst Udet

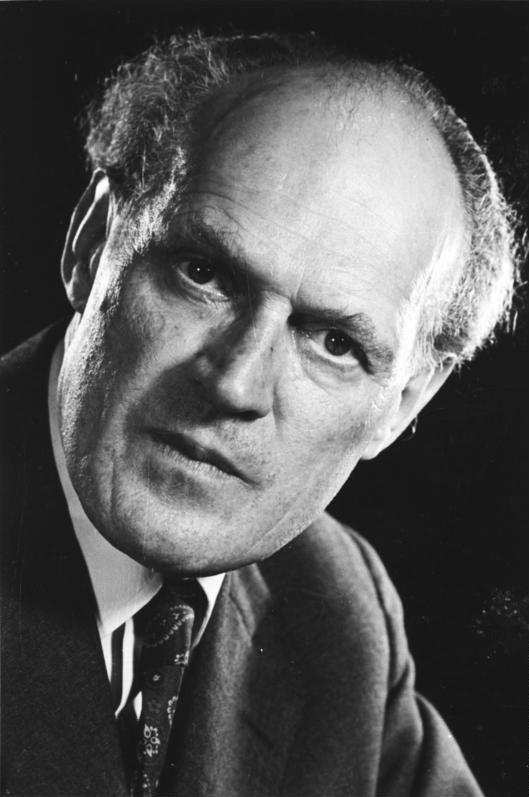
Willy Messerschmitt

- Edwin Markus Baer (1881–1965), Antiquar
- Johannes Bartmann (1881–1933), Landrat
- Georg Benkard (1881–1955), Jurist
- Willy Dörr (1881–1955), Leichtathlet und Sportpädagoge
- Maria Elisabeth Epstein (1881–1948), Politikerin
- Hans Fischer (1881–1945), Chemiker und Mediziner
- Carl Gebhardt (1881–1934), Philologe und Philosoph
- Edgar Goldschmid (1881–1957), Arzt und Pathologe
- Emmy Gotzmann (1881–1950), Malerin
- Paul Hirsch (1881–1951), Industrieller
- Walter Mannowsky (1881–1958), Kunsthistoriker
- Richard Merton (1881–1960), Industrieller, Stifter und Politiker
- Marie Paquet-Steinhausen (1881–1958), Malerin und Lithographin
- Jakob Rauch (1881–1956), katholischer Geistlicher
- Friedrich Reisch (1881–1921), Musiker und Altphilologe
- Emil Ritter (1881–1968), Publizist, Schriftsteller
- Hermann Zilcher (1881–1948), Komponist, Pianist, Dirigent und Musikpädagoge
- Karl Bornhausen (1882–1940), evangelischer Theologe
- Walter Braunfels (1882–1954), Komponist, Musikpädagoge und Pianist
- Karl Ettlinger (1882–1939), Journalist und Schriftsteller
- Karl Grönsfelder (1882–1964), Politiker und Widerstandskämpfer gegen den Nationalsozialismus
- Anny Hannewald (1882–1968), Schauspielerin
- Richard Hildmann (1882–1952), österreichischer Politiker
- Richard Koch (1882–1949), Arzt, Medizinhistoriker und Medizintheoretiker
- Amalie Lauer (1882–1950), Politikerin
- Hans Wolfgang Maier (1882–1945), deutsch-schweizerischer Psychiater, Hochschullehrer
- Jules Marx (1882–1944), Direktor
- Werner Meißner (1882–1962), Jurist
- Otto Riesser (1882–1949), Pharmakologe und Physiologe
- Albert Volk (1882–1982), Maler, Grafiker und Bildhauer
- Hermann Abendroth (1883–1956), Dirigent und Musikpädagoge
- Ernst Benkard (1883–1946), Kunsthistoriker
- Siegfried Eberhardt (1883–1960), Geiger
- Heinrich Eymer (1883–1965), Gynäkologe und Geburtshelfer
- Else Gentner-Fischer (1883–1943), Opernsängerin
- Minni Herzing (1883–1968), Malerin
- Robert von Hirsch (1883–1977), Lederfabrikant und Mäzen
- Franz Ludwig Hörth (1883–1934), Regisseur und Operndirektor
- Kurt Jäckel (1883–1966), Kunstmaler, Graphiker und Holzschneider
- Rudolf Kußmann (1883–nach 1937), Oberlehrer, Schulleiter und Dichter
- Moritz Meier (1883–1944), Musiker und Musikpädagoge
- Georg von Neufville (1883–1941), Offizier, Freikorpsführer und nationalsozialistischer Funktionär
- Richard Rosenheim (1883–1964), Theaterdirektor, Journalist, Autor und Professor
- Hans-Gotthilf Strasser (1883–1963), Rechtswissenschaftler und Politiker
- Erwin O. Brettauer (1884–1973), deutschstämmiger Bankier, Filmmanager und Filmfinanzier
- Heinrich Fassbender (1884–1970), Physiker
- Fritz Glas (1884–unbekannt), Ingenieur und Mitglied des Provinziallandtages der Provinz Hessen-Nassau
- Hermann Pinnow (1884–1973), Pädagoge und Historiker
- Franziska Schlopsnies (1884–1944), Mode-, Plakat- und Werbegrafikerin
- Hanns Schulze (1884–1931), Kunsthistoriker und Verlagsdirektor
- Ludwig Schunk (1884–1947), Fabrikant
- Karl Schwarzkopf (1884–1954), Jurist, Verwaltungsbeamter und Politiker
- Ernst Bamberger (1885–1941), Arzt
- Hermann Bull (1885–1947), Porträt- und Landschaftsmaler der Düsseldorfer Schule
- Walther Davisson (1885–1973), Geiger, Dirigent und Hochschullehrer
- Willy Dreyfus (1885–1977), Schweizer Bankier
- Friedrich August Finger (1885–1961), Bauingenieur, Baustoffkundler und Gründer des F.A. Finger-Instituts für Baustoffkunde
- Carl Goetz (1885–1965), Bankmanager
- Fritz Hoeber (1885–1921), Kunsthistoriker und Architekturkritiker
- Ines Keil-Folville (1885–1980), Autorennfahrerin
- Gustav Lampmann (1885–1970), Architekt, Baubeamter und Architekturschriftsteller
- Richard Lepsius (1885–1969), Chemiker und Reichsrichter
- Paul Oppenheim (1885–1977), Chemiker, Philosoph, Privatgelehrter und Industrieller
- Justus Paris (1885–1942), Schauspieler
- Karl Schellen (1885–1945), Landrat und Ministerialrat
- Erich Schönfelder (1885–1933), Schauspieler und Filmregisseur
- Martin Schwarz (1885–1945), Architekt
- Veit Valentin (1885–1947), Historiker und Archivar
- Heinz Voigt (1885–1958), Ingenieur und Hochschullehrer
- Karl August Busch (1886–1952), evangelischer Pfarrer
- Fritz Haas (1886–1969), deutschamerikanischer Malakologe
- Friedrich Heilmann (1886–1933), Verwaltungsbeamter und Mitglied des Provinziallandtages der Provinz Hessen-Nassau
- Emmy Heller (1886–1956), Historikerin
- Ernst May (1886–1970), Architekt und Stadtplaner
- Georg Ochs (1886–1971), Entomologe
- Hans Oppermann(1886–1946), Jurist und Landrat
- Albert Probeck (1886–1975), Schauspieler und Theaterleiter
- Karl Friedrich Freiherr von Schorlemer (1886–1936), Gutsbesitzer, Jurist und Politiker
- Wolfgang Schwartzkopff (1886–1943), Bildhauer
- Walter Weber (1886–1966), Politiker, Bürgermeister von Oberlahnstein, Landrat des Main-Taunus-Kreises
- Wilhelm Wenz (1886–1945), Malakologe
- Philipp Ellinger (1887–1952), Pharmakologe und Hochschullehrer
- Wilhelm Karl Gerst (1887–1968), Journalist und Politiker
- Oscar Kreuzer (1887–1968), Tennisspieler
- Carl Luley (1887–1966), Volksschauspieler
- Otto Maull (1887–1957), Geograph und Geopolitiker
- Hans Riesser (1887–1969), Diplomat
- Margarete Rothbarth (1887–1953), Historikerin
- Wilhelm Runze (1887–1972), Maler
- Walter Ruttmann (1887–1941), Filmregisseur
- Adolf Schindling (1887–1963), Unternehmer
- Franz Schramm (1887–1966), Politiker
- Philipp Siedler (1877–1965), Chemiker
- Robert Sommer (1887–1957), Erfinder, Flugpionier und deutscher Meister im Fechten
- Ernst Sulzbach (1887–1954), Verlagslektor
- Harold Winter (1887–1969), Bildhauer
- Rudolf Bangel (1888–1923), Kunsthistoriker und Kunsthändler
- Fritz Becker (1888–1963), Fußballspieler
- Caesar-Rudolf Boettger (1888–1976), Zoologe und Hochschullehrer
- Hermann Bräuning-Oktavio (1888–1977), Literaturhistoriker, Kritiker, Übersetzer und Verleger
- Georg Eberlein (1888–1976), Politiker
- Johannes Eckert (1888–1959), Frankfurter Original
- Fritz Edinger (1888–1942), Nervenarzt und Publizist
- Johannes Georgi (1888–1972), Meteorologe, Glaziologe und Polarforscher
- Harry Gerber (1888–1959), Archivar und Historiker
- Gussy Holl (1888–1966), Schauspielerin und Diseuse
- Maria Regina Jünemann (1888–1978), Schauspielerin, Schriftstellerin und Journalistin
- Theophil Kaufmann (1888–1961), Politiker
- Wilhelm Lenz (1888–1957), Physiker
- Max Michel (1888–1941), Jurist, Volkswirt und Politiker
- Hermine Moos (1888–1928), Puppenmacherin und Malerin
- Hans Proesler (1888–1956), Historiker und Soziologe
- Hans Rose (1888–1945), Kunsthistoriker
- Rosy Schilling, geborene Kahn (1888–1971), Kunsthistorikerin
- Hans Adalbert Schlettow (1888–1945), Schauspieler
- Adele Schönfeld (1888–1953), Schauspielerin
- Ernst Walz (1888–1966), Jurist und Oberbürgermeister von Heidelberg
- Georg Weise (1888–1978), Kunsthistoriker
- Herman Bing (1889–1947), Komiker
- Willi Cleer (1889–1955), Automobilrennfahrer
- Shlomo Ettlinger (1889–1964), Rechtsanwalt und Notar
- Max Flesch-Thebesius (1889–1983), Mediziner, Kommunalpolitiker, Mäzen
- Otto Frank (1889–1980), Kaufmann, Vater von Anne Frank
- Albert Fuss (1889–1969), Grafiker
- Carl Haensel (1889–1968), Schriftsteller, Dramatiker und Rechtsanwalt
- L. Albert Hahn (1889–1968), Bankier, Nationalökonom und Hochschullehrer
- Heinrich Jacoby (1889–1964), deutsch-schweizerischer Musiker und Begabungsforscher
- Hans Paul Kaufmann (1889–1971), Chemiker
- Johanna Kirchner (1889–1944), Widerstandskämpferin in der Résistance
- Siegfried Kracauer (1889–1966), Journalist, Soziologe, Filmkritiker und Geschichtsphilosoph
- Georg Mahr (1889–1967), Bildhauer und Schriftsteller
- Ernst Majer-Leonhard (1889–1966), Pädagoge
- Lino Salini (1889–1944), Maler und Karikaturist
- Otto Salomon (1889–1971), Schriftsteller und Verleger
- Ernst Schwarz (1889–1962), Zoologe
- Walter Sulzbach (1889–1969), Soziologe
- Ludwig Battenberg (1890–1964), Verwaltungsjurist, Präsident der Landesversicherungsanstalten Württemberg
- Max Bertuch (1890–1943), Komponist, Bühnenautor, Librettist und Dirigent
- Albert Daudistel (1890–1955), Schriftsteller
- Wilhelm Detig (1890–1958), Wasserbauingenieur
- Heinrich Eisemann (1890–1972), deutsch-britischer Antiquar
- Robert Fritz (1890–1983), Jurist
- Eugen von Kessel (1890–1934), Offizier
- Hans von Passavant (1890–1953), Kaufmann und Mitglied des Provinziallandtages der Provinz Hessen-Nassau
- Erna Pinner (1890–1987), Zeichnerin, Puppenkünstlerin, Schriftstellerin und Naturwissenschaftlerin
- Walter Clemens Schmidt (1890–1979), Maler, Glasmaler, Holzschneider und Graphiker
- Otto Schmöle (1890–1968), Schauspieler
- Otto Schwerin (1890–1936), Schriftsteller
- Martin Weber (1890–1941), Architekt
- Martha Wertheimer (1890–1942), Pädagogin, Journalistin und Schriftstellerin
- Samson Breuer (1891–1974), israelischer Mathematiker
- Ludwig Buttlar (1891–1945), preußischer Landrat und Schriftsteller
- Karl Dönges (1891–1975), Wirtschaftsjurist und Gießener Oberbürgermeister
- Edmund Frohne (1891–1971), sächsischer Verkehrswissenschaftler und Politiker
- Ludwig Hofmann (1891–1963), Opernsänger
- Felix Schlag (1891–1974), Designer
- Karl Ludwig Schmidt (1891–1956), evangelischer Theologe
- Elisabeth Schmitt (1891–1974), deutsch-US-amerikanische Juristin
- Leopold Schwarzschild (1891–1950), Publizist und Soziologe
- Erwin W. Straus (1891–1975), deutsch-US-amerikanischer Neurologe und Psychiater, Psychologe und Philosoph
- Max Wallner (1891–1951), Librettist, Liedtexter, Komponist und Drehbuchautor
- August Weinsperger (1891–1963), Politiker
- Gottlob Schaupp (1891–1977), Architekt
- Georg Biundo (1892–1988), evangelischer Geistlicher und Historiker
- Hans Domizlaff (1892–1971), Graphiker, Werbepsychologe und Schriftsteller
- Robert Eyssen (1892–1960), Konteradmiral
- Berta Jourdan (1892–1981), Politikerin, Frauenrechtlerin und Pädagogin
- Igna Maria Jünemann (1892–1976), Journalistin und Schriftstellerin
- Wolfgang Kaskeline (1892–1973), Werberegisseur, Filmproduzent und Professor
- Eugen Kaufmann (1892–1984), Architekt
- Hans Leybold (1892–1914), Dichter
- Hedwig Michel (1892–1982), Autorin
- August Oswalt (1892–1983), Bankier und Politiker
- Hans Ludwig Rauh (1892–1945), Lehrer und Mundartforscher
- Lina Rotter (1892–1975), Politikerin
- Edgar Salin (1892–1974), Wirtschaftswissenschaftler
- Gottfried Salomon (1892–1964), deutsch-amerikanischer Soziologe und Nationalökonom
- Hermann Schmidt-Fellner (1892–1940), Unternehmer
- Wilhelm Schöndube (1892–1985), Arzt, Fechter und Kunstsammler
- Friedrich Weber (1892–1955), Veterinärmediziner
- Jakob Weiseborn (1892–1939), SS-Funktionär und KZ-Lagerkommandant
- Max Wronker (1892–1966), Kaufmann und Unternehmer
- Walter Breidenbach (1893–1984), Pädagoge und Hochschullehrer
- Wilhelm Franke (1893–1959), Politiker
- Ilse Friedleben (1893–1963), Tennisspielerin
- Anna Geyer (1893–1973), Politikerin und Journalistin
- Ludwig Hirschfeld-Mack (1893–1965), Maler
- Hans Liermann (1893–1976), Rechtswissenschaftler
- Gus Meins (1893–1940), US-amerikanischer Filmregisseur
- Charlotte Müller (1893–1972), Pädagogin und Publizistin
- Emil Müller (1893–1963), Politiker
- Ludwig Münz (1893–1945), Jurist und römisch-katholischer Märtyrer
- Bertha Neumann (1893–1944), Staatswissenschaftlerin, in Auschwitz ermordet
- Hanna Bekker vom Rath (1893–1983), Malerin, Sammlerin und Kunsthändlerin
- Hermann Schilling (1893–1961), Staatsfinanzrat, Bankier
- Selmar Spier (1893–1962), Jurist, Auslandskorrespondent, Historiker und Autor
- Hans Struth (1893–1972), Verleger
- Heinrich Weiss (1893–1966), Gewerkschafter, Politiker (SPD) und Unternehmer
- Eduard Bornemann (1894–1976), Altphilologe
- Ferdinand Dirichs (1894–1948), römisch-katholischer Bischof
- Arthur Enk (1894–1976), Politiker
- Hans Faust (1894–1974), Jurist und Landrat
- Johann Fück (1894–1974), Orientalist
- Eugen Helfrich (1894–1968), Politiker
- Herbert Herxheimer (1894–1985), Mediziner
- Willy Morel (1894–1973), Klassischer Philologe
- Willi Richter (1894–1972), Gewerkschaftsfunktionär und Politiker
- Otto Riese (1894–1977), Jurist und Hochschullehrer
- Richard Rosenberg (1894–1987), Komponist, Musiktheoretiker, Musikpublizist, Dirigent, Pianist und Jurist
- Hanna Schachenmeier (1894–1985), Kinderbuchautorin und Lyrikerin
- Gustav Friedrich Scheinpflug (1894–1984), Architekt, Bildhauer, Maler und Designer
- Gertrud Schwarz-Helberger (1894–1991), Malerin und Grafikerin
- Werner Thormann (1894–1947), Journalist
- Eberhard Baier (1895–1983), General
- Lo Bergner (1895–1971), Schriftstellerin, Drehbuchautorin und Schauspielerin
- Emmy Bettendorf (1895–1963), Opernsängerin
- Friedrich Dalsheim (1895–1936), Jurist, Ethnologe, Naturforscher, Expeditionsleiter und Dokumentarfilmer
- Irmgard Enderle (1895–1985), Politikerin, Gewerkschafterin und Journalistin
- Otto Etz (1895–1957), Politiker
- Ernst Geitlinger (1895–1972), Maler
- Anton Haselmayer (1895–1962), Politiker
- Adolf Jäger (1895–1983), Bildhauer und Münzgestalter
- Heinrich Otto Kalk (1895–1973), Internist, Hepatologe und Hochschullehrer
- Eduard Meyer (1895–1931), Rechtsanwalt
- Hans Möbius (1895–1977), Klassischer Archäologe
- Willi Müller (1895–1967), Politiker
- Karl Reinhardt (1895–1941), Mathematiker
- Hans Schmüser (1895–1983), Politiker
- Wilhelm Süss (1895–1958), Mathematiker
- Bruno Uhl (1895–1990), Kaufmann
- Hedwig von Beit (1896–1973), Privatgelehrte
- Paul Binswanger (1896–1961), Literaturwissenschaftler und Essayist
- Johann August Drescher (1896–1952), Schauspieler
- Hans Flesch (1896–1945), Rundfunkpionier und Arzt
- Theodor Haubach (1896–1945), Journalist, Politiker und Widerstandskämpfer gegen den Nationalsozialismus
- Agnes Holthusen (1896–1990), Kunsthistorikerin, Förderin bildender Künstler
- Hedwig Kömmerling (1896–1993), Historikerin
- Rosy Lilienfeld (1896–1942), Künstlerin
- Friedrich Mehler (1896–1981), deutsch-schwedischer Komponist, Pianist und Dirigent
- Karl Wilhelm Ochs (1896–1988), Architekt und Hochschullehrer
- Wilhelm Schäfer (1896–1933), Politiker (NSDAP) und Abgeordneter in der Weimarer Republik
- Franz von Tattenbach (1896–1974), Botschafter
- Ernst Udet (1896–1941), Jagdflieger in der Fliegertruppe des Deutschen Heeres
- Wulf Emmo Ankel (1897–1983), Zoologe
- Erna Auerbach (1897–1975), Malerin und Kunsthistorikerin
- Karl Friedrich Brust (1897–1960), Maler, Grafiker und Pressezeichner
- Franz Calvelli-Adorno (1897–1984), Jurist und Senatspräsident am Oberlandesgericht Frankfurt
- Tilly Edinger (1897–1967), Paläontologin
- Adolf Ehrtmann (1897–1979), Politiker
- Hedda Forsten (1897–1933), Schauspielerin
- Georg Heck (1897–1982), Maler und Grafiker
- Henry Paul Jordan (1897–1983), deutsch-US-amerikanischer Diplomat
- Albert Krebs (1897–1992), Ministerialrat, Strafvollzugsreformer
- Adolf Lampe (1897–1948), Ökonom
- Gustav May (1897–1975), Schauspieler
- Walter Peterhans (1897–1960), Fotograf
- Johannes Reuter (1897–1975), Architekt
- Leopold Sautter (1897–1979), Architekt
- Willy Schwabacher (1897–1972), Numismatiker
- Heinrich Speyer (1897–1935), Orientalist
- Georg Stierle (1897–1979), Politiker
- Eberhard von Wechmar (1897–1934), Gutsbesitzer und SA-Führer
- Franz Altheim (1898–1976), Althistoriker
- Mile Braach (1898–1998), Chronistin und Unternehmerin
- Otto Brenzel (1898–1945), Handwerker und Politiker
- Günther Caracciola-Delbrück (1898–1945), Verleger und Widerstandskämpfer gegen den Nationalsozialismus
- Hans Feibusch (1898–1998), Maler
- Johann Fladung (1898–1982), Kommunist, Kulturpolitiker, Verleger und Publizist
- Adalbert Gimbel (1898–1973), Politiker
- Ria Ginster (1898–1985), Sängerin und Gesangspädagogin
- Walter Graffunder (1898–1953), Physiker
- Wilhelm Greb (1898–1947), hessischer Landtagsabgeordneter (CSVD)
- Ferdinand Kramer (1898–1985), Architekt und Designer
- Hans Leicher (1898–1989), Hals-Nasen-Ohren-Arzt und Hochschullehrer
- Karl Lenz (1898–1948), Maler
- Karl von Lersner (1898–1943), Offizier
- Karl Menninger (1898–1963), Mathematiker
- Willy Messerschmitt (1898–1978), Flugzeugkonstrukteur und Unternehmer
- Karl Nothnagel (1898–1958), Beamter
- Heinrich Philipp Reutlinger (1898–1963), Politiker
- Herbert Mumm von Schwarzenstein (1898–1945), Diplomat und Widerstandskämpfer gegen den Nationalsozialismus
- Hermine Speier (1898–1989), Klassische Archäologin
- Otto Veit (1898–1984), Nationalökonom
- Christian Weiß (1898–1977), Kommunalpolitiker (SPD)
- Paul Arnsberg (1899–1978), Schriftsteller, Historiker und Journalist
- Ilse Bing (1899–1998), deutsch-amerikanische Fotografin
- Walter Grüters (1899–1974), Schauspieler, Hörspielsprecher und -regisseur
- Friedrich Wilhelm Heinz (1899–1968), Journalist und Schriftsteller
- Wilhelm Kraiker (1899–1987), Klassischer Archäologe
- Paul Leser (1899–1984), deutsch-amerikanischer Ethnologe
- Ernst Friedrich Löhndorff (1899–1976), Seemann, Abenteurer und Schriftsteller
- Karl Nahrgang (1899–1967), Heimatforscher
- Erich Neuß (1899–1982), Archivar und Historiker
- Heinrich Scharp (1899–1977), Journalist, Historiker und Parteifunktionär
- Georg Kurt Schauer (1899–1984), Verleger und Buchhistoriker
- Johann Schellheimer (1899–1945), Widerstandskämpfer gegen den Nationalsozialismus
- Irnfried von Wechmar (1899–1959), Offizier und Journalist
- Hans-Peter Will (1899–1990), Verwaltungsbeamter und Politiker
- Hermann Schultze(1899–1985), Chemiker und Hochschullehrer
- Ella Auerbach, geborene Levi (1900–1999), deutsch-US-amerikanische Juristin
- Paul Backes (1900–1963), Architekt
- Ferdinand Bodesheim (1900–1970), Politiker
- Kurt Ehrhardt (1900–1971), Theater- und Filmschauspieler, Regisseur und Intendant
- Erich Fromm (1900–1980), deutsch-US-amerikanischer Psychoanalytiker, Philosoph und Sozialpsychologe
- Willy Heller (1900–1981), Politiker (CDU), Abgeordneter des Brandenburger Landtages
- Rudolf Hindemith (1900–1974), Komponist und Dirigent
- Otto Kahn-Freund (1900–1979), Jurist und Widerstandskämpfer
- Rudolf Kipp (1900–1981), Maler, Bildhauer und Autor
- Erich Klibansky (1900–1942), Lehrer
- Heinrich König (1900–1942), Geistlicher
- Hans Kugler (1900–1968), Kriegsverbrecher
- Anton Leidl (1900–1976), Maler, Grafiker und Karikaturist
- Karl Linder (1900–1979), Politiker
- Leo Löwenthal (1900–1993), Literatursoziologe
- Werner Müller (1900–1982), Maschinenbauingenieur, Landrat des Kreises Erkelenz
- Hans von Rosen (1900–1999), Autor, Diplomlandwirt und Rittergutsbesitzer
- Ralf von Saalfeld (1900–1947), Komponist
- Hedwig Salomon (1900–1942), Musikerin, Pianistin und Korrepetitorin
- Hans Walter Schmidt-Polex (1900–1978), Jurist und Manager in der Versicherungswirtschaft
- Wilhelm Schütz (1900–1972), Experimentalphysiker
- Hanns Alexander Simons (1900–1939), Bauingenieur und Hochschullehrer
- Heinrich Studer (1900–1964), Politiker, Widerstandskämpfer gegen den Nationalsozialismus und KZ-Häftling

### 20. Jahrhundert

#### 1901 bis 1910

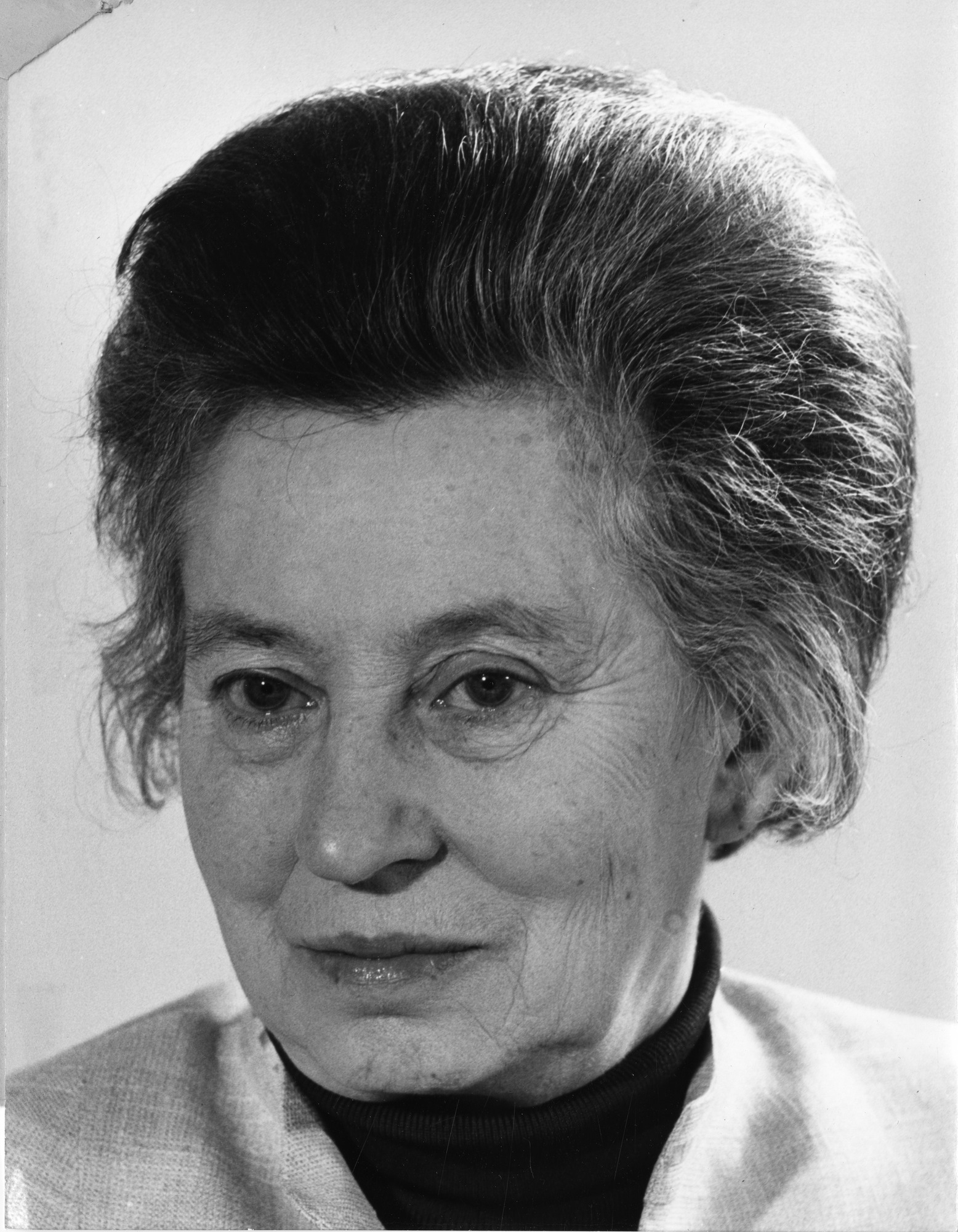
Elisabeth Schwarzhaupt

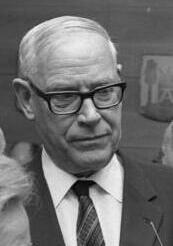
Georg-August Zinn

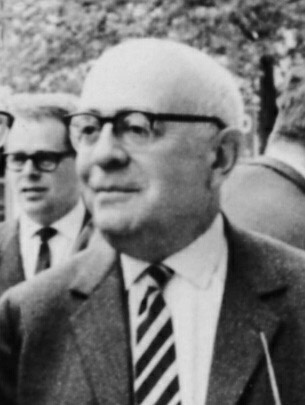
Theodor W. Adorno

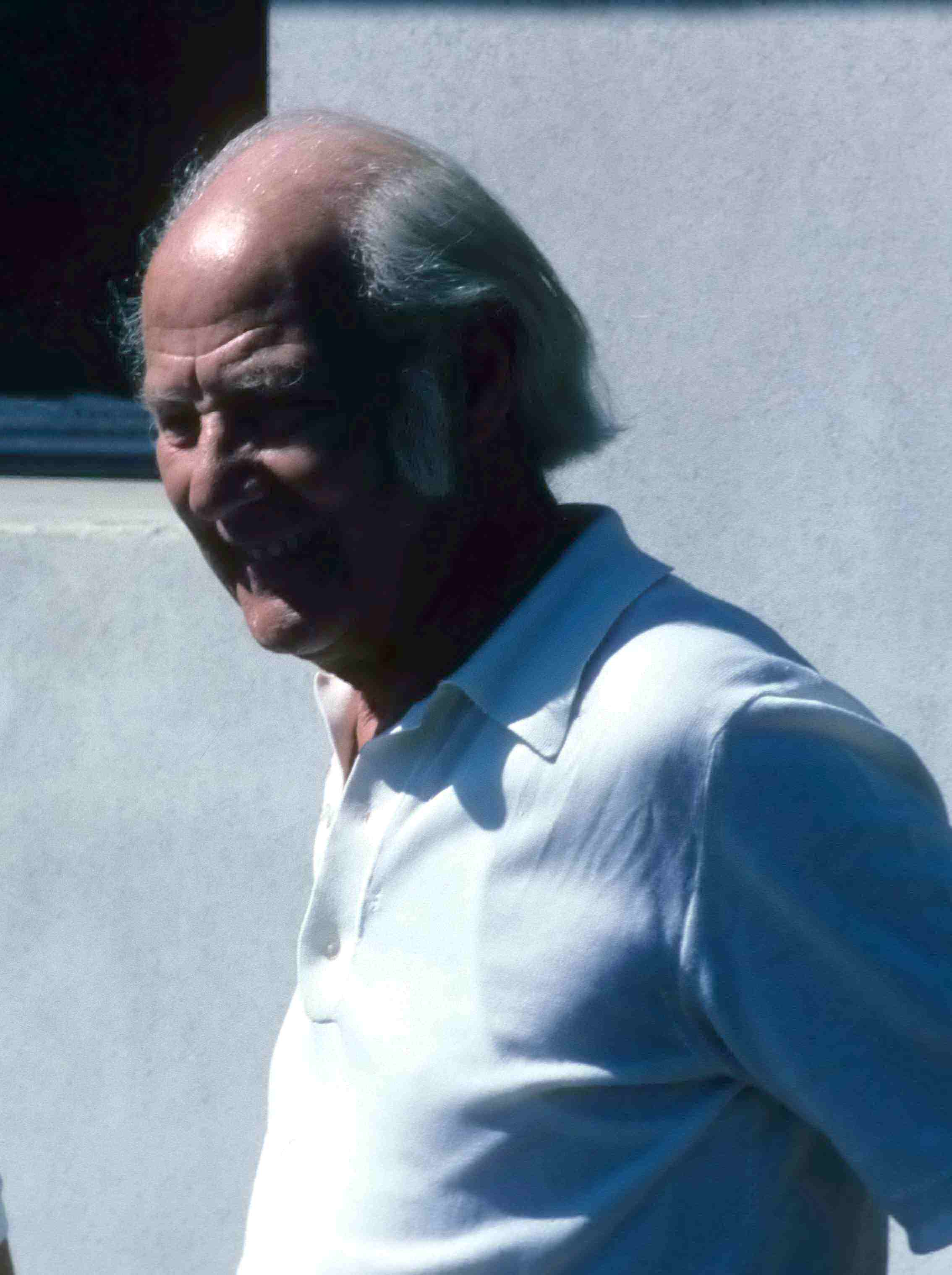
Francis Bott

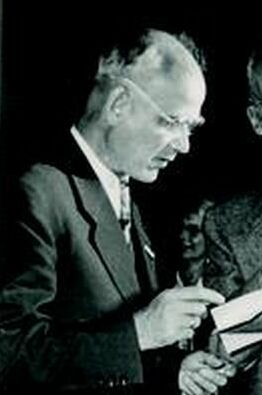
Ott-Heinrich Keller

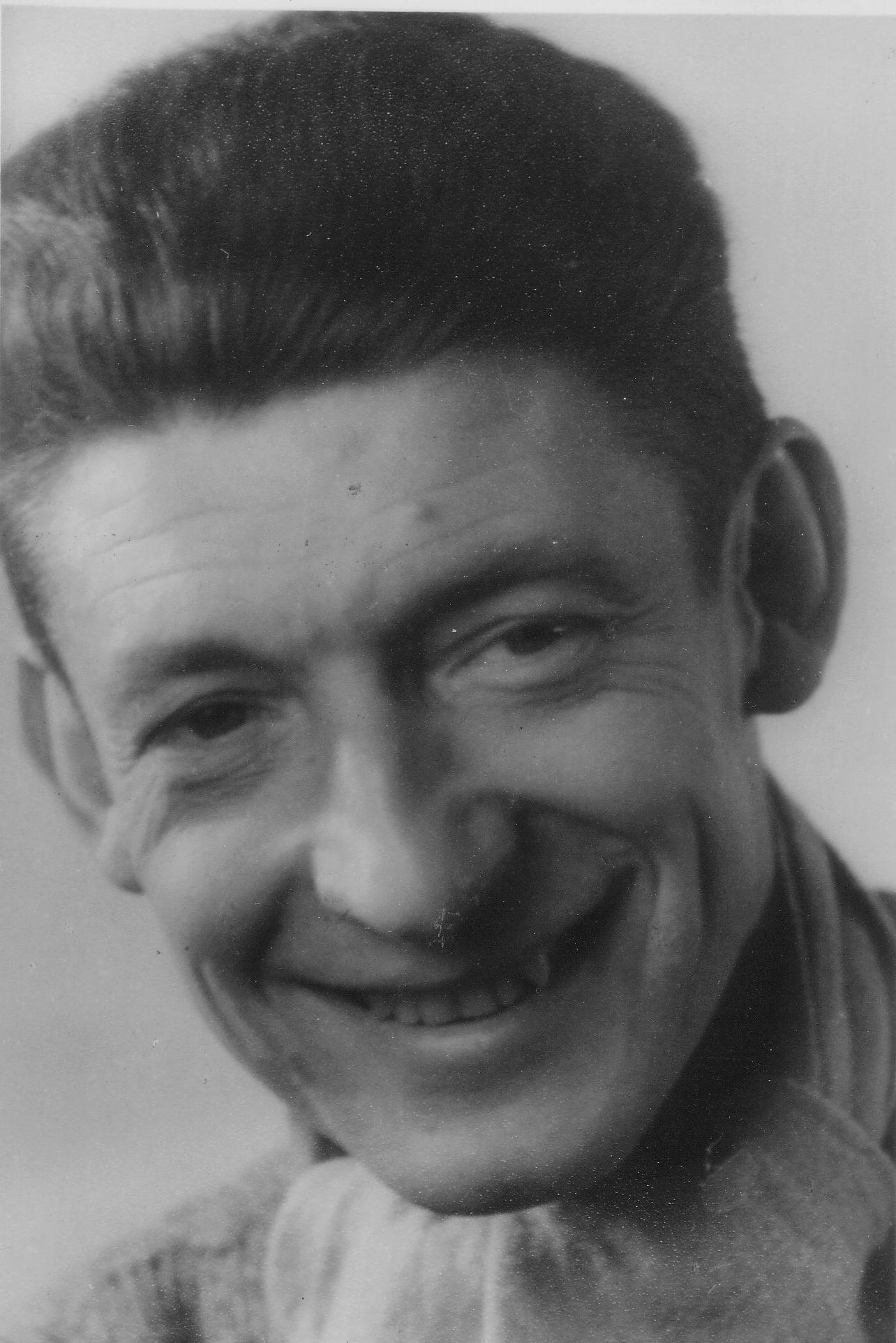
Joachim Lutz

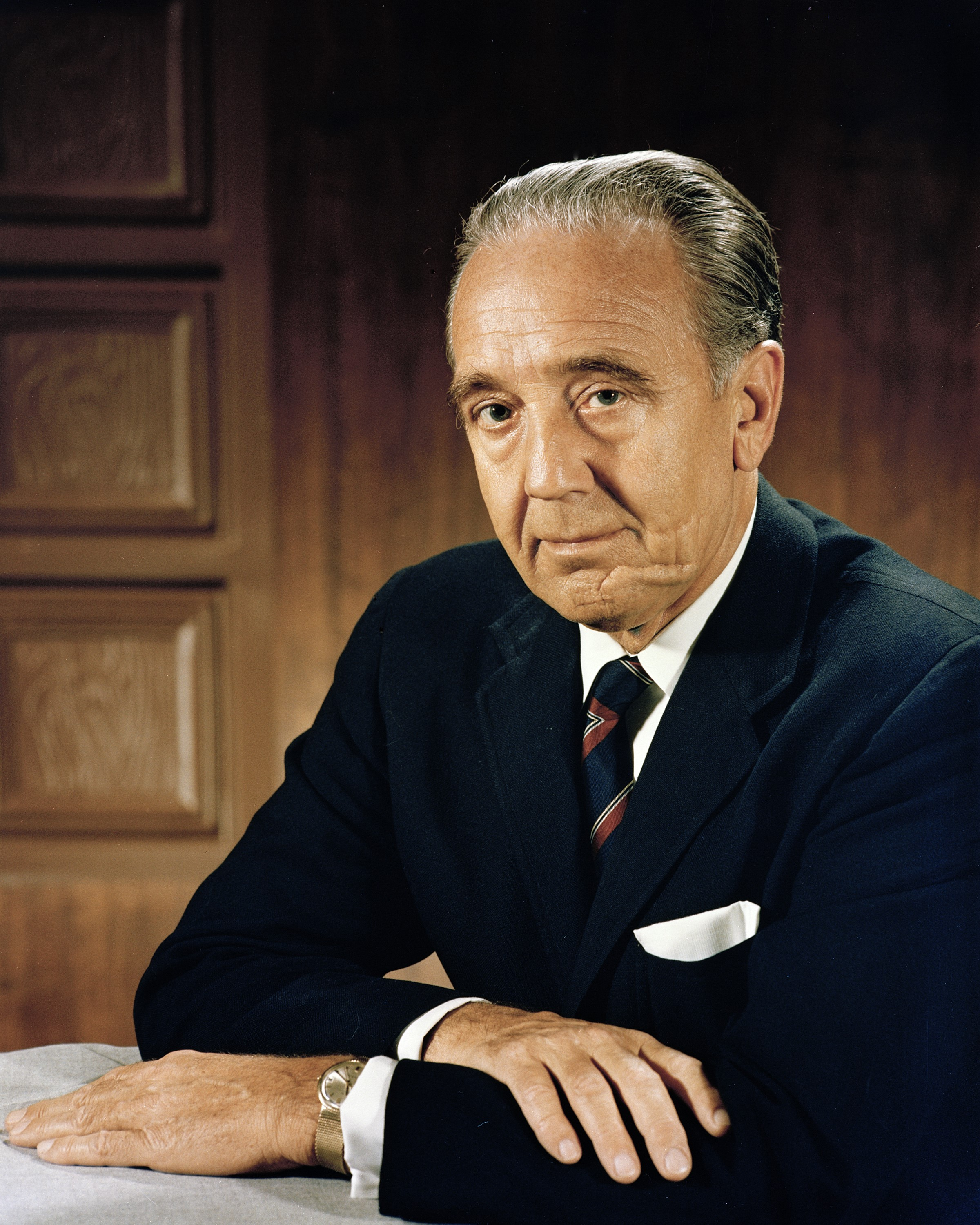
Kurt Heinrich Debus

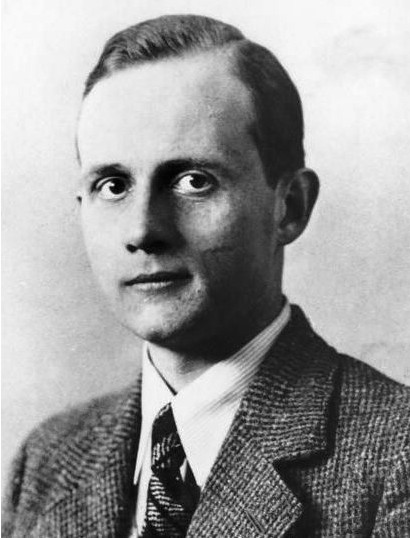
Ernst Eduard vom Rath

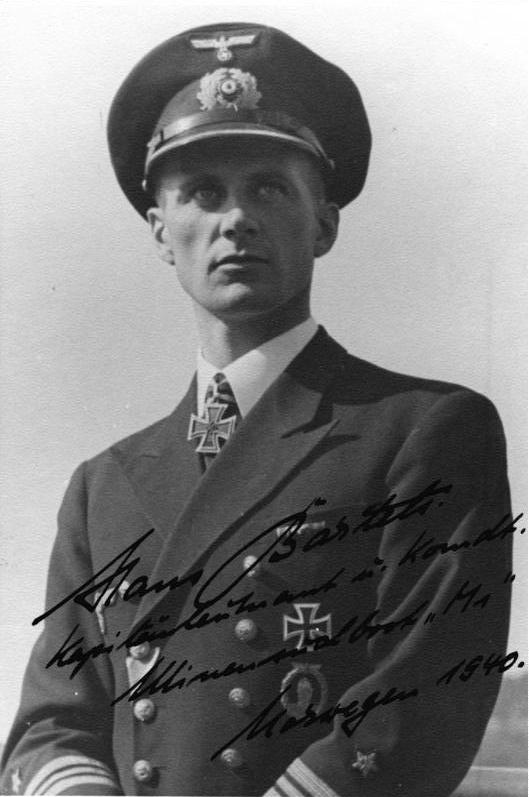
Hans Bartels

- Felix Abraham (1901–1937), Arzt und Sexualforensiker
- Friedrich Caspary (1901–1978), Politiker
- Erich Friedländer (1901–1997), deutsch-US-amerikanischer Chemiker
- Rudolf Heilbrunn (1901–1998), Privatgelehrter, Historiker und Autor
- Richard Prinz von Hessen (1901–1969), NS-Funktionär
- Albrecht Joseph (1901–1991), deutsch-US-amerikanischer Theater- und Filmschaffender
- Heinrich Müller (1901–1966), Pädagoge und Politiker
- Josefine Rumpf (1901–1983), Bibliothekarin
- Elisabeth Schwarzhaupt (1901–1986), Politikerin
- Adolf Weidmann (1901–1997), Leichtathlet und Sportfunktionär
- Wolfgang von Wild (1901–1964), deutscher General
- Georg-August Zinn (1901–1976), Jurist und Politiker
- Richard Alewyn (1902–1979), Germanist und Literaturkritiker
- Fritz Bamberger (1902–1984), Geisteswissenschaftler, Pädagoge und Journalist
- Otto Bayer (1902–1982), Chemiker
- Adolf Beckerle (1902–1976), SA-Mitglied
- Liselotte Dieckmann (1902–1994), Germanistin, Literaturwissenschaftlerin und Übersetzerin
- Gustav Glück (1902–1973), Bankier (Vorstandsmitglied Dresdner Bank)
- Max Graser (1902–1980), Oberbürgermeister der Stadt Fellbach
- Hans Otto Hettche (1902–1991), Chemiker, Mediziner, Hygieniker und Hochschullehrer
- Otto Hof (1902–1980), evangelischer Theologe, Oberkirchenrat
- Felix O. Höring (1902–1984), Mediziner, Universitätsprofessor
- Eric Isenburger (1902–1994), Maler
- Karl Jung (1902–1972), Geophysiker
- Léo Maillet (1902–1990), deutsch-schweizerischer Maler und Radierer
- Heinz Meininger (1902–1983), Vereinsaktivist der Homophilenbewegung
- Alfred Missong (1902–1965), österreichischer katholischer Publizist
- Hansjürgen Reinicke (1902–1978), Kapitän zur See der Kriegsmarine
- Max Rudolf (1902–1995), US-amerikanischer Dirigent, Musikpädagoge und -wissenschaftler
- Hugo Schrader (1902–1993), Schauspieler und Synchronsprecher
- Theodor W. Adorno (1903–1969), Philosoph, Soziologe, Musiktheoretiker und Komponist
- Tita Binz (1903–1970), Fotografin
- Willy Bouffier (1903–1969), Professor und Rektor
- Karl Chmielewski (1903–1991), SS-Funktionär
- Julius Eisenecker (1903–1981), Fechter
- Heinz Erich Eisenhuth (1903–1983), evangelischer Theologe
- Fritz Geißler (1903–1960), Politiker
- Georg Gütlich (1903–1981), Schauspieler, Opernsänger, Kabarettist und Synchronsprecher
- Camilla Horn (1903–1996), Schauspielerin
- Hans Jeschke (1903–1990), Romanist und Hispanist
- Josefine Klee-Helmdach (1903–1994), Journalistin, Regisseurin, Theater- und Fernsehschauspielerin
- Heinrich Kraft (1903–1971), Politiker
- Otto Mainzer (1903–1995), deutsch-amerikanischer Schriftsteller
- Wolfgang Preiser (1903–1997), Rechtswissenschaftler
- Paul August Schmitz (1903–1948), Journalist und Nahostexperte
- Kurt Schuster (1903–1995), Physiker
- Otto Schwebel (1903–1976), Politiker
- Eduard Wahl (1903–1985), Professor und Politiker
- Benno von Wiese (1903–1987), Germanist
- Gaston de Wolff (1903–2003), niederländischer Automobilmanager
- Øyvind Anker (1904–1989), norwegischer Bibliothekar, Literatur-, Musik- und Theaterhistoriker
- Heinz Ludwig Ansbacher (1904–2006), deutsch-US-amerikanischer Psychologe
- Walter von Bonhorst (1904–1978), Filmeditor
- Francis Bott (1904–1998), Maler
- Hellmut Bredereck (1904–1981), Chemiker und Stifter
- Otto Collin (1904–1988), Schauspieler
- Hermann Dänzer (1904–1987), Physiker und Hochschullehrer
- Ernst Emsheimer (1904–1989), schwedischer Musikwissenschaftler
- Emmi Haux (1904–1987), Leichtathletin
- Willy Herbert (1904–1969), Politiker
- Walter Hergenhahn (1904–1980), Künstler
- Karl Hessenberg (1904–1959), Elektrotechnik-Ingenieur und Mathematiker
- Rudolph S. Joseph (1904–1998), deutsch-US-amerikanischer Filmhistoriker und Filmproduzent
- Robert Kappus (1904–1973), Maschinenbauingenieur
- Jürgen Klein (1904–1978), Bildhauer
- Rudolf Menzer (1904–1991), Politiker
- Erik Radolf (1904–1982), Schauspieler
- Milly Reuter (1904–1976), Leichtathletin
- Herbert Rosenberg (1904–1984), deutsch-dänischer Musikwissenschaftler
- Heinrich Schmitz (1904–1981), Botaniker
- Gerhard Schneider (1904–1988), Bürgermeister
- Helmut Schultz (1904–1945), Musikwissenschaftler und Hochschullehrer
- Richard Karl Ullmann (1904–1963), Religionspädagoge und Autor
- Emil Weinig (1904–1979), Rechtsmediziner
- Fritz Weitzel (1904–1940), Politiker, Polizeipräsident und SS-Obergruppenführer
- Karl Wollermann (1904–1993), Architekt, bildender Künstler und nationalsozialistischer Kultur-Funktionär
- Wolf Bodenheimer (1905–1975), Chemiker
- Erich Duensing (1905–1982), Berliner Polizeipräsident
- Wolfgang Eymer (1905–1969), Jurist und Politiker
- Ernst Geßler (1905–1986), Jurist und Professor
- Günther Gräntz (1905–1945), SA-Funktionär und Politiker
- Wilhelm Gutermuth (1905–1982), Internist
- Hans Hartmann (1905–2002), Schweizer Judopionier
- Siegfried Lerdon (1905–1964), Fechter
- Kurt Liebknecht (1905–1994), promovierter Architekt, erster Präsident der Deutschen Bauakademie und SED-Funktionär
- John Niemann (1905–1990), Komponist
- Otto Roth (1905–1969), Widerstandskämpfer gegen den Nationalsozialismus
- Kurt Scheele (1905–1944), Maler
- Hans Steinbrenner (1905–1964), Aufseher im KZ Dachau
- Friedrich Karl Vialon (1905–1990), Nationalsozialist und Staatssekretär
- Wilhelm Weischedel (1905–1975), Philosoph
- Erich Altwein (1906–1990), Politiker
- Vera von Bissing (1906–2002), Kunstflieger
- Eugen Blersch (1906–1943), Radballspieler
- Adolf Blind (1906–1996), Betriebswirt und Politiker
- Carla Brill (1906–1994), Bildhauerin, Malerin und Zeichnerin
- Ernst Féaux de la Croix (1906–1995), Jurist und Volkswirt
- Richard Ettinghausen (1906–1979), Kunsthistoriker
- Robert Raphael Geis (1906–1972), Judaist und Rabbiner
- Wolfgang Gentner (1906–1980), Physiker
- Friedrich Grünwald (1906–1947), Verkehrsingenieur und Fotograf
- Otto Heilbrunn (1906–1969), deutsch-britischer Jurist und Sachbuchautor
- Karl Holzamer (1906–2007), Philosoph, Pädagoge und Intendant
- Ott-Heinrich Keller (1906–1990), Mathematiker
- Willibald Kreß (1906–1989), Fußballspieler und -trainer
- Helmut Landsberg (1906–1985), US-amerikanischer Klimatologe und Meteorologe
- Otto Lang (1906–1984), Schauspieler und Hochschullehrer
- Joachim Lutz (1906–1954), Maler und Journalist
- Karl Heinz Pfeffer (1906–1971), Soziologe
- Philipp Pless (1906–1973), Politiker, Gewerkschafter, Journalist und Widerstandskämpfer gegen den Nationalsozialismus
- Margarete Rudoll (1906–1979), Politikerin
- Rudolf Thauer der Ältere (1906–1986), Physiologe und Hochschullehrer
- Ferdinand Trusheim (1906–1997), Geologe und Paläontologe
- Willi Welscher (1906–1987), Leichtathlet
- Heinz Willmann (1906–1991), Politiker
- Leo Ansbacher (1907–1998), deutsch-israelischer Rabbiner
- Herman Geiger-Torel (1907–1976), kanadischer Opernregisseur und Musikpädagoge
- Willi Görich (1907–1991), Historiker
- Herta Haas (1907–2007), Übersetzerin, Frauenrechtlerin und Mitbegründerin von Terre des Femmes
- Karl Herbert (1907–1995), evangelischer Theologe
- Wolfgang Hessler (1907–1991), Schauspieler, Regisseur und Hörspielsprecher
- Helmut Walcha (1907–1991), Organist, Cembalist, Komponist und Hochschullehrer, Preisträger der Goethe-Plakette der Stadt Frankfurt am Main
- Carl Koch (1907–1956), Altphilologe
- Karl Luzius (1907–1997), Schauspieler und Autor
- Jeanne Mandello (1907–2001), Fotografin
- Annie Markart (1907–1991), Schauspielerin
- Rose Schlösinger (1907–1943), Widerstandskämpferin gegen den Nationalsozialismus
- Doris Thalmer (1907–1998), Schauspielerin
- Ernst Winter (1907–1943), Gerätturner, Olympiasieger und Weltmeister
- Rudolf Benario (1908–1933), Rechtsanwalt
- Kurt Heinrich Debus (1908–1983), Raketenpionier
- Arthur Dreifuss (1908–1993), Filmschaffender
- Walter Glöckler (1908–1988), Automobil- und Motorradrennfahrer sowie Automobilkonstrukteur
- Fritz Hellmann (1908–1945), klassischer Philologe
- Herbert Hess (1908–1977), Tenor und Hochschullehrer
- Kurt Hessenberg (1908–1994), Komponist und Professor
- Peter Kohnstamm (1908–1995), Unfallchirurg und Forscher
- Detta Lorenz (1908–1980), Leichtathletin
- Heinz Moog (1908–1989), Schauspieler
- Heinrich Rodemer (1908–1980), Jurist, Redakteur und Politiker
- Hans Seidenather (1908–1994), Geistlicher
- Carl Sembach (1908–1984), Zirkusdirektor des Circus Krone
- John Slade (1908–2005), US-amerikanischer Hockeyspieler und Wallstreetbroker
- Johann Adam Stamm (1908–1968), Elektroingenieur und Professor für Hochspannungstechnik
- Leopold Waess (1908–1994), Politiker
- Eugen Weidmann (1908–1939), Mörder
- Edgar Weil (1908–1941), Dramaturg und Kaufmann
- Otto Benkner (1909–1996), Schachspieler
- Anna Beyer (1909–1991), Politikerin
- Friedrich Bischoff (1909–1987), Geistlicher und Verleger
- Fritz Bopp (1909–1987), Physiker
- Fritz Brühl (1909–1982), Journalist und Volkswirt, Vorsitzender der Bundespressekonferenz
- Friedrich Busch (1909–1944), evangelischer Theologe der Bekennenden Kirche
- Fritz Dietz (1909–1984), Kaufmann und Wirtschaftsfunktionär, Mitinitiator zum Wiederaufbau der Alten Oper
- Ernst Geerling (1909–1971), Leichtathlet
- Helm Glöckler (1909–1993), Autorennfahrer
- Eugen Henkel (1909–1978), Musiker
- Werner Hessenland (1909–1979), Schauspieler
- Hans Heyer (1909–1985), Maler
- Willy Hofmann (1909–1984), Opern- und Operettensänger
- Else Knott (1909–1975), Schauspielerin
- Kurt Lipstein (1909–2006), Rechtswissenschaftler und Professor
- Walter Löber (1909–1960), Radrennfahrer
- Günther Maul (1909–1997), Zoologe, Taxidermist und Hochschullehrer
- Robert Mohr (1909–1989), NS-Funktionär
- Konrad Morgen (1909–1982), Jurist, Obersturmbannführer und SS-Richter
- Jacob Posen (1909–1995), britisch-schweizerischer Rabbiner
- Ernst Eduard vom Rath (1909–1938), Diplomat
- Rudolf Schütrumpf (1909–1986), Palynologe
- Andrew Thorndike (1909–1979), Regisseur, Drehbuchautor, Szenarist
- Hans Bartels (1910–1945), Marineoffizier
- Josef Esser (1910–1999), Rechtswissenschaftler
- Erika Fromm (1910–2003), Psychologin
- Heini Göbel (1910–2009), Schauspieler
- Robert Hans Goetz (1910–2000), Mediziner, Physiologe und Chirurg
- Bernward Josef Gottlieb (1910–2008), Arzt und Sturmbannführer
- Hedwig Grimm (1910–2003), Agraringenieurin und Rosenexpertin
- Willi Grün (1910–2005), baptistischer Geistlicher, Theologe und Journalist
- Adolf Harnischmacher (1910–2006), SS-Obersturmführer
- Bernhard Heiden (1910–2000), deutsch-US-amerikanischer Komponist und Hochschullehrer
- Ernst Heyda (1910–1979), Verleger, Schriftsteller und Übersetzer
- Theodor Hüllinghoff (1910–?), deutscher Ruderer
- Hans Kracke (1910–1989), Musiker und Komponist
- Willi Lindner (1910–1944), Fußballnationalspieler
- Adolf Nauheimer (1910–1981), Kapitän und Reeder
- Erwin Walter Palm (1910–1988), Philologe, Altamerikanist und Schriftsteller
- Richard Plant (1910–1998), US-amerikanischer Universitätsprofessor und Schriftsteller
- Tatjana Sais (1910–1981), Kabarettistin, Schauspielerin und Synchronsprecherin
- Rudolf Schucht (1910–2004), Maler und Grafiker, Artdirektor der Hoechst AG
- Walter Schulte (1910–1972), Psychiater
- Wolfgang Schwabe (1910–1978), Politiker
- Fritz Tillmann (1910–1986), Schauspieler und Synchronsprecher
- Ivo Veit (1910–1984), Schauspieler, Kabarettist und Rundfunkregisseur

#### 1911 bis 1920

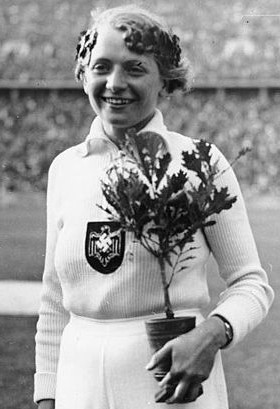
Tilly Fleischer

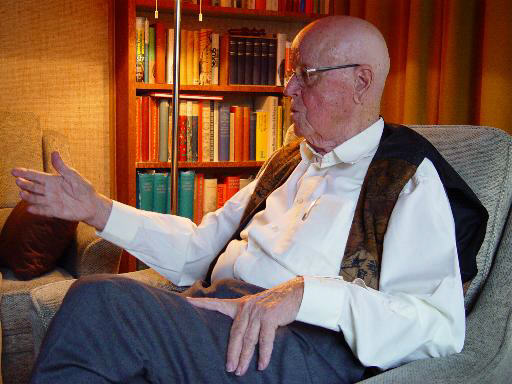
Willi Birkelbach

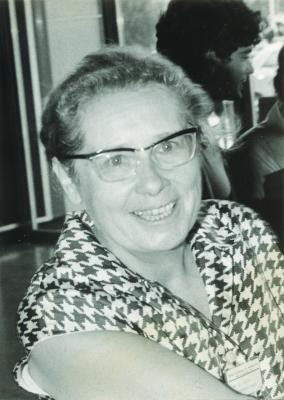
Hel Braun

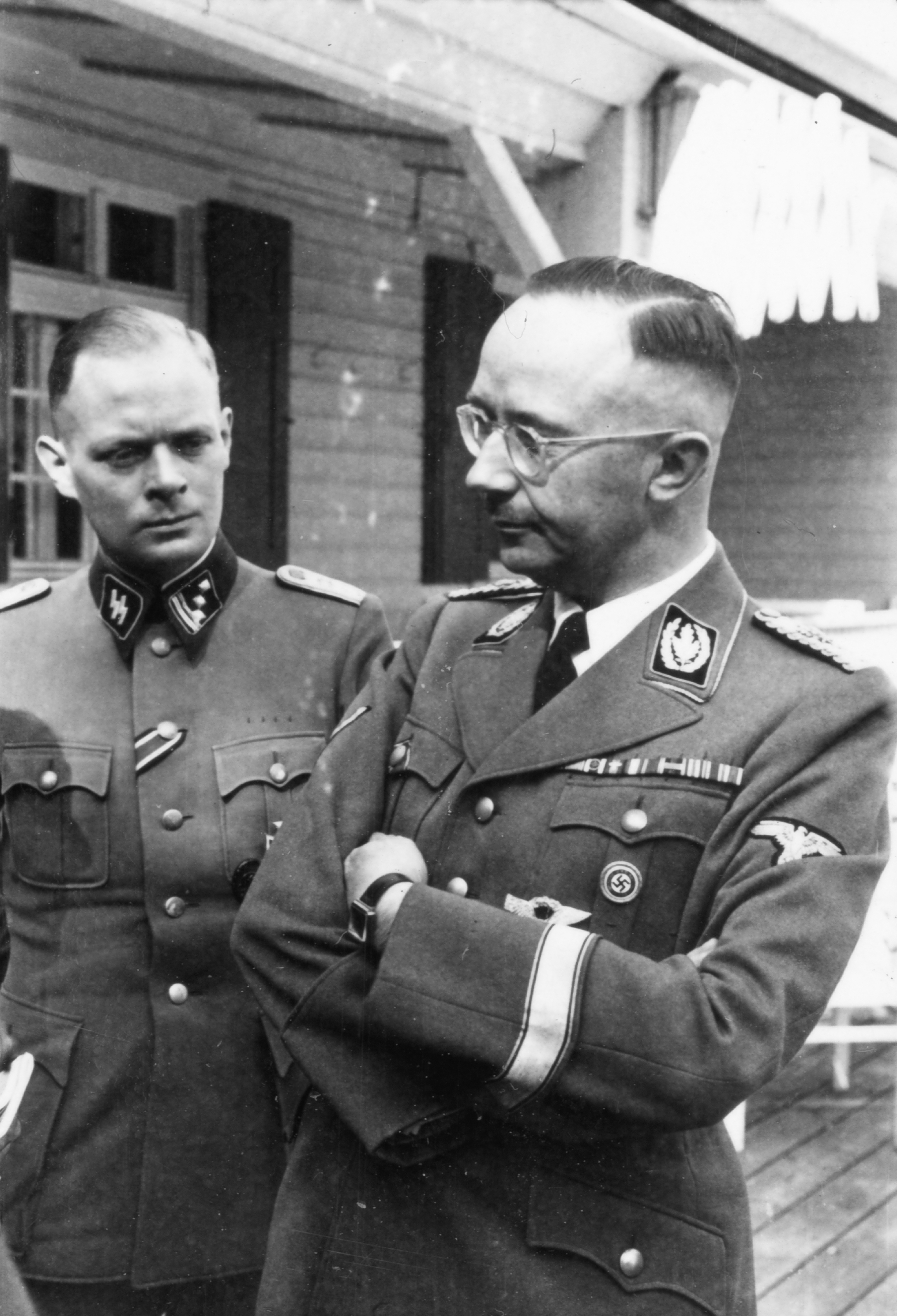
Werner Grothmann (links)

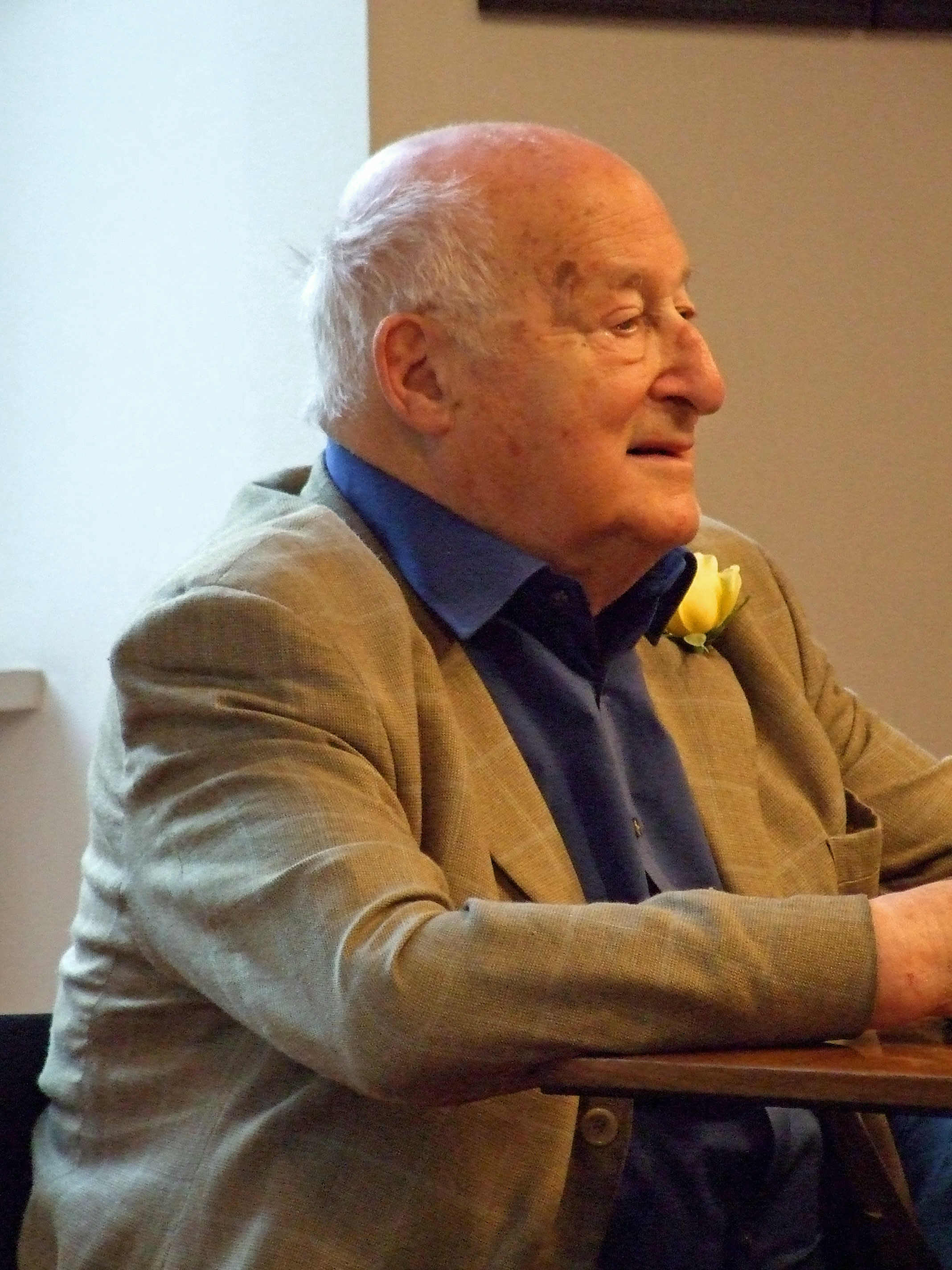
Eric Koch

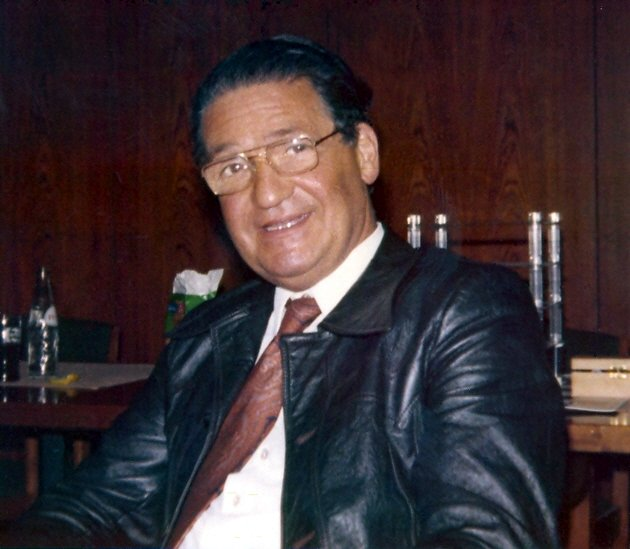
Gerhard Wolfgang Jensch

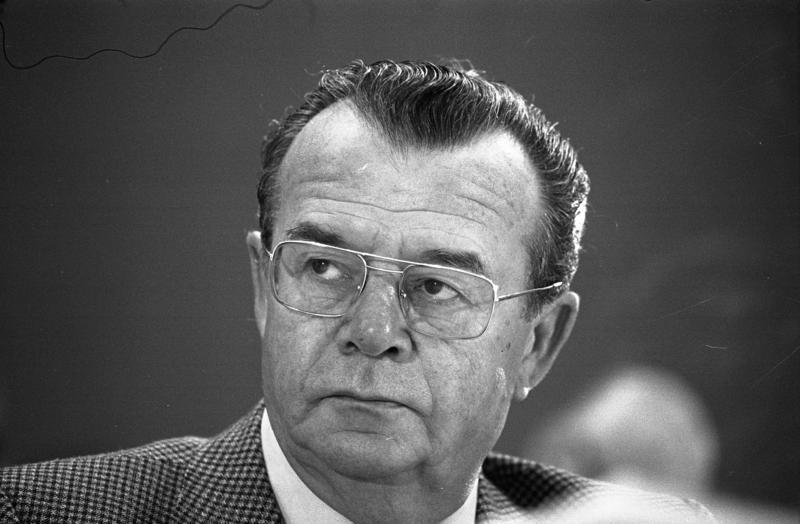
Heinz-Herbert Karry

- Hermann Auf der Heide (1911–1984), Hockeyspieler, Silbermedaillengewinner bei Olympia
- Bruno Beger (1911–2009), Anthropologe und Hauptsturmführer der SS
- Wilhelm Bender (1911–1944), Kirchenmusiker, Glockenspieler und Komponist
- Karl Heinz Bremer (1911–1942), Romanist
- Emma Brunner-Traut (1911–2008), Ägyptologin
- Hildegard Emmel (1911–1996), Germanistin und Professorin
- Wilhelm Fay (1911–1980), Jurist und Politiker
- Kurt Fervers (1911–unbekannt), Schriftsteller
- Tilly Fleischer (1911–2005), Leichtathletin
- Robert Jührs (1911–1996), SS-Funktionär
- Robert Kühn (1911–1997), Mineraloge und Hochschullehrer
- Elli Kühne (1911–1984), Schriftstellerin
- Detlev Lais (1911–1978), Saxophonist und Schlagersänger
- Albert Richard Mohr (1911–1992), Musik- und Theaterwissenschaftler
- Willi Rom (1911–1999), Widerstandskämpfer und Interbrigadist
- Hans Rosenhaupt (1911–1985), deutschamerikanischer Bildungsmanager
- Bruno Roth (1911–1998), Radrennfahrer
- Sonja Schmid-Burgk (1911–1999), Historikerin und Autorin
- Theodor Schneider (1911–1988), Mathematiker
- Lotte Specht (1911–2002), Fußballpionierin
- Alexander Stein (1911–1980),  römisch-katholischer Theologe
- Wolfgang Thauer (1911–1987), Bibliothekar und Bibliothekshistoriker
- Ernst Vogelsang (1911–1942), Kapitänleutnant
- Lia Wöhr (1911–1994), Schauspielerin, Regisseurin, Tänzerin, Sängerin und Fernsehproduzentin
- Ilse Becker-Döring (1912–2004), Politikerin und Juristin
- Werner Betz (1912–1980), Mediävist, Linguist und Hochschullehrer
- Hermann Flohn (1912–1997), Meteorologe und Klimatologe
- Yvonne Hackenbroch (1912–2012), Kunsthistorikerin
- Julius Koch (1912–1991), Önologe und Lebensmittelchemiker
- Klaus Köhler-Achenbach (1912–1988), Maler und Zeichner
- Else Meister (1912–2005), Schriftstellerin
- Georg von Opel (1912–1971), Automobilunternehmer, Sportfunktionär und Sportler
- Gerhard Salzer (1912–1989), Politiker
- Hans Schmitt (1912–1996), Bildhauer
- Max Steinmetz (1912–1990), Historiker
- Günter Stephan (1912–1995), Fußballspieler
- Christian Wolters (1912–1998), Kunsthistoriker und Restaurator
- Erich Bender (1913–2002), Komponist
- Willi Birkelbach (1913–2008), Politiker
- Arno Böhm (1913–1962), Funktionshäftling im KZ Auschwitz
- Hellmut Brunner (1913–1997), Ägyptologe
- Erich B. Cahn (1913–1993), Numismatiker und Münzhändler
- Bernhard Cuiper (1913–1999), deutscher Basketballspieler
- Karl Dröse (1913–1996), Feldhockeytorhüter
- Bernhard Frank (1913–2011), Nationalsozialist
- Hans Grebe (1913–1999), Internist, Rassenhygieniker und Sportarzt
- Otto Greis (1913–2001), Maler
- Fritz Grunebaum (1913–1992), deutsch-amerikanischer Unternehmer
- Theo Helfrich (1913–1978), Autorennfahrer
- Manfred Kersch (1913–1994), Leichtathlet
- Erwin Rothbarth (1913–1944), deutsch-britischer Ökonom und Statistiker
- Franz Ludwig Schmidt-Knatz (1913–2002), Jurist, Präsident der Polytechnischen Gesellschaft
- Hel Braun (1914–1986), Mathematikerin
- Rita Bloch (1914–1943), Widerstandskämpferin
- Emil Carlebach (1914–2001), Politiker, Schriftsteller und Journalist
- Ital Gelzer (1914–1941), Altphilologe
- Paul Haefliger (1914–1982), schweizerischer Maler, Kunstkritiker und Drucktechniker
- Werner Hess (1914–2003), Intendant
- Johannes Nichtweiss (1914–1958), Historiker
- Josef Röder (1914–1975), Archäologe und Ethnologe
- Beno Rothenberg (1914–2012), israelischer Archäologe und Fotograf
- Rudolf Schäfer (1914–1985), Journalist, Historiker und Heimatforscher
- Friedel Schön (1914–2005), Motorradrennfahrer
- Friedrich Zipp (1914–1997), Komponist und Kirchenmusiker
- Heinz Brendel (1915–1989), Automobilrennfahrer
- Kurt Buecheler (1915–2004), Schauspieler
- Herbert A. Cahn (1915–2002), Klassischer Archäologe, Numismatiker, Münz- und Antikenhändler
- Gertrude Coor Achenbach (1915–1962), deutsch-US-amerikanische Kunsthistorikerin
- Ernst Ebert (1915–1999), Maler und Grafiker
- Leo Gingold (1915–1943), polnisch-jüdisch-deutscher Kaufmann, Widerstandskämpfer gegen den Nationalsozialismus in der Résistance und Opfer der Shoa
- Borris Goetz (1915–1998), Maler und Graphiker
- Werner Grothmann (1915–2002), SS-Führer
- Walter Hesselbach (1915–1993), Bankmanager
- Hans Ludwig Cohn Jaffé (1915–1984), niederländischer Kunsthistoriker, Kurator und Autor
- Fritz Majer-Leonhard (1915–1995), evangelischer Theologe und NS-Verfolgter
- Otto Stamm (1915–1979), Mediävist und Mittelalterarchäologe
- Gustav Stürtz (1915–1992), Politiker
- Walter Weisbecker (1915–1996), Mundartdichter, Autor, Schriftsteller und Publizist
- Erich Dittmann (1916–1999), Maler und Grafiker
- Wolf Kaiser (1916–1992), Schauspieler
- Manfred Martin Mayer  (1916–1984), deutsch-amerikanischer Mikrobiologe, Immunologe und Hochschullehrer
- Karl Wald (1916–2011), Fußballschiedsrichter
- Walter Hilsbecher (1917–2015), Schriftsteller
- Casimir Johannes Prinz zu Sayn-Wittgenstein-Berleburg (1917–2010), Unternehmer und Politiker
- Jörgen Schmidt-Voigt (1917–2004), Arzt und Ikonensammler
- Rudolf Alberth (1918–1992), Dirigent und Komponist
- Wolf Freiherr von Hornstein (1918–2008), Verleger, Herausgeber und Koch
- Janheinz Jahn (1918–1973), Schriftsteller
- Kurt Kohl (1918–2002), Sportpsychologe
- Viktoria Lindpaintner (1918–1965), deutsche Eiskunstläuferin
- Bernd Matthias (1918–1980), US-amerikanischer Physiker
- Albert von Metzler (1898–1989), Bankier
- Johannes Schauer (1918–1992), österreichischer Schauspieler
- Valentin Senger (1918–1997), Schriftsteller, Autor und Journalist
- Carlo Bohländer (1919–2004), Jazzmusiker
- Liesel Christ (1919–1996), Volksschauspielerin
- Agnes Fink (1919–1994), deutsch-schweizerische Schauspielerin
- Eric Koch (1919–2018), kanadischer Autor und Sozialwissenschaftler
- Marianne Lüdicke (1919–2012), Bildhauerin
- Helmut Rahn (1919–2007), Philologe
- Toby E. Rodes (1919–2013), Kommunikationsexperte und Autor
- Marianne Rousselle (1919–2003), Bildhauerin und Malerin
- Horst Scharfenberg (1919–2006), Fernsehkoch, Journalist, Produzent und Autor
- Bruno H. Schubert (1919–2010), Unternehmer, Konsul und Mäzen
- Helmut Sigrist (1919–2018), Diplomat
- Ernst Weil (1919–1981), Künstler
- Willy Wild (1919–1994), Politiker
- Walter Bräutigam (1920–2010), Neurologe, Psychiater und Pionier der Psychosomatik in Deutschland
- Rudolf Fischer (1920–1998), Puppenspieler
- Marlies Flesch-Thebesius (1920–2018), Journalistin, Theologin, ev.-luth. Pfarrerin, Autorin
- Hans Giese (1920–1970), Mediziner und Sexualforscher
- Gustav Heinzmann (1920–2006), Physiker und Erfinder
- Gerhard Wolfgang Jensch (1920–1990), Organisator, Redakteur und Komponist
- Valentin Jost (1920–2007), SPD-Politiker und Landrat des Main-Taunus-Kreises in Hessen
- Alice Kaluza (1920–2017), Tänzerin, Ballettmeisterin und Choreografin
- Heinz-Herbert Karry (1920–1981), Politiker
- Max Leichter (1920–1981), Ringer
- Tilde Michels (1920–2012), Übersetzerin und Autorin von Kinder- und Jugendbüchern
- Walter Möller (1920–1971), Oberbürgermeister von Frankfurt
- Walter Ried (1920–2008), Chemiker
- Ruth Rosenfeld (1920–1991), US-amerikanische Schriftstellerin
- Walter Sandritter (1920–1980), Pathologe und Direktor des Pathologischen Instituts an der Universitätsklinik Freiburg
- Wolfdietrich Schnurre (1920–1989), Schriftsteller
- Hans Schweitzer (1920–1988), Gewerkschafter und Politiker
- Wolfgang Spier (1920–2011), Regisseur, Schauspieler, Synchronsprecher und Moderator
- Ernst Steindorff (1920–2018), Rechtswissenschaftler und Hochschullehrer
- Werner Warmbrunn (1920–2009), deutsch-amerikanischer Historiker
- Gerhard Wohlgemuth (1920–2001), Komponist

#### 1921 bis 1930
- Gerd Brand (1921–1979), Philosoph und Wissenschaftsmanager
- Erwin Braun (1921–1992), Industrieller
- David Eversley (1921–1995), britischer Demograf
- Walter Faith (1921–1984), Pianist und Komponist
- Helmut Fingerhut (1921–2016), Verwaltungsbeamter
- Louis Freichel (1921–1997), Jazzmusiker und Songwriter
- Peter Harry Fuld (1921–1962), Jurist und Mäzen, Peter Fuld Stiftung
- Ernst Gerhardt (* 1921), Politiker
- Charles Harry Kahn (1921–1972), deutschamerikanischer Ökonom und Hochschullehrer
- Karl Klee (1921–1973), Offizier, Oberst der Bundeswehr und Historiker
- Wolfgang Lehr (1921–2012), Jurist und Intendant des Hessischen Rundfunks
- Herbert Walter Levi (1921–2014), deutschamerikanischer Arachnologe
- Frederick Mayer (1921–2006), Erziehungswissenschaftler, Kreativitätsexperte und Buchautor
- Otto Rudolf Pulch (1921–2006), Jurist und Politiker
- Lieselotte Quilling (1921–1997), Schauspielerin
- Wilhelm Ringelband (1921–1981), Theaterkritiker
- Reinhard Sander (1921–2013), Jurist, Alpinist und Präsident der Sektion Frankfurt am Main sowie des Deutschen Alpenvereins (DAV)
- Hans Adolf Schmitt (1921–2006), Historiker
- Hans Hermann Strupp (1921–2006), US-amerikanischer Psychotherapieforscher und Hochschullehrer
- Kathrine Talbot (1921–2006), britische Schriftstellerin
- Rüdiger Altmann (1922–2000), Publizist und Schriftsteller
- Reinhard Dachlauer (1922–1995), Bildhauer und Autodidakt
- Lewis Joachim Edinger (1922–2008), US-amerikanischer Politologe
- Franz K. Goerlich (1922–2016), Geologe und Paläontologe
- Walter Hamm (1922–2017), Ökonom
- Hans Kammerer (1922–2000), Architekt
- Otfried Madelung (1922–2017), Physiker
- Rafael N. Rosenzweig (1922–2001), israelischer Agrarökonom
- Erwin Scherschel (1922–1997), Schauspieler und Hörspielsprecher
- Erich Thomas (1922–2011), Jurist
- Karl H. Timmermann (1922–1951), US-amerikanischer Offizier
- Ruth Adler Schnee (1923–2023), US-amerikanische Textildesignerin und Innenarchitektin
- Karl Aurand (1923–2007), Physiker
- Ata Berk (1923–1988), Schlagzeuger
- Carl-Ludwig Furck (1923–2011), Erziehungswissenschaftler und Bildungsreformer
- Gustav Geisel (1923–1985), Kirchenmusiker und Komponist
- Hanns Hofmann (1923–2006), Chemiker und  Hochschullehrer
- Ekkehard Kaufmann (1923–2010), Jurist, Rechtshistoriker und Hochschullehrer
- Heinz Kreutz (1923–2016), Maler
- Ernest Mandel (1923–1995), Ökonom
- Vera Molnar (1923–1986), Schauspielerin
- Edmund Georg Pielmann (1923–1985), Maler
- Johannes Piron (1923–1989), Übersetzer
- Isca Salzberger-Wittenberg (1923–2023), britische Kinderpsychologin
- Karl Rolf Seufert (1923–1992), Schriftsteller
- Georg Völker (1923–2006), Kammersänger
- Ferry Ahrlé (1924–2018), Maler, Autor und Entertainer
- Johann Philipp von Bethmann (1924–2007), Bankier und Publizist
- Marianne Beuchert (1924–2007), Floristin und Gärtnerin
- Peter Brang (1924–2019), Schweizer Slawist deutscher Herkunft
- André Emmerich (1924–2007), deutsch-amerikanischer Kunsthändler und Galerist
- Rolf Enders (1924–2010), Botschafter
- Dieter Fertsch-Röver (1924–2007), Politiker
- Ernest Fleischmann (1924–2010), deutsch-amerikanischer Impresario
- Samson François (1924–1970), französischer Pianist und Komponist
- Heinz Gietz (1924–1989), Komponist, Musikproduzent, Arrangeur und Liedtexter
- Ernst B. Haas (1924–2003), Politikwissenschaftler
- Kurt Halbritter (1924–1978), Zeichner und Karikaturist
- Herbert J. Kaufmann (1924–2010), Radiologe
- Roland Köster (1924–2009), Chemiker
- Franz Link (1924–2001), Amerikanist
- Horst Friedrich List (1924–1976), Schriftsteller
- Alexander Loulakis (1924–2011), Unternehmer und Mäzen
- Peter von Oertzen (1924–2008), Politologe
- Hans Podehl (1924–1979), Jazzmusiker, Musikproduzent
- Karlheinz Roik (1924–2009), Bauingenieur
- Erika Stone (* 1924), US-amerikanische Fotografin deutscher Herkunft
- Marilene von Bethmann (1925–1996), Schauspielerin
- Helmer Boelsen (1925–2015), Sportjournalist
- Artur Braun (1925–2013), Ingenieur und Unternehmer
- Carlrichard Brühl (1925–1997), Historiker
- Buddy Elias (1925–2015), Schweizer Schauspieler
- Herbert Freeman (1925–2020), US-amerikanischer Computer-Ingenieur und Informatiker
- Alfred Grosser (1925–2024), deutsch-französischer Publizist, Soziologe und Politikwissenschaftler Alfred Grosser 2010

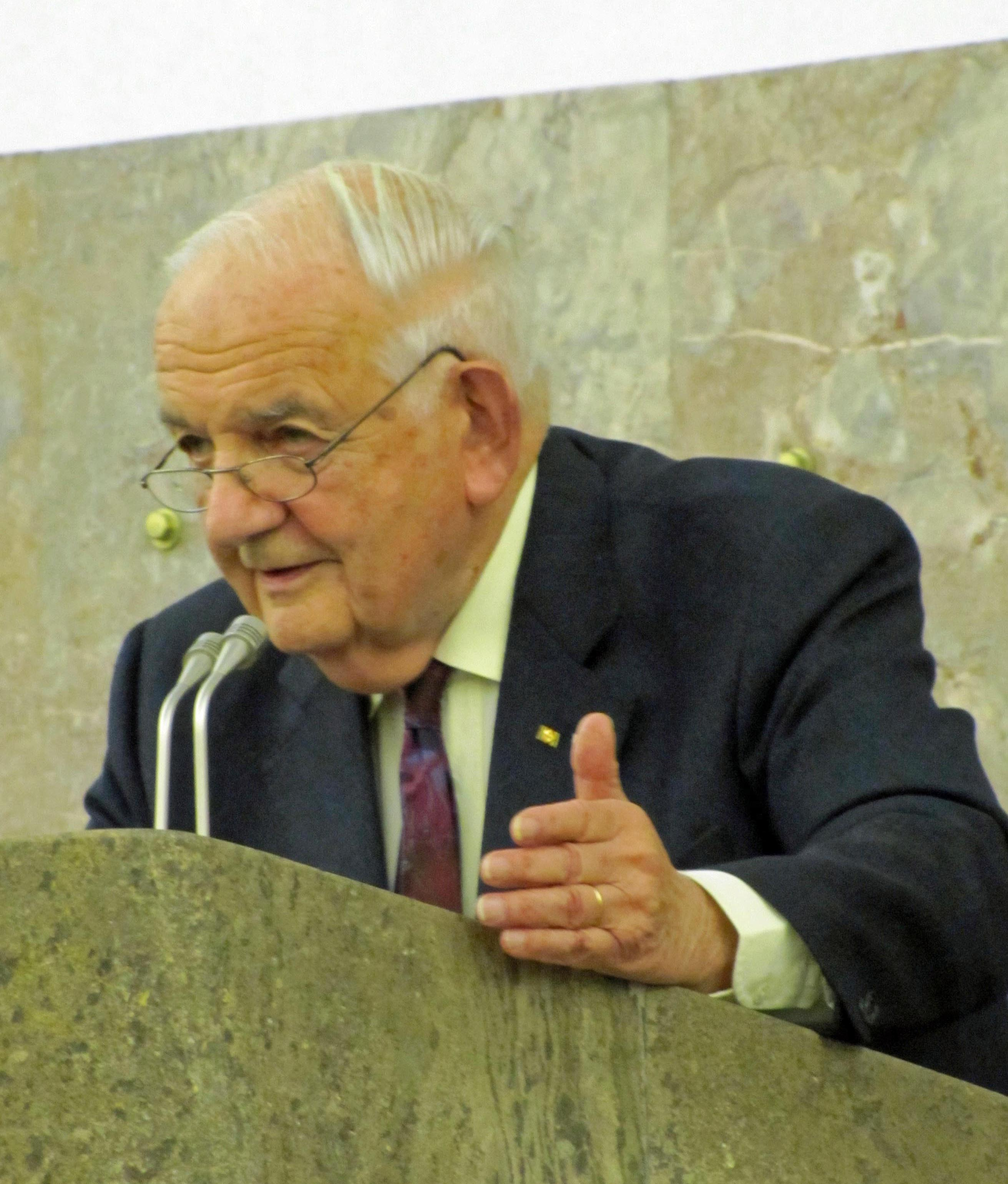
Alfred Grosser 2010

- Jürgen Jürgens (1925–1994), Chorleiter und Dirigent
- Else Kröner (1925–1988), Unternehmerin und Stifterin
- Cilly Levitus-Peiser (1925–2010), Sozialpädagogin und Holocaustüberlebende
- Emil Mangelsdorff (1925–2022), Jazzmusiker
- Hans-Jürgen Peiper (1925–2025), Chirurg und Hochschullehrer
- Helga Pfeil-Braun (1925–2016), deutsche Buchautorin und Pionierin im Bereich der Büro-Etikette
- Georg Piltz (1925–2011), Kunsthistoriker, Schriftsteller und Herausgeber
- Rudolf Scharp (1925–2013), Grafiker
- Robert Steigerwald (1925–2016), Philosoph und Politiker
- Helmut Weglinski (1925–1996), Jazz- und Unterhaltungsmusiker
- Erich Becht (1926–2017), Arrangeur, Schlagerkomponist und Musikproduzent
- Hubert Beck (1926–1972), Bauingenieur
- Gisela Eckhardt (1926–2020), Physikerin
- Marianne Englert, (1926–2021), wissenschaftliche Dokumentarin und Leiterin des F.A.Z.-Medienarchivs
- Erwin Fahlbusch (1926–2007), Wissenschaftler
- Margot Frank (1926–1945), Holocaust-Opfer und Schwester von Anne Frank
- Herbert Freudenberger (1926–1999), deutsch-amerikanischer klinischer Psychologe und Psychoanalytiker
- Joki Freund (1926–2012), Musiker
- Franz Hebel (1926–2015), Germanist, Didaktiker und Hochschullehrer
- Willi Kraus (1926–1993), Fußballspieler
- Joachim Kügler (1926–2012), Ankläger beim Frankfurter Auschwitzprozess
- Franz Mon (1926–2022), Schriftsteller und Dichter
- Hans Nagel (1926–1978), Künstler
- Friedrich Franz Sackenheim (1926–2011), Journalist
- Heinz Schönberger (1926–2011), Jazzmusiker und Orchesterleiter
- Richard zur Strassen (1926–2013), Zoologe
- Lothar Zenetti (1926–2019), römisch-katholischer Theologe, Priester und Schriftsteller
- Horst Abt (1927–2015), Unternehmer
- Ingeborg Bayer (1927–2017), Schriftstellerin
- Otto Betz (* 1927), katholischer Religionspädagoge und Hochschullehrer
- Hans Burggraf (1927–2001), Politiker
- Peter Cahn (1927–2016), Musikpädagoge, Komponist und Musikwissenschaftler
- Hermann Dilcher (1927–1996), Rechtswissenschaftler, Rechtshistoriker und Hochschullehrer
- Karl Hofmann (1927–1978), Motorradrennfahrer
- Hans Heinz Holz (1927–2011), Philosoph
- Henry Jaeger (1927–2000), Schriftsteller
- Charlotte Kerr (1927–2011), Schauspielerin, Regisseurin und Produzentin
- Wendelin Leweke (1927–1996), Journalist und Buchautor
- Helmut Link (1927–2009), Politiker
- Liselott Linsenhoff (1927–1999), Unternehmerin und Dressurreiterin
- Laureen Nussbaum, geb. Hannelore Klein (* 1927), deutsch-US-amerikanische Literaturwissenschaftlerin
- Marcel Ophüls (1927–2025), deutsch-französischer Regisseur und Dokumentarfilmer
- Helmut Redies (1927–1998), Diplomat
- Peter Schermuly (1927–2007), Maler
- Erhard Schnell (1927–2020), Automobildesigner
- Irm Schoffers (1927–2008), Fotografin und Fotokünstlerin
- Klaus Schultze (* 1927), Bildhauer
- Sydney Smith (1927–2011), deutsch-englischer Autor und Lehrer
- Hermann zur Strassen (1927–2019), Bildhauer
- Rudolf Achenbach (1928–2015), Unternehmer Achenbach Delikatessen Manufaktur
- Mickey Bohnacker (1928–2017), Fotograf
- Arnulf Borsche (1928–2011), Politiker
- Werner Dies (1928–2003), Musiker
- Henry Ehrenreich (1928–2008), US-amerikanischer Physiker
- Klaus Emmerich (1928–2021), österreichischer Journalist
- Horst Gehann (1928–2007), Dirigent, Komponist, Konzertorganist, Cembalist und Musikverleger
- Alfred Horné (1928–2014), Journalist, Autor und Gewerkschafter
- Robert Huttenback (1928–2012), US-amerikanischer Historiker
- Norbert Lohfink (1928–2024), Priester und Theologe
- Albert Mangelsdorff (1928–2005), Jazz-Posaunist
- Sigbert Prais (1928–2014), deutsch-britischer Wirtschaftswissenschaftler und Mathematiker
- Gert Preiser (* 1928), Medizinhistoriker
- Gaby Rodgers (* 1928), deutschamerikanische Schauspielerin und Theaterregisseurin
- Rudi Schmitt (* 1928), Politiker
- Hermann Schweppenhäuser (1928–2015), Philosoph und Publizist
- Hans Steinbrenner (1928–2008), Bildhauer
- Silvia Tennenbaum (1928–2016), US-amerikanische Schriftstellerin
- Ludwig Bertsch (1929–2006), Jesuit und Theologe
- Arnold Rudolph Bodmer (1929–2020), deutschamerikanischer Physiker
- Gerard E. Caspary (1929–2008), US-amerikanischer Historiker
- Anne Frank (1929–1945), Schriftstellerin, Opfer des Holocaust
- Werner Goez (1929–2003), Manager
- Friedemann Goßlau (1929–2018), Pfarrer der Domgemeinde zu Quedlinburg
- Paul Hatry (1929–2010), Universitätsprofessor und Politiker
- Georg Holfelder (1929–2024), Orthopäde und ärztlicher Standespolitiker
- Klaus Humpert (1929–2020), Architekt und Stadtplaner
- Horst Kalbhenn (1929–2012), Maler und Bildhauer
- Otto Rudolf Kissel (1929–2022), Jurist
- Günter Lumer (1929–2005), deutsch-amerikanischer Mathematiker
- Karl Malkmus (1929–1997), Künstler
- Adolf Moxter (1929–2018), Ökonom
- Lotte Newman (1929–2019), deutsch-britische Medizinerin
- Wieland Schmied (1929–2014), österreichischer Kunsthistoriker, Kunstkritiker, Literaturwissenschaftler und Schriftsteller
- Annegrit Schmitt-Degenhart (1929–2021), Kunsthistorikerin
- Reiner Wiehl (1929–2010), Philosoph und Professor
- Rudolf Wolf (1929–2010), Medizinphysiker, Hochschullehrer
- Robert Aumann (* 1930), israelisch-US-amerikanischer Mathematiker
- Burkhart Beyerle (1930–2021), bildender Künstler
- Erich Böhme (1930–2009), Journalist und Fernsehmoderator
- Norman Casmir (1930–1998), Florettfechter, Olympiateilnehmer
- Hildegard Feidel-Mertz (1930–2013), Erziehungswissenschaftlerin, Hochschullehrerin
- Hans Frick (1930–2003), Schriftsteller
- Herbert Heckmann (1930–1999), Schriftsteller
- Karl-Heinz Hess (1930–1995), Schauspieler
- Eugen Hillengass (1930–2023), Ordensgeistlicher
- Herbert Manfred Hoffmann (1930–2018), Kirchenmusiker
- Theo Intra (1930–1981), Bahnradsportler
- Siegfried Jenkner (1930–2018), Politikwissenschaftler
- Jörg Kaehler (1930–2015), Schauspieler, Regisseur, Theaterleiter und Autor
- Otto Kraus (1930–2017), Zoologe und Hochschullehrer
- Ursula Lehr (1930–2022), Wissenschaftlerin und Politikerin
- Hans Martin (1930–2016), Oberbürgermeister von Hanau
- Werner Rehm (1930–2009), Jazztrompeter
- Michael Rossmann (1930–2019), deutsch-US-amerikanischer Biologe und Professor
- Walter Sage (1930–2017), Professor für Archäologie des Mittelalters
- Herbert Schilling (1930–2004), Boxer
- Wolfgang Schmittel (1930–2013), Grafiker, Werbefachmann und Fotograf
- Alfred Söllner (1930–2005), Rechtswissenschaftler
- Erich Walther (1930–2005), Volksschauspieler

#### 1931 bis 1940

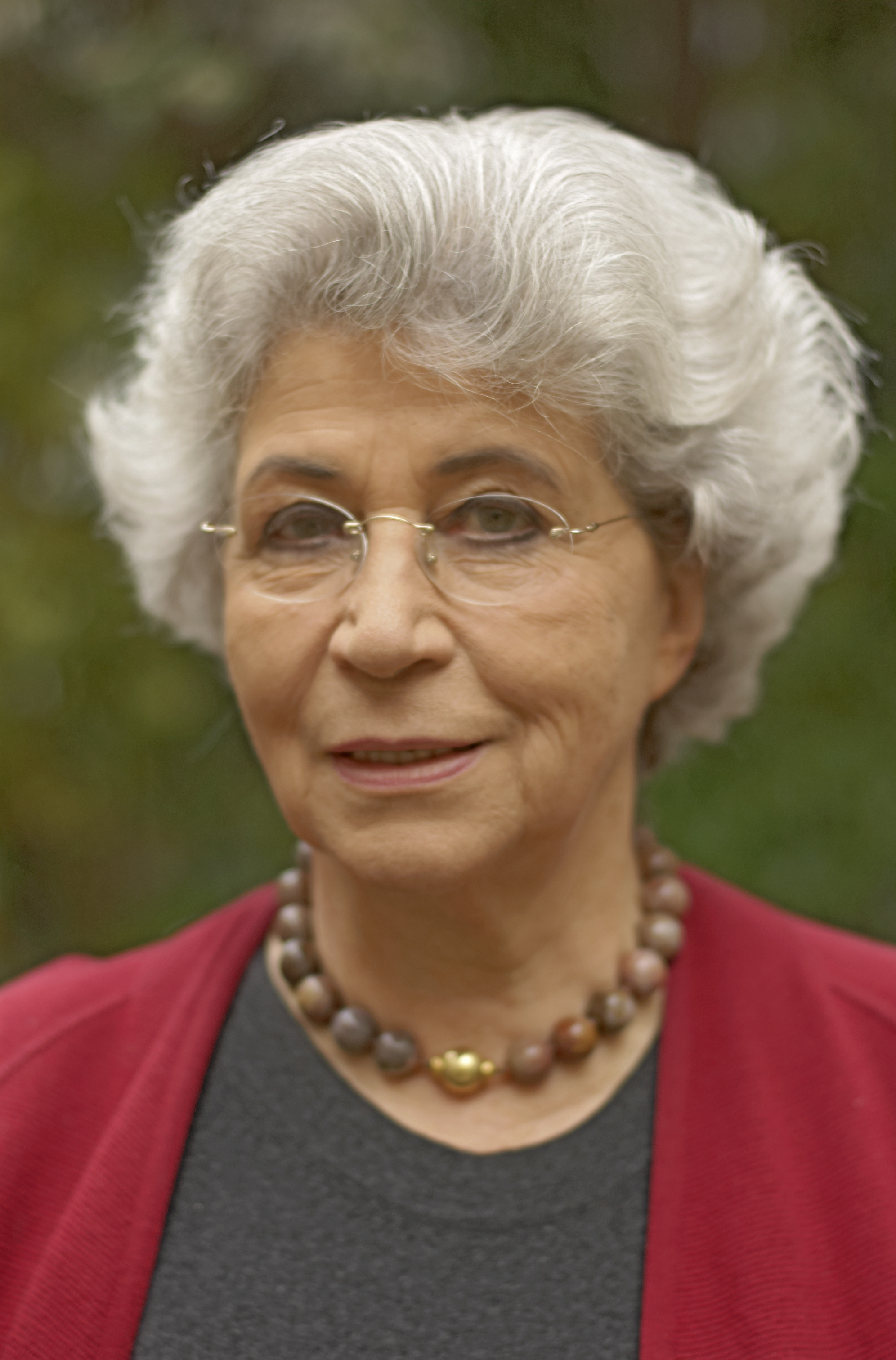
Angelica Bäumer

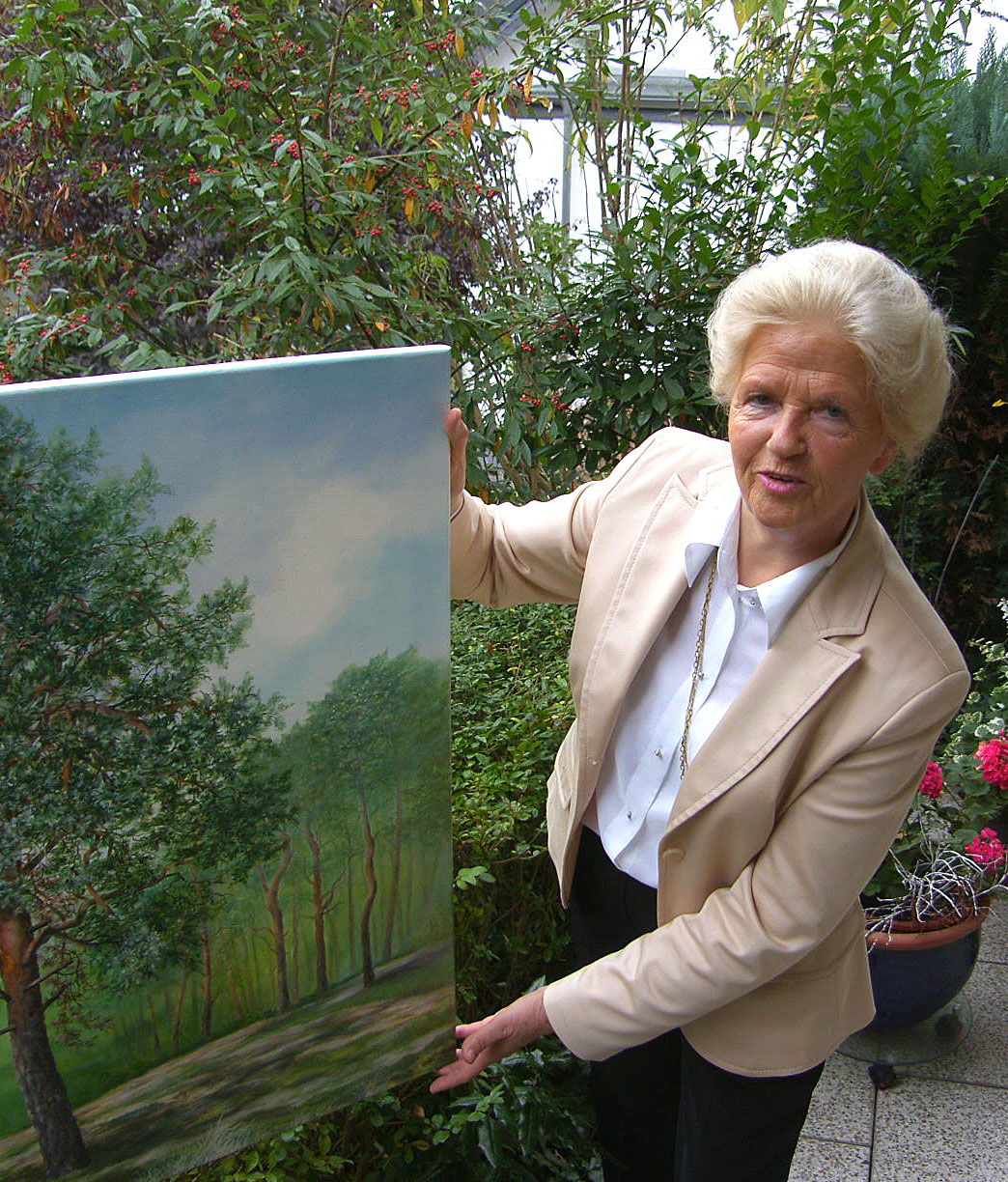
Eleonora Heine-Jundi

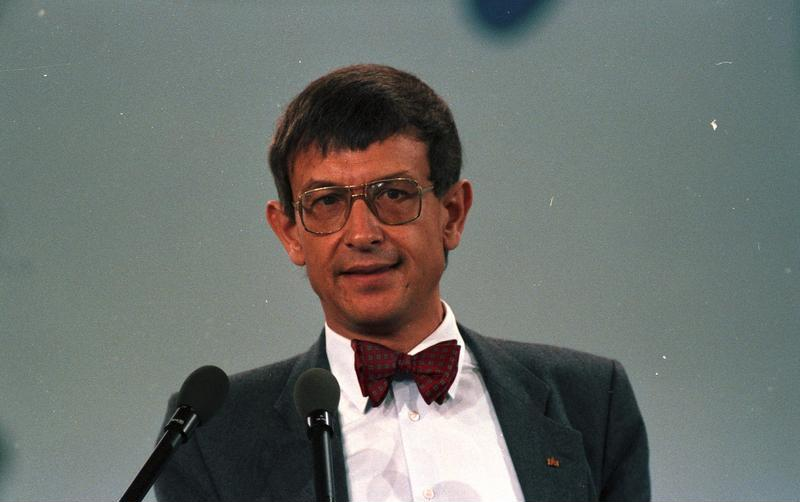
Heinz Riesenhuber

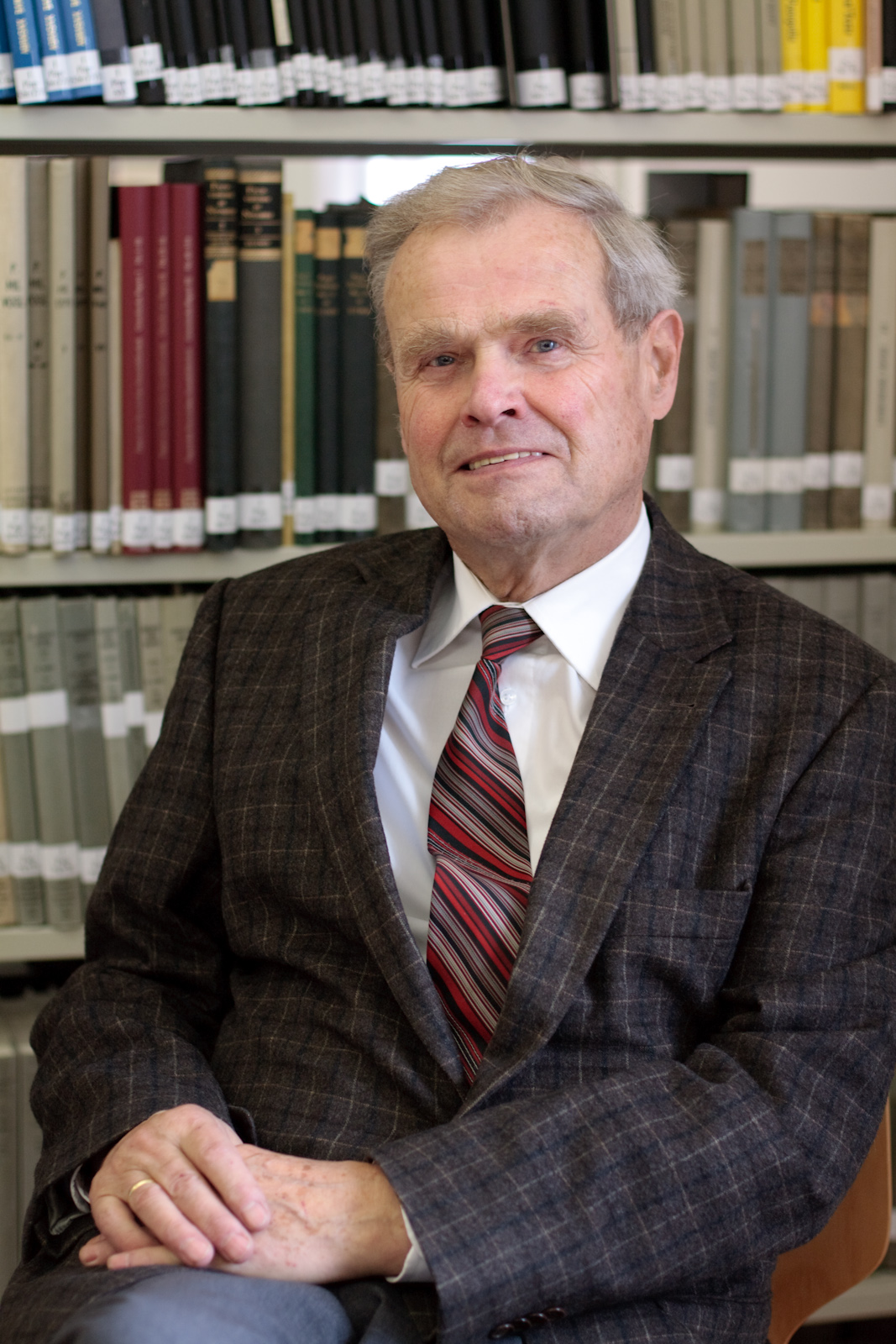
Ulrich Schindel

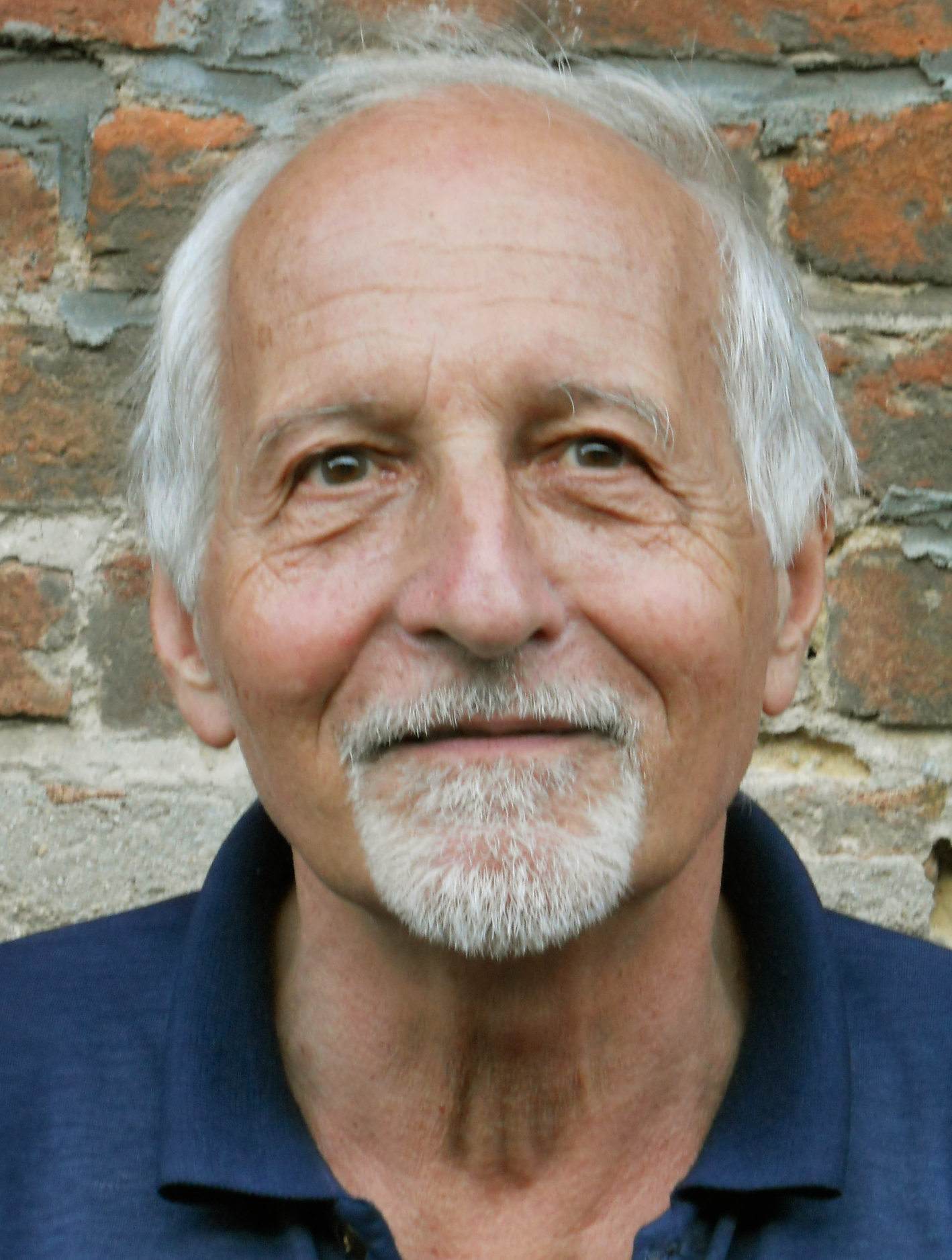
Peter Gilles

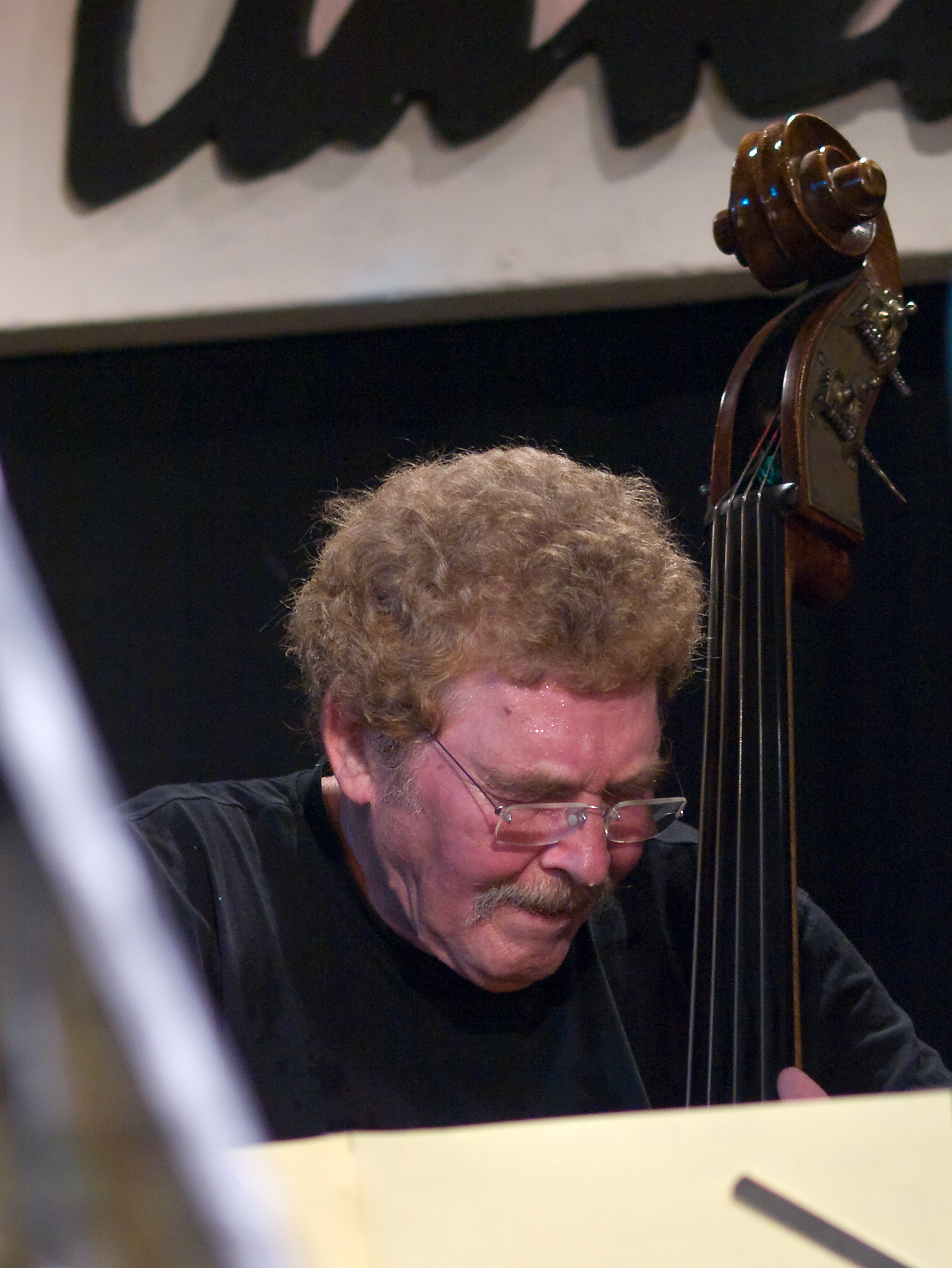
Günter Lenz

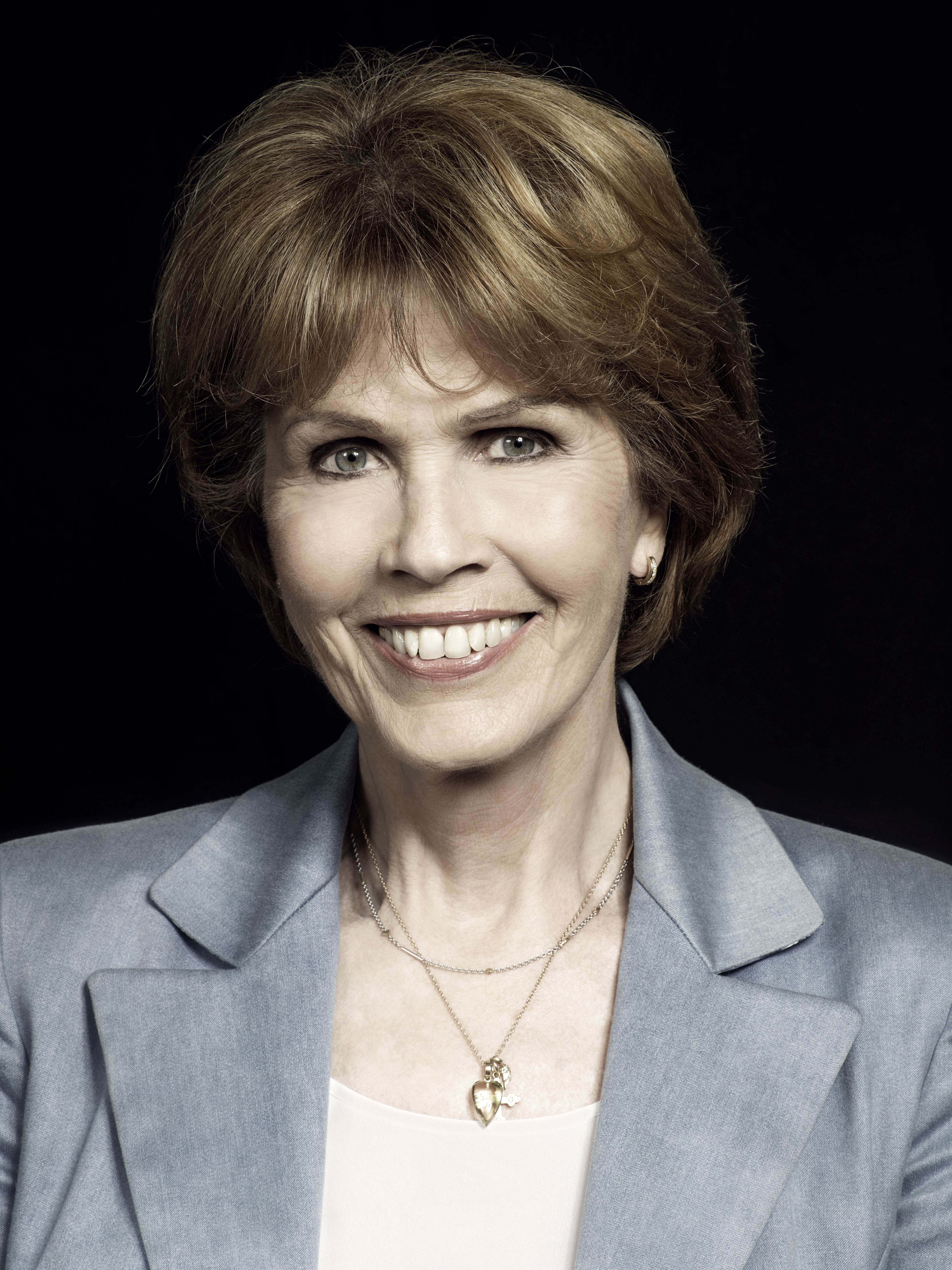
Christa Maar

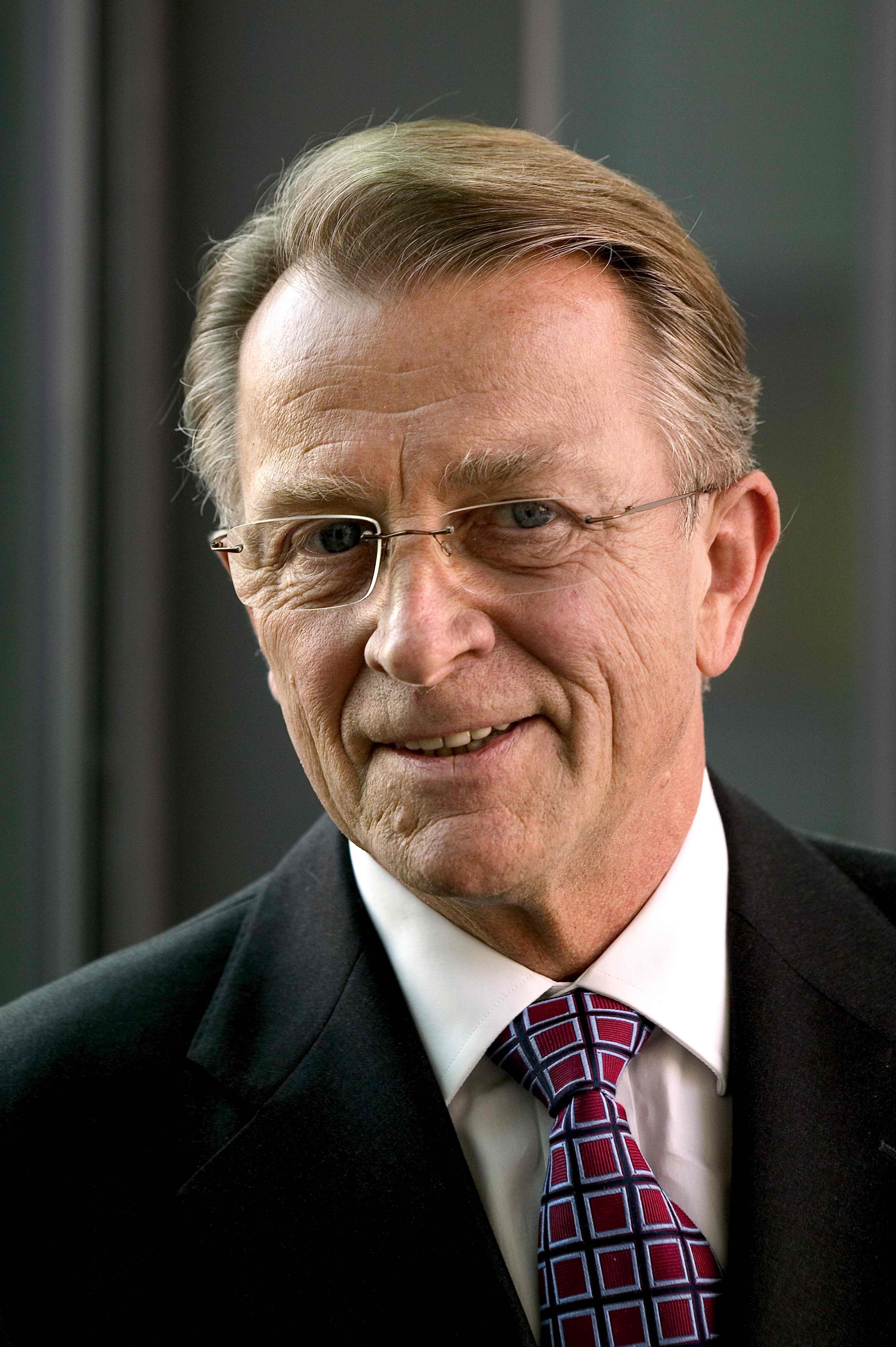
Axel Kleemann

- Wolfgang Bender (1931–2017), katholischer Theologe
- Imanuel Geiss (1931–2012), Historiker
- Heinz Happ (1931–2014), Altphilologe
- Walter Henn (1931–1963), Regisseur und Drehbuchautor
- August Hobl (* 1931), Motorradrennfahrer
- Gerhard J. Joseph (1931–2021), US-amerikanischer Literaturwissenschaftler
- Claus Michael Kauffmann (1931–2023), britischer Kunsthistoriker
- Bernard Krisher (1931–2019), US-amerikanischer Journalist, Publizist, Philanthrop und Herausgeber
- Heinz Leitermann (1931–2016), Fotograf, Fotojournalist und Filmemacher
- Robert Maier (1931–1996), Richter und Politiker (CDU)
- Johannes Möhrle (1931–2017), Architekt, Baubeamter und Hochschullehrer
- Hans-Wolfgang Pfeifer (1931–2002), Verleger
- Dieter Schlüter (1931–2021), Ingenieur
- Kurt Sigel (1931–2022), Schriftsteller und Künstler
- Lis Verhoeven (1931–2019), Schauspielerin und Theaterregisseurin
- Rüdiger Volhard (1931–2023), Rechtsanwalt und Notar
- Rudi Warmuth (1931–2015), Bildhauer
- Hanna Zweig-Strauss (1931–2014), Schweizer Ärztin und Historikerin
- Angelica Bäumer (1932–2025), österreichische Kunstkritikerin, Ausstellungs-Kuratorin und Autorin
- Alfred Benninghoven (1932–2017), Physiker
- Karlheinz Braun (* 1932), Literatur- und Theaterverleger
- Hans-Georg Fritz (* 1932), Politiker
- Dieter Groh (1932–2012), Historiker
- Klaus Krippendorff (1932–2022), deutsch-amerikanischer Kommunikationswissenschaftler
- Ilse Löb (* 1932), Politikerin
- Brigitte Meng (1932–1998), schweizerische Schriftstellerin und Lyrikerin
- Hans-Jürgen Moog (* 1932), Politiker
- Gerd Alfred Müller (1932–1991), Industriedesigner
- Rainer K. Sachs (1932–2024), US-amerikanischer Astrophysiker, Mitentdecker des Sachs-Wolfe-Effekts
- Adalbert Schmitt (1932–2005), Unternehmer und Gastronom
- Karl-Heinrich Trageser (1932–2009), Politiker
- Horst Wittich (* 1932), Jazzmusiker
- Hatto Beyerle (1933–2023), deutsch-österreichischer Kammermusiker, Dirigent und Universitätsprofessor
- Hans Breuer (1933–2020), Biophysiker
- Hadumod Bußmann (* 1933), Sprachwissenschaftler
- Heinrich Droege (1933–2011), Schriftsteller
- Hansjörg Eiff (1933–2019), Jurist und Botschafter
- Griseldis Fleming (* 1933), Schriftstellerin
- Helmut Frank (1933–2015), Politiker
- Hans Krieger (1933–2023), Lyriker, Essayist, Schriftsteller, Journalist und Rundfunkautor
- Fritz Lampert (* 1933), Arzt und Krebsforscher
- Vera Marks (* 1933), Schauspielerin
- Erich Müller (1933–2006), Sachbuchautor
- Ingrid Gräfin zu Solms-Wildenfels (* 1933), Medizinerin
- Erich Walter (1933–2015), Boxer
- Günter Ashauer (1934–2007), Leiter der Deutschen Sparkassenakademie
- Klaus Barner (* 1934), Mathematiker
- Mary Bauermeister (1934–2023), Künstlerin
- Claus-Jürgen Duisberg (1934–2023), Diplomat
- Walter Hanusch (* 1934), Bildhauer, Objektkünstler, Zeichner und Druckgraphiker
- Werner Haupt (1934–1999), Tischtennisspieler und -funktionär
- Gerry Hayes (1934–2020), deutsch-amerikanischer Musiker
- Hermann Höfer (1934–1996), Fußballspieler und -funktionär
- Hans Gerd Kübel (1934–1994), Schauspieler, Kabarettist, Regisseur, Landwirt und Unternehmer
- Ursula Lehmann-Brockhaus (1934–2019), Kunsthistorikerin
- Gerhard Lohfink (1934–2024), katholischer Priester und Theologe
- Rolf Lüttgens (1934–1980), Jazzpianist
- Kurt Mahr (1934–1993), Schriftsteller
- Eva Moldenhauer (1934–2019), Übersetzerin
- Petra Pascal (* 1934), Sängerin und Moderatorin
- Jürgen Schneider (* 1934), Bauunternehmer
- Irene Brütting (1935–2018), Leichtathletin
- Erwin Conradi (* 1935), Manager
- Walter Deuss (* 1935), Manager
- Eleonora Heine-Jundi (1935–2011), Malerin, Grafikerin, Autorin und Dozentin
- Wolfgang Huber (* 1935), Mediziner, RAF-Sympathisant
- Heinz Jung (1935–1996), Ökonom und Soziologe
- Gisela Kessler (1935–2014), Gewerkschafterin
- Hartmut Kühne (1935–2020), Kirchenmusiker und Karl-May-Forscher
- Almuth Link (* 1935), Autorin, Schriftstellerin und Journalistin
- Helmut Loehr (1935–2008), Manager
- Gepa Maibaum (1935–2007), Politikerin
- Heinz Riesenhuber (* 1935), Politiker
- Jürgen Ritsert (* 1935), Soziologe
- Fritz G. Rohde (1935–2024), Wasserenergiewirtschaftsingenieur und Bildender Künstler
- Michael von Rospatt (1935–2020), Schauspieler
- Ulrich Schindel (1935–2025), Altphilologe
- Erwin Stein (1935–2024), Fußballspieler
- Klaus Steinbrenner (* 1935), Bildhauer
- Hans-Dieter Weigel (* 1935), Unternehmer und Autorennfahrer
- Wolfgang Wolters (* 1935), Kunsthistoriker
- Helga von Brauchitsch (1936–2023), Fotografin
- Susanne Cramer (1936–1969), Schauspielerin
- Beate Hasenau (1936–2003), Filmschauspielerin, Kabarettistin und Synchronsprecherin
- Klaus Heymann (* 1936), Unternehmer
- Wilhelm Küchler (* 1936), Unternehmer und Politiker
- Knut Kühn-Leitz (1936–2020), Unternehmer, Herausgeber und Mäzen
- Schmeling Lehmann (* 1936), Musiker
- Gustl Mayer (* 1936), Musiker und Redakteur
- Fritz Nicklisch (1936–2022), Rechtswissenschaftler und Hochschullehrer
- Franz Ningel (* 1936), Eiskunstläufer
- Klaus Rajewsky (* 1936), Immunologe
- Günter Schultz (1936–2021), Pharmakologe und Hochschullehrer
- Joachim Schweighöfer (1936–2023), Schauspieler
- Peter Trunk (1936–1973), Jazzmusiker, Komponist und Arrangeur
- Hans Zürn (1936–2020), Schauspieler
- Martin Amelung (1937–2006), Jurist und Strafverteidiger
- Diethard Aschoff (1937–2021), Historiker und Judaist
- Anke Bennholdt-Thomsen (* 1937), Germanistin
- Ursula Braun-Moser (1937–2022), Politikerin
- Dietrich Geldern (1937–2023), Jazzmusiker
- Carlo Giersch (* 1937), Unternehmer und Mäzen
- Alexandra Prinzessin von Hannover (1937–2015), Politikerin und Philanthropin
- Rudolf Jung (* 1937), Bibliothekar und Hochschullehrer
- Gerhard Kraiker (1937–2015), Politikwissenschaftler
- Ulrich Melchinger (1937–1979), Opernregisseur
- Dieter Schenk (* 1937), Kriminologe und Schriftsteller
- Hans Uwe Schneider (1937–2018), Parodist, Stimmenimitator und Sänger
- Roland Schneider (1937–2015), Jazzpianist
- Hans-Peter Schuster (* 1937), Mediziner, Hochschullehrer
- Karl Jakob Schwalbach (1937–2023), Bildhauer
- Eberhard Wassermann (1937–2020), Physiker und Wissenschaftsjournalist
- Wolfgang Zapf (1937–2018), Soziologe
- Erich Arndt (* 1938), Tischtennisspieler
- Georg Badeck (1938–2004), Politiker
- Peter Gilles (1938–2020), Rechtswissenschaftler
- Peter Griese (1938–1996), Science-Fiction-Schriftsteller
- Rolf Hans (1938–1996), Musiker und Künstler
- Horst Harnischfeger (* 1938), Jurist und Hochschullehrer
- Reimer Herrmann (1938–2003), Hydrologe und Hochschullehrer
- Jürgen Heyne (1938–2023), Fleischermeister und Verbandsfunktionär
- Kurt Jürgen Huch (1938–2024), Philosoph und Soziologe
- Günter Lenz (* 1938), Jazzmusiker
- Walter Meier-Arendt (* 1938), Prähistoriker
- Hartmut Müller-Kinet (1938–2003), Historiker und Staatssekretär des Landes Hessen
- Fritz-Albert Popp (1938–2018), Biophysiker
- Gaby Reichardt (* 1938), Schauspielerin, Hörspielsprecherin, -moderatorin und Sängerin
- Klaus Riesenhuber (1938–2022), Philosoph und katholischer Theologe
- Harald Stamm (* 1938), Opernsänger
- Helga Stroh (* 1938), Fechterin
- Edith Strumpf (* 1938), Politikerin
- Klaus Völker (* 1938), Theaterhistoriker, Dramaturg und Publizist
- Gerhard Waibel (* 1938), Konstrukteur
- Konstanze Wegner (* 1938), Politikerin
- Therese Wieland (* 1938), Lehrerin
- Gerhard Amendt (* 1939), Soziologe
- Günter Amendt (1939–2011), Sozialwissenschaftler und Autor
- Rolf Bothe (* 1939), Kunsthistoriker
- Otto Michael Buss (1939–2007), Politiker
- Justus Cobet (* 1939), Althistoriker
- Claus Demke (1939–2002), Politiker
- Hans-Ulrich Deppe (* 1939), Medizinsoziologe und Sozialmediziner
- Karin Giersch (* 1939), Mäzenin
- Günter Kehrer (* 1939), Soziologe
- Wolfgang Kilian (* 1939), Jurist
- Doris Kliehm (* 1939), Wohltäterin
- Peter Knapp (1939–1978), Bildhauer
- Hannelore Kraus (1939–2023), Politologin und Pensionswirtin
- Ortraud Lerch (1939–2013), Mosaikkünstlerin
- Gert Lütgert (1939–2016), Politiker
- Christa Maar (1939–2022), Kunsthistorikerin
- Bernhard Nermerich (1939–2010), Leichtathlet
- Karl-Heinz Pfeffer (* 1939), Geograph und Hochschullehrer
- Gerhard Ringshausen (* 1939), evangelischer Theologe und Religionspädagoge
- Wolfram Saenger (* 1939), Biochemiker und Proteinkristallograph
- Helmut Schanze (* 1939), Germanist und Medienwissenschaftler
- Hans-Dieter Schnell (1939–2016), Politiker
- Heinz Schomann (* 1939), Kunsthistoriker
- Wolfram Schütte (* 1939), Journalist, Autor sowie Literatur- und Filmkritiker
- Gerhard Storch (1939–2017), Paläontologe
- Dieter Wedel (1939–2022), Regisseur und Drehbuchautor
- Wolfgang Bauer (* 1940), Autor
- Edgar Biemer (* 1940), Arzt
- Hans-Jürgen Breidenstein (* 1940), Verlagskaufmann und Verleger
- Klaus Geldmacher (* 1940), Objektkünstler
- Wolfgang Haase (* 1940), Altphilologe
- Rüdiger Hermanns (* 1940), Politiker
- Rainer Hess (* 1940), Jurist
- Bernhard Jendorff (* 1940), römisch-katholischer Theologe
- Wolfgang Kaden (* 1940), Journalist
- Axel Kleemann (* 1940), Chemiker und Manager
- Klaus Lenk (* 1940), Verwaltungswissenschaftler, Hochschullehrer
- Rolf-Jürgen Otto (1940–2016), Unternehmer
- Rudolf L. Schreiber (1940–2021), Publizist und Unternehmensberater
- Michael Schwarzmaier (* 1940), Schauspieler und Synchronsprecher
- Horst Schwebel (* 1940), Professor und Autor
- Bernhard Sinkel (* 1940), Regisseur, Autor und Produzent
- Wolfgang Solz (1940–2017), Fußballspieler
- Rolf-Eberhard Streeck (1940–2007), Molekulargenetiker
- Volker Michael Strocka (1940–2024), Klassischer Archäologe
- Ute Winkler (* 1940), Juristin, Gerichtspräsidentin
- Klaus Zehelein (* 1940), Dramaturg und Professor

#### 1941 bis 1950

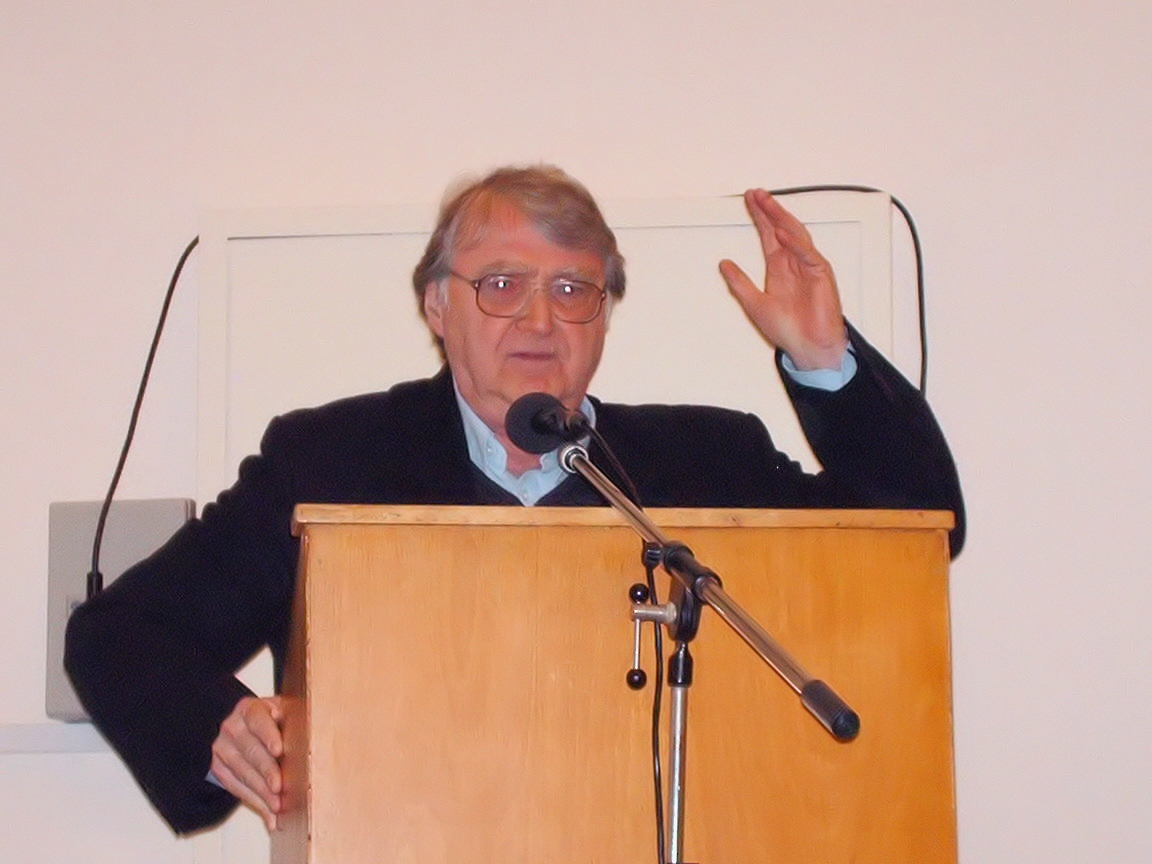
Frank Deppe

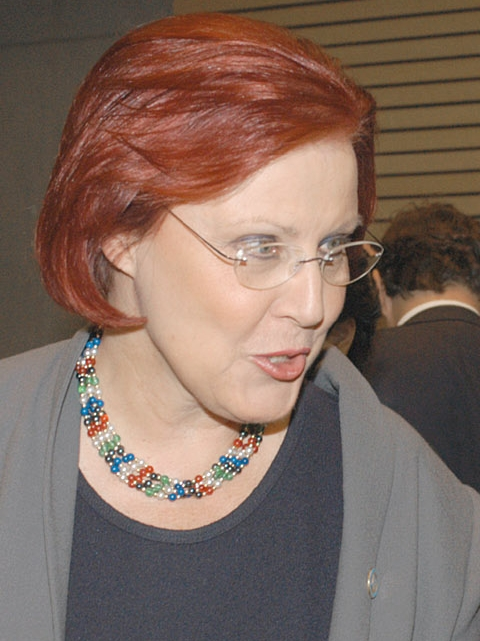
Heidemarie Wieczorek-Zeul

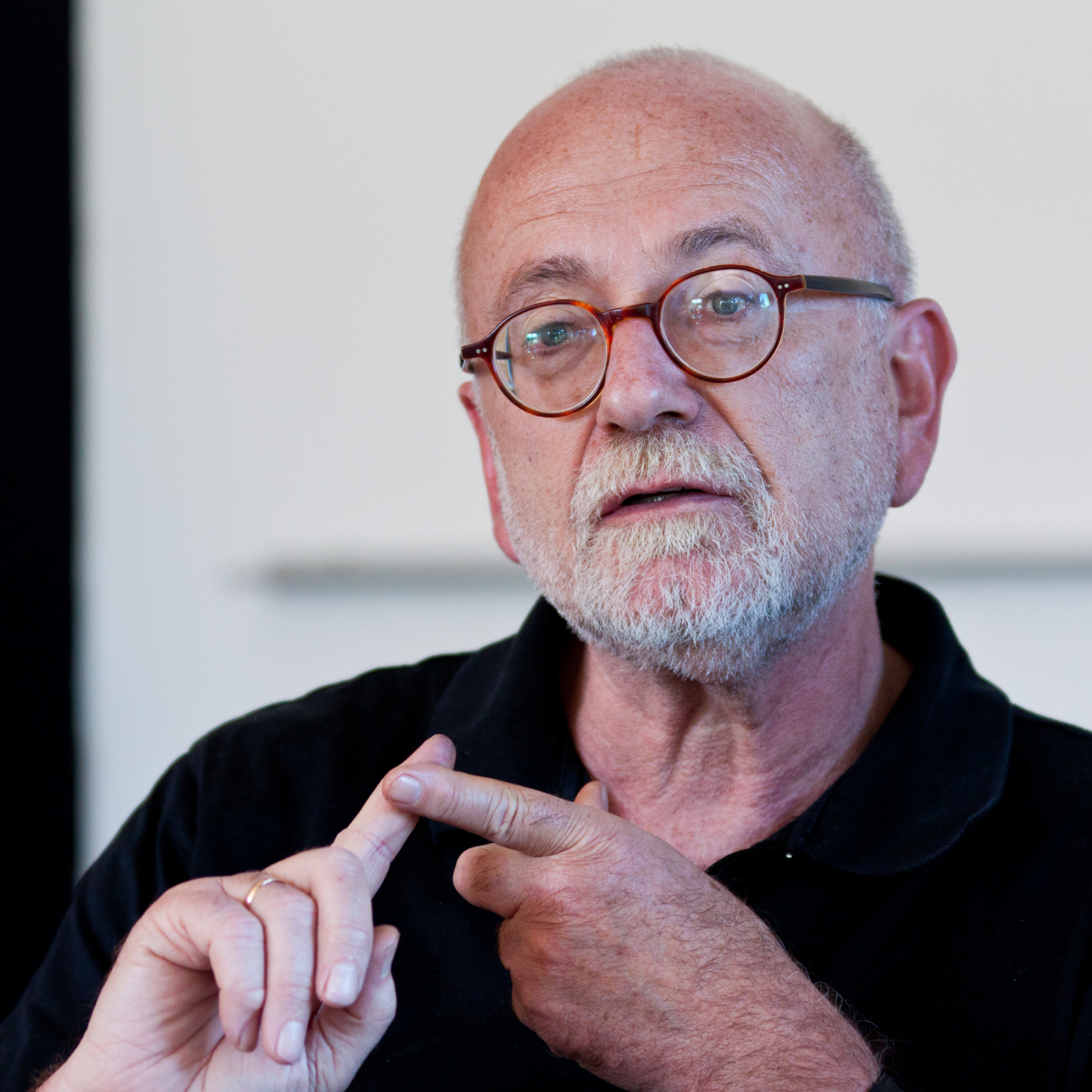
Jürgen Roth

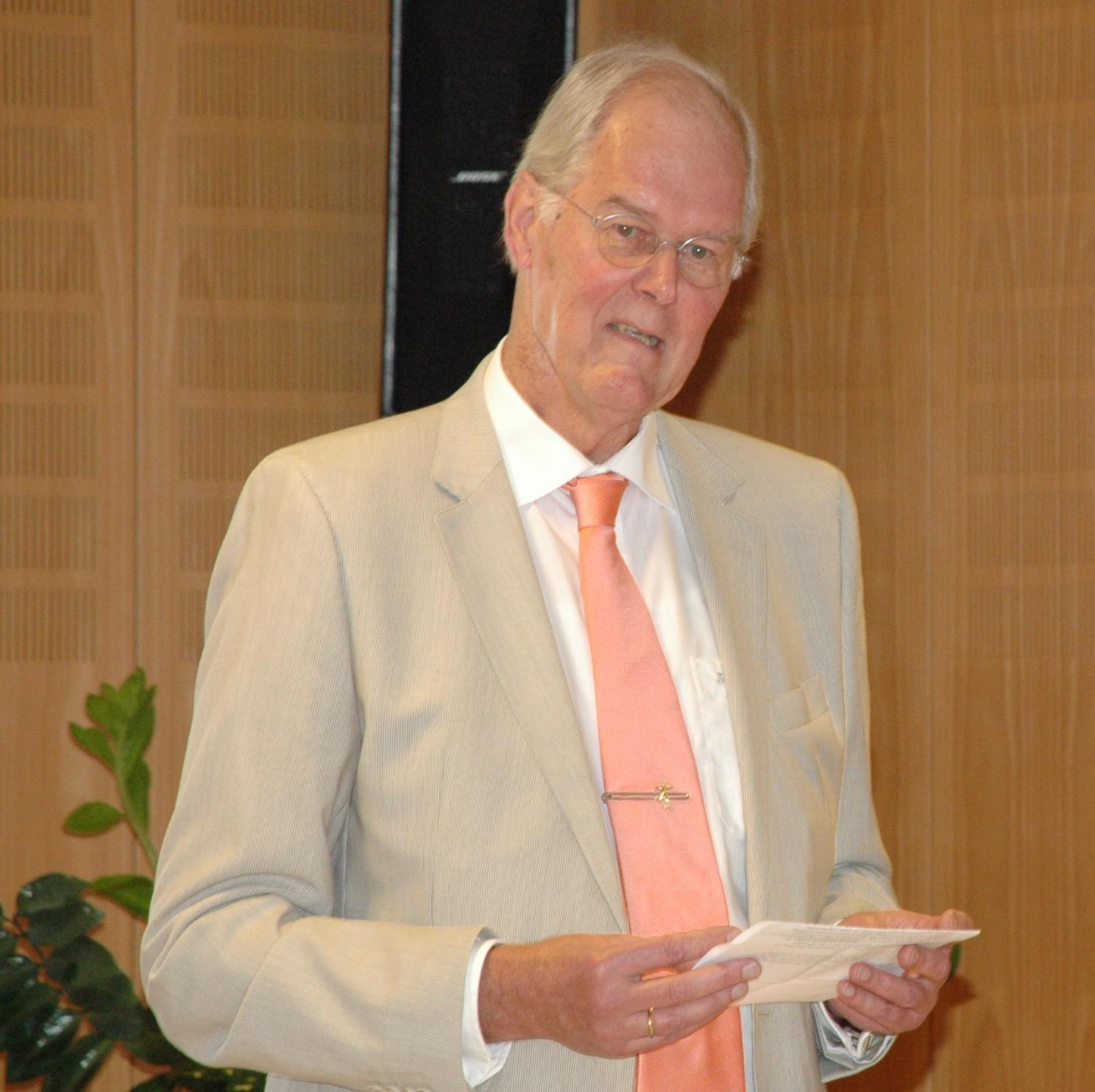
Peter Oster

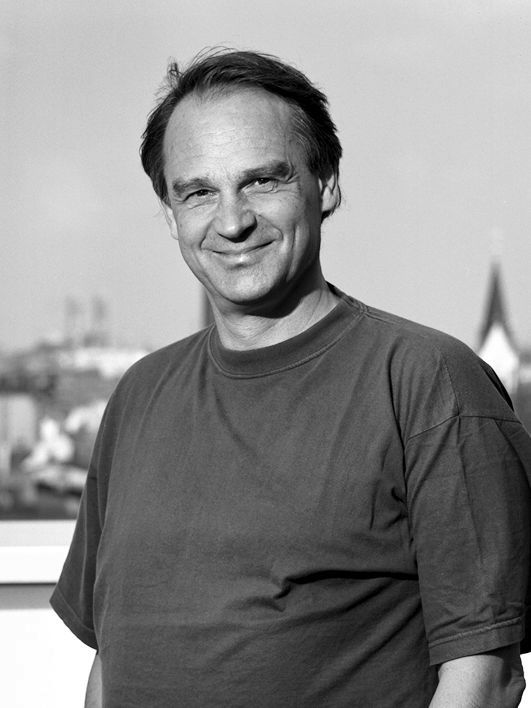
Gerd Binnig

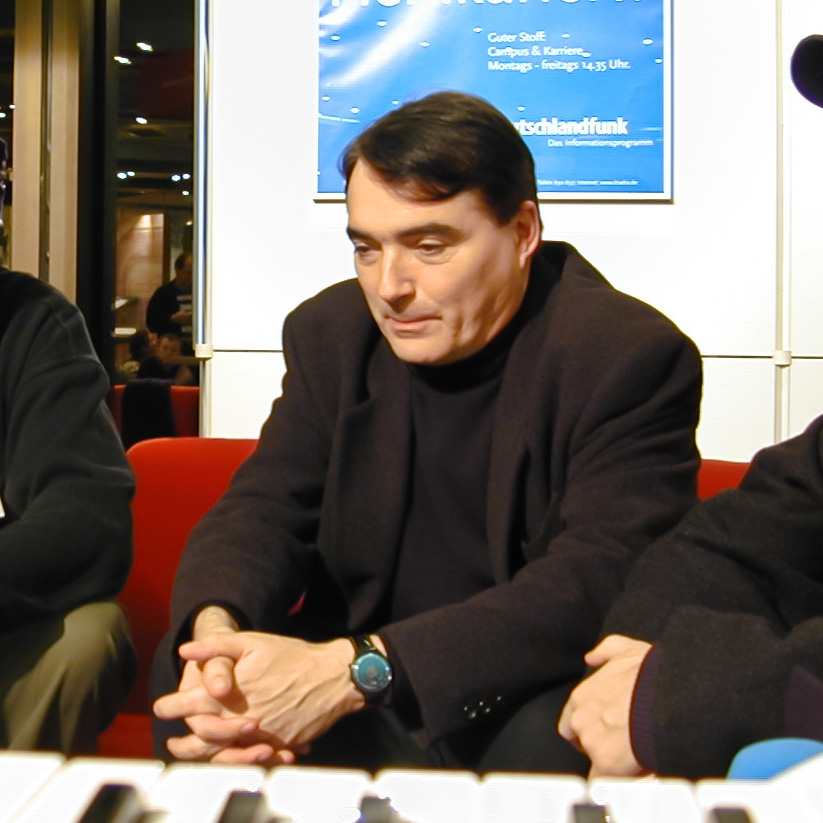
Wolfgang Flür

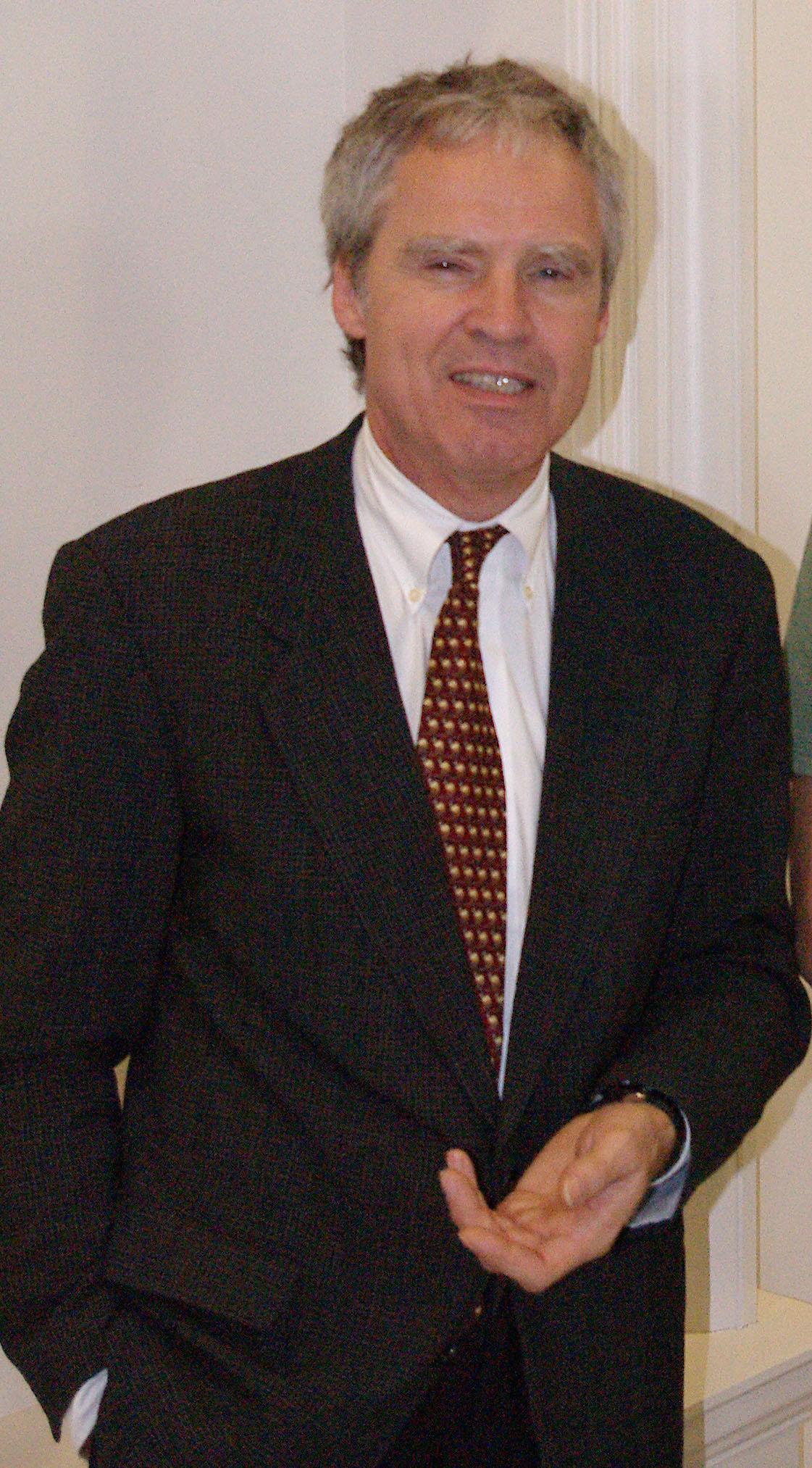
Horst Ludwig Störmer

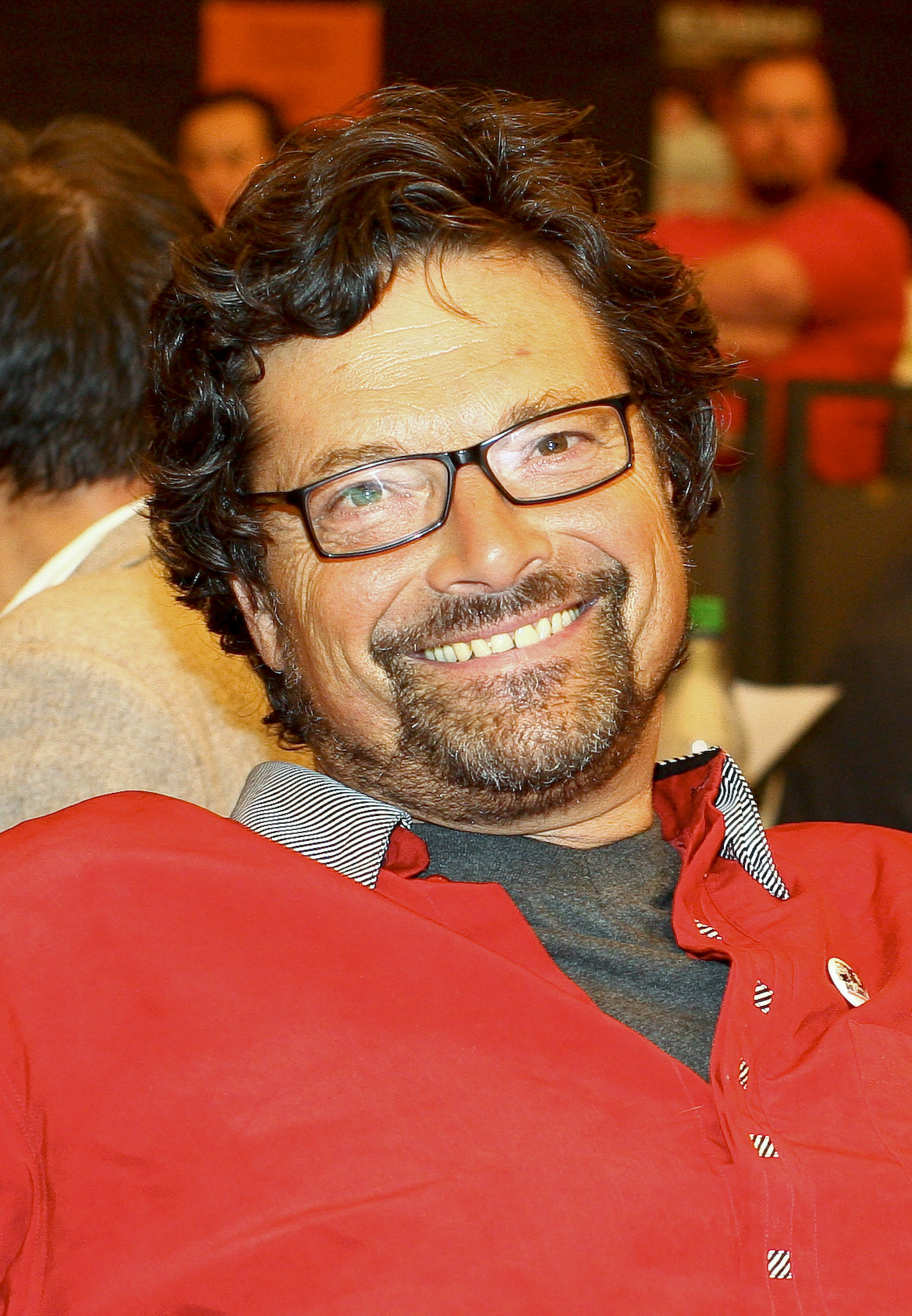
Diether Dehm

- Karoline Beck-Krämer (1941–2015), Geschäftsführerin der Pestalozzi-Stiftung
- Hans-Werner Bussinger (1941–2009), Schauspieler und Synchronsprecher
- Frank Deppe (* 1941), Politikwissenschaftler
- Hans-Jürgen Fischer (1941–2005), Op-Art-, Computer-, Licht- und Installationskünstler
- Marianne Golte-Bechtle (1941–2023), wissenschaftliche Grafikerin, Illustratorin und Künstlerin
- Hans-Joachim Glücklich (* 1941), Altphilologe
- Brigitte Heinrich (1941–1987), Journalistin, Politikerin und Informantin für das Ministerium für Staatssicherheit
- Gerhard Kromschröder (* 1941), Journalist und Fotograf
- Dieter Rebentisch (* 1941), Historiker
- Siegfried Rumbler (1941–1997), Koordinator
- Werner Sasse (* 1941), Koreanist
- Klaus Peter Sauer (1941–2022), Biologe
- Ludwig Seiboldt (1941–2008), Agraringenieur und Politiker
- Hilke Thür (* 1941), Architektin, Bauforscherin und Archäologin
- Ernst-Ludwig Winnacker (* 1941), Biochemiker und Forschungsmanager
- Jochen Bender (* 1942), Leichtathlet
- Herbert Christ (* 1942), Jazzmusiker
- Falk Fahrenholz (* 1942), Biochemiker und emeritierter Hochschullehrer
- Arthur Fischer (1942–2021), Psychologe
- Gerd Freidhof (* 1942), Slawist
- Robert Funk (1942–2020), Bibliothekswissenschaftler
- Harald Glahn (* 1942), evangelischer Pfarrer, Politiker, Staatssekretär in Rheinland-Pfalz
- Klaus Göbel (1942–2021), Jazzmusiker
- Harald Graef (* 1942), Jurist und Richter
- Jochen Jung (* 1942), österreichischer Verleger und Schriftsteller
- Ernst Klee (1942–2013), Investigativjournalist, Filmemacher und Schriftsteller
- Dietrich Mebs (* 1942), Toxinologe
- Erhard Meyer-Galow (* 1942), Chemiker und Industriemanager, Autor, Redner und Stifter
- Stefan Müller-Doohm (* 1942), Soziologe
- Hartmut Scheible (1942–2018), Germanist und Professor
- Hans-Otto Schembs (* 1942), Chronist und Stadthistoriker
- Jochen Senf (1942–2018), Schauspieler und Autor
- Jürgen Trabant (* 1942), Sprachwissenschaftler
- Helga Trösken (1942–2019), evangelische Theologin
- Heidemarie Wieczorek-Zeul (* 1942), Politikerin
- Werner Zorn (* 1942), Informatiker und Internet-Pionier
- Gerd Fritz (* 1943), Germanist, Linguist und Hochschullehrer
- Erhart Graefe (* 1943), Ägyptologe
- Christoph Grimm (* 1943), Politiker und Jurist
- Arnulf Herbst (* 1943), Kunsthistoriker und Museumsdirektor
- Volker Huwendiek (* 1943), Pädagoge
- Marika Kilius (* 1943), Rollkunstläuferin und Eiskunstläuferin
- Werner Müller (* 1943), Verwaltungsjurist und Ministerialbeamter
- Hans-Ludwig Ollig (* 1943), römisch-katholischer Theologe und Philosoph
- Peter Schauer (* 1943), Archäologe für Vor- und Frühgeschichte, Hochschullehrer
- Margit Sponheimer (* 1943), Schlagersängerin und Schauspielerin
- Peter Steinacker (1943–2015), Kirchenpräsident
- Dieter Wilhelmi (* 1943), Politiker und Gewerkschaftsfunktionär
- Jürgen Lotz (1944–2009), Historiker, Autor und Redakteur
- Michael Rieth (1944–2014), Journalist und Autor
- Mathias Spahlinger (* 1944), Komponist
- Volker Weispfenning (* 1944), Mathematiker
- Manfred Emmel (* 1945), Sportler
- Heinz Gerlach (1945–2010), Publizist
- Adelheid Ohlig (* 1945), Journalistin und Autorin
- Jürgen Roth (1945–2017), Publizist
- Rolf Soiron (* 1945), Schweizer Manager
- Gerhard Welz (1945–2024), Fußballtorhüter
- Klaus Binder (* 1946), Lektor und Übersetzer
- Peter Faulstich (1946–2016), Erziehungswissenschaftler
- Martin Fochler (* 1946), Chemiker
- Abe Frajndlich (* 1946), US-amerikanischer Fotograf
- Horst Fuchs (1946–2023), Teleshopping-Verkäufer
- Dietrich Hahn (1946–2024), Journalist und Publizist
- Roger Horné (1946–2015), Journalist und Fernsehmoderator
- Wolfgang Kemp (* 1946), Kunsthistoriker, Autor und Professor
- Wolfgang Michel (* 1946), Japanologe, Kulturwissenschaftler und Hochschullehrer
- Peter Oster (* 1946), Geriater
- Bernhard Reitz (1946–2022), Anglist
- Cornelia Schmaus (* 1946), Schauspielerin
- Jürgen Türck (* 1946), Eishockeyspieler
- Arno Widmann (* 1946), Journalist und Schriftsteller
- Gerd Binnig (* 1947), Physiker und Nobelpreisträger
- Tilman Borsche (* 1947), Philosoph
- Michael Breitbach (* 1947), Jurist und Basketballspieler
- Wolfgang Coy (* 1947), Informatiker
- Wolfgang Flür (* 1947), Musiker
- Miriam Goldschmidt (1947–2017), Schauspielerin, Regisseurin und Autorin
- Hans-Joachim Klein (1947–2022), Terrorist
- Cilly Kugelmann (* 1947), Historikerin, Museumsdirektorin
- Robert Lange (1947–2000), Radrennfahrer und -trainer
- Gerhard Merz (1947–2004), deutsch-israelisches Staatsstreich-Opfer in Äquatorialguinea
- Stephan Meyer (* 1947), Regisseur und Drehbuchautor
- Minka Pradelski (* 1947), Schriftstellerin, Journalistin und Filmemacherin
- Anton Schindling (1947–2020), Historiker
- Volker Spierling (* 1947), Philosoph und Buchautor
- Carmen Stadelhofer (* 1947), Geschäftsführerin des Zentrums für Allgemeine Wissenschaftliche Weiterbildung
- Karin Storch (* 1947), Fernsehjournalistin
- Norbert Thomas (* 1947), Künstler und Hochschullehrer
- Eberhard Thust (* 1947), Box-Promoter
- Karlheinz Volz (* 1947), Fußballspieler
- Eberhard Weghorn (* 1947), Politiker
- Detlef Zinke (1947–2022), Kunsthistoriker
- Wolfgang Ballwieser (* 1948), Professor
- Susan Blakely (* 1948), US-amerikanische Schauspielerin
- Jean Frankfurter (* 1948), Komponist und Produzent
- Monika Haas (* 1948), Terroristin
- Friedrich Hagenmüller (* 1948), Internist
- Fritz Erik Hoevels (* 1948), Psychoanalytiker, Publizist, Übersetzer und politischer Aktivist
- Christian Joachimi (1948–2010), Verwaltungsjurist im Behindertenwesen
- Jürgen Kalb (* 1948), Fußballspieler
- Hannelore Kohl (* 1948), Richterin
- Hans-Wolfgang Krautz (1948–2003), Altphilologe und Philosoph
- Jani Lehmann (* 1948), Jazzmusiker
- Ulrich Ruschig (* 1948), Philosoph
- Diethelm Sack (* 1948), Ökonom
- Bernd Vetter (* 1948), Jurist und Politiker, Mitglied der Hamburgischen Bürgerschaft
- Gerd Brudermüller (1949–2019), Jurist und Rechtsphilosoph
- Horst Dröse (* 1949), Feldhockeyspieler
- Hans-Jörg Georgi (* 1949), Objektkünstler
- Margot Glockshuber (* 1949), Eiskunstläuferin
- Norbert Grob (* 1949), Film- und Medienwissenschaftler, Autor, Essayist und Filmkritiker
- Roland Haas (* 1949), Dramaturg und Kulturmanager, ehem. Rektor Mozarteum Salzburg
- Sandy Helberg (* 1949), US-amerikanischer Schauspieler
- August Heuser (* 1949), römisch-katholischer Theologe
- Karin Hunkel (* 1949), Autorin
- Barbara Ischinger (* 1949), Wissenschaftlerin
- Peter Jurczek (1949–2010), Geograf und Professor
- Michael Kessler (* 1949), Politiker, Bürgermeister der Stadt Peine
- Mahide Lein (* 1949), Clubbetreiberin, Konzertagentur-Leiterin, Aktivistin der LGBT-Bewegung
- Reiner Marquard (* 1949), evangelischer Theologe
- Harald Müller (* 1949), Politikwissenschaftler
- Harald Noack (* 1949), Jurist, Verwaltungsbeamter und Politiker
- Reinhard Nothnagel (* 1949), Jurist, Richter am Bundesfinanzhof
- Klaus Ottomeyer (* 1949), Psychologe und Hochschullehrer
- Dieter Schwanda (* 1949), Schauspieler
- Horst Ludwig Störmer (* 1949), Physiker
- Gert Trinklein (1949–2017), Fußballspieler
- Hanno Berger (* 1950), Jurist, Finanz- und Steueranwalt
- Jürgen Bodelle (* 1950), Schriftsteller, Journalist und Verleger
- Diether Dehm (* 1950), Musikproduzent, Liedermacher und Politiker
- Hubertus Gaßner (* 1950), Kunsthistoriker
- Ralph Roger Glöckler (* 1950), Literaturwissenschaftler, Ethnologe, Dichter und Schriftsteller
- Manfred Günther (* 1950),  evangelischer Pfarrer und Autor
- Linus Hauser (* 1950), Theologieprofessor und Literaturtheoretiker
- Rolf Karwecki (1950–2018), Politiker (SPD) und Abgeordneter des Hessischen Landtags
- Rolf Katzenbach (* 1950), Bauingenieur
- Wolfgang Kirsch (* 1950), Politiker
- Rita Knobel-Ulrich (* 1950), Autorin und Filmemacherin
- Peter Koch (* 1950), Fußballspieler
- Anita Lochner (* 1950), US-amerikanische Schauspielerin, Synchronsprecherin und Übersetzerin
- Dieter Mank (* 1950), Journalist
- Dorothea Müller (* 1950), Gewerkschafterin und Juristin
- Michael G. Müller (* 1950), Historiker und Professor
- Stephan E. Müller (* 1950), Theologe
- Sibylle Nicolai (* 1950), Schauspielerin, Synchronsprecherin und Moderatorin
- Manfred Roth (* 1950), Regisseur und Schauspieler
- Stephan Ruß-Mohl (* 1950), Medienwissenschaftler, Hochschullehrer
- P. J. Soles (* 1950), US-amerikanische Schauspielerin

#### 1951 bis 1960
- Margit Bach (* 1951), Hürdenläuferin

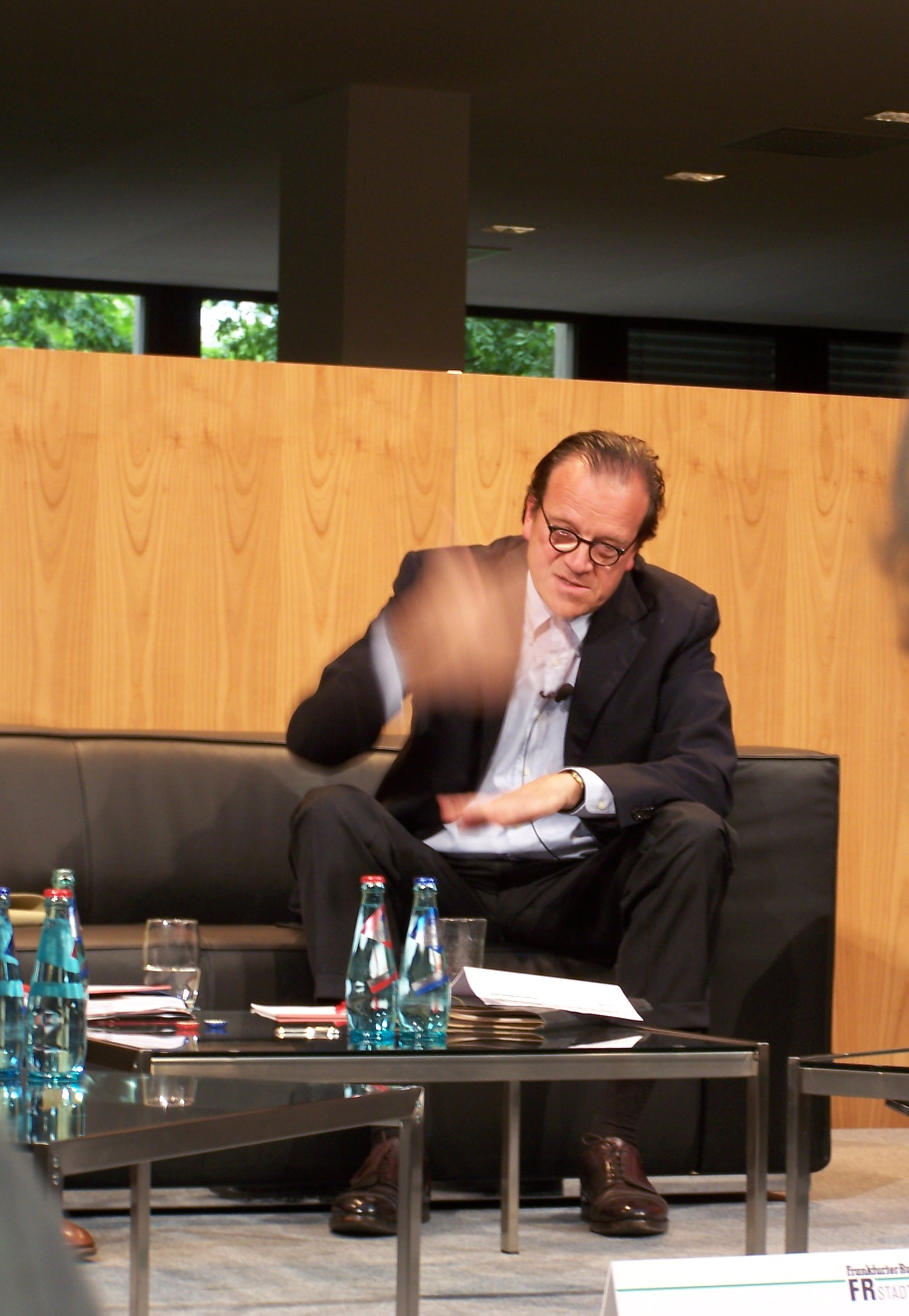
Christoph Mäckler

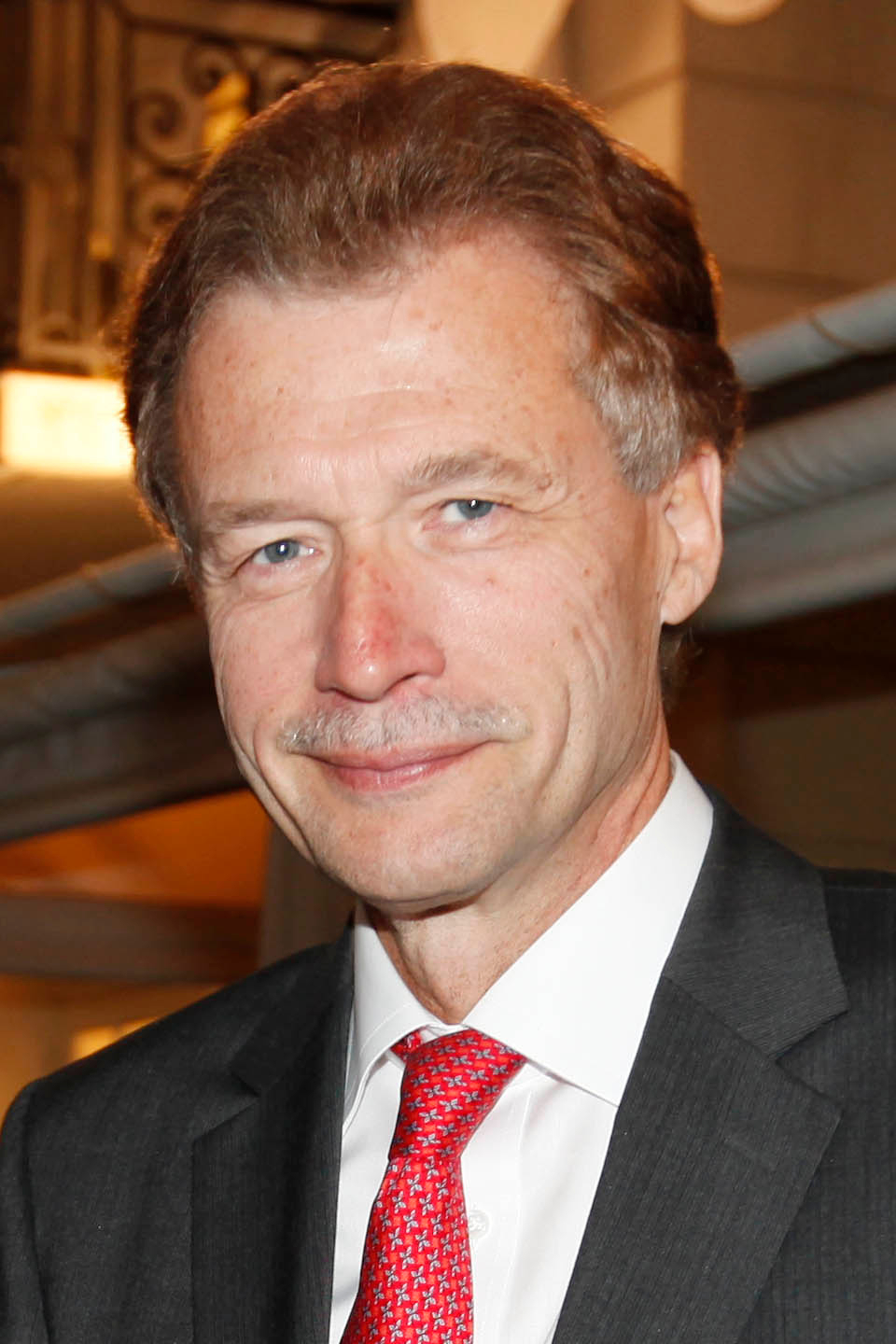
Peter Ammon

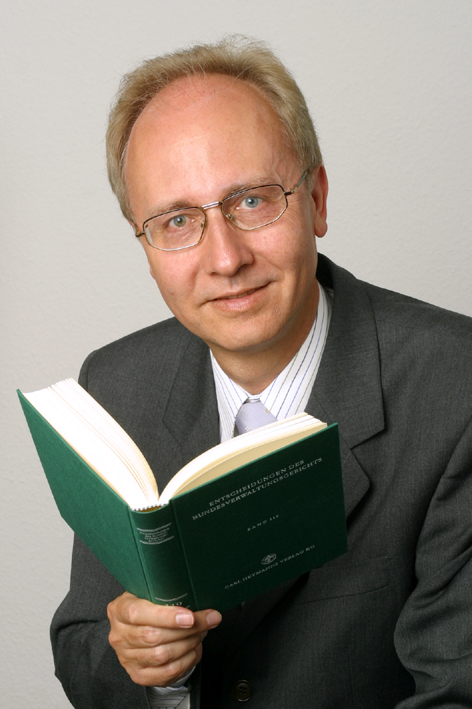
Harald Dörig

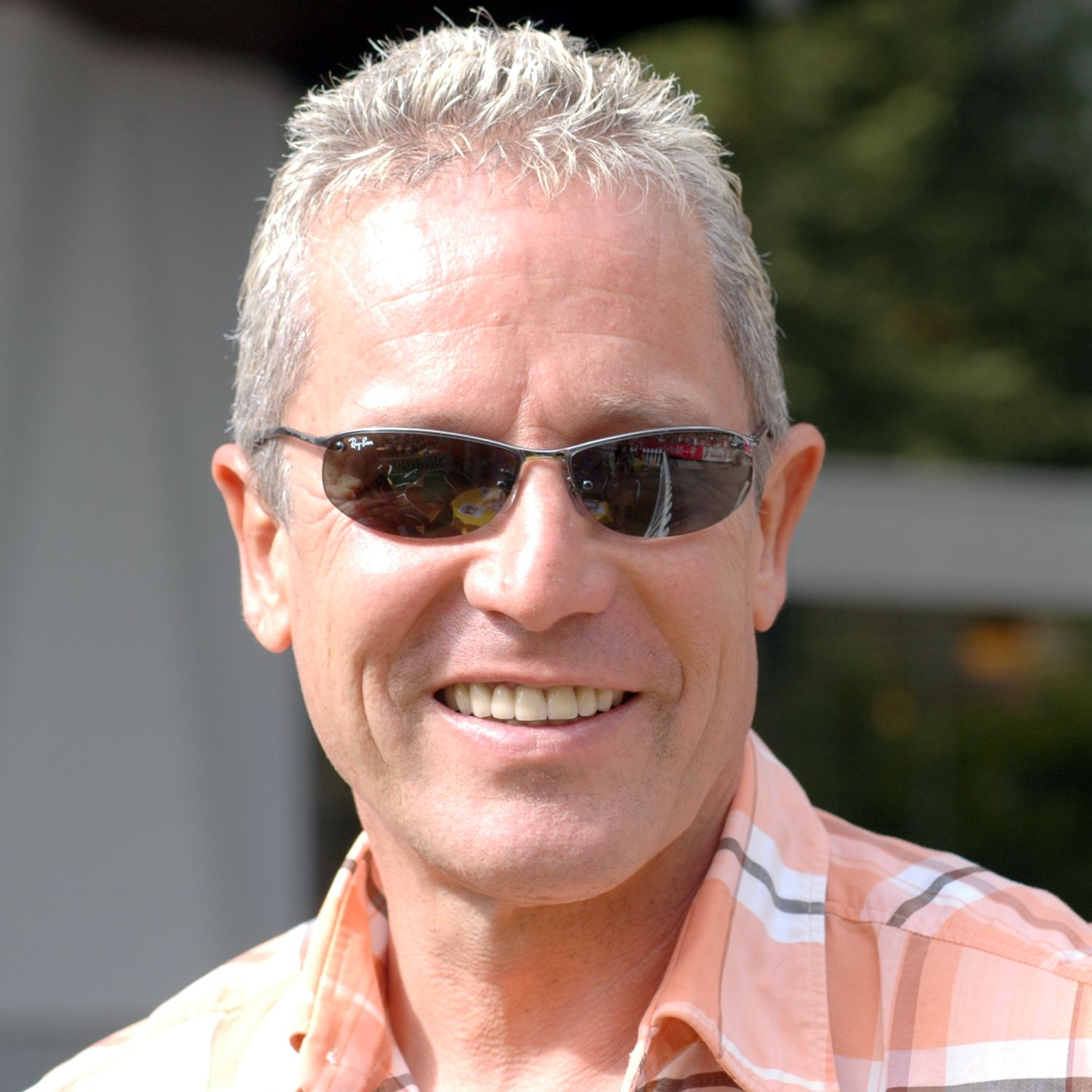
Dietrich Thurau

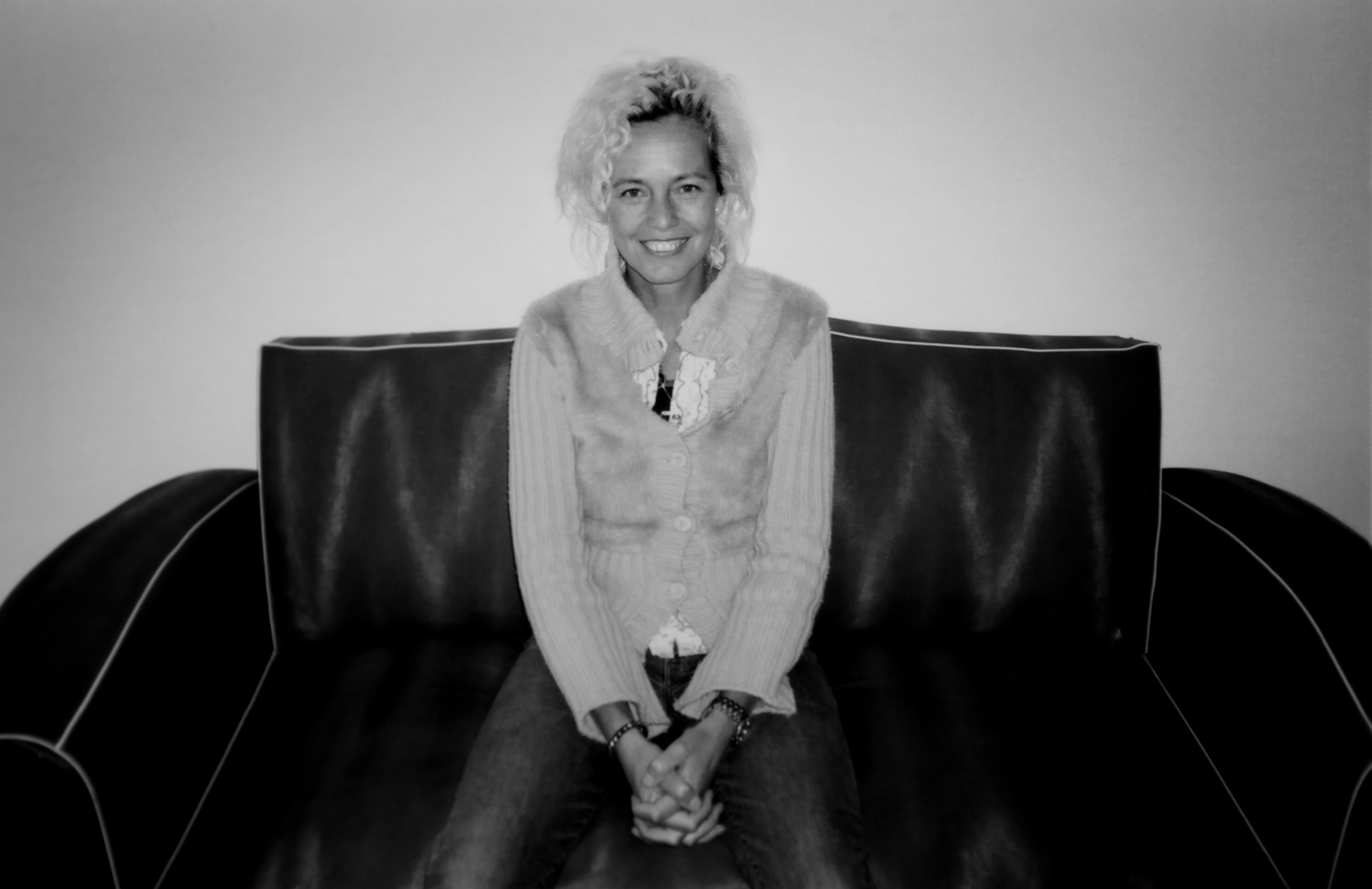
Ellen von Unwerth

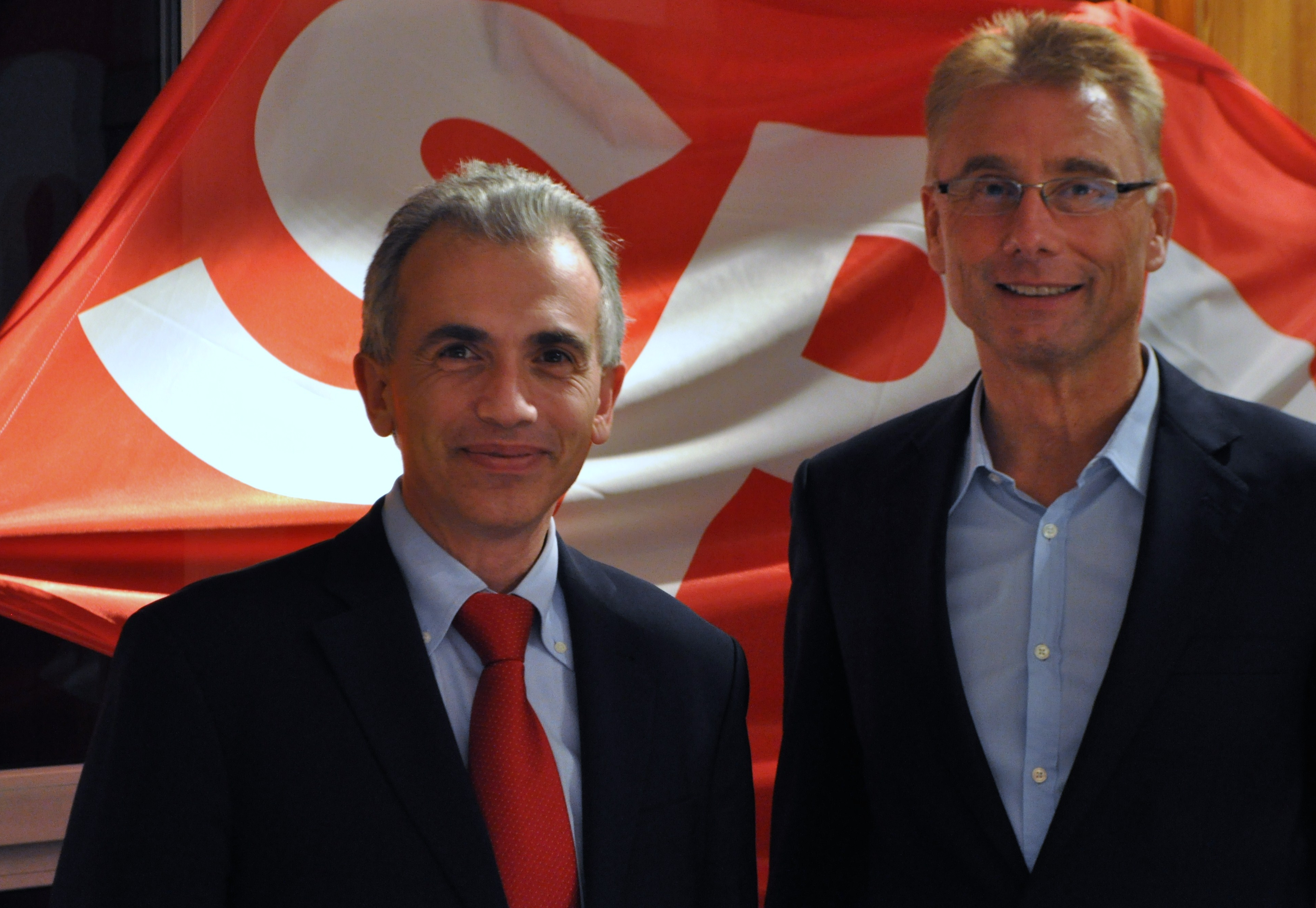
Michael Paris (r.)

Klaus Walter

Michael Miersch

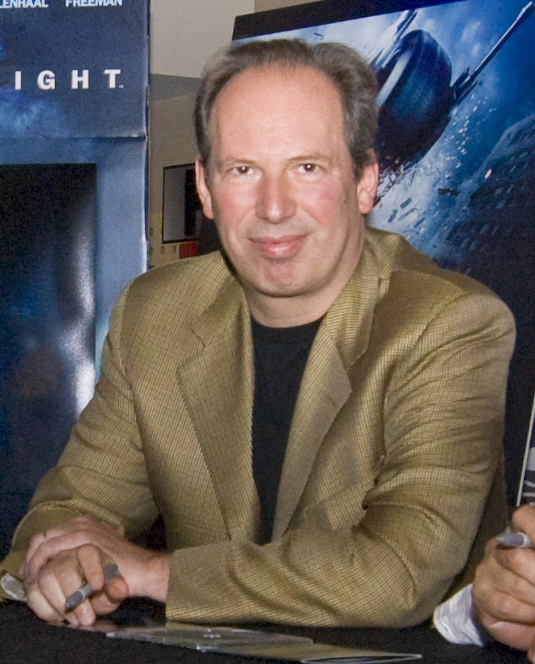
Hans Zimmer

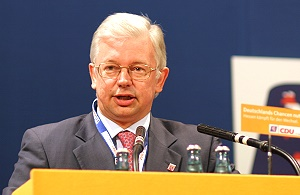
Roland Koch

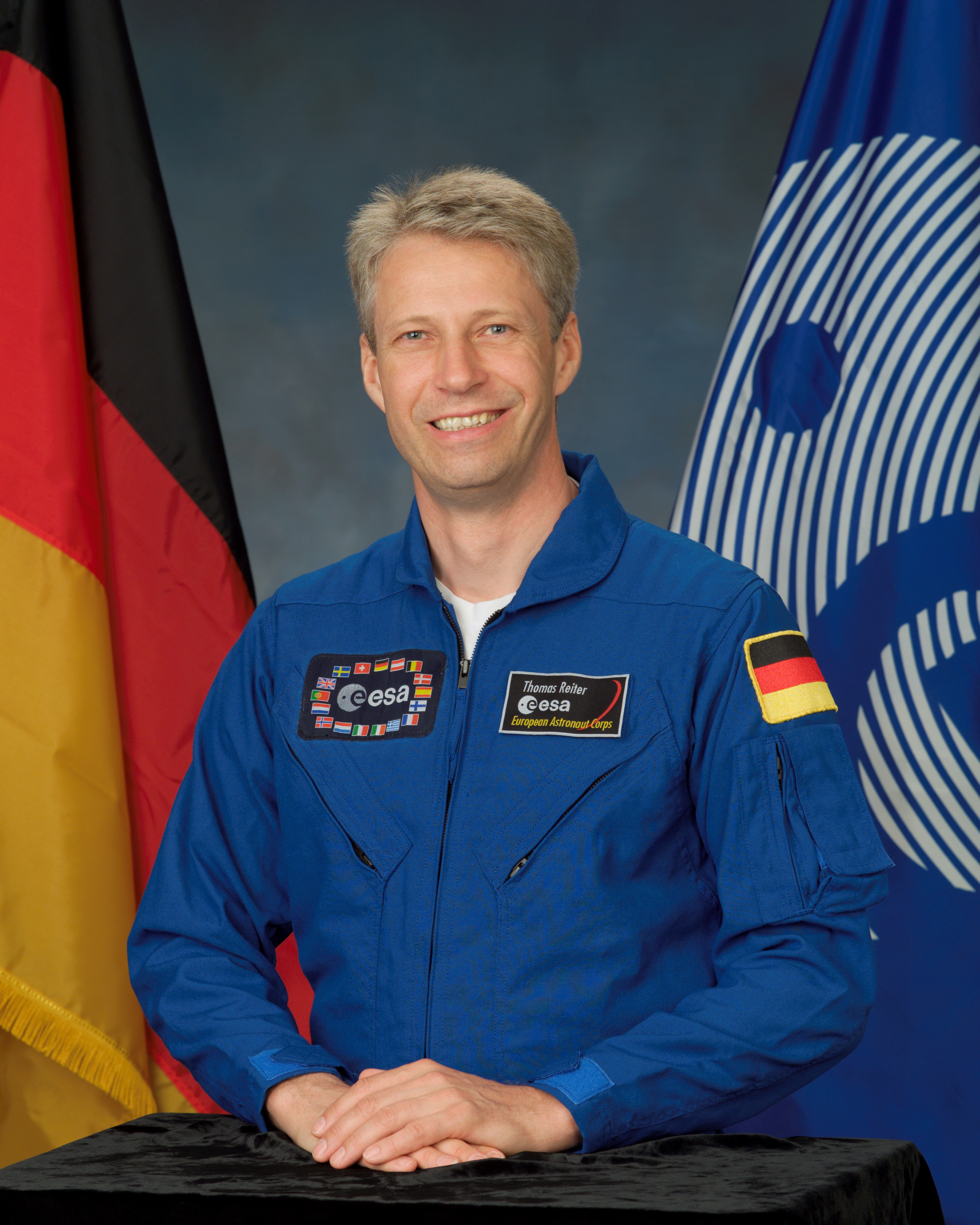
Thomas Reiter

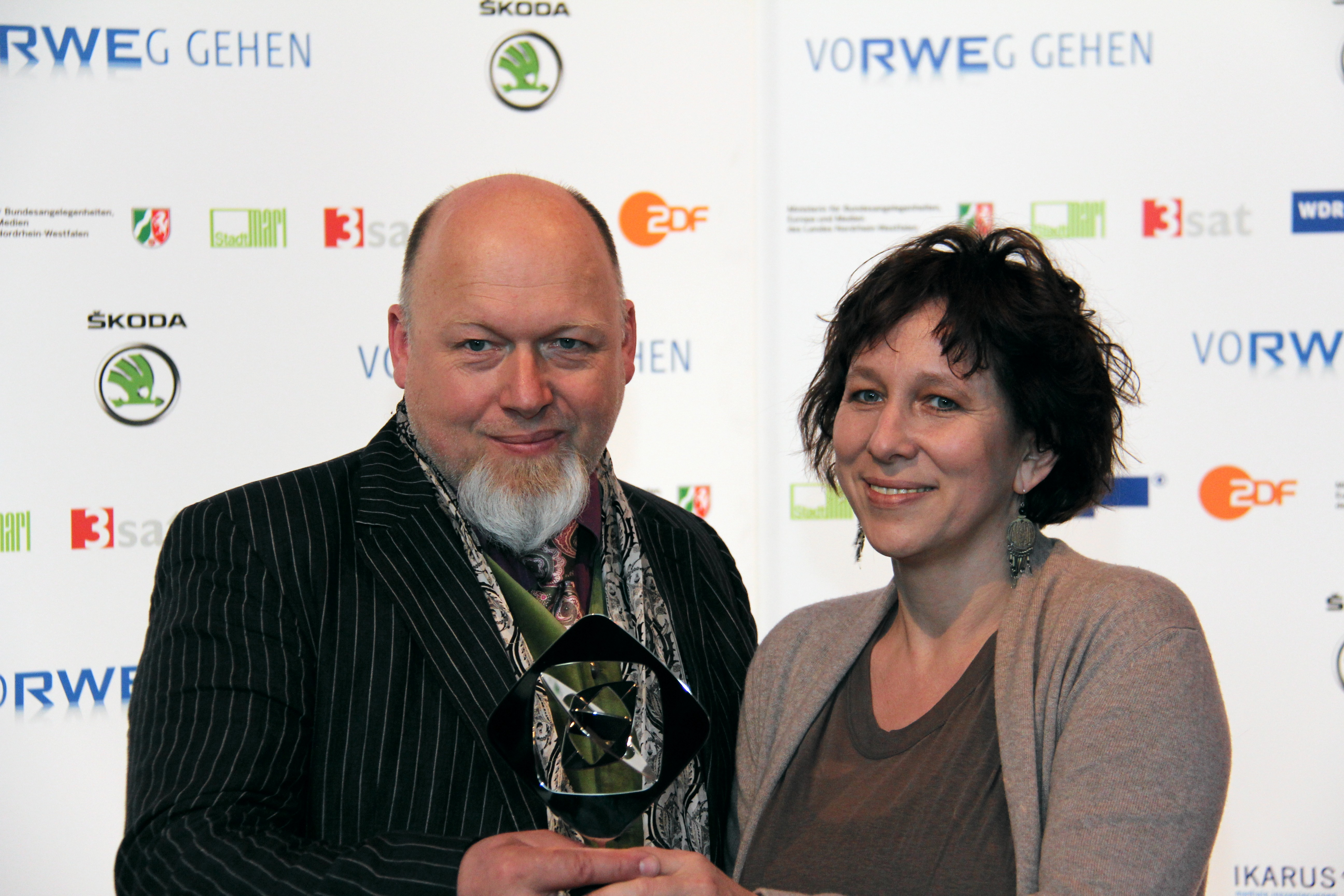
Rainer Kaufmann

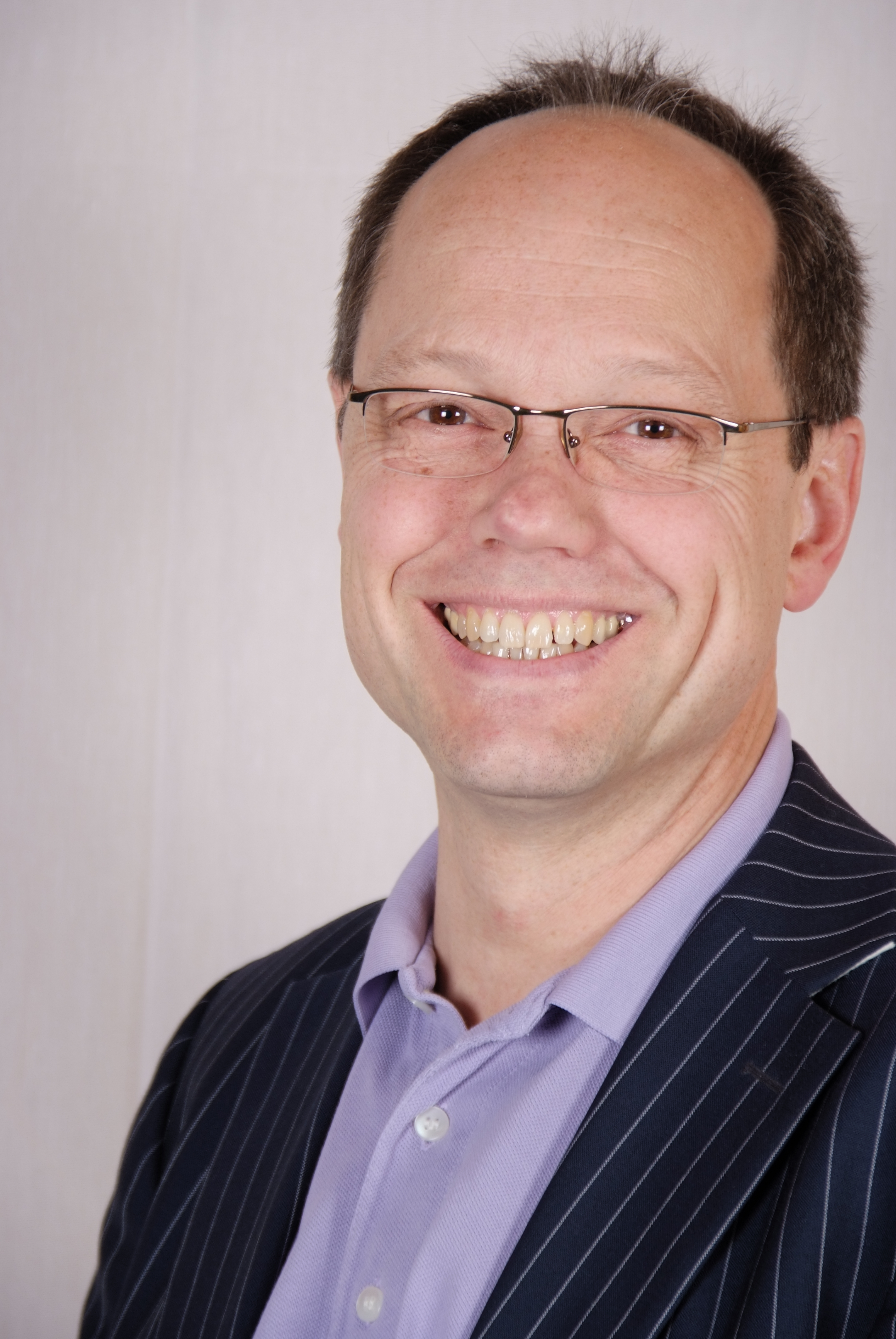
Kai Gniffke

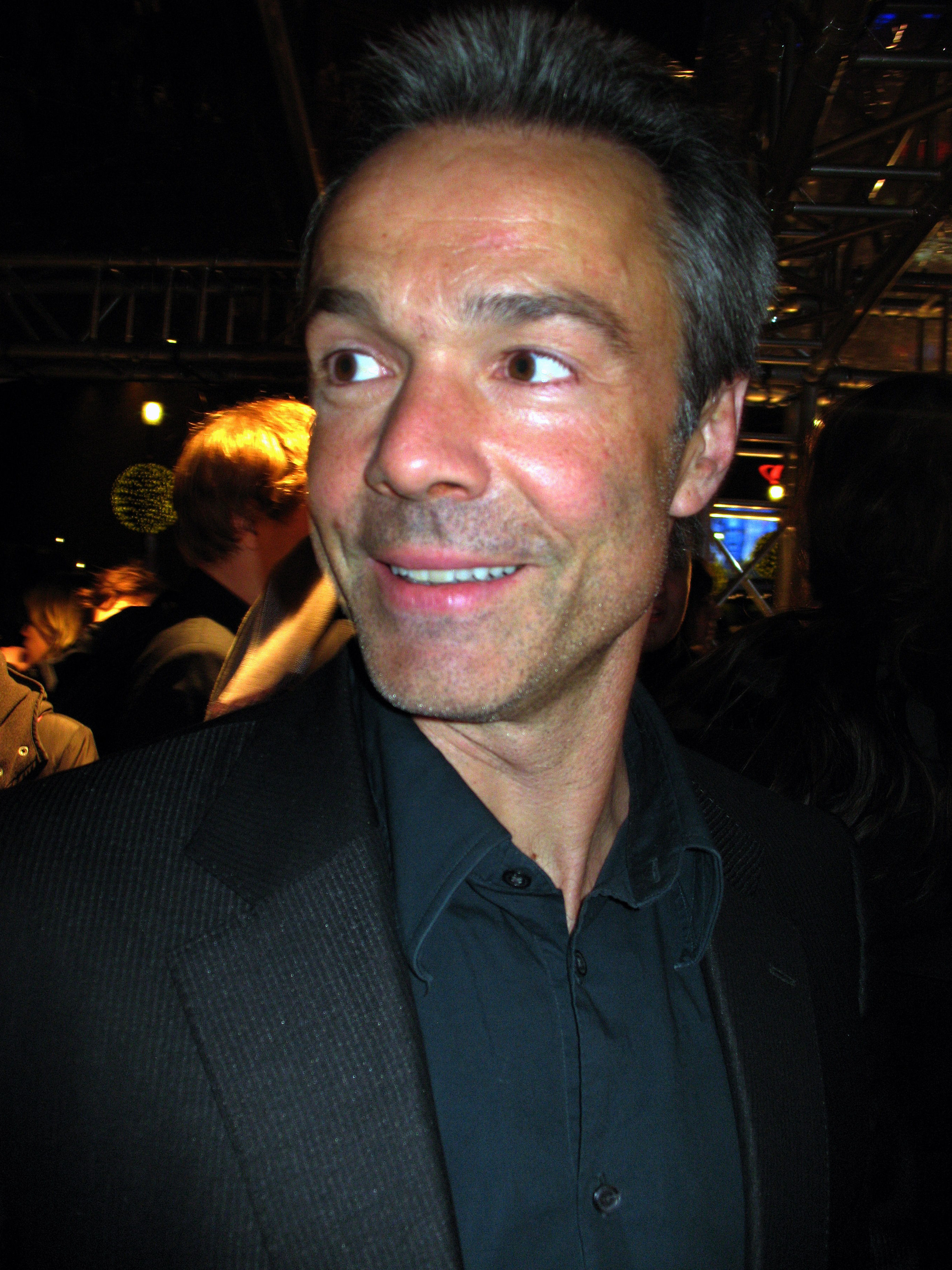
Hannes Jaenicke

- Richard Bargel (* 1951), Bluesmusiker, Autor, Zeichner, Sprecher
- Axel Berg (* 1951), Diplomat
- Rainer Bromme (* 1951), Professor für Pädagogische Psychologie
- Hubert Buchberger (1951–2025), Violinist, Dirigent und Musikhochschullehrer
- Roman Bunka (1951–2022), Oud-Spieler, Gitarrist und Komponist
- Todd Crespi (* 1951), US-amerikanischer Schauspieler und Maler
- Monika Feldmann (* 1951), Eiskunstläuferin
- Aristide Fenster (* 1951), Diplomat
- Angelika Fergenbauer-Kimmel (1951–2025), Biologin, Fachautorin im Themengebiet Papageien
- Gerd Gebhardt (* 1951), Musikmanager, Mitbegründer des ECHO-Musikpreises
- Hannelore Hippe (* 1951), Autorin und Hörfunkjournalistin
- Joachim Linnemann (* 1951), Basketballspieler
- Christoph Mäckler (* 1951), Architekt
- Martin Mosebach (* 1951), Schriftsteller
- Stephan Schmolck (* 1951), Jazzmusiker
- Ursula Stein (* 1951), Rechtswissenschaftlerin, Hochschullehrerin
- Harald Stenger (* 1951), Pressesprecher des DFB
- Dirk Treber (* 1951), Politiker
- Joachim Weber (* 1951), Fußballspieler
- Hans-Jürgen Wirth (* 1951), Psychoanalytiker
- Gundula Wolter (* 1951), Kunsthistorikerin, Hochschullehrerin
- Eberhard J. Wormer (* 1951), Medizinjournalist, Autor
- Peter Ammon (* 1952), Diplomat
- Gerd Becht (* 1952), Rechtsanwalt
- Eleonore Büning (* 1952), Musikjournalistin
- Ute Cremer (* 1952), Schauspielerin
- Martin Cyrus (* 1952), Komponist und Musiker
- Ulrich Martin Drescher (* 1952), Organisationsberater und Moderationsexperte
- Christine Goetz (1952–2020), Kunsthistorikerin
- Cornelia Hanisch (* 1952), Fechterin
- Renate Köcher (* 1952), Meinungsforscherin
- Robert Kretzschmar (* 1952), Archivar und Historiker
- Christiane Kuby (* 1952), Übersetzerin
- Johanna Lindsey (1952–2019), US-amerikanische Schriftstellerin
- Bernd Loebe (* 1952), Opernintendant
- Thomas Löhr (* 1952), Weihbischof
- Matthias Lutz-Bachmann (* 1952), Philosoph und Professor
- Alfred-Mario Molter (* 1952), Politiker
- Klaus Möller (1952–2013), deutscher Autor, Produzent und Regisseur
- Susanne Porsche (* 1952), Filmproduzentin
- Klaus Priester (1952–2008), Soziologe
- Matthias Raue (* 1952), Komponist und Musiker
- Axel Schäfer (* 1952), Politiker
- Peter Schreiber (* 1952), Journalist
- Kira Stein (* 1952), Maschinenbauingenieurin und Verbandsfunktionärin
- Horst Stöcker (* 1952), Physiker
- Graham Tiernan (* 1952), Kameramann
- Andreas Weiss (* 1952), Dirigent und Hochschullehrer
- Gerhard Wolf (* 1952), Rechtswissenschaftler und Hochschullehrer
- Christian Amling (1953–2019), Physiker, Autor sowie Stadtrat und Galerist in Quedlinburg
- Detlef Blöcher (* 1953), Physiker, Schriftsteller und Direktor von DMG interpersonal
- Volker Caspari (* 1953), Wirtschaftswissenschaftler
- Heinz Cornel (* 1953), Kriminologe und Erziehungswissenschaftler
- Roland Desch (* 1953), Präsident des Landesamtes für Verfassungsschutz
- Harald Dörig (* 1953), Jurist und Rechtswissenschaftler
- Ulrike Elsdörfer (* 1953), evangelische Theologin, Pfarrerin, Religionswissenschaftlerin und Pastoralpsychologin
- Petra Elser (* 1953), Terroristin
- Sylvia Gerlich-Raabe (* 1953), Theaterschauspielerin und -regisseurin
- Eberhard Groß (* 1953), theoretischer Festkörperphysiker
- Werner Heun (1953–2017), Rechtswissenschaftler
- Heinz Günter Heygen (* 1953), Journalist und Showmaster
- Stefan Kaufmann (* 1953), Jurist, Präsident des Thüringer Verfassungsgerichtshofs
- Lutz Kirchhof (* 1953), Musiker, Lautenist
- Stephan W. Koch (1953–2022), Physiker
- Wolfgang Kraus (* 1953), Fußballspieler und -manager
- Georg von Maltzan (* 1953), Flottillenadmiral
- Dagmar Roth-Behrendt (* 1953), Politikerin
- Wolfgang Sander (* 1953), Erziehungswissenschaftler
- Jutta Ströter-Bender (* 1953), Künstlerin, Kunstpädagogin und Hochschullehrerin
- Joachim Unseld (* 1953), Verleger
- Klaus-Werner Wagner (* 1953), Koch
- Reinhold Weist (* 1953), Politiker
- Detlev G. Winter (* 1953), Science-Fiction-Autor und Standesbeamter
- Jan Zweyer (* 1953), Schriftsteller
- Eugen Eckert (* 1954), Sozialarbeiter und Pfarrer
- Thomas Fischer (* 1954), deutsch-portugiesischer Journalist und Autor
- Helmut Fünfsinn (1954–2022), Jurist und hessischer Generalstaatsanwalt
- Dagmar Fuhrmann (* 1954), Sprinterin
- Andreas Goldschmidt (* 1954), Gesundheitswirtschafts- und Humanwissenschaftler
- Petra Hardt (* 1954), Rechte- und Lizenzmanagerin, Beraterin und Autorin
- Claus-Dieter Heidecke (* 1954), Chirurg und Hochschullehrer
- Horst Löchel (* 1954), Professor für Volkswirtschaftslehre
- Rüdiger Rubel (* 1954), Rechtswissenschaftler
- Stefan Schmitz (* 1954), Architekt und Stadtplaner
- Sabine Schulze (* 1954), Kunsthistorikerin, Museumsdirektorin
- Ulrich Simon (1954–2018), Historiker, Archivar und Schriftsteller
- Doris Tangel (* 1954), Malerin, Musikerin und Autorin
- Dietrich Thurau (* 1954), Radrennfahrer
- Ellen von Unwerth (* 1954), Fotografin
- Karl Welker (* 1954), Rechtshistoriker
- Karl-Heinz Wellmann (* 1954), Wissenschaftsredakteur
- Uwe Benter (* 1955), Ruderer
- Patrick Brauns (* 1955), Autor und Journalist
- Bernd Drouven (* 1955), Manager
- Hans Gruler  (* 1955), Taekwondo-Großmeister
- Michael Fernau (* 1955), Jurist und Bibliotheksdirektor
- Petra Fietzek (* 1955), Schriftstellerin und Lyrikerin
- Norbert Frei (* 1955), Historiker
- Agapit Goratchek (1955–2020), russisch-orthodoxer Bischof
- Richard Herzinger (* 1955), Literaturwissenschaftler, Journalist und Publizist
- Angela Korwisi (* 1955), Politikerin
- Rudolf Kriszeleit (* 1955), Jurist
- Michael Lederer (* 1955), Leichtathlet
- Uli Lenz (* 1955), Jazzpianist
- Verena Lueken (* 1955), Journalistin, Filmkritikerin und Autorin
- Bernd-Dieter Meier (* 1955), Jurist und Kriminologe
- Rainer Michel (* 1955), Gitarrist und Filmkomponist
- Reinhard Mohr (* 1955), Journalist und Publizist
- Ingrid Mylo (* 1955), Schriftstellerin
- Michael Obst (* 1955), Komponist und Pianist
- Michael Paris (* 1955), Politiker
- Thomas Pleines,(* 1955), deutscher Jurist und Managerx
- Thomas Reußenzehn (1955–2022), Elektroingenieur und Produzent von Röhrenverstärkern
- Burkhard Schmid (* 1955), Hörspielregisseur
- Friedemann Schmidt-Mechau (* 1955), Komponist und Chorleiter
- Uwe Schmitt (* 1955), Journalist und Schlagzeuger des Creative Jazz
- Christoph Schwöbel (1955–2021), evangelischer Theologe
- Alexander Spies (* 1955), Politiker
- Klaus Walter (* 1955), Radiomoderator, DJ und Journalist
- Sabine Bach (* 1956), Schauspielerin
- Ralf-Norbert Bartelt (* 1956), Politiker
- Hans-Ulrich Becker (* 1956), Theaterregisseur
- Hans-Joachim Böhm (* 1956), Chemiker
- Ulrich Caspar (* 1956), Politiker
- Elisabeth von Erdmann (* 1956), Slawistin
- Stephan Ernst (* 1956), römisch-katholischer Theologe
- Klaus Gerster (* 1956), Fußballtrainer, -funktionär und Spielervermittler
- René Gottschalk (* 1956), Arzt und Leiter des Gesundheitsamtes der Stadt Frankfurt
- Ursula Gräfe (* 1956), Autorin und literarische Übersetzerin
- Rita Henß (* 1956), Journalistin
- Neithart Höfer-Wissing (* 1956), Diplomat, Botschafter der Bundesrepublik Deutschland
- Tobias Hoheisel (* 1956), Bühnen- und Kostümbildner
- Andrea Jäger (* 1956), deutsche Germanistin
- Heinrich Kohl (* 1956), Jurist, Politiker, Oberbürgermeister von Aue-Bad Schlema
- Lothar Krauß (* 1956), Gewerkschaftsvorsitzender
- Hansjörg Küster (1956–2024), Biologe und Professor
- Erdmute Lapp (* 1956), Slawistin und Bibliothekarin
- Michael Miersch (* 1956), Publizist und Dokumentarfilmer
- Michael Moxter (* 1956), evangelischer Theologe und Religionsphilosoph
- Christa Müller (* 1956), Politikerin
- Ulrich Müller-Braun (* 1956), Schriftsteller
- Burkhard Müller-Ullrich (* 1956), deutsch-schweizerischer Journalist
- Ulrike Nasse-Meyfarth (* 1956), Hochspringerin
- Claude-Oliver Rudolph (* 1956), Schauspieler, Produzent, Drehbuchautor und Filmregisseur
- Matthias Strauss (* 1956), Basketballspieler
- Tobias Wulf (* 1956), Architekt und Professor
- Rupert Ahrens (* 1957), Präsident der Gesellschaft Public Relations Agenturen
- Thomas Beck (* 1957), Anatom, Pharmakologe und Toxikologe
- Pierre Boom (* 1957), Journalist und Autor
- Ronald Borchers (1957–2024), Fußballspieler
- Malte Burba (* 1957), Blechblas-Theoretiker, Musiker, Komponist und Hochschullehrer
- Katrin Grüber (* 1957), Politikerin
- Ursula Hantl-Unthan (* 1957), Juristin
- Rainer Hedrich (* 1957), Biologe und Biophysiker
- Peter W. Heller (* 1957), Umweltwissenschaftler, Politiker, Stiftungs- und Unternehmensgründer
- Ludwig H. Hildebrandt (* 1957), Geologe und Heimatforscher
- Volker Hoff (* 1957), Politiker
- Juliane Kokott (* 1957), Juristin
- Thomas Korte (* 1957), Puppenspieler
- Markus Krause-Traudes (* 1957), Flottillenadmiral der Deutschen Marine
- Walther Lücker (* 1957), Journalist und Fotograf
- Oliver Nägele (* 1957), Schauspieler
- Judith Pauly-Bender (* 1957), Politikerin
- Gerhard Weikum (* 1957), Informatiker
- Stefan Wenz (* 1957), Schwimmer, Olympiateilnehmer
- Petra Willim (* 1957), Übersetzerin
- Hans Zimmer (* 1957), Filmkomponist und Musikproduzent
- Rainer Zitelmann (* 1957), Historiker, Publizist und Unternehmer
- Peter Beck (* 1958), Journalist
- Peter Becker (* 1958), Biochemiker und Molekularbiologe
- Christian Bommarius (* 1958), Journalist und Jurist
- Jörg Cezanne (* 1958), Politiker (Die Linke)
- Thomas Duis (* 1958), Pianist und Hochschullehrer
- Peter Elter (* 1958), Tennisspieler
- Manfred Fink (* 1958), Opernsänger
- Michael Fock (* 1958), deutscher Jurist
- Conny Frühauf (* 1958), Autorin und Übersetzerin
- Anjali Göbel (* 1958), Künstlerin
- Johannes Görich (* 1958), Radiologe und Professor
- Reiner Hartmann (1958–2003), Boxer
- Peter Kloeppel (* 1958), Journalist und Chefredakteur von RTL
- Roland Koch (* 1958), Manager, Rechtsanwalt und Politiker
- Horst Maria Merz (* 1958), Pianist, Chansonnier und Schauspieler
- Thomas Metzinger (* 1958), Philosoph und Professor
- Nikolaus Alexander Nessler (* 1958), Künstler, Grafikdesigner, Autor und Kurator
- Bernd Pfarr (1958–2004), Maler und Comiczeichner
- Thomas Reiter (* 1958), Raumfahrer
- Lars-Hendrik Röller (* 1958), Ökonom
- Wolfgang Schäfer (* 1958), Fußballspieler
- Michael Scheffel (* 1958), Literaturwissenschaftler
- Alexandra Schörghuber (* 1958), Unternehmerin
- Frank Stieler (* 1958), Manager
- Daniela Birkenfeld (* 1959), Politikerin
- Florian Borkenhagen (* 1959), Künstler, Designer und Professor
- Raimund Brichta (* 1959), Moderatorin
- Sabine Bundschu (* 1959), Schauspielerin, Sängerin und Sprecherin
- Andreas Cahn (* 1959), Rechtswissenschaftler
- Frank Demant (* 1959), Schriftsteller
- Peter Erlanson (* 1959), Politiker
- Karl-Eberhard Feußner (* 1959), Kunsthistoriker
- Irene Fischer (* 1959), Schauspielerin und Drehbuchautorin
- Dorothea Greiner (* 1959), lutherische Regionalbischöfin von Bayreuth
- Rebekka Habermas (1959–2023), Historikerin
- Martina Hallmen (* 1959), Feldhockeyspielerin
- Martin Hebner (1959–2021), Politiker
- Moritz Hunzinger (* 1959), Public-Relations-Berater
- Anett-Maud Joppien (* 1959), Architektin
- Rainer Kaufmann (* 1959), Filmregisseur und Drehbuchautor
- Hans Keller (* 1959), Fotograf
- Wolfgang Krebs (* 1959), Theaterschauspieler, Schauspieldozent und Regisseur
- Chris Lachotta (1959–2016), Kontrabassist
- Walter Oswalt (1959–2018), Sozialphilosoph und Publizist
- Wolfgang Popp (* 1959), Tennisspieler, Sportmanager und Fotokünstler
- Michael Sagmeister (* 1959), Gitarrist
- Manfred Schmidt (* 1959), Jurist, Präsident des Bundesamts für Migration und Flüchtlinge
- Annette Seemann (* 1959), Autorin und Übersetzerin
- Anke Sevenich (* 1959), Schauspielerin
- Nicole Brown Simpson (1959–1994), Ehefrau von O. J. Simpson
- Alexander Stahr (* 1959), Geograph und Publizist
- Bernhard Steinhauf (1959–2014), katholischer Kirchenhistoriker
- Tobias Welte (1959–2024), deutscher Pneumologe
- Wolfgang Beine (* 1960), Grafikdesigner und Typograf
- Karsten Bott (* 1960), Konzeptkünstler
- Barbara Englert (* 1960), Regisseurin und Schauspielerin
- Christoph Franz (* 1960), Manager
- Michael Gahler (* 1960), Politiker
- Kai Gniffke (* 1960), ARD-Chefredakteur
- Patricia Görg (* 1960), Schriftstellerin
- Stefan Habermeier (* 1960), Rechtswissenschaftler
- Klaus Herrmann (* 1960), Politiker (AfD)
- Hans-Jürgen Hielscher (* 1960), Politiker
- Hans-Detlef Horn (* 1960), Jurist und Professor
- Martina Hund-Mejean (* 1960), Unternehmerin
- Hannes Jaenicke (* 1960), Schauspieler
- Robert Klinke (* 1960), Diplomat
- Peter Kuhlmann (1960–2012), Musikproduzent
- Beate Müller-Gemmeke (* 1960), Politikerin
- Matthias Neumann (* 1960), Fotograf
- Götz Ommert (* 1960), Jazzmusiker
- Patricia Ott (* 1960), Feldhockeyspielerin
- Uli Rennert (1960–2021), österreichischer Jazzmusiker, Komponist und Universitätslehrer
- Sigurd Rink (* 1960), evangelischer Theologe
- Aby Rosen (* 1960), deutsch-amerikanischer Unternehmer, Investor und Kunstsammler
- Michael Rothmann (* 1960), Historiker
- Michael Sachs (* 1960), Chirurg und Medizinhistoriker
- Jörg Sackmann (* 1960), Koch
- Jochen Schimmelschmidt (* 1960), Komponist
- Stephan Schwan (* 1960), Psychologe und Hochschullehrer
- Thomas Heinrich Stark (* 1960), Philosoph und Hochschullehrer

#### 1961 bis 1970

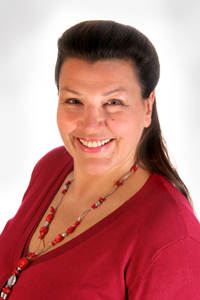
Barbara Gantenbein

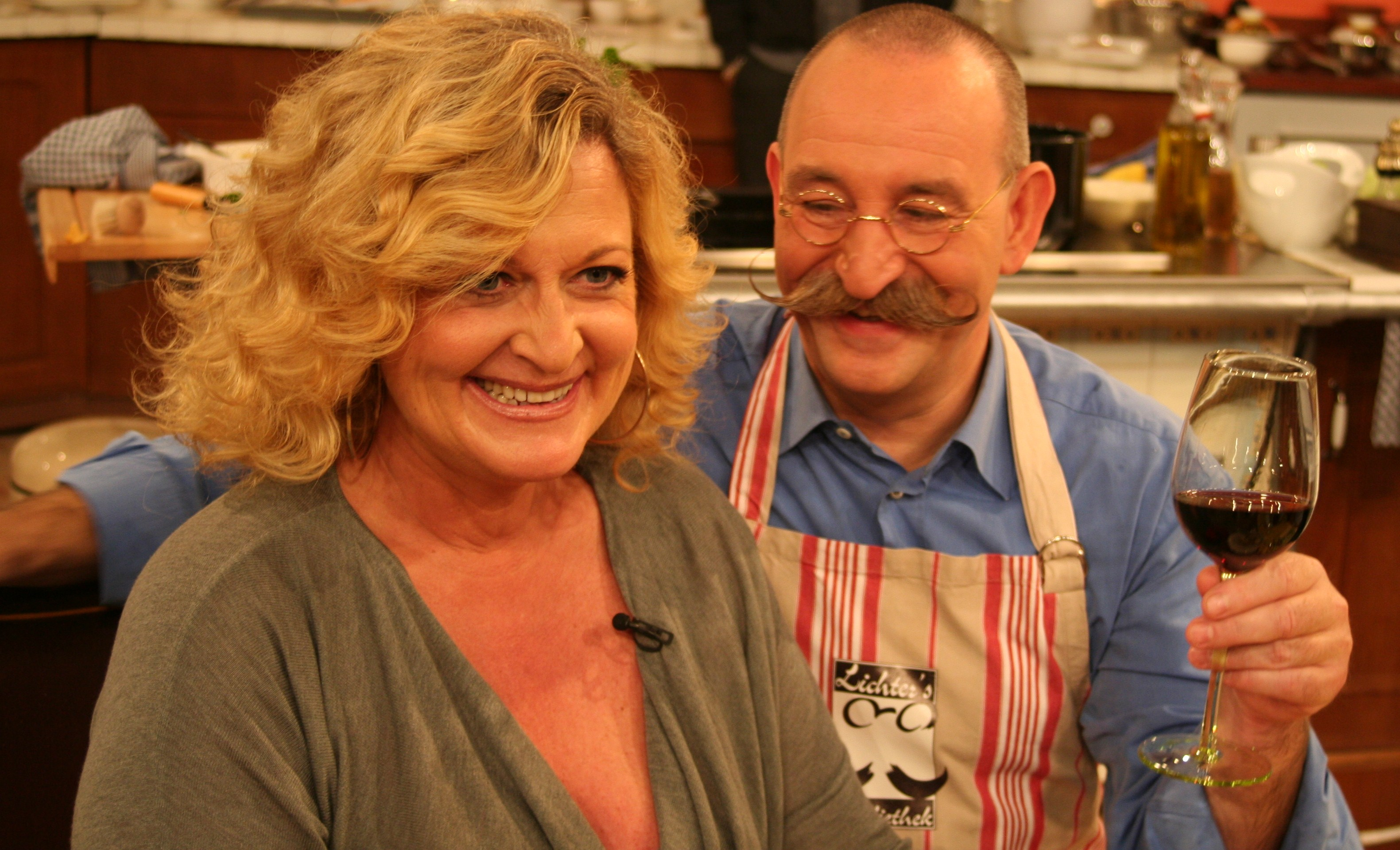
Susanne Fröhlich

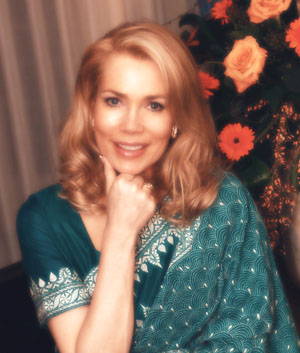
Gabriele Prinzessin zu Leiningen

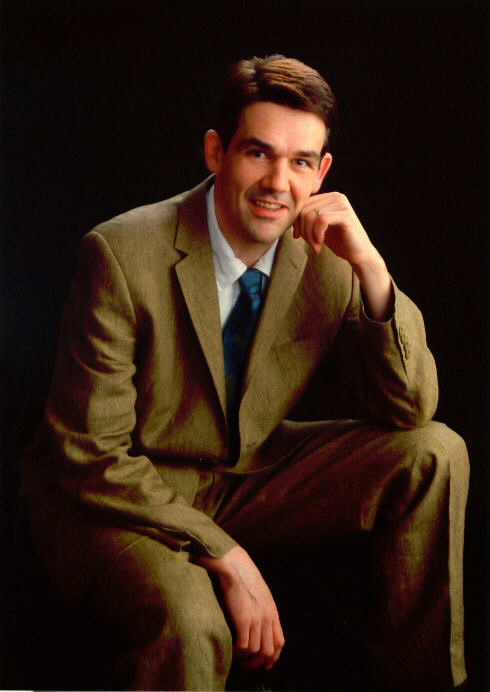
Valentin Schiedermair

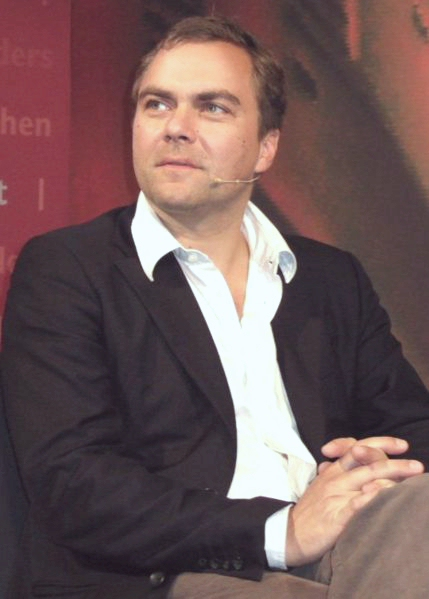
Jakob Arjouni

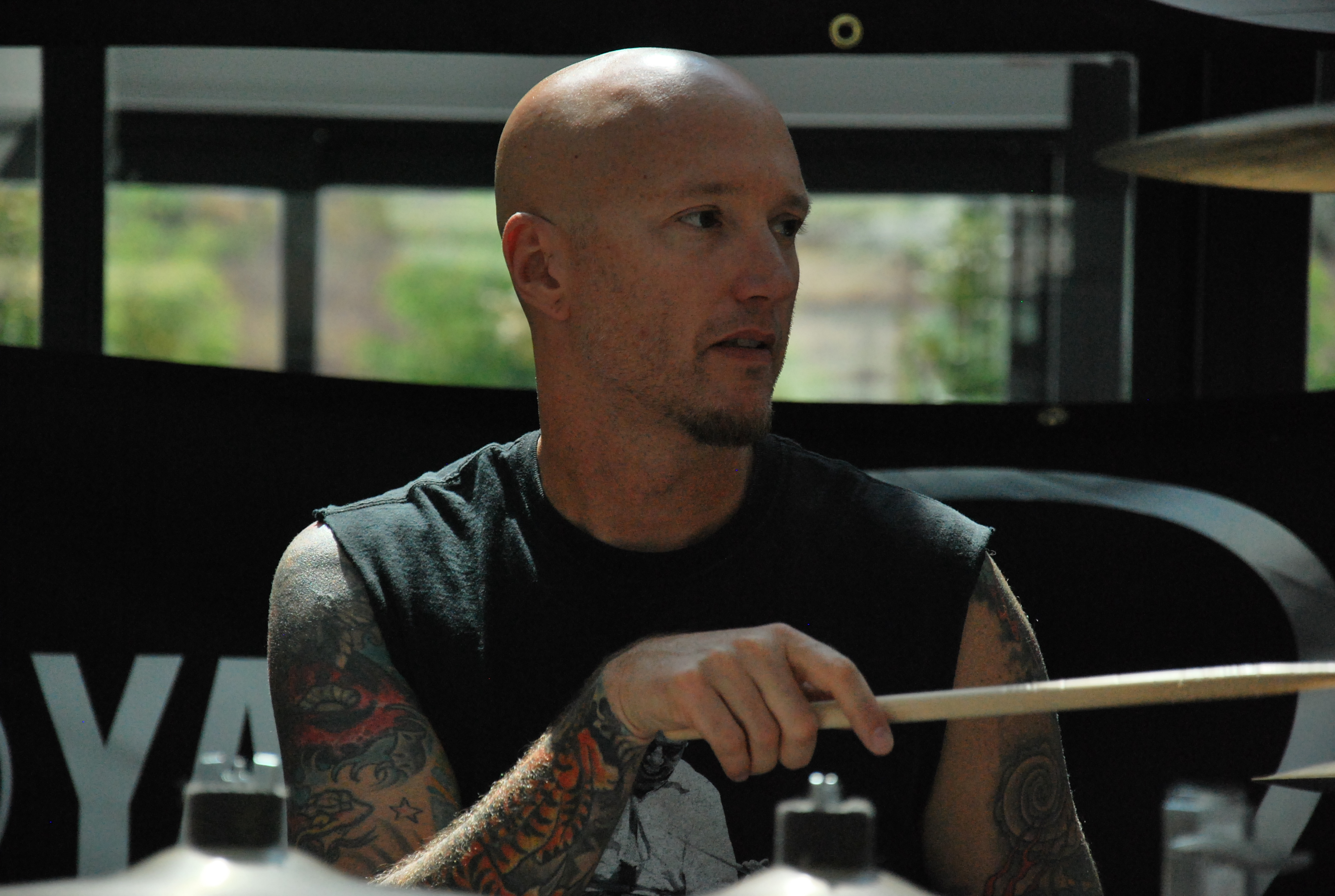
Dave McClain

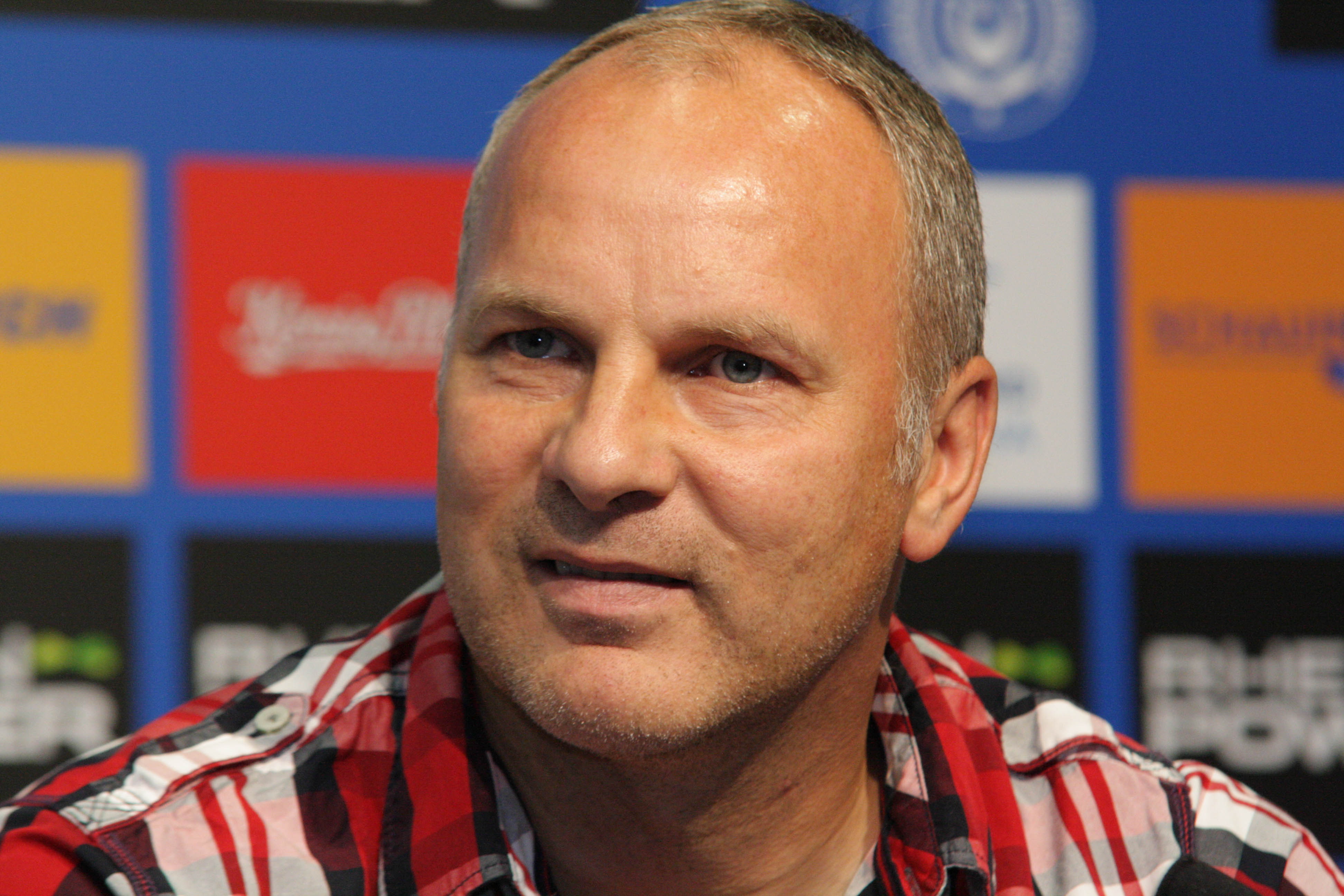
Oliver Reck

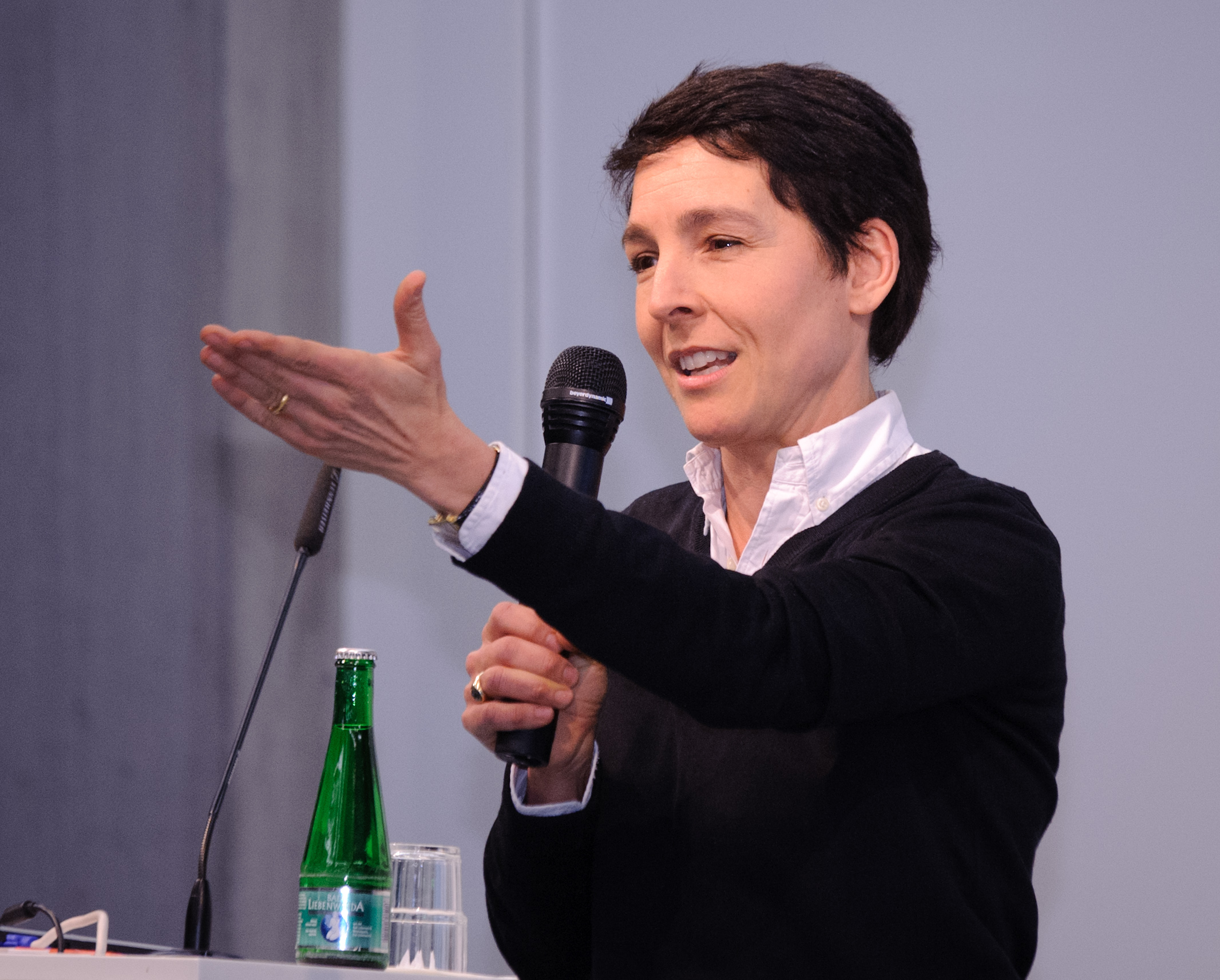
Andrea Thilo

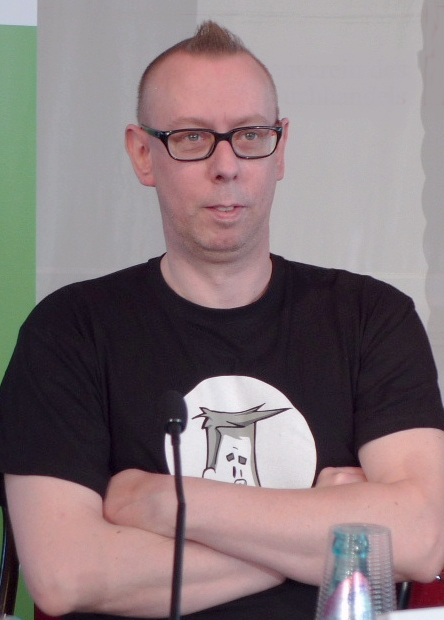
Jochen Till

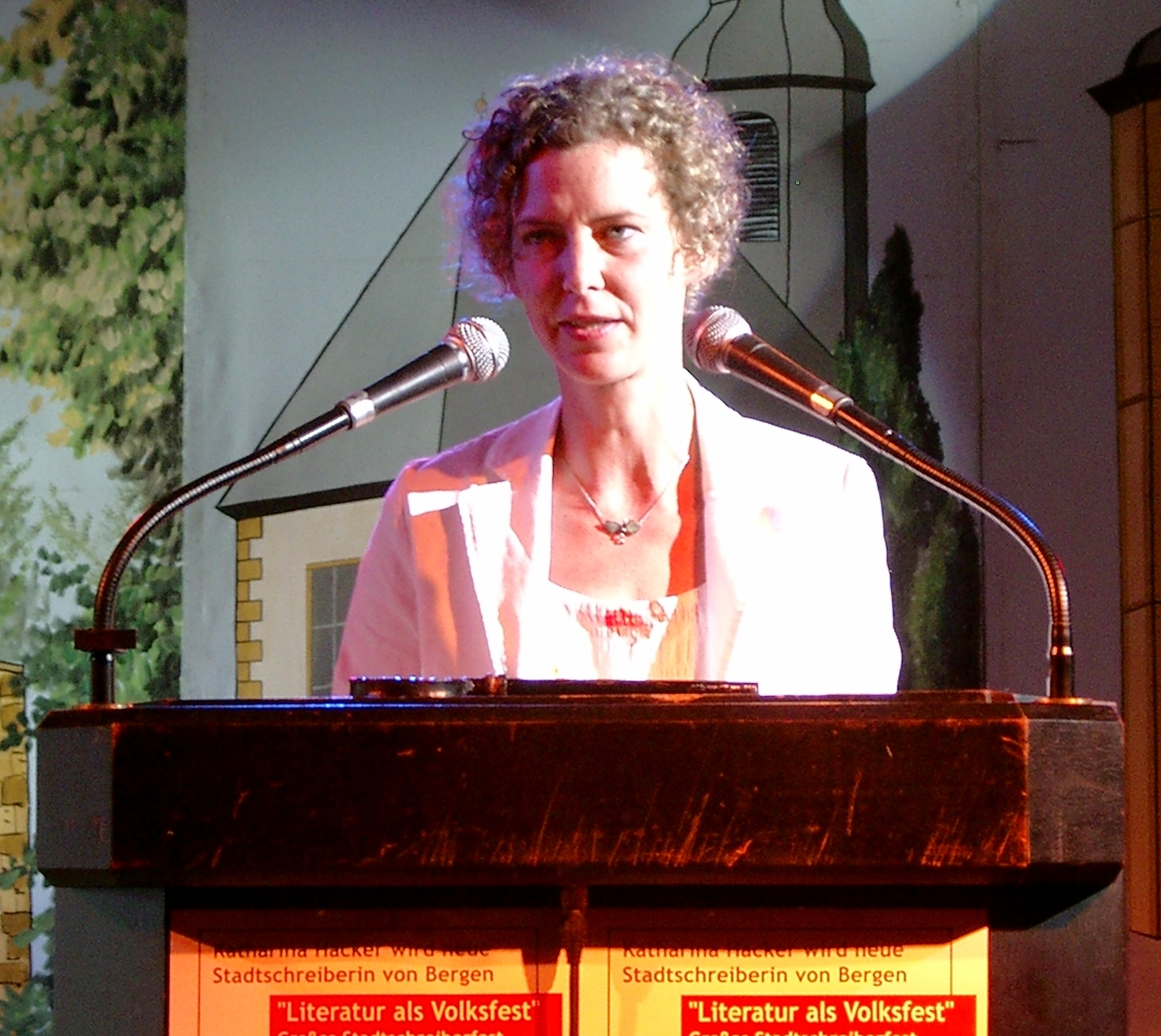
Katharina Hacker

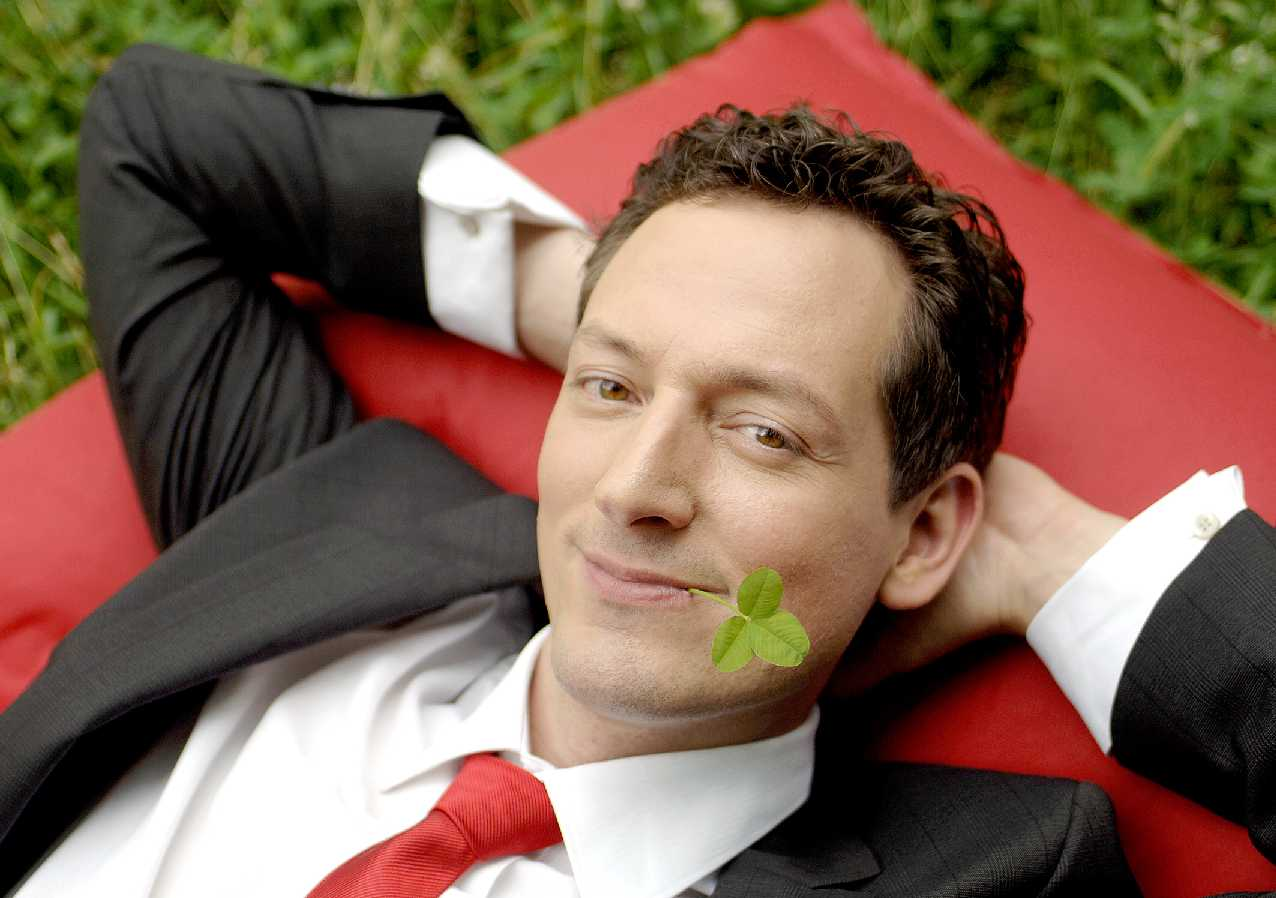
Eckart von Hirschhausen

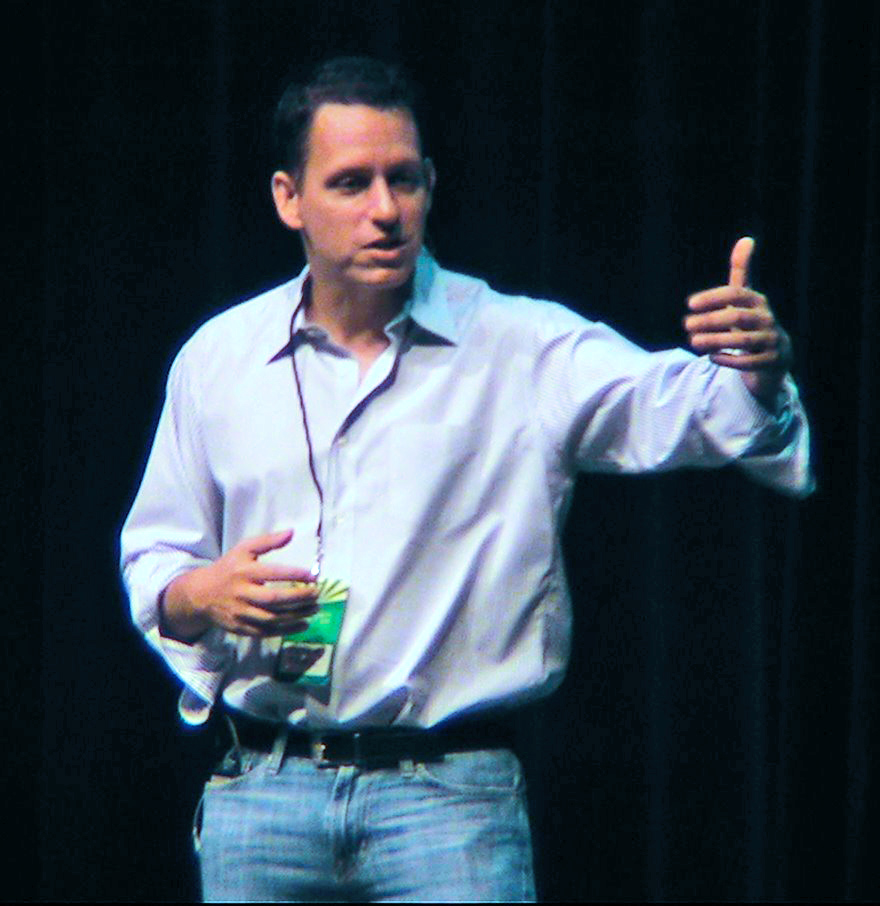
Peter Thiel

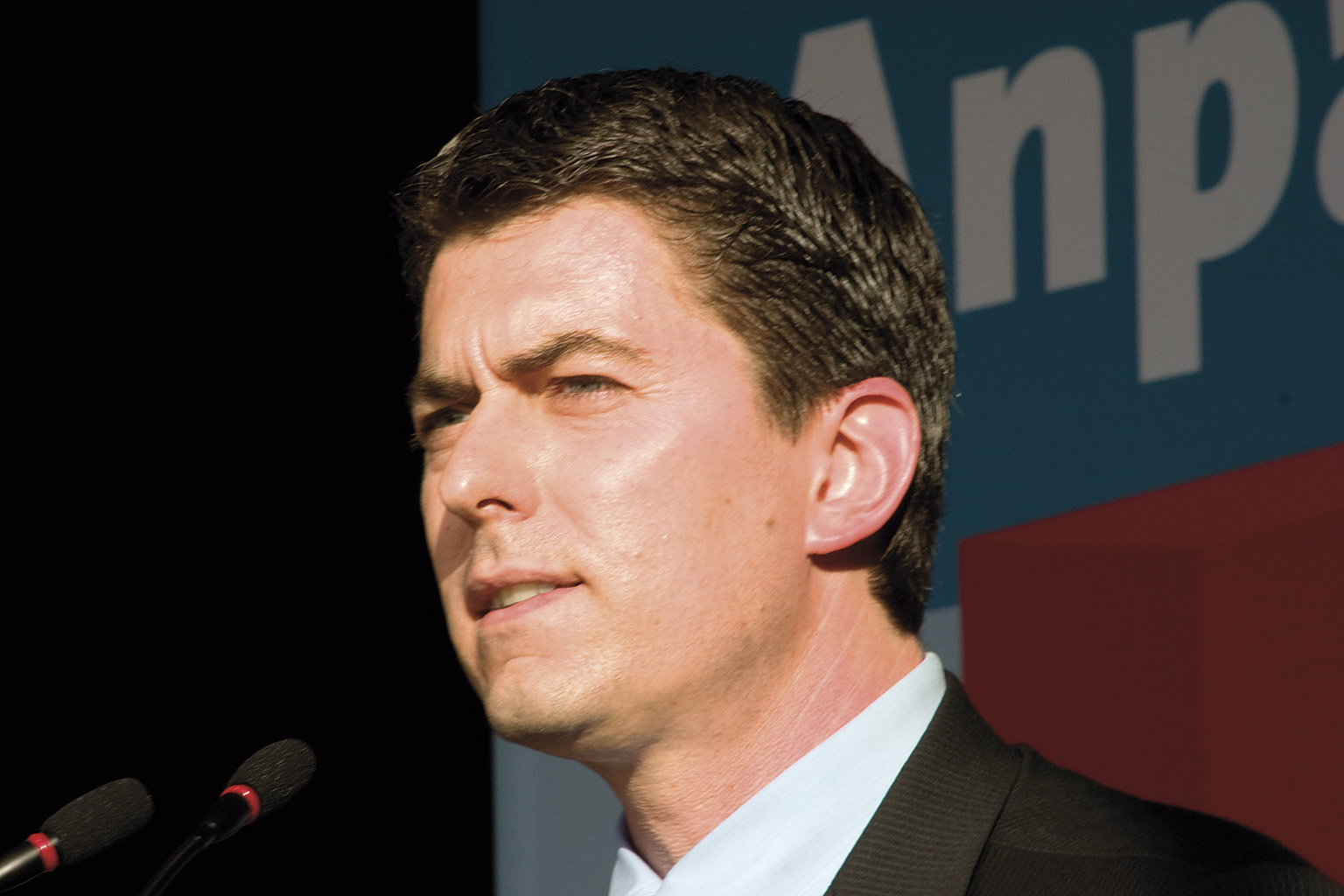
Sascha Raabe

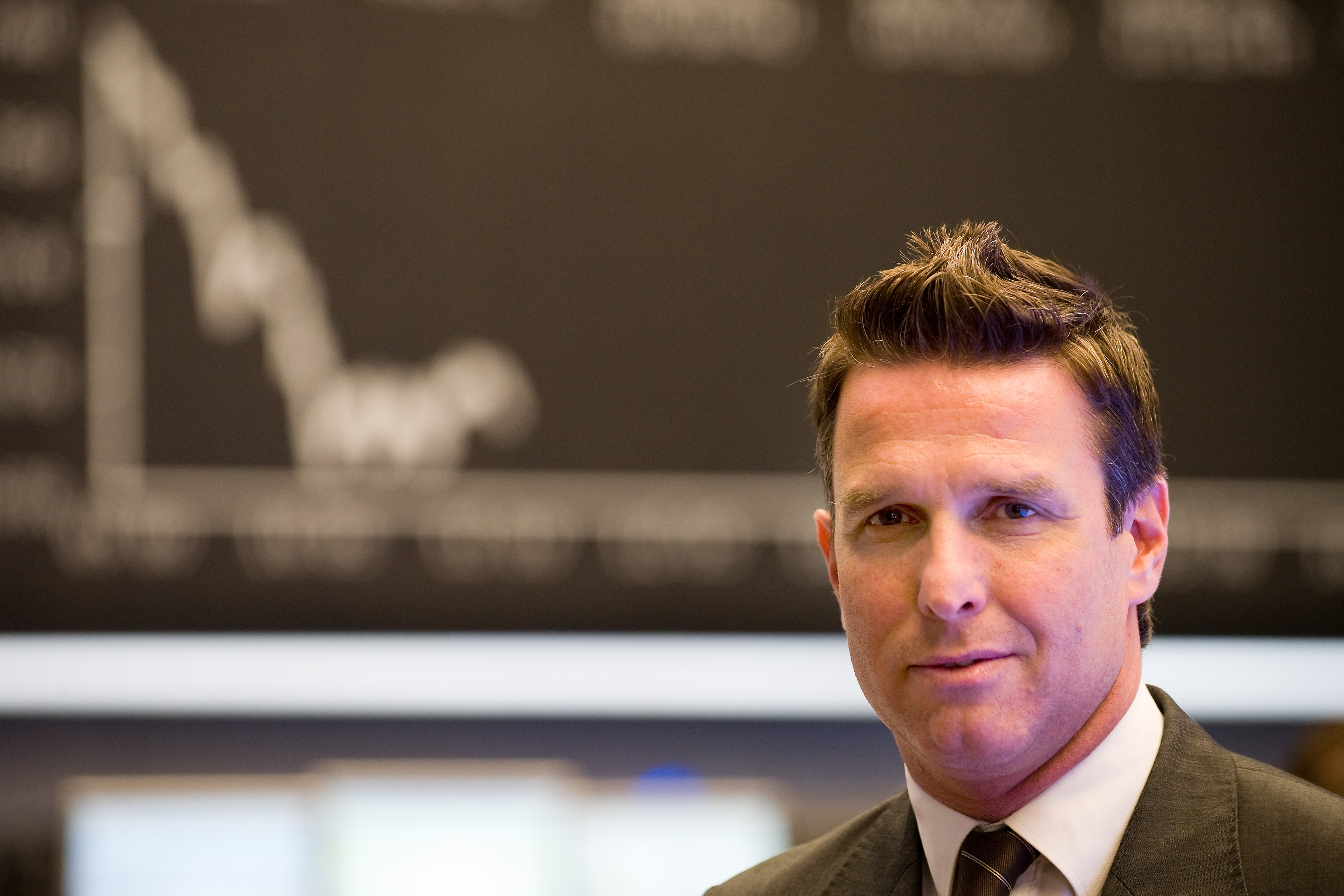
Oliver Roth

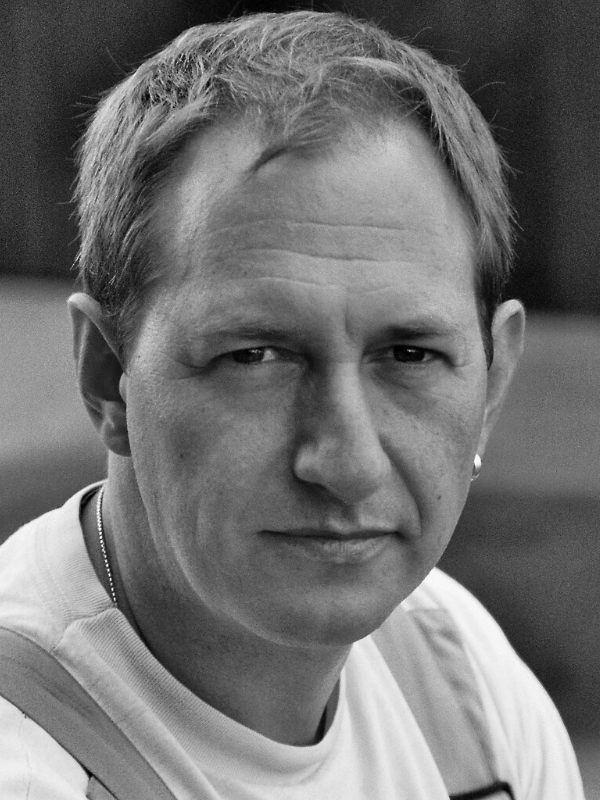
Clint Christian Staak

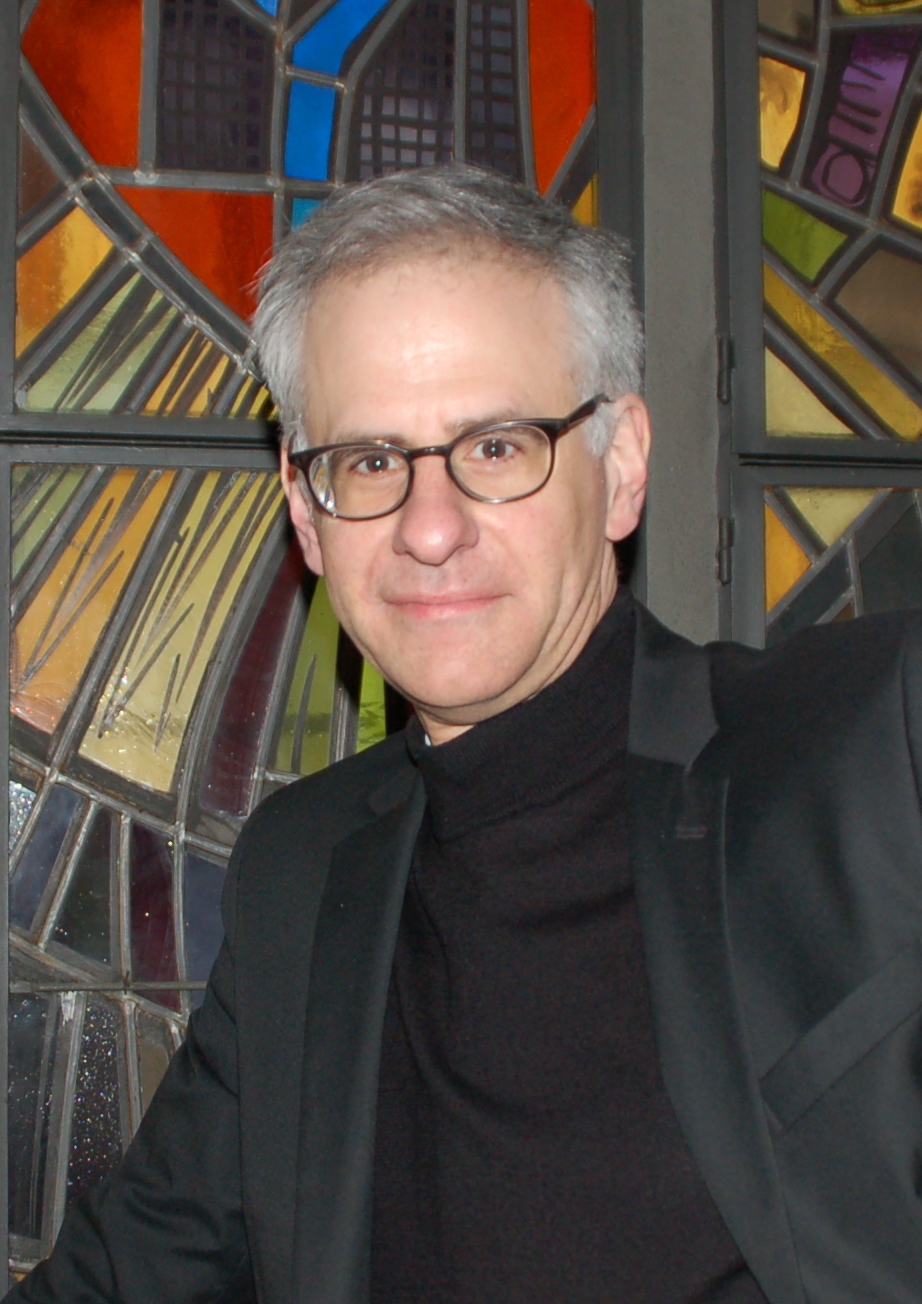
Frank Friedrich Hoffmann

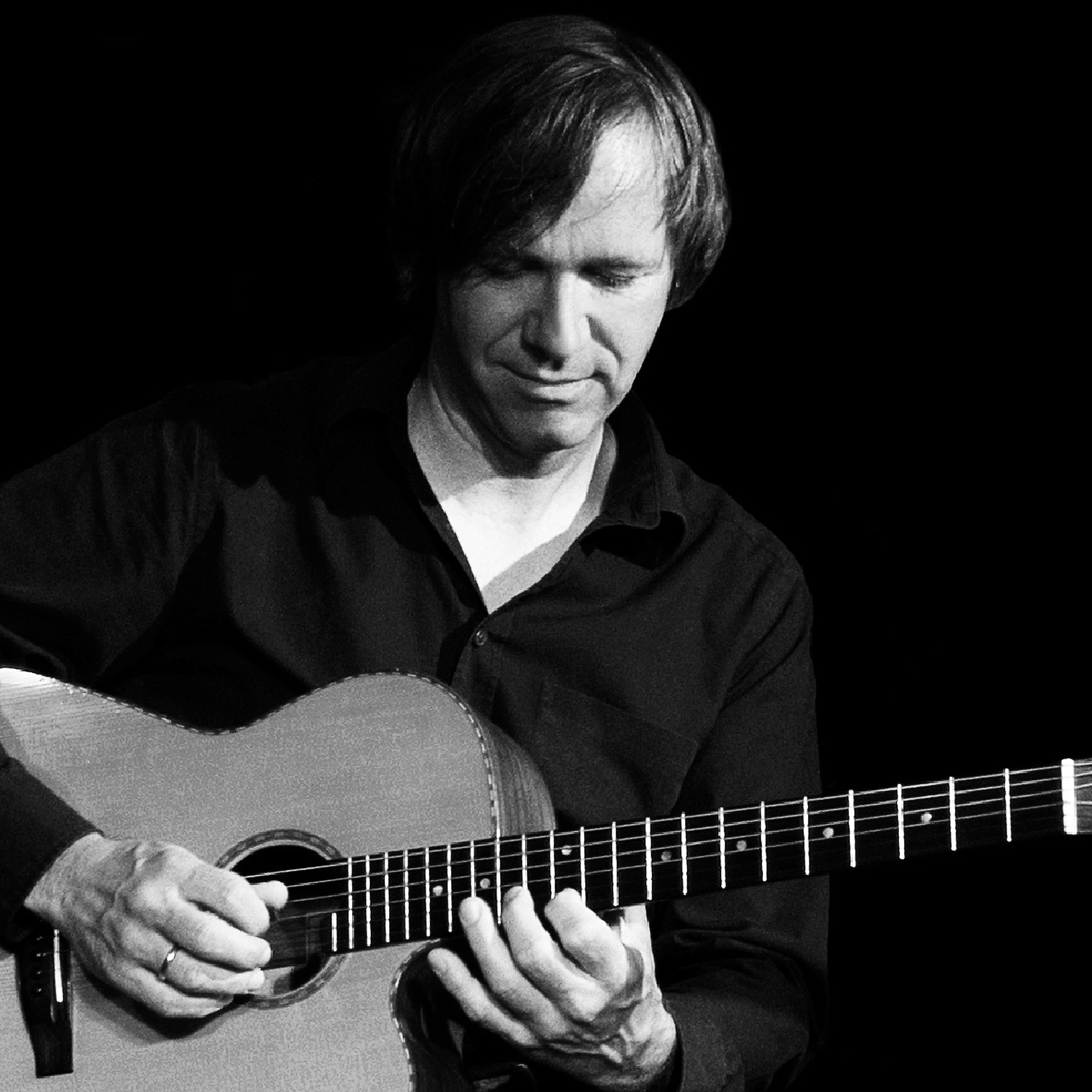
Oliver Kraus

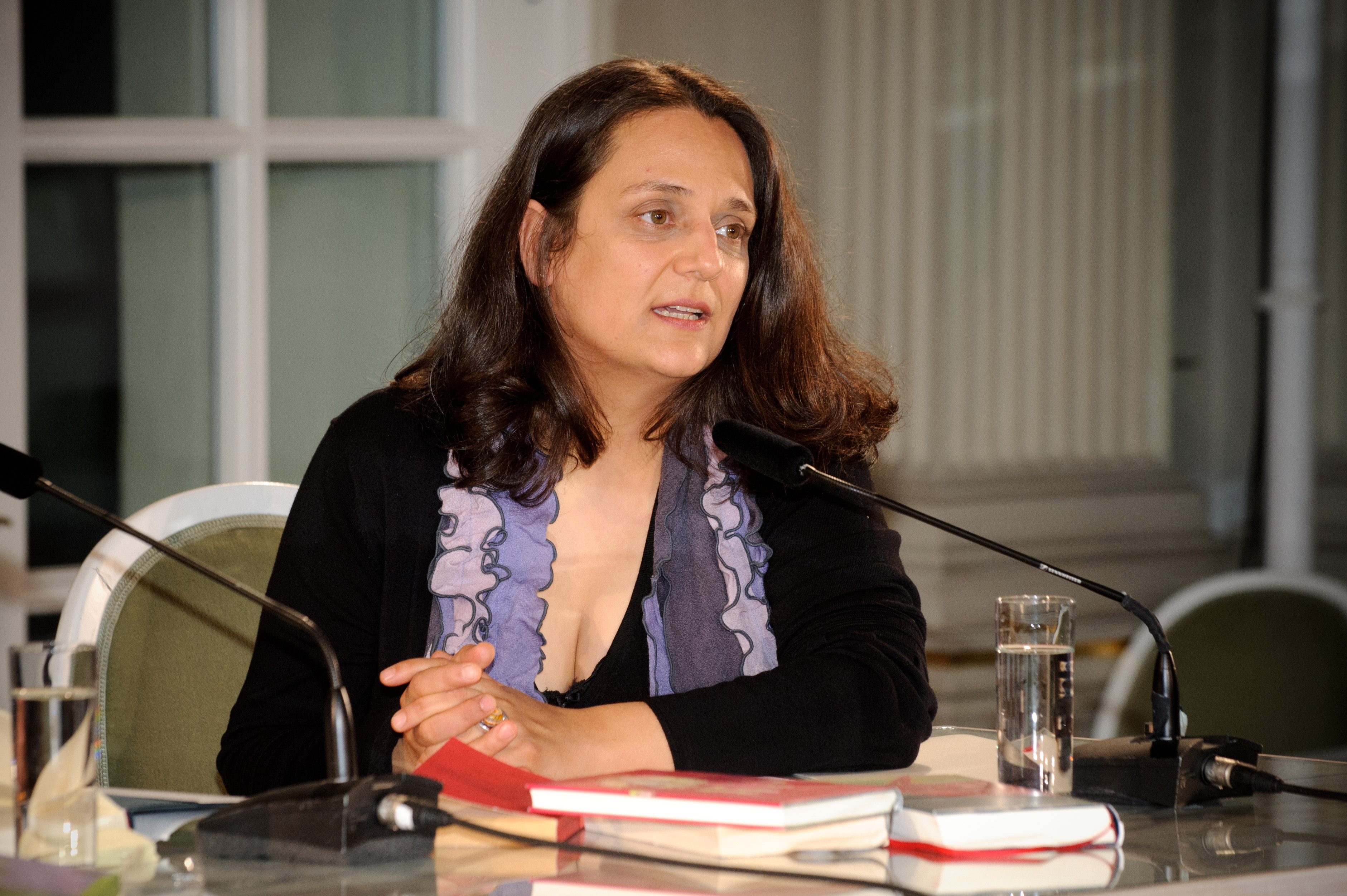
Hilal Sezgin

- Thomas Bäppler-Wolf (* 1961), Entertainer, Travestiekünstler und Choreograph
- Frank Blechschmidt (* 1961), Politiker
- Elke Breitenbach (* 1961), Politikerin
- Jakob Claussen (* 1961), Filmproduzent
- Thomas Fahnemann (* 1961), Kaufmann und Manager
- Hendrikje Fitz (1961–2016), Schauspielerin
- Barbara Gantenbein (* 1961), deutsch-schweizerische Journalistin und Autorin
- Jens Geier (* 1961), Politiker
- Konstanze Gerhard (* 1961), Aktivistin der deutschen Lesben- und Schwulenbewegung
- Johannes Heil (* 1961), Historiker
- Michael Hofmann (* 1961), Filmregisseur und Drehbuchautor
- Christoph Houswitschka (1961–2022), Anglist
- Gerhard Jäger (* 1961), Betriebswirtschaftler und Rektor der DHBW Lörrach
- Walter Kexel (1961–1985), Rechtsextremist
- Andreas Kilb (* 1961), Filmkritiker
- Christopher Krieg (* 1961), Schauspieler
- Hanno Loewy (* 1961), Literatur- und Medienwissenschaftler und Publizist
- Martin Münch (* 1961), Komponist und Pianist
- Ole Petersen (* 1961), Autor
- Anja Quaschinski (* 1961), Malerin und Glasmalerin
- Katharina Razumovsky (* 1961), österreichische Künstlerin
- Benedikt Röskau (* 1961), Drehbuchautor
- Rolf Rudin (* 1961), Komponist
- Marco Sailer (* 1961), Chirurg und Hochschullehrer
- Beate Schaefer (* 1961), Schriftstellerin
- Esther Schapira (* 1961), Journalistin und Filmemacherin
- Heike Schenk-Mathes (* 1961), Wirtschaftswissenschaftlerin
- Bettina Schültke (* 1961), Dramaturgin und Theaterwissenschaftlerin
- Helmut Seng (* 1961), Altphilologe und Kirchenhistoriker
- Volker Staub (* 1961), Komponist, Musiker und Klangkünstler
- Sigrid Strohschneider-Laue (* 1961), österreichische Prähistorikerin, Kunstkritikerin und Schriftstellerin
- Jürgen Werlitz (* 1961), Professor für Theologie
- Hans-Ulrich Wiemer (* 1961), Althistoriker
- Gunter Wolf (* 1961), Nephrologe und Diabetologe
- Peter Blank (* 1962), Leichtathlet
- Mathias Bös (* 1962), Soziologe
- Elke Brendel (* 1962), Philosophin und Professorin
- Ute Claussen (* 1962), Informatikerin
- Beate Deininger (* 1962), Feldhockeyspielerin
- Susanne Fröhlich (* 1962), Schriftstellerin und Journalistin
- Axel Glanz (* 1962), Autor und Unternehmer
- Christiane Goetz-Weimer (* 1962), Verlegerin und Publizistin
- Christoph Grunenberg (* 1962), Kunsthistoriker
- Astrid Günther-Schmidt (* 1962), Politikerin
- Andreas Hallaschka (* 1962), Journalist und Autor
- Hans Hanau (* 1962), Rechtswissenschaftler, Hochschullehrer
- Ferdinand Heide (* 1962), Architekt
- Klaudia Hornung (1962–2022), Ruderin
- Roland Jäger (* 1962), Unternehmensberater
- Annette Klein (* 1962), Diplomatin
- Petra Lang (* 1962), Opern- und Konzertsängerin
- Frank Möller (* 1962), Historiker
- Bettina Reitz (* 1962), Medienmanagerin
- Christine Richter (* 1962), Schauspielerin
- Matthias Röhr (* 1962), Gitarrist
- Freddy Schissler (* 1962), Journalist und Buchautor
- Christian Schneider (* 1962), Musiker, Arrangeur, Komponist und Musikproduzent
- Volker Schultz (* 1962), Wirtschaftsingenieur
- Uwe Serafin (* 1962), Schauspieler
- Holger Steltzner (* 1962), Herausgeber der FAZ
- Kurt Stenzel (1962–2024), Langstreckenläufer
- Tobias Utter (* 1962), Politiker
- Alejandro Veciana (* 1962), deutsch-spanischer Gitarrist, Komponist und Songschreiber
- Jula Wildberger (* 1962), Altphilologin
- Udo Wolf (* 1962), Politiker
- Christoph Zipf (* 1962), Tennisspieler
- Ralph Bünger (* 1963), Jurist
- Alexander Calvelli (* 1963), Maler
- Cornelia Denz (* 1963), Physikerin
- Klaus Thomas Edelmann (* 1963), Designkritiker
- Ralf Falkenmayer (* 1963), Fußballspieler und -trainer
- Jan Fell (* 1963), Volleyballspieler
- Sabine Föllinger (* 1963), Altphilologin
- Uwe Groß (1963–2013), Maler
- Heike Kern (* 1963), Künstlerin
- Joachim Klein (* 1963), Lichtdesigner
- Birgit Koch (* 1963), Rundfunk-Journalistin
- Lea Korte (* 1963), Schriftstellerin
- Thor Kunkel (* 1963), Schriftsteller
- Gabriele Prinzessin zu Leiningen (* 1963), Juristin und Ex-Ehefrau von Karim Aga Khan IV.
- Charlotte Link (* 1963), Schriftstellerin
- Gila Lustiger (* 1963), Schriftstellerin
- Rüdiger Marmulla (* 1963), Mund-, Kiefer- und Gesichtschirurg
- Tobias Meyer (* 1963), österreichischer Auktionator und Kunstsammler
- Oliver Mink (* 1963), Synchronsprecher, Hörspielsprecher, Off-Sprecher und Schauspieler
- Egbert Mittelstädt (* 1963), Medienkünstler
- Sergio Morabito (* 1963), deutsch-italienischer Dramaturg und Opernregisseur
- Christoph Münch (* 1963), Journalist und Autor
- Marcus Nispel (* 1963), Regisseur
- Karin Orth (* 1963), Historikerin
- Peter Pessl (* 1963), Schriftsteller und Radiokünstler
- Bernd Reisig (* 1963), Manager und Fußballfunktionär
- Jutta Riedel (* 1963), Autorin und Regisseurin
- Wolf-Dieter Roth (* 1963), Journalist und Autor
- Susanne Schäfer (* 1963), Schauspielerin
- Valentin Schiedermair (1963–2022), Pianist
- Sebastian Schneider (* 1963), Theologe und Hochschullehrer
- Daniel Schoch (* 1963), Philosoph und Ökonom
- Kristof Schreuf (1963–2022), Musiker und Journalist
- Andrea Schwalbach (* 1963), Musiktheaterregisseurin
- Martin Maria Schwarz (* 1963), Rundfunkmoderator, Sprecher und Autor
- Josef Vollberg (* 1963), Abt
- Oliver Weder (* 1963), Dirigent
- Wolfgang Weiß (* 1963), Pianist, Sänger, Musikpädagoge und Kirchenmusiker
- Constanze Angermann (* 1964), Journalistin und Fernsehmoderatorin
- Jakob Arjouni (1964–2013), Schriftsteller
- Marcus Bocklet (* 1964), Politiker
- Simon Borowiak (* 1964), Schriftsteller
- Anja Caspary (* 1964), Radiojournalistin
- Richard M. Clark (* 1964), Generalleutnant der United States Air Force
- Martina Feldmayer (* 1964), Politikerin
- Bastian Fiebig (* 1964), Saxophonist
- Christine Fuchsloch (* 1964), Juristin
- Irmgard Fürst (1964–2025), Politikerin
- Kerstin Geis (* 1964), Politikerin
- Michael Groß (* 1964), Schwimmer
- Eva Gümbel (* 1964), Politikerin
- Claus Guth (* 1964), Theaterregisseur
- Sigrid Herrmann (* 1964), Bloggerin
- Christian von Hirschhausen (* 1964), Wirtschaftswissenschaftler
- Fabian Hoffmann (* 1964), Richter am Bundesgerichtshof
- Susann von Lojewski (* 1964), Journalistin
- Rolf Mayr (* 1964), Basketball-Nationalspieler
- Martin Müller (* 1964), Archäologe, Leiter des Archäologischen Parks Xanten
- Philipp Oswalt (* 1964), Architekt und Hochschullehrer
- Ulf von Rauchhaupt (* 1964), Wissenschaftsjournalist
- Nadja Reichardt (* 1964), Schauspielerin, Synchronsprecherin und Autorin
- Oliver Reinhard (* 1964), Schauspieler
- Tobias Scheffel (* 1964), Übersetzer
- John Schröder (* 1964), Musiker
- Alexander M. Schweitzer (* 1964), katholischer Theologe und Kirchenmusiker
- Manuel Vogel (* 1964), evangelischer Theologe
- Caspar Johannes Walter (* 1964), Komponist, Cellist und Verleger
- Martin Wirsing (* 1964), Reporter, Moderator und Senderedakteur
- Manfred Binz (* 1965), Fußballspieler und -trainer
- Christiane Brammer (* 1965), österreichische Schauspielerin
- Russell Braun (* 1965), kanadischer Opernsänger
- Gunther Burghagen (* 1965), Produzent
- Marcus Calvin (* 1965), Schauspieler
- Annke Conradi (* 1965), Schwimmerin
- Martin Eifert (* 1965), Rechtswissenschaftler, Richter des Bundesverfassungsgerichts
- Carsten Hahn (* 1965), Jurist, Richter am Bundesverwaltungsgericht
- Peter Heidt (* 1965), Politiker
- Jürgen Held (* 1965), Produktdesigner
- Sabine Hock (* 1965), Autorin, Journalistin und Herausgeberin
- Michael Horeni (* 1965), Sportjournalist
- Eva Horn (* 1965), Literaturwissenschaftlerin
- Christoph Korn (* 1965), Audio- und Medienkünstler
- Armin Kraaz (* 1965), Fußballspieler und -trainer
- Bernd Krause (* 1965), Nuklearmediziner, Lehrstuhlinhaber in Rostock
- Johann Graf Lambsdorff (* 1965), Volkswirt
- Martin Lawrence (* 1965), US-amerikanischer Schauspieler und Comedian
- Heinrich Lenhardt (* 1965), Computerspielejournalist
- Nikolaus List (* 1965), Maler und Bildhauer
- Catrin Lorch (* 1965), Kunsthistorikerin, -kritikerin und Journalistin
- Dave McClain (* 1965), US-amerikanischer Schlagzeuger
- Annette Merz (* 1965), Theologin und Hochschullehrerin
- Eva von Platen (* 1965), Künstlerin und Professorin
- Oliver Reck (* 1965), Fußballtorhüter und -trainer
- Stefan Reschke (1965–2022), Schachspieler
- Christine Schäfer (* 1965), Sopranistin
- Rainer Theodor Schmitz (1965–2022), Komponist und Kirchenmusiker
- Gury Schneider-Ludorff (* 1965), evangelische Theologin
- Peter Scholz (* 1965), Althistoriker
- Daniel Sepec (* 1965), Geiger
- Nikolai de Treskow (* 1965), Musiker
- Ariane Vuckovic (* 1965), Journalistin
- Torsten de Winkel (* 1965), Musiker und Komponist
- Sibylle Baillon, geborene Bittner (* 1966), Schriftstellerin
- Sabine Baumann (* 1966), Übersetzerin
- Lars Patrick Berg (* 1966), Landtagsabgeordneter in Baden-Württemberg
- Torsten Dechert (* 1966), Drummer
- Aysun Ertan (* 1966), Journalistin
- Daniel Fulda (* 1966), Germanist
- Oliver Grüner (* 1966), Ruderer
- Bernardino González Vázquez (* 1966), spanischer Fußballschiedsrichter
- Mathias Gutmann (* 1966), Biologe und Philosoph
- Mathias Hartmann (* 1966), Pfarrer sowie Rektor und Vorstandsvorsitzender der Diakonie Neuendettelsau
- Sabine Haupt (* 1966), Schauspielerin

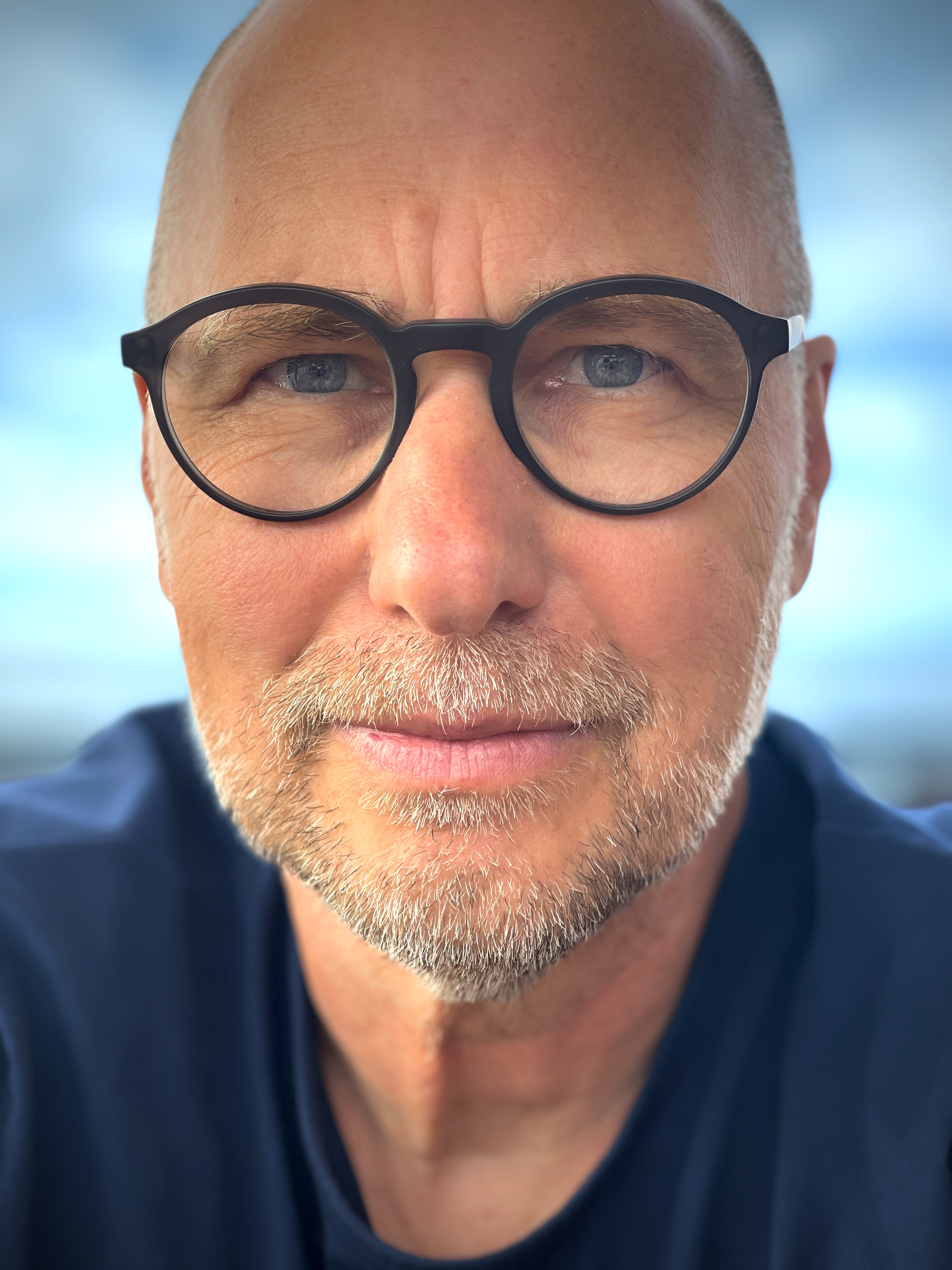
Thomas Pohl

- Thomas PohlSaskia Heintz (* 1966), Verlagsleiterin, Herausgeberin und Übersetzerin
- Yvonne Hofstetter (* 1966), Juristin, Essayistin und Sachbuchautorin
- Patrick M. Liedtke (* 1966), Wirtschaftswissenschaftler
- Thomas Meier (* 1966), Archäologe
- Eckhart Nickel (* 1966), Journalist und Schriftsteller
- Stefan Quandt (* 1966), Unternehmer
- Silke Reichmann (* 1966), Musikerin
- Peter Reulein (* 1966), Komponist und Kirchenmusiker
- Sabine Richter (* 1966), Leichtathletin
- Sven Rothenberger (* 1966), deutsch-niederländischer Unternehmer und Dressurreiter
- Armin Schaefer (* 1966), Landesposaunenwart
- Thorsten Schmitz (* 1966), Journalist
- Harald Schwalbe (* 1966), Chemiker und Hochschullehrer
- Constantin Seibt (* 1966), Schweizer Journalist und Autor
- Mark Spoon (1966–2006), Produzent und DJ
- Andrea Thilo (* 1966), Filmproduzentin, Moderatorin und Journalistin
- Jochen Till (* 1966), Schriftsteller, Jugendbuch- und Theaterautor
- Thomas Walter (* 1966), Informatiker, Hochschullehrer
- Marina Welsch (* 1966), Schauspielerin, Sprecherin und Malerin
- Birgit Ziegert (1966–2017), Künstlerin
- Cornelia Anken (* 1967), Autorin
- Klaus Badelt (* 1967), Komponist
- Jens Beckert (* 1967), Soziologe
- Antje Boetius (* 1967), Meeresbiologin
- Johannes Brandrup (* 1967), Schauspieler
- Oliver Conz (* 1967), Jurist, Naturschützer und Politiker
- Lucas Cordalis (* 1967), Sänger, Komponist und Musikproduzent
- Britta Elm (* 1967), Moderatorin
- Tim-Thilo Fellmer (* 1967), Kinderbuchautor und Alphabetisierungsreferent
- Florian Fitz (* 1967), Theater- und Fernsehschauspieler
- Roger Friedlein (* 1967), Romanist
- Andreas Geremia (* 1967), Sänger
- Katharina Hacker (* 1967), Schriftstellerin
- Stephan Hering-Hagenbeck (* 1967), Zoologe
- Eckart von Hirschhausen (* 1967), Arzt, Moderator, Kabarettist und Schriftsteller
- Annette Huber-Klawitter (* 1967), Mathematikerin
- Christoph Jenisch (* 1967), Komiker, Kabarettist, Musiker und Autor
- Alexandra Karle (* 1967), Fernsehmoderatorin
- Michèle Knodt (* 1967), Politikwissenschaftlerin
- Jonas Torsten Krüger (* 1967), Schriftsteller
- Andrea Kutsch (* 1967), Instruktorin
- Thomas Langer (* 1967), Jazzmusiker
- Peter Oliver Loew (* 1967), Historiker, Übersetzer und Hochschullehrer
- Martin Modschiedler (* 1967), Politiker
- Andreas Möller (* 1967), Fußballspieler und -funktionär
- Stefan Mohr (* 1967), Schachspieler
- Gábor Paál (* 1967), Hörfunkjournalist
- Inka Parei (* 1967), Schriftstellerin
- Sue Schlotte (* 1967), Cellistin und Improvisationsmusikerin
- Alexander Seitz (* 1967), Jurist
- Alexander Siemon (* 1967), Journalist und Fernsehmoderator
- Peter Thiel (* 1967), US-amerikanischer Investor
- Mike Väth (* 1967), Techno-Musiker, DJ, Digitalkünstler und Kommunikationsdesigner
- Fabian Vogt (* 1967), Musiker, Kabarettist, Schriftsteller und Pastor
- Arno Walter (* 1967), Bankkaufmann und -manager
- Richard Walz (* 1967), Fußballspieler und -trainer
- Christoph Wittmann (* 1967), Sänger
- Thomas Wolff (* 1967), Autor, Komponist und Verleger
- Isabella Anders-Rudes (* 1968), Juristin
- Matthias Arndt (* 1968), Galerist
- Stella Doufexis (1968–2015), Opern-, Lied- und Konzertsängerin in der Stimmlage Mezzosopran
- Chris Faust (* 1968), Hockeyspieler und -trainer
- Oliver Fobe (* 1968), Schauspieler und Sänger
- Nina Hauer (* 1968), Politikerin
- Andrea Held (* 1968), Fachbuchautorin und Herausgeberin
- Jan Michael Horstmann (* 1968), Dirigent, Cembalist, Pianist, Opernsänger, Redner, Regisseur und Chansonnier
- Stefanie Hubig (* 1968), Juristin und Politikerin (SPD)
- Barbara Kranz (* 1968), Werbe- und Spielfilmproduzentin
- Ulrich Krebs (* 1968), Politiker
- Pia Laus-Schneider (* 1968), deutsch-italienische Dressurreiterin und Juristin
- Maze Leber (* 1968), Pianist und Keyboarder, Professor für Keyboard und Bandcoach an der Popakademie Baden-Württemberg
- Bernhard Lenz (* 1968), Architekt und Professor
- Benjamin List (* 1968), Chemiker und Direktor
- Clemens Löhr (* 1968), Schauspieler
- Dirk Müller (* 1968), Börsenmakler und Bankkaufmann
- Florian Naß (* 1968), Sportjournalist
- Patricia Patek (* 1968), Fotomodell
- Andreas Paulus (* 1968), Rechtswissenschaftler
- Sascha Raabe (* 1968), Politiker
- Effi B. Rolfs (* 1968), Kabarettistin, Autorin, Malerin, Grafikerin und Theaterleiterin
- Oliver Roth (* 1968), Fußballspieler
- Uwe Schmidt (* 1968), Musiker
- José Schulz (* 1968), Diplomat
- Bettina Stark-Watzinger (* 1968), Politikerin, Generalsekretärin der FDP
- Sabrina Staubitz (* 1968), Fernsehmoderatorin
- Philip Waechter (* 1968), Illustrator und Autor von Kinderbüchern
- Ulla Wagener (* 1968), Schauspielerin und Synchronsprecherin
- Tim S. Weiffenbach (* 1968), Illustrator
- Nina Weniger (* 1968), Schauspielerin
- Marc Acardipane (* 1969), DJ und Produzent
- Carsten Arriens (* 1969), Tennisspieler
- Sonja Buckel (* 1969), Politikwissenschaftlerin und Juristin
- Georgios Donis (* 1969), griechischer Fußballspieler und -trainer
- Armin Engländer (* 1969), Rechtswissenschaftler und Professor
- Birgit Erdmann (* 1969), Übersetzerin
- Andreas Fahrmeir (* 1969), Historiker und Hochschullehrer
- Thomas Fröhlich (* 1969), Filmregisseur
- Geo Fuchs (* 1969), Künstlerin, Fotografin
- Anja Greb (* 1969), Taekwondo-Kämpferin, Inlinehockeyspielerin und Eishockeyspielerin
- Alexandra Hartmann-Schöcker (1969–2014), Theater- und Filmschauspielerin
- Ralf Hildenbeutel (* 1969), Musikproduzent
- Frank Hoffmeister (* 1969), Jurist in der Europäischen Kommission
- Tamara Ireland Stone (* 1969), US-amerikanische Autorin
- Harry Keaton (* 1969), Magier, Moderator und Glasbrecher
- Oliver Lieb (* 1969), Musikproduzent
- Victoria Lorini (* 1969), Übersetzerin
- Baal Müller (* 1969), Schriftsteller, Verleger und Publizist
- Christina Rainer (* 1969), österreichische Schauspielerin
- Gustav Prinz zu Sayn-Wittgenstein-Berleburg (* 1969), Unternehmer
- Felix Scheinberger (* 1969), Zeichner und Illustrator
- Sarah Sorge (* 1969), Politikerin
- Clint Christian Staak (* 1969), Schauspieler
- Tim Trageser (* 1969), Regisseur und Drehbuchautor
- Cyril Tuschi (* 1969), Regisseur
- Lutz Ullrich (* 1969), Jurist und Kriminalautor
- Patrick Weaver (* 1969), US-amerikanischer Skilangläufer
- Martina Werner (* 1969), Satirikerin und Politikerin
- Thomas Zampach (* 1969), Fußballspieler
- Martin Beer (* 1970), Komiker, Kabarettist, Musiker und Autor
- Dirk H. Breiding (* 1970), Kunsthistoriker, Waffenhistoriker und Museologe
- Christine Büchner (* 1970), römisch-katholische Theologin und Autorin
- Frank E. P. Dievernich (* 1970), Betriebswirt und Soziologe
- Christian Dreher (* 1970), Tischtennisspieler
- Karsten Groß (* 1970), Politiker
- Frank Friedrich Hoffmann (* 1970), Organist und Kirchenmusiker
- Sandra Kegel (* 1970), Literaturkritikerin und Journalistin
- Thomas Keil (* 1970), Wirtschaftswissenschaftler und Hochschullehrer
- Ivonne Keller (* 1970), Schriftstellerin
- Matthias Keller (* 1970), Musiker, Sänger, Synchronsprecher, Off-Sprecher, Moderator, Hörbuch- und Hörspielsprecher
- Jan Kopp (* 1970), Bildhauer, Installations- und Videokünstler
- Oliver Kraus (* 1970), Jazz- und Pop-Musiker, Komponist, Produzent und Autor
- Anke Kuhl (* 1970), Autorin und Illustratorin
- Mathias Meddi Müller (* 1970), Feuerwehrmann, Autor, Verleger und Radiomoderator
- Mathias Münch (* 1970), Journalist
- Lorenz Rahmstorf (* 1970), Prähistoriker
- Ronald Reng (* 1970), Sportjournalist und Buchautor
- Markus Rill (* 1970), Songwriter
- Astrid von Schlachta (* 1970), Historikerin
- J. Peter Schwalm (* 1970), Komponist und Musikproduzent
- Hilal Sezgin (* 1970), türkisch-deutsche Schriftstellerin, Publizistin und Journalistin
- Henry Thom (* 1970), deutsch-kanadischer Eishockeyspieler und -trainer
- Simone Thomaschinski (* 1970), Feldhockeyspielerin
- Heino Trusheim (* 1970), Comedian
- Vincenzo Viva (* 1970), deutsch-italienischer Geistlicher, römisch-katholischer Bischof von Albano

#### 1971 bis 1980

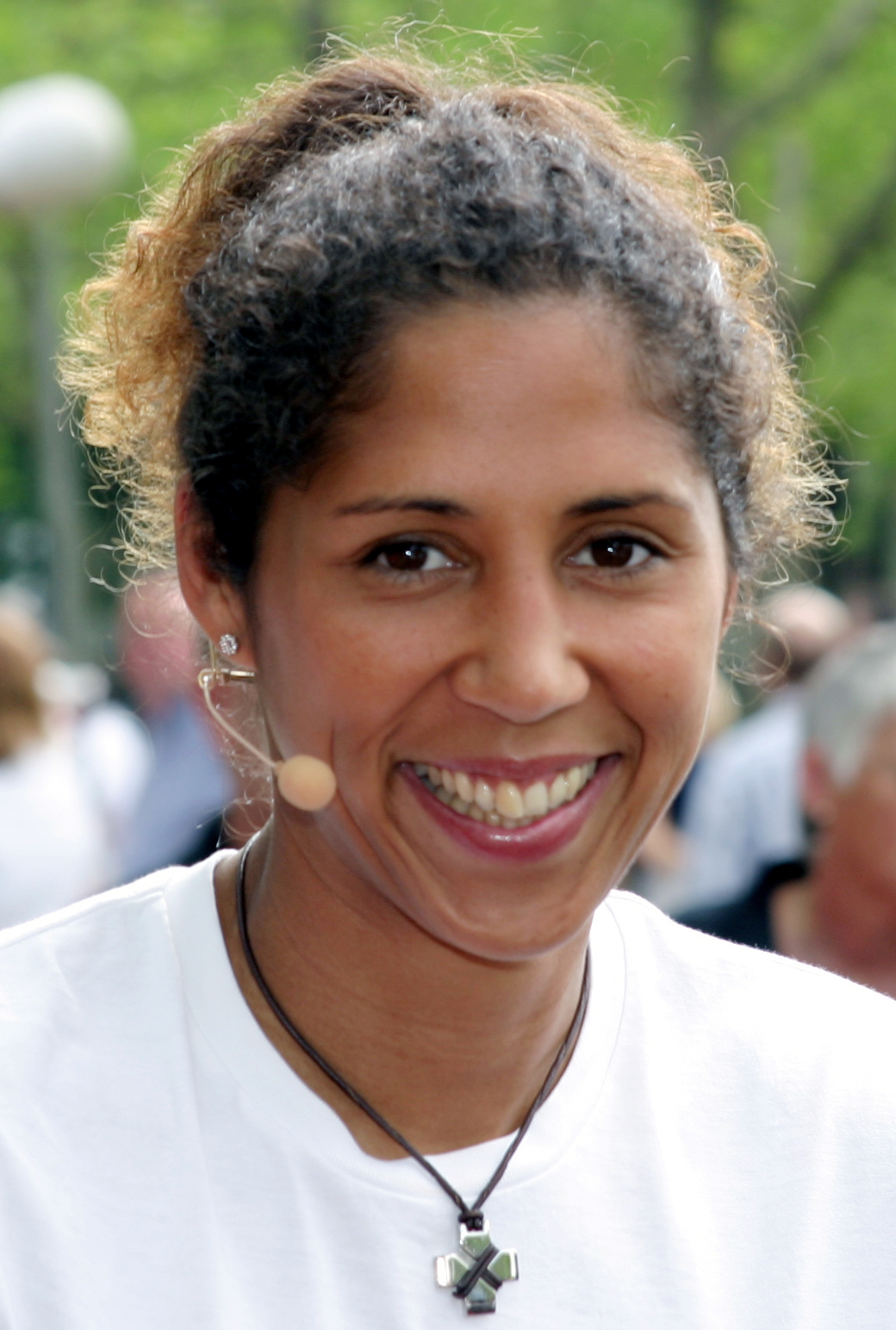
Steffi Jones

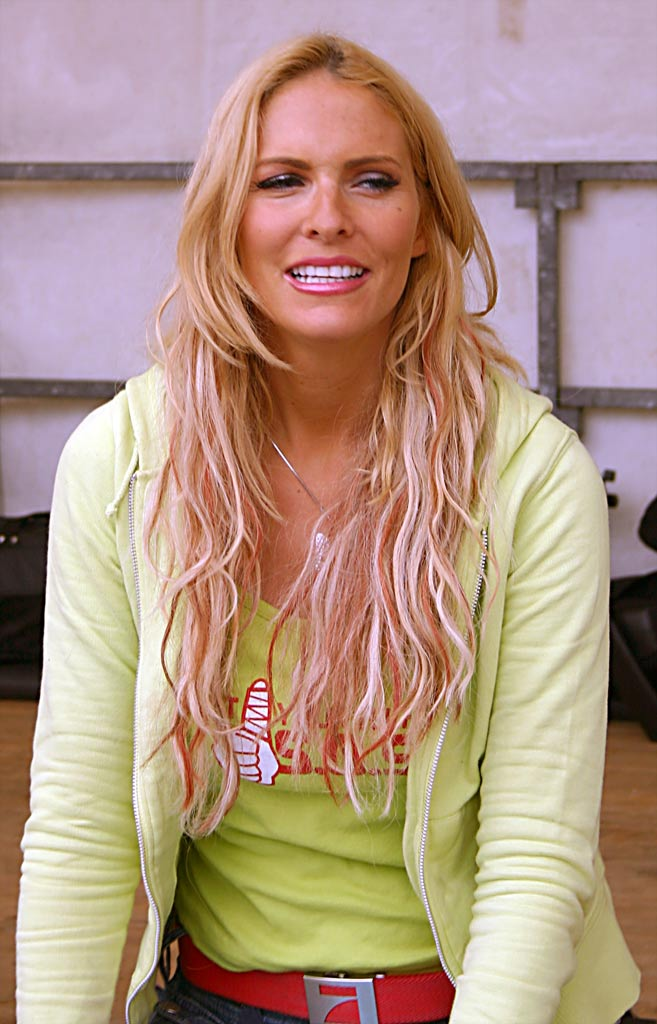
Sonya Kraus

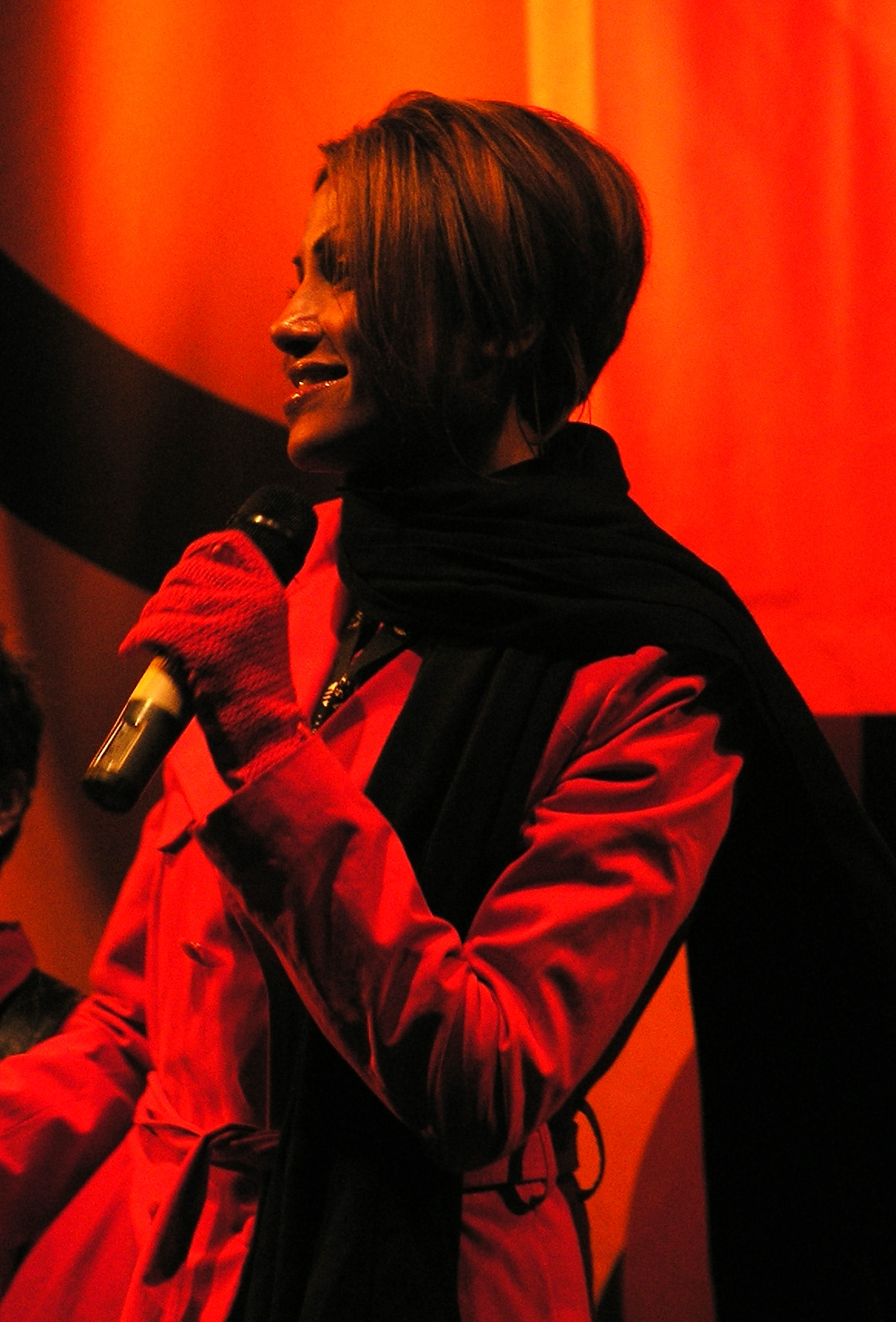
Sabrina Setlur

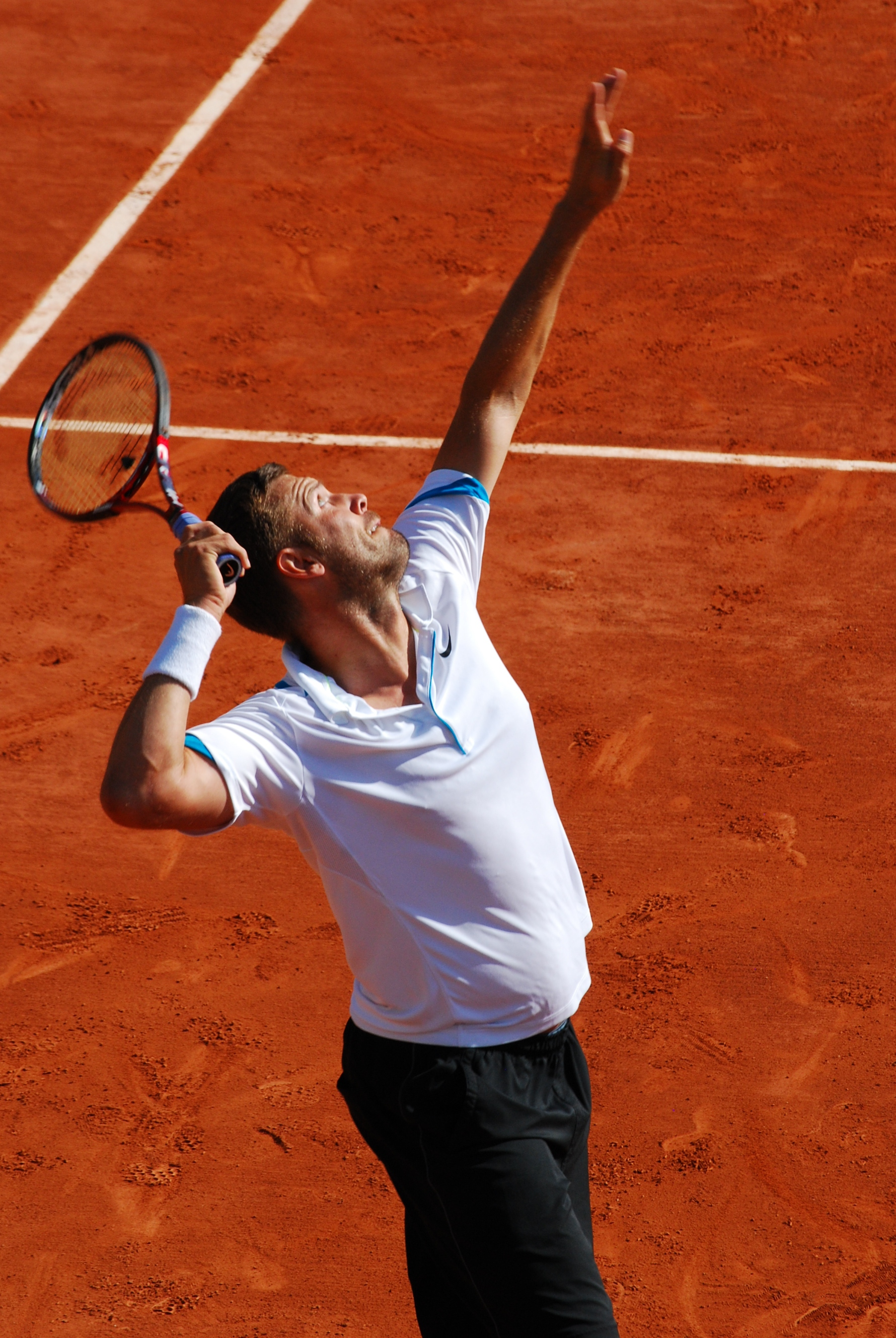
Alexander Waske

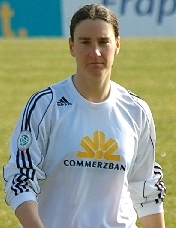
Birgit Prinz

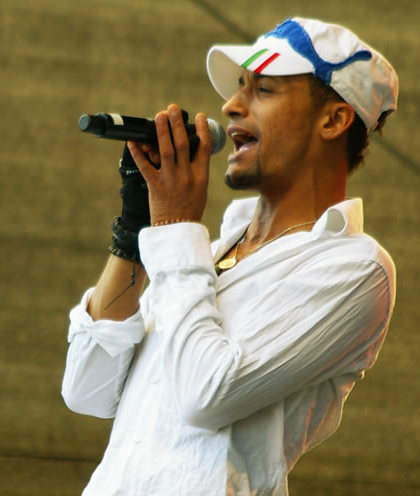
Mark Medlock

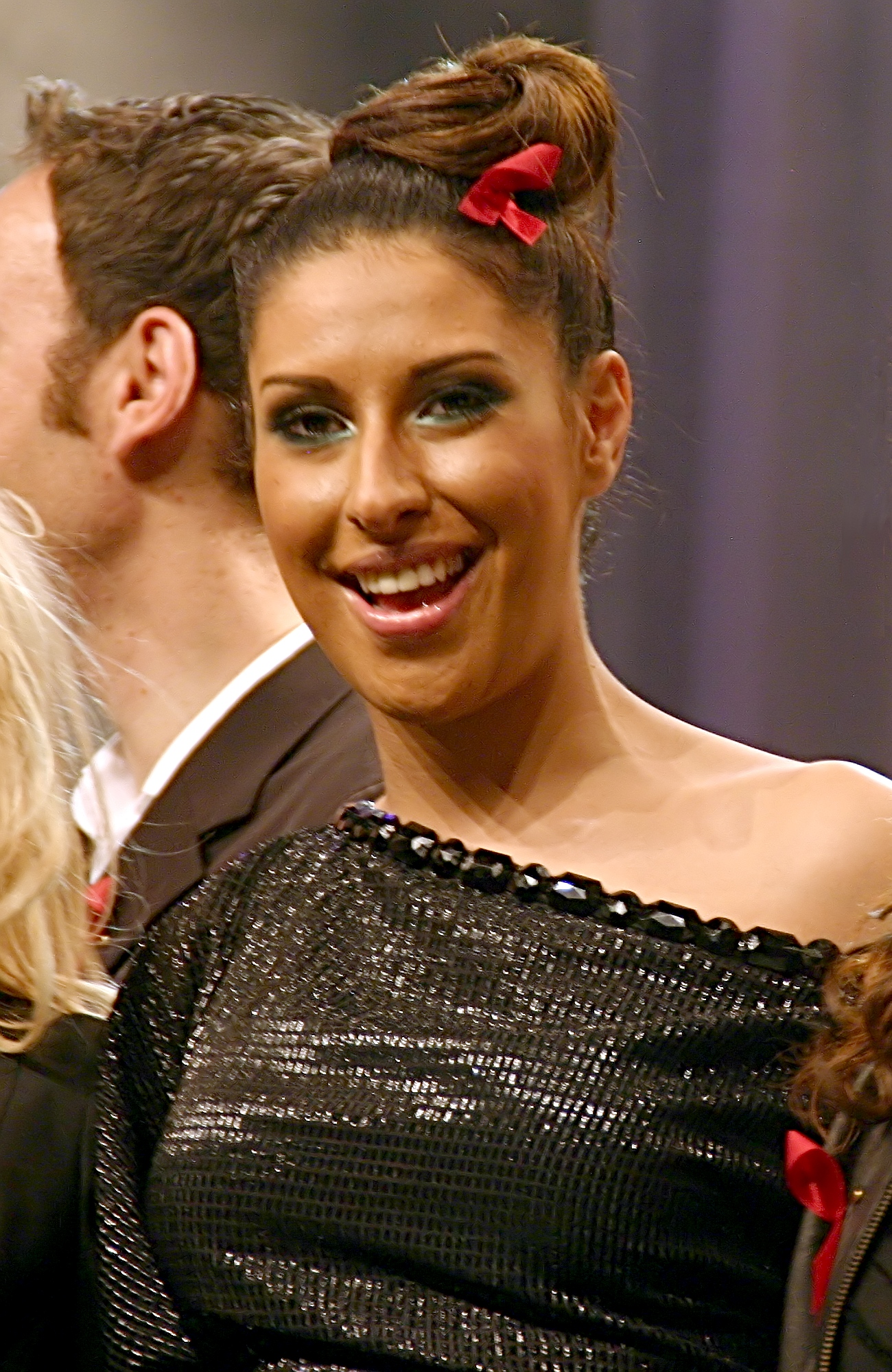
Senna Gammour

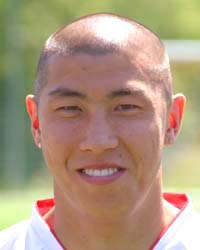
Cha Du-ri

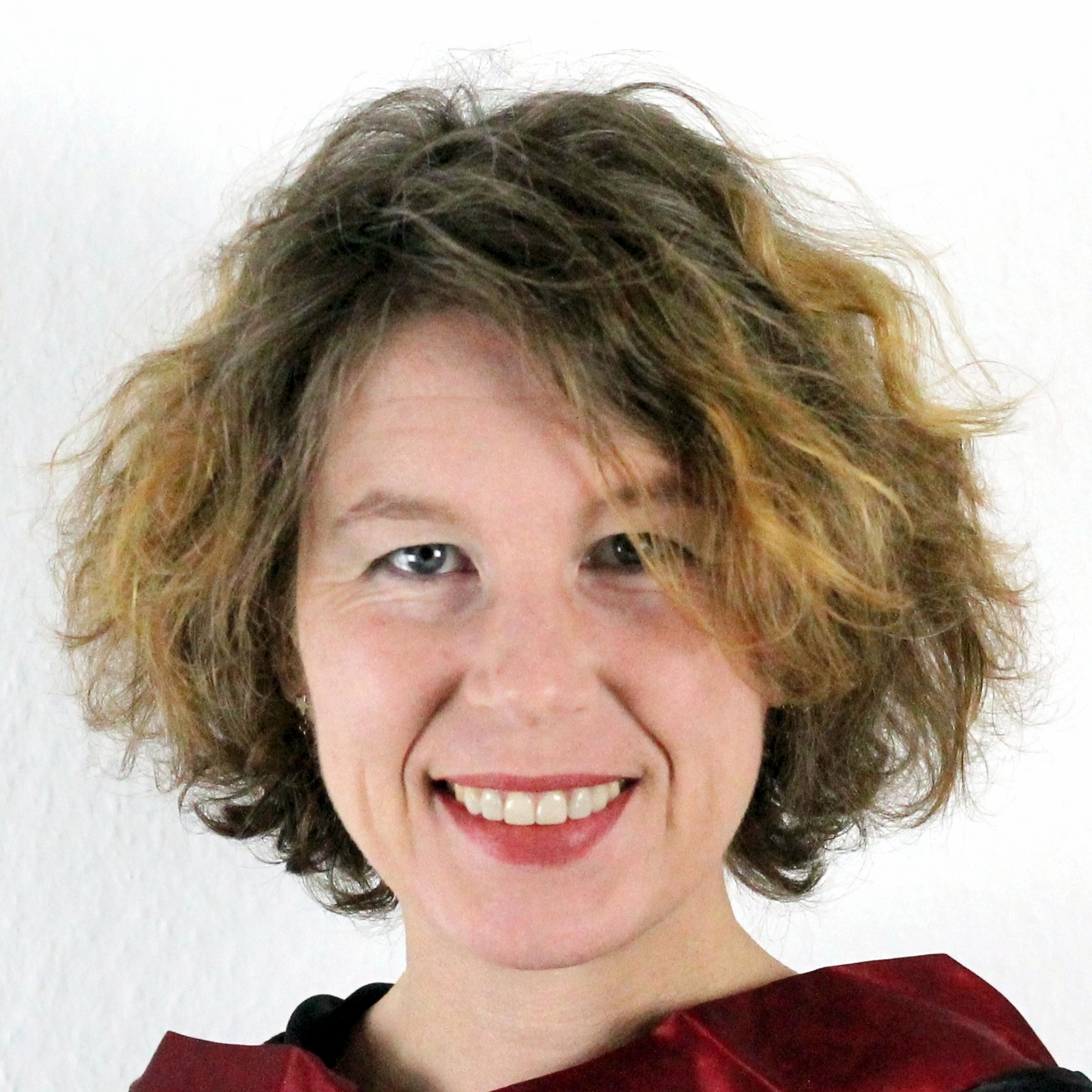
Sabine Hossenfelder

- Mary Amiri (* 1971), Fernsehmoderatorin
- Jutta Bieringer (* 1971), Politikerin (SPD)
- Natascha Bonnermann (* 1971), Schauspielerin
- John Friedmann (* 1971), Schauspieler und Comedian
- Ilka Helmig (* 1971), Künstlerin
- Patrick Heyn (* 1971), Schauspieler
- Jochen Hippel (* 1971), Musiker
- Holger Kleinbub (* 1971), Volleyballspieler
- Slobodan Komljenović (* 1971), deutsch-serbischer Fußballspieler
- Tim Leissner (* 1971), Investmentbanker
- Gregor Markl (* 1971), Petrologe, Mineraloge und Hochschullehrer
- Roey Marquis II. (* 1971), deutsch-italienischer Hip-Hop-Produzent
- Stefan Müller (* 1971), Künstler
- Moses Pelham (* 1971), Rapper
- Tony Richardson (* 1971), US-amerikanischer American-Football-Spieler
- Stefan Ruppert (* 1971), Politiker
- Alexander Schur (* 1971), Fußballspieler
- Florian Stegmann (* 1971), Verwaltungsjurist und Staatssekretär
- David Wagner (* 1971), deutsch-US-amerikanischer Fußballspieler und -trainer
- Diana Zimmermann (* 1971), Journalistin und Auslandskorrespondentin
- Caspar Arnhold (* 1972), Schauspieler und Regisseur
- Tré Cool (* 1972), US-amerikanischer Musiker
- Anna Carina Eichhorn (* 1972), Biochemikerin, Vorstandsvorsitzende eines Biotechnologie-Unternehmens
- Willi Fischer (* 1972), Boxer
- Sissi Hajtmanek (* 1972), Redakteurin und Moderatorin
- Steffen Hebestreit (* 1972), Journalist und Regierungssprecher
- René Ifrah (* 1972), deutsch-amerikanischer Schauspieler
- Steffi Jones (* 1972), Fußballspielerin und DFB-Funktionärin
- Britta Konz (* 1972), evangelische Theologin
- Daniel Krebber (* 1972), Diplomat
- Marc Lewon (* 1972), Musiker und Musikwissenschaftler
- Steffen Liebetrau (1972–2015), Triathlet
- Stephan Lucas (* 1972), Rechtsanwalt
- Patricia Morgenthaler (* 1972), Designerin und Sachbuchautorin
- Björn Mulik (* 1972), DJ, Musiker, Produzent und Labelbetreiber
- Dagmar Pohlmann (* 1972), Fußballspielerin
- Boris Rhein (* 1972), Politiker
- Anthony Rother (* 1972), Musiker
- Eike Schweikhardt (* 1972), Schauspieler und Kameramann
- Jennifer Steffens (* 1972), Schauspielerin
- Kai Tracid (* 1972), Musikproduzent und DJ
- Jule Unterspann (* 1972), Sängerin
- Tilo Wolff (* 1972), Musiker
- Yael Adler (* 1973), Dermatologin und Autorin von Sachbüchern
- Patrick Braun (* 1973), Schauspieler
- Anna Carlsson (* 1973), Synchronsprecherin und Schauspielerin
- Robert Galic (* 1973), Musiker, Produzent und DJ
- André Galluzzi (* 1973), DJ und Produzent
- David Groneberg (* 1973), Mediziner
- Svenja Herrmann (* 1973), Schweizer Schriftstellerin
- Klark Kent (* 1973), Graffiti-Künstler und Musikproduzent
- Sonya Kraus (* 1973), Fernsehmoderatorin, Autorin und Schauspielerin
- Olivia Mitscherlich-Schönherr (* 1973), Philosophin
- Felix Mundt (* 1973), Altphilologe
- Sonsee Neu (* 1973), Schauspielerin
- Christopher Reitz (* 1973), Hockeyspieler
- Laura Di Salvo (* 1973), Journalistin und Fernsehmoderatorin
- Caspar Schmitz-Morkramer (* 1973), Architekt
- Kyra Shade (* 1973), Pornodarstellerin
- Linus Volkmann (* 1973), Autor und Musikjournalist
- Alexander Wüst (* 1973), Schauspieler
- Kaya Yanar (* 1973), Komiker und Fernsehmoderator
- Michael Aničić (* 1974), deutsch-serbischer Fußballspieler und -trainer
- Matthias Becker (* 1974), Fußballspieler
- Nils Brennecke (* 1974), Buchautor, Moderator und Journalist
- Silvio d’Anza (* 1974), kroatisch-deutscher Sänger
- Matthias Dworschak (* 1974), Fußballspieler
- Ekkehard Ehlers (* 1974), Musiker, DJ und Klangkünstler
- Alexander Eiling (* 1974), Kunsthistoriker und Kurator
- Philipp Kadelbach (* 1974), Filmregisseur
- Nicolas Krämer (* 1974), Krankenhausmanager und Autor
- Daniel Pacho (* 1974), römisch-katholischer Geistlicher und Kurienbeamter
- Julia Mantel (* 1974), Lyrikerin
- Alon Meyer (* 1974), Diplom-Kaufmann, Präsident des Fußballvereins Makkabi Deutschland
- Ana Plasencia (* 1974), Journalistin
- Christine Reeh (* 1974), Regisseurin und Filmproduzentin
- Tilman Reitz (* 1974), Soziologe
- Sinan Şamil Sam (1974–2015), türkischer Boxer
- Özlem Sarıkaya (* 1974), Fernsehjournalistin und Moderatorin
- Daniela Seel (* 1974), Lyrikerin, Übersetzerin, Herausgeberin und Verlegerin
- Sabrina Setlur (* 1974), Rapperin
- Anne Siemens (* 1974), Autorin
- Peter Tauber (* 1974), Politiker
- Julia Voss (* 1974), Journalistin und Wissenschaftshistorikerin
- Roland Vrabec (* 1974), Fußballtrainer
- Mathias Wagner (* 1974), Politiker
- Daniel-Dylan Böhmer (* 1975), Journalist
- Martin Burlon (* 1975), Politiker (parteilos)
- Julia Frank (* 1975), Politikerin (Bündnis 90/Die Grünen), von 2021 bis 2025 Stadtverordnete von Frankfurt
- Magnus Gäfgen (* 1975), verurteilter Mörder
- Niels Laupert (* 1975), Regisseur, Produzent und Drehbuchautor
- Michael Proehl (* 1975), Drehbuchautor
- Yvonne Schäfer (* 1975), Schauspielerin und Produzentin
- Nora Schultz (* 1975), Konzept-, Installations- und Performancekünstlerin
- Mandala Tayde (* 1975), Schauspielerin
- Alexander Waske (* 1975), Tennisspieler
- Thorsten Wszolek (* 1975), Komponist, Musikarrangeur, Dirigent, Schauspieler, Regisseur und Theaterautor
- Marc Achenbach (* 1976), Kameramann
- Benjamin von der Ahe (* 1976), Politiker
- Marco Baumhof (* 1976), Filmeditor
- Oliver Bernhardt (* 1976), Eishockeyspieler
- Alexander Dietz, evangelischer Theologe und Ethiker, Hochschullehrer
- Daniel Dölschner (* 1976), Lyriker und Haiku-Autor
- Daniel Fischer (* 1976), Moderator
- Christian Heinz (* 1976), Politiker
- Sabine Hossenfelder (* 1976), Physikerin und Wissenschaftsjournalistin
- Oliver Junk (* 1976), Politiker
- Tamara Milosevic (* 1976), Dokumentarfilmerin
- Simone Panteleit (* 1976), Moderatorin
- Lydia Pirelli (* 1976), Moderatorin und Pornodarstellerin
- Eric Schaefer (* 1976), Jazzschlagzeuger
- Flo Sitzmann (* 1976), Behindertensportler und Buchautor
- Diana Stolz (* 1976), Politikerin (CDU), Hessische Familienministerin
- Michael Thurk (* 1976), Fußballspieler
- Patrick Wahl (* 1976), politischer Beamter (BSW)
- Florian Weber (* 1976), Fernsehmoderator und Schauspieler
- Christopher Wehrmann (* 1976), Moderator und Journalist
- Sascha Amstätter (* 1977), Fußballspieler
- Cornelia Böttcher (* 1977), Tischtennisspielerin
- Karim Chérif (* 1977), französisch-algerischer Schauspieler
- Saša Gajičić (* 1977), Radrennfahrer
- Fredrik Jan Hofmann (* 1977), deutsch-schwedischer Schauspieler
- Renato Levy (* 1977), Fußballspieler
- Jan Lipfert (* 1977), Physiker und Hochschullehrer
- Alice McHardy (* 1977), Bioinformatikerin
- Sebastian Merk (* 1977), Jazzmusiker
- Constanze Polaschek (* 1977), Redakteurin und Fernsehmoderatorin
- Birgit Prinz (* 1977), Fußballspielerin
- Michael Schneider (* 1977), evangelischer Theologe
- Sybille Schönberger (* 1977), Köchin
- Sebastian Schwab (* 1977), Schauspieler, Regisseur und Musiker
- Sandra Smisek (* 1977), Fußballspielerin
- Tobias Bosch (* 1977), Künstlername DJ Staccato, DJ und Produzent
- Edwin Thomas (* 1977), englischer Schriftsteller
- Jorinde Voigt (* 1977), Künstlerin
- Stefanie Walter (* 1977), Politikwissenschaftlerin, Hochschullehrerin
- Jo Weil (* 1977), Theater- und Fernsehschauspieler sowie Synchronsprecher
- Patrick Breyer (* 1977), Politiker, Mitglied des Europäischen Parlaments
- Niko Apel (* 1978), Regisseur und Drehbuchautor
- Fabian Del Priore (* 1978), Komponist, Arrangeur und Tongestalter
- Marc Dochan (* 1978), Fantasy- und Thriller-Autor
- Etienne Gardé (* 1978), Fernsehmoderator und Redakteur
- Daniel Hartwich (* 1978), Moderator
- Stephan Herzberg (* 1978), Philosoph
- Florian Hoffmann (* 1978), Schauspieler und Synchronsprecher
- Hartmut Honka (* 1978), Politiker
- Susanne Keil (* 1978), Leichtathletin
- Danijel Kovačević (* 1978), kroatischer Fußballspieler
- Mark Medlock (* 1978), Sänger
- Souad Mekhennet (* 1978), Journalistin
- Maike Katrin Merkel (* 1978), Schauspielerin und Sängerin
- Heinz Müller (* 1978), Fußballspieler
- Silke Müller (* 1978), Feldhockeyspielerin
- Verena Mundhenke (* 1978), Schauspielerin, Filmregisseurin und Model
- Max Schradin (* 1978), Moderator und Livestreamer
- Dirk Schwieger (* 1978), Comiczeichner
- Ruben Studdard (* 1978), US-amerikanischer R&B-Sänger
- Matthew Tasa (* 1978), Produzent, Songwriter und Sänger
- Maike Rosa Vogel (* 1978), Liedermacherin
- Alexandra Walter (* 1978), Politikerin, hessische Landtagsabgeordnete
- Luise Bähr (* 1979), Schauspielerin
- Meike Freitag (* 1979), Schwimmerin
- Senna Gammour (* 1979), Sängerin und Moderatorin
- Samuel Greiff (* 1979), Pädagogischer Psychologe
- Andreas Hertz (* 1979), Herpetologe
- Samson Jones (* 1979), Rapper
- Ellen Klinghammer (* 1979), Musikerin
- Meike Krebs (* 1979), Triathletin
- Steffen Lampert (* 1979), Rechtswissenschaftler und Hochschullehrer
- Julia Mai, geborene Bohn (1979–2018), Triathletin
- Milan Martelli (* 1979), Komponist und Musikproduzent
- Marieke Oeffinger (* 1979), Theater- und Filmschauspielerin sowie Moderatorin und Synchronsprecherin
- Robert Rapljenović (* 1979), griechisch-katholischer Theologe
- Mark Seibert (* 1979), Musicaldarsteller
- Christopher Tauber (* 1979), Comiczeichner
- Martin Wördehoff (* 1979), Radsportler
- Nina Bußmann (* 1980), Autorin
- Bakary Diakité (* 1980), deutsch-malischer Fußballspieler
- Cha Du-ri (* 1980), südkoreanischer Fußballspieler
- Patrick Falk (* 1980), Fußballspieler
- Nadine Germann (* 1980), Schauspielerin
- Daniel Gunkel (* 1980), deutsch-ivorischer Fußballspieler
- Jennifer Knäble (* 1980), Fernsehmoderatorin
- Claudia Kotter (1980–2011), Organspende-Aktivistin und Autorin
- Miriam Lange (* 1980), Fernsehjournalistin, Fernsehmoderatorin und Wettermoderatorin
- Sebastian Meschenmoser (* 1980), Künstler und Kinderbuchautor
- Hanna-Lena Neuser (* 1980), Politikwissenschaftlerin und Erwachsenenpädagogin
- Yilmaz Örtülü (* 1980), Fußballspieler
- Thomas Panke (* 1980), Webvideoproduzent, Einzelhändler
- Seran Sargur (* 1980), Programmleiter
- Roman Roth (* 1980), Schauspieler
- Giorgos Theodoridis (* 1980), griechischer Fußballspieler
- Doron Wisotzky (* 1980), Drehbuchautor und Regisseur

#### 1981 bis 1990
- Bastian Bender (* 1981), Hörfunkmoderator
- Giuseppe Gemiti (* 1981), Fußballspieler

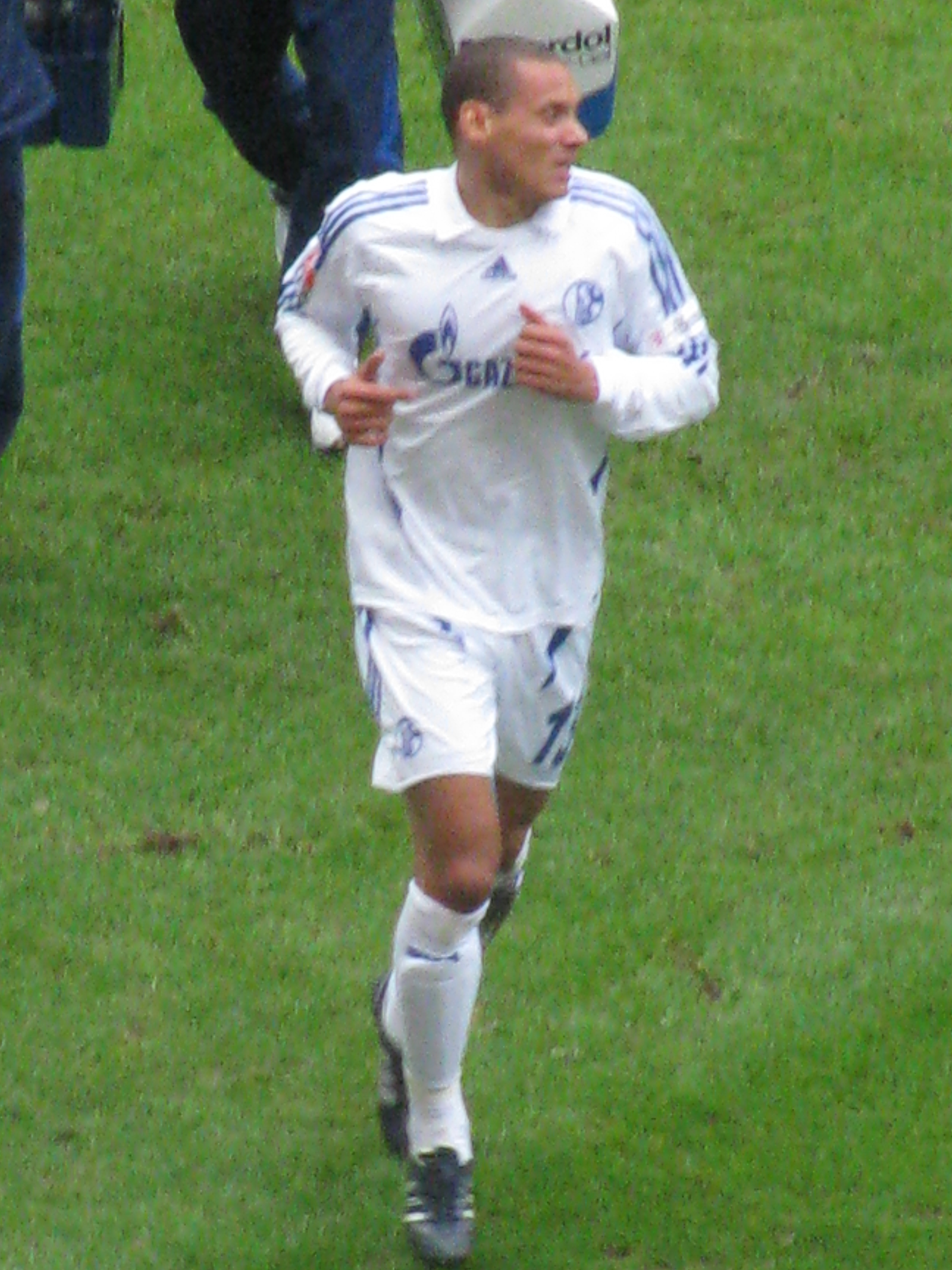
Jermaine Jones

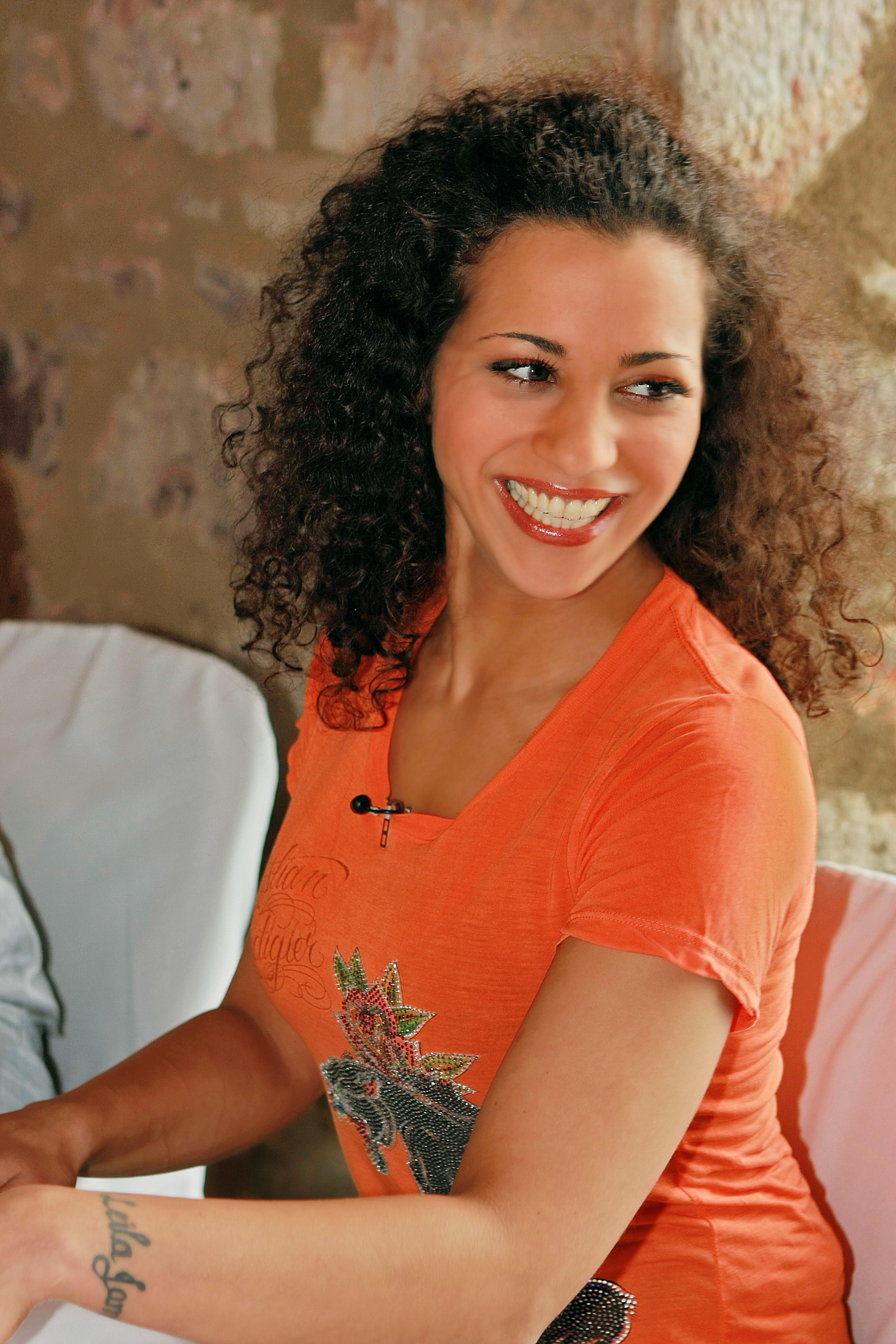
Nadja Benaissa

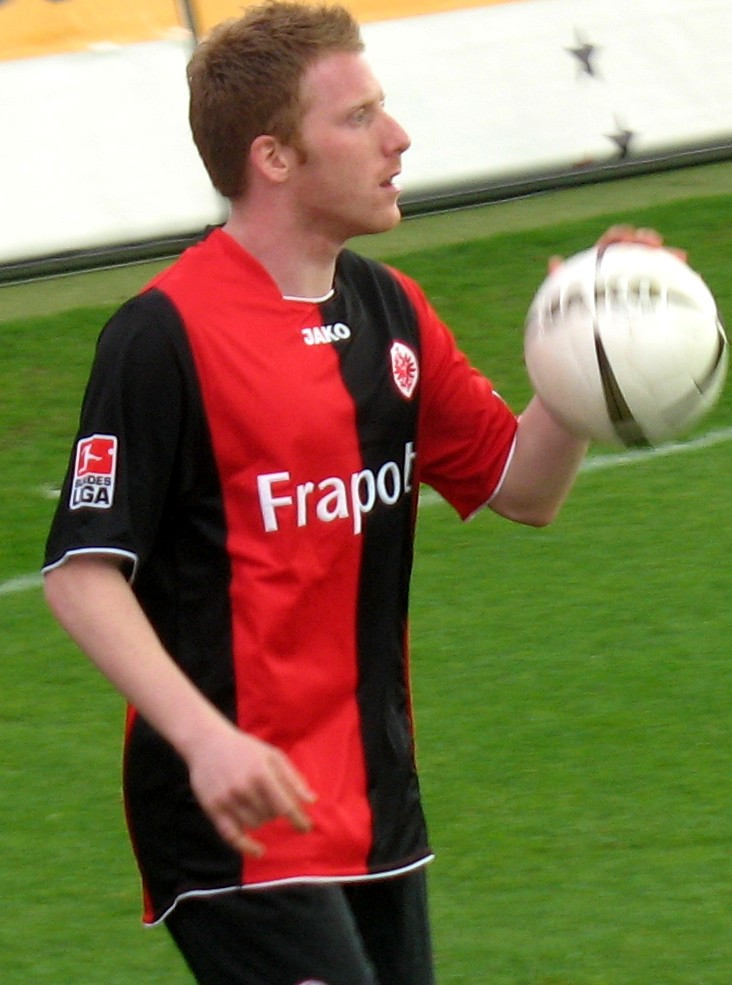
Patrick Ochs

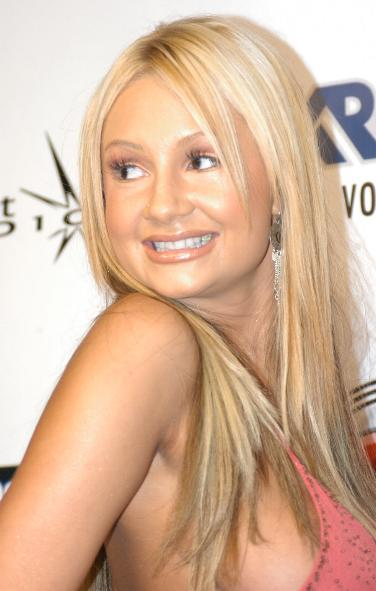
Amy Ried

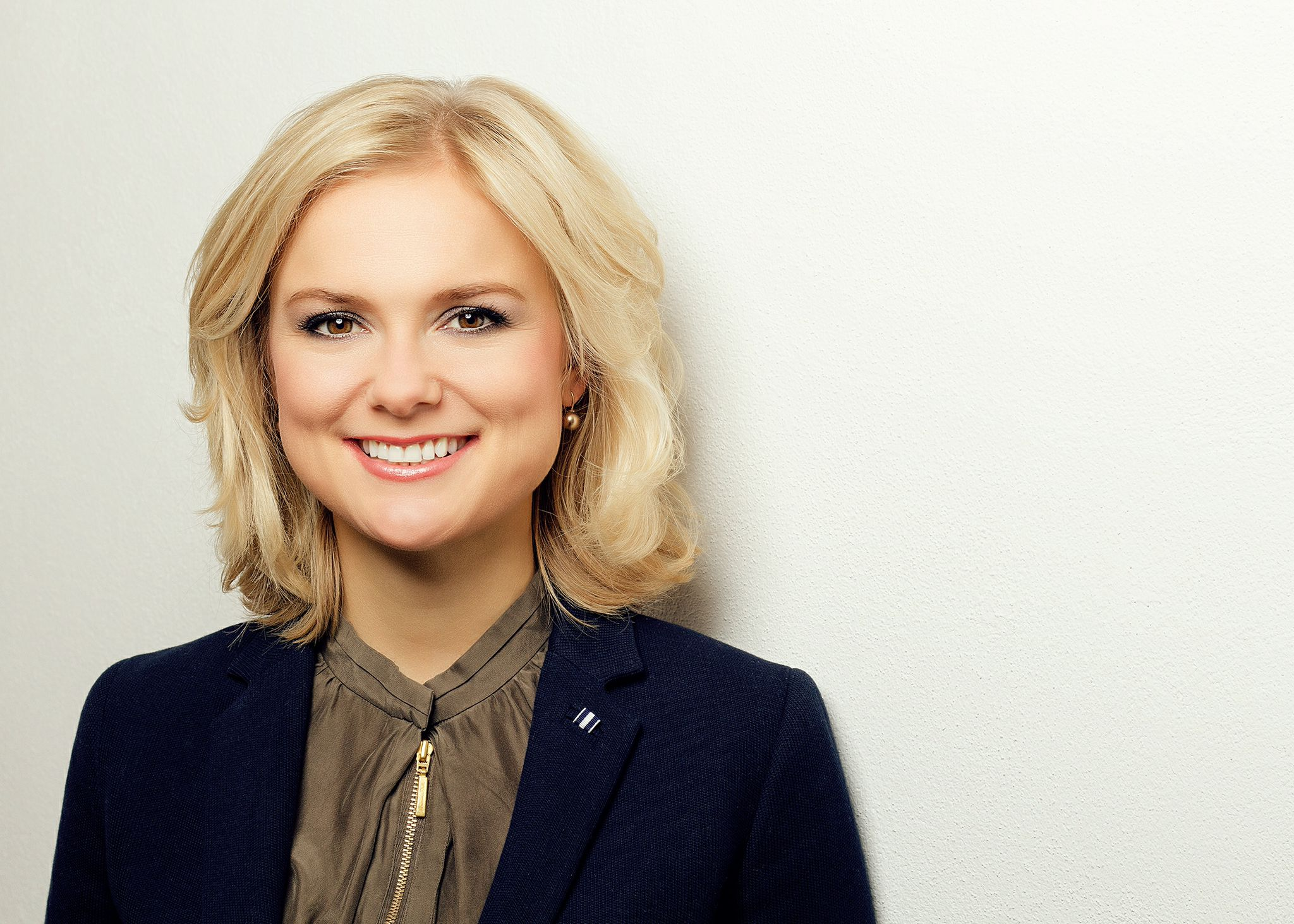
Angela van Brakel

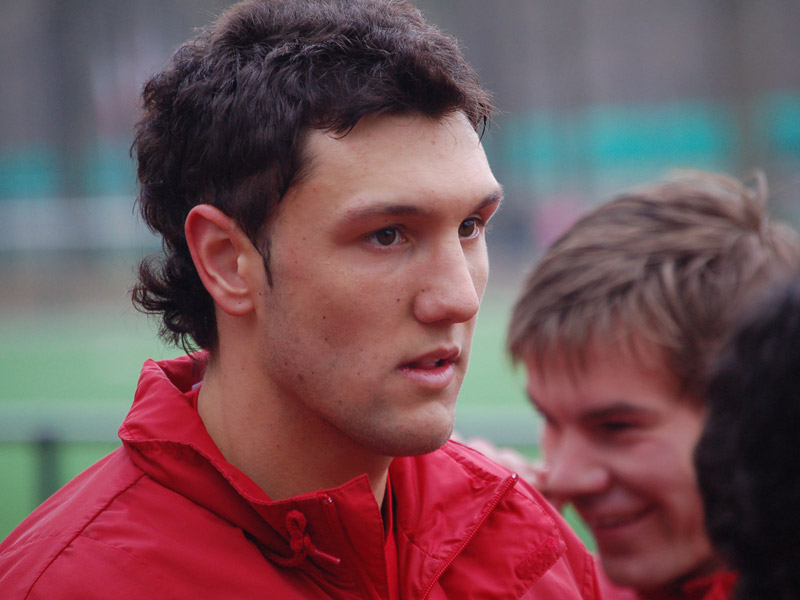
Kevin Pezzoni

- Frederik Stefan Herzberg (* 1981), Wirtschaftsmathematiker, Hochschullehrer
- Jermaine Jones (* 1981), deutsch-US-amerikanischer Fußballspieler
- Andreas Jungherr (* 1981), Politik- und Kommunikationswissenschaftler
- Sebastian König (* 1981), Schauspieler
- Dennis Kraft (* 1981), Radrennfahrer
- Danijel Majić (* 1981), Journalist
- Hans-Christian Mick (* 1981), Politiker
- Moritz Mohr (* 1981), Filmregisseur
- Alexander Schäfer (* 1981), Schauspieler
- Matthias Schmidt (* 1981), Koch
- Jan Schneider (* 1981), Politiker
- Valeska Klett (* 1981), Künstlername Valezka, R&B-Sängerin
- Maximilian Abel (* 1982), Tennisspieler
- Saskia Bartusiak (* 1982), Fußballspielerin
- Matthias Becker (* 1982), evangelischer Theologe
- Nadja Benaissa (* 1982), R&B- und Popsängerin
- Fouad Brighache (* 1982), deutsch-marokkanischer Fußballspieler
- Eevie Demirtel (* 1982), Roman- und Fantasy-Schriftstellerin
- Friederike Hofmann (* 1982), Journalistin
- Erol Huseinćehaj (* 1982), Künstlername Celo, Rapper
- Marijana Marković (* 1982), Degenfechterin
- Juan Carlos Nevado (* 1982), Feldhockeyspieler
- RaMell Ross (* 1982), US-amerikanischer Filmemacher, Fotograf und Hochschullehrer
- Matthias Schmidt (* 1982), Künstlername Moloch, Schauspieler
- Nina Stahr (* 1982), Politikerin, Mitglied des Deutschen Bundestages
- Martin Standke (* ≈1982), Jazzmusiker
- Benjamin Bieneck (* 1983), Journalist und Fernsehmoderator
- Sascha-Ramy Nour (* 1983), Künstlername Hanybal, Rapper
- Cyril Descours (* 1983), französischer Kino-, Fernseh- und Theater-Schauspieler
- Christoph Humnig (* 1983), Schauspieler, Sänger und Songwriter
- Moritz Kerz (* 1983), Mathematiker und Hochschullehrer
- Patric Klandt (* 1983), Fußballtorhüter
- Sepp Klein (* 1983), Schauspieler
- Sarah Kortmann (* 1983), Schauspielerin und Theaterregisseurin
- Felix Kröcher (* 1983), Techno-DJ
- Alexander Nachama (* 1983), Rabbiner und Kantor
- Leoni Kristin Oeffinger (* 1983), Sängerin und Musicaldarstellerin sowie Synchronsprecherin
- Leif Randt (* 1983), Autor
- Earl Jerrod Rowland (* 1983), US-amerikanischer Basketballspieler
- Madeleine Sandig (* 1983), Radrennfahrerin
- Jennifer Sieglar (* 1983), Fernsehmoderatorin und Autorin
- Florian Soyka (* 1983), Musicaldarsteller
- Raoul Voss (* 1983), Fußballspieler
- Leon Taylor (* 1983), Sänger
- Pia Eidmann (* 1984), Feldhockeyspielerin
- Max Linz (* 1984), Filmregisseur und Dozent
- Patrick Ochs (* 1984), Fußballspieler
- Julian Prégardien (* 1984), Sänger
- Christoph Schnurr (* 1984), Politiker
- Madita Spee (* 1984), Fußballspielerin
- Genaro Strobel (* 1984), bildender Künstler
- Mimoun Alaoui (* 1985), Künstlername Dú Maroc, Rapper
- Taylan Burcu (* 1985), Politiker
- Max Clouth (* 1985), Jazzmusiker
- J. Cole (* 1985), US-amerikanischer Rapper und Produzent
- Fikri El Haj Ali (* 1985), Fußballspieler
- Jan Feser (* 1985), Politiker (AfD)
- Christian Kum (* 1985), deutsch-niederländischer Fußballspieler
- Julia Nestle (* 1985), Moderatorin
- Amy Ried (* 1985), US-amerikanische Pornodarstellerin
- Tim Roth (* 1985), deutsch-britischer Jazzmusiker
- Sophie Thun (* 1985), deutsch-polnische Künstlerin
- Dennis Alt (* 1986), Maskenbildner
- Paula Birnbaum (* 1986), Schauspielerin
- Angela van Brakel, geborene Knäble (* 1986), Fernsehmoderatorin und Reporterin
- Mounir Chaftar (* 1986), Fußballspieler
- Jonas Grüter (* 1986), Fußballspieler
- Tim Kister (* 1986), Fußballspieler
- Peter Klohmann (* 1986), Jazzmusiker
- Moritz Müller (* 1986), Eishockeyspieler
- Verena Schäffer (* 1986), Politikerin
- Abderrahim el Ommali (* 1987), Künstlername Abdi, Rapper
- Florian Bartholomäi (* 1987), Schauspieler
- Maximilian Götzinger (* 1987), Biathlet
- Manuel Menzel (* 1987), Fußballspieler
- Tim Pütz (* 1987), Tennisspieler
- Raphaela Rose (* 1987), Kostümbildnerin
- Jan-André Sievers (* 1987), Fußballspieler
- Anina Abt-Stein (* 1988), Schauspielerin
- Uğur Albayrak (* 1988), türkischer Fußballspieler
- Niklas Andersen (* 1988), Fußballspieler
- Lisa Bund (* 1988), Sängerin
- Isang David Enders (* 1988), Cellist
- Elea Geissler (* 1988), Schauspielerin
- Anina Haghani (* 1988), Schauspielerin
- Kristina Hartmann (* 1988), Radiomoderatorin und Wetterredakteurin
- Stefan Hickl (* 1988), Fußballspieler
- Timm Klose (* 1988), deutsch-schweizerischer Fußballspieler
- Felix Kosok (* 1988), Grafikdesigner und Designwissenschaftler
- Jasmin Schreiber (* 1988), Autorin
- Wanita Tan (* 1988), Pornodarstellerin
- Björn Thurau (* 1988), Radrennfahrer
- Damian Freiherr von Boeselager (* 1988), Unternehmensberater und Politiker
- Richard Weil (* 1988), Fußballspieler
- Semih Aydilek (* 1989), deutsch-türkischer Fußballspieler
- Kai Barth (* 1989), Basketballspieler
- Saba Bolaghi (* 1989), Ringer
- Kornelius Eich (* 1989), Theaterregisseur
- Jeff Locke (* 1989), American-Football-Spieler
- Denis Mangafic (* 1989), Fußballspieler
- Luka Odak (* 1989), Fußballspieler
- Kevin Pezzoni (* 1989), Fußballspieler
- Michael Pohl (* 1989), Leichtathlet, Sprinter
- Ruben Spoden (* 1989), Basketballspieler
- Marcel Titsch-Rivero (* 1989), Fußballspieler
- Berkay Dabanlı (* 1990), Fußballspieler
- Timothy Chandler (* 1990), deutsch-US-amerikanischer Fußballspieler
- Tobias Diakow (* 1990), Schauspieler und Synchronsprecher
- Steffen Fäth (* 1990), Handballspieler
- Jan Kirchhoff (* 1990), Fußballspieler
- Julia Turkali (* 1990), Schauspielerin
- Moritz Wesp (* 1990), Jazzmusiker und Komponist

#### 1991 bis 2000
- Filmore Beck (* 1991), Basketballspieler
- Daniel Döringer (* 1991), Fußballspieler
- Mario Fernandes (* 1991), Handballspieler
- Hanan Hamdi (* 1991), Künstlername Namika, Sängerin und Rapperin
- Daniel Henrich (* 1991), Fußballspieler
- Benedikt Nicolay (* 1991), Basketballspieler
- Noyan Öz (* 1991), Fußballspieler
- Sharon Sinclair (* 1991), Squashspielerin
- Valerie Sternberg-Irvani (* 1991), Politikerin
- Alexander Wieczerzak (* 1991), Judoka
- Manuel Zschunke (* 1991), Schauspieler
- Leon Bunn (* 1992), Boxer
- Kaya Diehl (* 1992), Handballspielerin
- Daniel Dziwniel (* 1992), deutsch-polnischer Fußballspieler
- Max Ehmer (* 1992), Fußballspieler
- Wal Fall (* 1992), Fußballspieler
- Antonia Jungwirth (* 1992), Schauspielerin
- Kristiana Roemer (* 1992), Jazzsängerin
- Maximilian Shaikh-Yousef (* 1992), Jazzmusiker
- Rosa Thormeyer (* 1992), Schauspielerin und Hörspielsprecherin
- Markus Hofmeier (* 1993), Fußballspieler
- Timothy Raschdorf (* 1993), Schauspieler
- Markus Ballmert (* 1993), Fußballspieler
- Damian Roßbach (* 1993), Fußballspieler
- Ahmed Azaouagh (* 1994), Fußballspieler
- Emre Can (* 1994), Fußballspieler
- Silvana Chojnowski (* 1994), Fußballspielerin
- Besar Halimi (* 1994), deutsch-kosovarischer Fußballspieler
- Marcel Kaffenberger (* 1994), Fußballspieler
- Benjamin Kirchhoff (* 1994), Fußballspieler
- Malik Müller (* 1994), Basketballspieler
- Emre Nefiz (* 1994), deutsch-türkischer Fußballspieler
- Jan Philipp (* 1994), Jazzmusiker
- Patrick Schorr (* 1994), Fußballspieler
- Dominique Uhl (* 1994), Basketballspieler
- Niklas Zulciak (* 1994), Fußballspieler
- Joel Gerezgiher (* 1995), Fußballspieler
- Selina Kriechbaum (* 1995), Model und Schönheitskönigin
- Özgür Özdemir (* 1995), deutsch-türkischer Fußballspieler
- Timo Schlag (* 1995), Volleyballspieler
- Sebastiano Schweitzer (* 1995), Fernsehmoderator
- Niklas Süle (* 1995), Fußballspieler
- Ivana Vanjak (* 1995), deutsch-kroatische Volleyballspielerin
- Jonas Bokeloh (* 1996), Radsportler
- Melissa Breitenbach (* 1996), Schauspielerin und Synchronsprecherin
- Leon Hammel (* 1996), Fußballspieler
- Bonita Lubliner (* 1996), Schauspielerin
- Lukas Watkowiak (* 1996), Fußballtorhüter
- Mateo Andačić (* 1997), deutsch-kroatischer Fußballspieler
- Lukas Gottwalt (* 1997), Fußballspieler
- Maja Hieke (* 1997), Schauspielerin
- Onur Ünlüçifçi (* 1997), Fußballspieler
- Ragnar Ache (* 1998), Fußballspieler
- Aymen Barkok (* 1998), marokkanisch-deutscher Fußballspieler
- Patrick Büchting (* 1998), Filmregisseur, Filmproduzent und Drehbuchautor
- Mohamed Morabet (* 1998), Fußballspieler
- Katharina Stolla (* 1998), Politikerin
- Henok Teklab (* 1998), Fußballspieler
- Younes Zarou (* 1998), Webvideoproduzent und Influencer
- Noah Schmitt (* 1999), Fußballspieler
- Sarah Voss (* 1999), Kunstturnerin
- Schubi AKpella (* 2000), Rapper
- Rasim Bulić (* 2000), Fußballspieler
- Tobias Stirl (* 2000), Fußballspieler

### 21. Jahrhundert

#### Ab 2001
- Marco Boras (* 2001), kroatischer Fußballspieler
- Robert Voloder (* 2001), Fußballspieler
- Andu Kelati (* 2002), deutsch-eritreischer Fußballspieler
- Tim Lemperle (* 2002), Fußballspieler
- Pau Babot (* 2003), andorranisch-deutscher Fußballspieler
- Marlon Roos Trujillo (* 2003), Fußballspieler
- Livan Burcu (* 2004), deutsch-türkischer Fußballspieler
- Kemal Eren (* 2004), Fußballspieler
- Elias Baum (* 2005), Fußballspieler
- Hennes Behrens (* 2005), Fußballspieler
- Fabian Schmutzler (* 2005), Dartspieler
- Othmane El Idrissi (* 2006), marokkanischer Fußballspieler

## Bekannte Einwohner von Frankfurt

### 8. bis 17. Jahrhundert

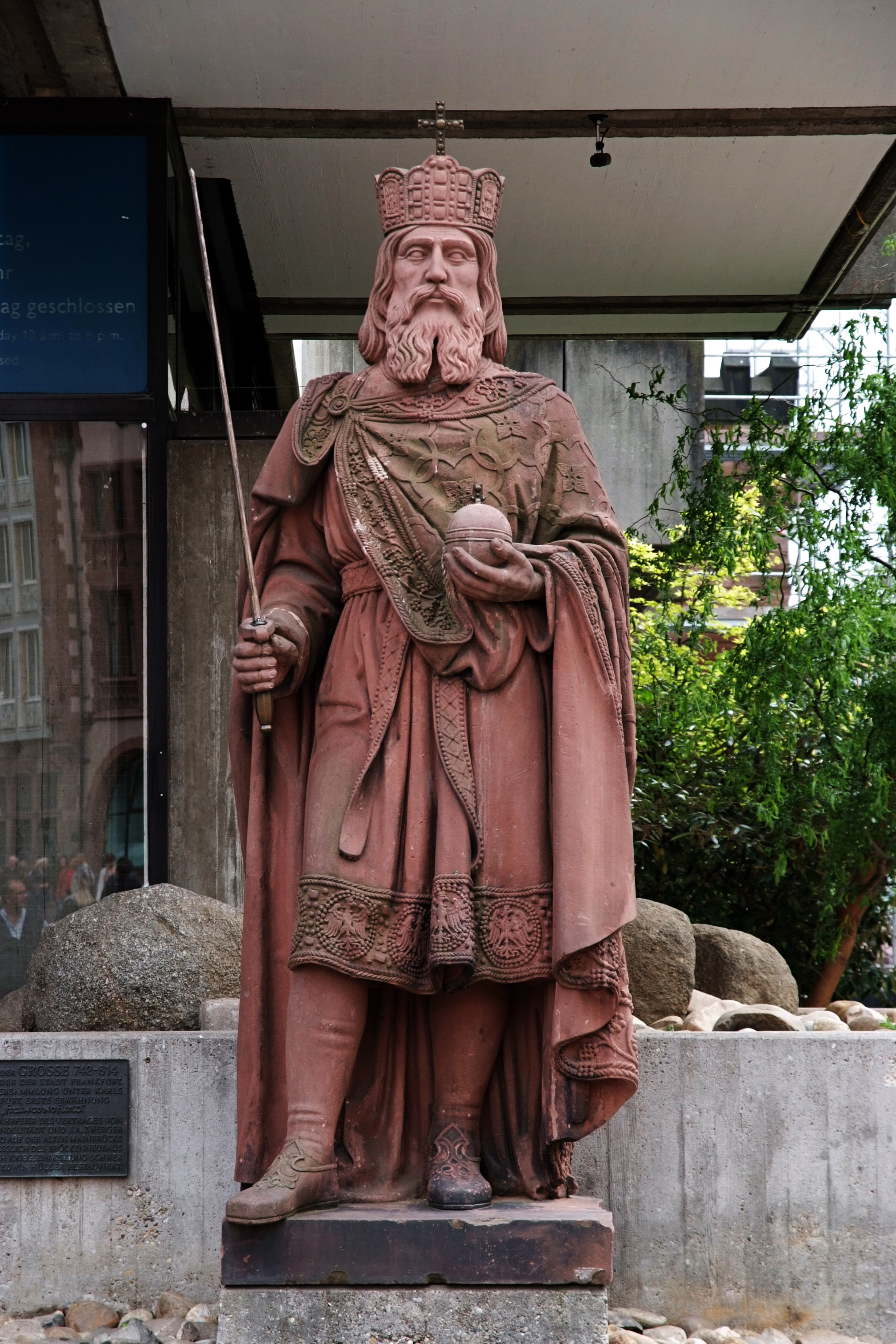
Karl der Große

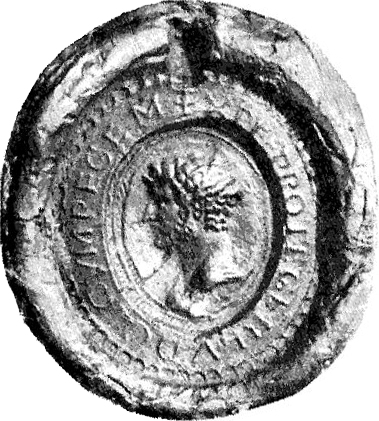
Ludwig der Deutsche

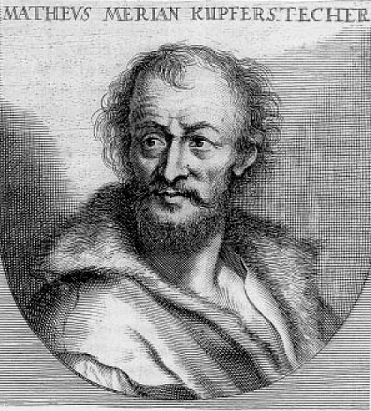
Matthäus Merian

- Karl der Große, * 2. April 748 in Prüm; † 28. Januar 814 in Aachen, hatte mehrere lange Aufenthalte in seiner Frankfurter Kaiserpfalz und gilt (zu Unrecht) als Gründer der Stadt. Der von einem Gegenpapst heiliggesprochene Kaiser ist einer der beiden Patrone des Frankfurter Doms.
- Fastrada, * um 765; † 10. August 794 in Frankfurt am Main, Königin der Franken, Karls vierte Ehefrau.
- Ludwig der Deutsche, * um 806; † 28. August 876 in Frankfurt am Main, Karls Enkel, König der Ostfranken, der nach der Reichsteilung 843 Frankfurt zu seiner Residenz machte.
- Ludwig III., * um 835; † 20. Januar 882 in Frankfurt am Main, Sohn Ludwigs des Deutschen, König des Ostfrankenreiches. Beide Ludwigs fanden ihre letzte Ruhestätte im nahegelegenen Kloster Lorsch
- Johann Steinwert von Soest, eigentlich Johann Grumelkut, * 1448 in Unna; † 2. Mai 1506 in Frankfurt am Main, Sänger und Dichter
- Dionysius Melander, * 1486 in Ulm; † 10. Juli 1561 in Kassel, Reformator, erster festangestellter reformierter Prediger der Stadt, 1525–1535 in Frankfurt
- Conrad Faber, * um 1490 vermutlich in Kreuznach; † 1553 in Frankfurt, Maler, Autor der ersten umfassenden Planes der Stadt (1552)
- Wilhelm Nesen, * 1492 in Nastätten; † 6. Juli 1524 in Wittenberg, Humanist und Pädagoge, Gründungsrektor der ersten Frankfurter Lateinschule, Freund Luthers. Lebte 1519 bis 1523 in Frankfurt
- Conrad von Hanstein * um 1500 in Bornhagen, Burg Hanstein; † 23. März 1553 vermutlich in Mainz, kaiserlicher Offizier, Verteidiger von Frankfurt, 1552
- Christian Egenolff'; * 26. Juli 1502 in Hadamar; † 9. Februar 1555 in Frankfurt, Buchdrucker und Verleger, Protagonisn der Reformation in Frankfurt
- Jakob Micyllus, * 6. April 1503 in Straßburg; † 28. Januar 1558 in Heidelberg, Humanist und Pädagoge, Leiter der städtischen Lateinschule, 1524–1547 in Frankfurt
- Adam Lonitzer, * 10. Oktober 1528 in Marburg; † 29. Mai 1586 in Frankfurt am Main, ab 1545 in Frankfurt, Arzt und Naturforscher
- Giordano Bruno, * 1548 in Nola (Italien); † 17. Februar 1600 in Rom, Philosoph und Dichter, nahm 1590 Wohnsitz in Frankfurt am Main, wurde aber bereits acht Monate später der Stadt verwiesen
- Johann von den Birghden, * 7. August 1582 in Aachen; † 4. März 1645 in Frankfurt am Main, Postmeister und Organisator der Kaiserlichen Reichspost und der Königlich-Schwedischen Post, Begründer der ersten deutschen Postzeitung
- Matthäus Merian d. Ä., * 22. September 1593 in Basel; † 19. Juni 1650 in Bad Schwalbach, seit 1616 in Frankfurt am Main, Kupferstecher und Verleger, zahlreiche berühmte Stadtansichten
- Johann Schröder, * 1600 in Salzuflen; † 1664 in Frankfurt am Main, Stadtarzt (Physikus primarius) in Frankfurt, Autor eines deutschlandweit verbreiteten Arzneibuches Artzney-Schatz
- Johann Wolfgang Textor der Ältere, * 20. Januar 1638 in Neuenstein; † 27. Dezember 1701 in Frankfurt am Main, deutscher Jurist und Archivar, Ururgroßvater Goethes
- Abraham Drach, * vor 1630; † 14. August 1687 in Frankfurt am Main, deutsch-jüdischer Geschäftsmann und Gemeindevorsteher
- Isaak Kann, * 1638; † 1701 in Frankfurt am Main, deutsch-jüdischer Geschäftsmann und Bankier
- Johann Friedrich Starck, * 10. Oktober 1680 in Hildesheim; † 17. Juli 1756 in Frankfurt am Main, Theologe und Schriftsteller, ab 1706 in Frankfurt, Großonkel Goethes
- Georg Philipp Telemann, * 14. März 1681 in Magdeburg; † 25. Juni 1767 in Hamburg, Barock-Komponist, 1712–1721 in Frankfurt als Kapellmeister
- Johann Philipp Burggrave, * 1. September 1700 in Darmstadt; † 5. Juni 1775 in Frankfurt am Main, erster ausübender Arzt von Frankfurt, Hausarzt der Familie Goethe

### 18. Jahrhundert

Arthur Schopenhauer

- Johann Philipp Bethmann, * 30. November 1715 in Nassau (Lahn); † 27. November 1793 in Frankfurt am Main, Bankier, Gründer der Bethmann-Bank
- Simon Moritz Bethmann, * 6. Oktober 1721 in Nassau (Lahn); † 1782 in Frankfurt am Main, Bankier und Mäzen
- Franz Maria Schweitzer, * 27. Oktober 1722 in Verona, Italien; † 16. Dezember 1812 in Frankfurt; Frankfurter Handelsherr und Bankier, Epitaph im Dom
- Georg Joachim Zollikofer, * 5. August 1730 in St. Gallen; † 22. Januar 1788 in Leipzig, Theologe und Komponist, besuchte in Frankfurt das Gymnasium
- Johann Christoph Jäger,  * 1. März 1740 in Nürnberg; † 1816 in Frankfurt am Main, war geschworener und Garnisons-Wundarzt in Frankfurt
- Anton Joseph von Brentano-Cimaroli, * 13. November 1741 in Genua; † 20. Januar 1793 in Frankfurt; österreichischer Generalmajor, starb in Frankfurt und ist im Dom begraben
- Friedrich Haeffner, * 2. März 1759 in Oberschönau; † 28. Mai 1833 in Uppsala, Komponist und Dirigent, wirkte 1778–1780 in Frankfurt
- Lothar Franz Marx, * 19. November 1764 in Mainz; † 22. Oktober 1831 in Frankfurt am Main, römisch-katholischer Theologe, Scholaster am Liebfrauenstift, Kirchendirektor und Aufseher über das Armenwesen in Frankfurt
- Karl Wenzel, * 25. April 1769 in Mainz; † 19. Oktober 1827 in Frankfurt am Main, städtischer Geburtshelfer, Dalbergs Leibarzt, Professor der Medizin
- Clemens Brentano, * 9. September 1778 in Ehrenbreitstein bei Koblenz; † 28. Juli 1842 in Aschaffenburg, Schriftsteller, wuchs in Frankfurt auf
- Karoline von Günderrode, * 11. Februar 1780 in Karlsruhe; † 26. Juli 1806 in Winkel (Rheingau), Schriftstellerin, seit 1797 in Frankfurt
- Simon Heinrich Adolf Herling, * 13. Oktober 1780 in Detmold; † 1. April 1849 in Frankfurt, Grammatiker und Philologe, ab 1804 in Frankfurt, Professor am Gymnasium und Lyceum Carolinum, Mitgründer des Frankfurter Gelehrtenvereins für deutsche Sprache
- Arthur Schopenhauer, * 22. Februar 1788 in Stutthof bei Danzig; † 21. September 1860 in Frankfurt am Main, ab 1833 in Frankfurt, Philosoph

### 19. Jahrhundert

#### 1801 bis 1850

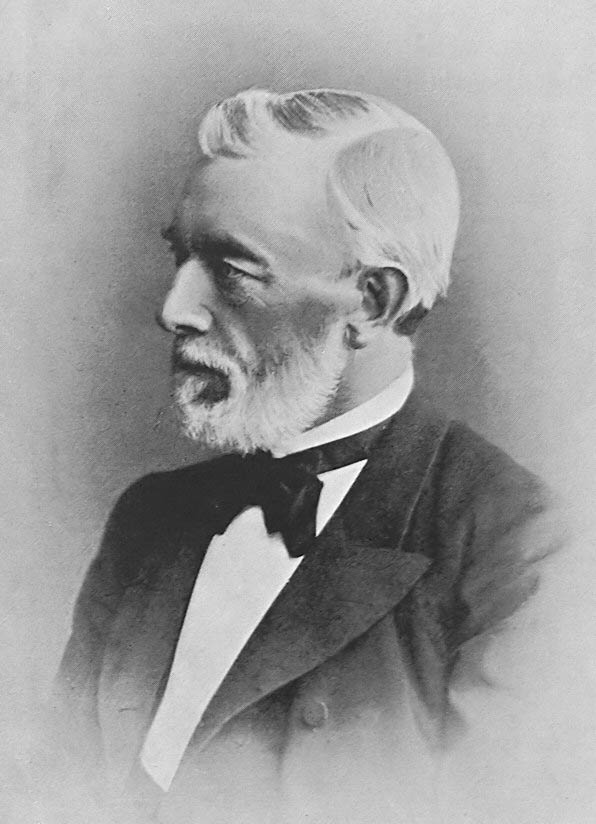
Johannes von Miquel

Franz Adickes

- Rudolf Christian Böttger, * 28. April 1806 in Aschersleben; † 29. April 1881 in Frankfurt am Main, ab 1835 am Physikalischen Verein in Frankfurt, Chemiker und Physiker
- Tycho Mommsen, * 23. Juni 1819 in Garding; † 3. Dezember 1900 in Frankfurt am Main, Schriftsteller und Gymnasialdirektor, ab 1864 in Frankfurt
- Benedikt Widmann, * 5. März 1820 in Bräunlingen; † 4. März 1910 in Frankfurt am Main, Musikpädagoge, Schuldirektor, Musikschriftsteller und Komponist
- Franz Josef Denzinger, * 24. Februar 1821 in Lüttich; † 14. Februar 1894 in Nürnberg, Dombaumeister, leitete den Wiederaufbau des Kaiserdoms nach dem Brand 1867, lebte 1869–1885 in Frankfurt
- Joachim Raff, * 27. Mai 1822 in Lachen; † 24. Juni 1882 in Frankfurt am Main, Komponist und Musikpädagoge, ab 1878 erster Direktor des Hoch’schen Konservatoriums.
- Guido Weiss, * 18. August 1822 in Neumarkt/Schlesien; † 15. Januar 1899 in Frankfurt am Main, Mediziner, Publizist und Politiker
- Konrad Duden, * 3. Januar 1829 in Lackhausen; † 1. August 1911 in Sonnenberg, Gymnasiallehrer, Philologe und Lexikograf, mit dem nach ihm benannten Rechtschreibwörterbuch beeinflusste er maßgeblich die Entwicklung einer einheitlichen Rechtschreibung im deutschen Sprachraum
- Johannes von Miquel, * 21. Februar 1829 in Neuenhaus; † 8. September 1901 in Frankfurt am Main, Oberbürgermeister (1880–1890), preußischer Finanzminister
- Hermann Presber, * 9. Dezember 1830 in Rüdesheim am Rhein; † 3. März 1884 in Frankfurt am Main, Schriftsteller und Lehrer in Frankfurt, Leiter der Bürgerbibliothek
- Leopold Sonnemann (eigentlich Saul ), * 29. Oktober 1831 in Höchberg; † 30. Oktober 1909 in Frankfurt am Main, Journalist, Gründer (1856) der Frankfurter Zeitung und Reichstagsabgeordneter
- Julius Pfungst, * 15. Oktober 1834 in Darmstadt; † 1899 in Frankfurt am Main, Unternehmer, Gründer der Naxos-Union
- Bernhard Scholz, * 30. März 1835 in Mainz; † 26. Dezember 1916 in München, Komponist und Musikpädagoge, 1883–1908 Direktor des Hoch’schen Konservatoriums.
- Charles Hallgarten, * 18. November 1838 in Mainz; † 19. April 1908 in Frankfurt am Main, Bankier und Sozialreformer
- Josef Stern, * 11. März 1839 in Soest; † 16. Dezember 1902 in Frankfurt am Main, Leitartikler der Frankfurter Zeitung und 1882–1885 für Frankfurt Abgeordneter des preußischen Landtags
- Adolf Stoltze, * 10. Juni 1842 in Mainz; † 19. April 1933 in Frankfurt am Main, Journalist und Dichter, Sohn von Friedrich Stoltze
- Heinrich Theodor Schmidt, * 22. Januar 1843 in Usingen; † 19. Juli 1904 in Frankfurt am Main, Architekt zahlreicher Wohn- und Geschäftshäuser in Frankfurt
- Franz Adickes, * 19. Februar 1846 in Harsefeld; † 4. Februar 1915 in Frankfurt am Main, Oberbürgermeister (1890–1912)

#### 1851 bis 1900

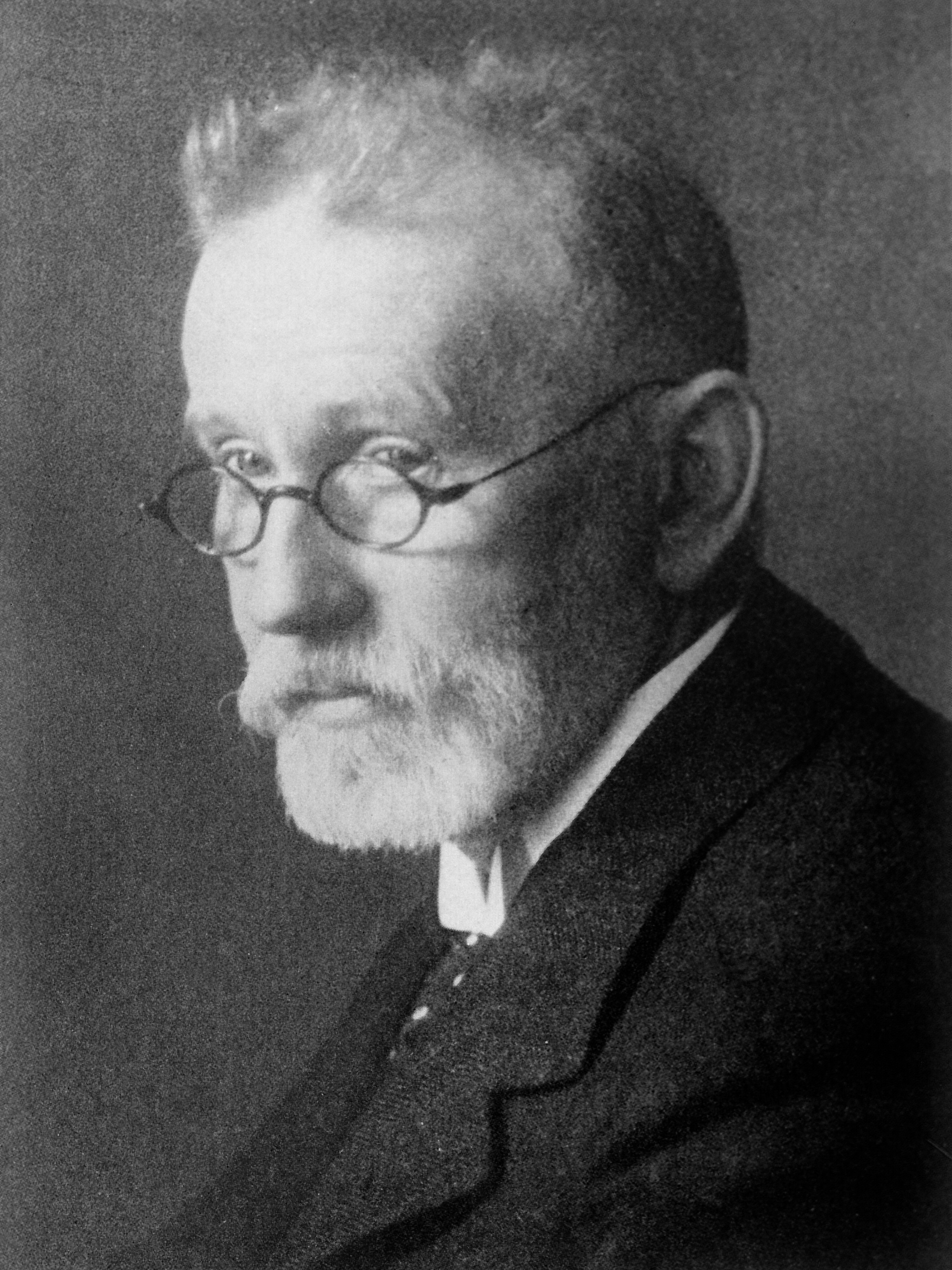
Paul Ehrlich

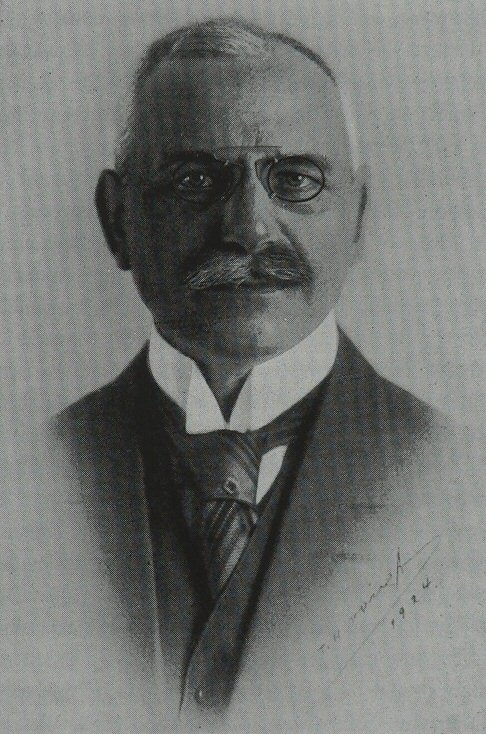
Georg Voigt

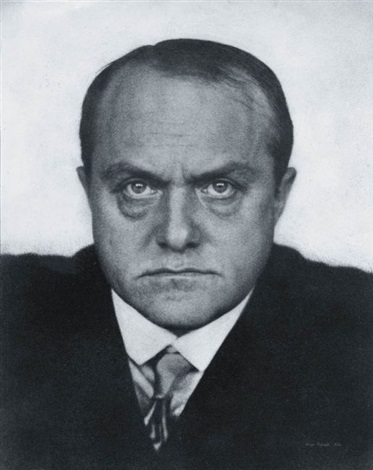
Max Beckmann

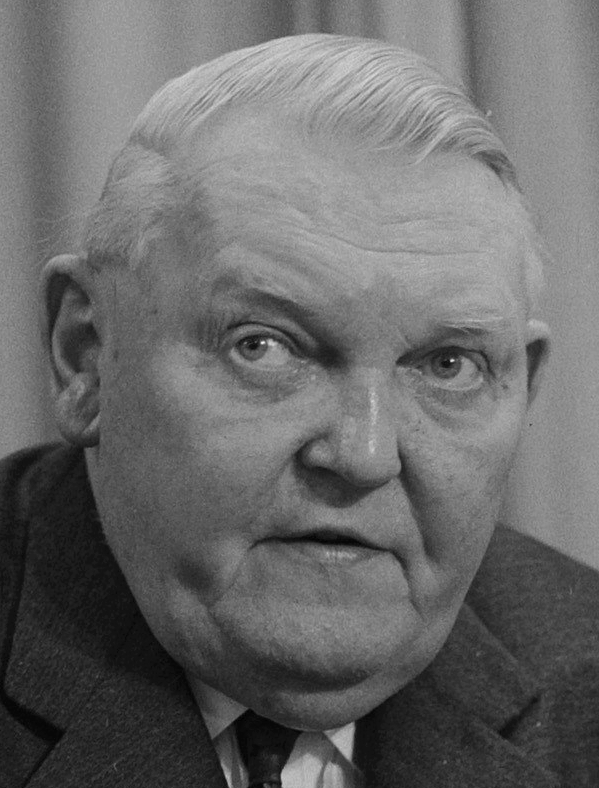
Ludwig Erhard

- Hans Wagner, * 18. September 1852 in Wittenberg; † 21. Juli 1940 in Frankfurt am Main, Vater der Philatelistentage
- Iwan Knorr, * 3. Januar 1853 in Mewe b. Marienwerder; † 22. Januar 1916 in Frankfurt am Main, Komponist und Musikpädagoge, ab 1908 Direktor des Hoch’schen Konservatoriums
- Paul Ehrlich, * 14. März 1854 in Strehlen; † 20. August 1915 in Bad Homburg, in Frankfurt 1899–1904 sowie ab 1914, Chemiker und Mediziner
- Zachary Hochschild, * 16. Mai 1854 in Biblis; gest. 6. November 1912 in München, Kaufmann, Vorstand der Metallgesellschaft AG, der Metallurgischen Gesellschaft AG und Aufsichtsrat der Berg- und Metallbank AG, Bauherr des Landhauses Die Höhe in Eppenhain (Taunus), Mäzen der Königlichen Universität Frankfurt und des Naturmuseums der Senckenberg Gesellschaft für Naturforschung
- Engelbert Humperdinck, * 1. September 1854 in Siegburg; † 27. September 1921 in Neustrelitz, 1890–1900 am Frankfurter Hoch’schen Konservatorium, Komponist (Hänsel und Gretel, Ein Männlein steht im Walde)
- Sophie König, * 4. November 1854 in Pest; † 19. August 1943 in Frankfurt am Main, eine deutsche Sängerin und Schauspielerin jüdischen Glaubens
- Bertha Pappenheim, * 27. Februar 1859 in Wien; † 28. Mai 1936 in Neu-Isenburg, jüdische Frauenrechtlerin, als Anna O. Studienobjekt Sigmund Freuds
- Henriette Fürth, * 15. August 1861 in Gießen; † 1. Juni 1938 in Bad Ems, Frauenrechtlerin
- Adolf Bartels, * 15. November 1862 in Wesselburen; † 7. März 1945 in Weimar, 1889–1890 und 1892–1895 Redakteur der Didaskalia, der belletristischen Beilage zum Frankfurter Journal, später Schriftsteller und Literaturhistoriker
- Alois Alzheimer, * 14. Juni 1864 in Marktbreit (Unterfranken); † 19. Dezember 1915 in Breslau, Psychiater und Neuropathologe („Alzheimersche Krankheit“)
- Georg Voigt, * 16. September 1866 bei Danzig; † 13. April 1927 in Marburg, Oberbürgermeister (1912–1924)
- Waldemar von Baußnern, * 29. November 1866 in Berlin; † 20. August 1931 in Potsdam, Komponist und Musikpädagoge, 1916–1923 Direktor des Hoch’schen Konservatoriums.
- Gustav Schraegle, * 29. März 1867 in Bürgel; † 3. Oktober 1925 in Frankfurt am Main, Maler
- Richard Wachsmuth, * 21. März 1868 in Marburg; † 1. Januar 1941 in Icking, Physiker, Gründungsrektor der Frankfurter Universität. Lebte von 1907 bis 1932 in Frankfurt.
- Ludwig Landmann, * 18. Mai 1868 in Mannheim; † 5. März 1945 in einem Versteck in den Niederlanden, Oberbürgermeister (1924–1933, DDP)
- Hans Pfitzner, * 5. Mai 1869 in Moskau; † 22. Mai 1949 in Salzburg, Komponist und Dirigent, 1872–1892 in Frankfurt wohnhaft, studierte 1886–1890 am Hoch’schen Konservatorium.
- Otto zur Strassen, * 9. Mai 1869 in Berlin; † 21. April 1961 in Oberstedten, erster Ordinarius für Zoologie an der Universität Frankfurt (1914–1937), Rektor der Universität 1922/23, Direktor des Senckenberg-Museums, Frankfurt (1909–1934).
- Josef Zimmermann, * 23. November 1871 in Hirrlingen; † 26. Januar 1929 in Frankfurt am Main, Politiker der SPD, Landrat im Landkreis Höchst, Stadtverordneter und Polizeipräsident von Frankfurt am Main.
- Fritz Boehle, * 7. Februar 1873 in Emmendingen; † 20. Oktober 1916 in Frankfurt am Main, lebte ab seinem ersten Lebensjahr in der Stadt, Maler, Grafiker und Bildhauer (u. a. Schreitender Stier im Günthersburgpark).
- Julius Höxter, * 4. Februar 1873 in Treysa; † 5. April 1944 in England, Pädagoge und Schriftsteller jüdischen Glaubens, langjähriger Lehrer an der Religionsschule der Israelitischen Gemeinde, dem Goethe-Gymnasium und dem Wöhler-Realgymnasium, Vorsteher der Westendsynagoge, emigrierte 1939 nach England.
- Georg Bernhard Liebig, *  17. März 1873 in Wernersdorf (Schlesien); † 1937 in Frankfurt am Main, seit 1893 in Frankfurt, war Maler, Radierer und Exlibris-Künstler
- Hugo Sinzheimer, geboren am 12. April 1875 in Worms; gestorben am 16. September 1945 in Bloemendaal-Overveen, Niederlande; Rechtswissenschaftler und sozialdemokratischer Politiker (Vater des Arbeitsrechts in Deutschland)
- Richard Weil, * 28. April 1875 in Ingenheim (Pfalz); † 1917, seit etwa 1903 in Frankfurt am Main, Apotheker und Firmengründer (Endopharm Frankfurter Arzneimittelfabrik, Grünstraße)
- Carl Oskar Ursinus, * 11. März 1878 in Weißenfels; † 7. Juli 1952 in Frankfurt am Main, Ingenieur und Luftfahrtpionier
- Franz Roeckle, * 15. Dezember 1879 in Vaduz, Liechtenstein; † 1953 in Vaduz, ab 1908 in Frankfurt, Architekt (Vertreter des Neuen Frankfurt)
- Paul Grosser, * 4. Februar 1880 in Berlin; † 7. Februar 1934 in Saint-Germain-en-Laye, von 1908 bis 1933 in Frankfurt, Oberarzt an der Kinderklinik des Städtischen Krankenhauses, Klinikdirektor des Böttgerheims und des Clementine Kinderhospitals, Medizinwissenschaftler, Vater des Politikwissenschaftlers und Publizisten Alfred Grosser
- Amalie Emmy Noether, * 23. März 1882 in Erlangen, Königreich Bayern; † 14. April 1935 in Bryn Mawr, Pennsylvania, Mathematikerin, Professorin in Frankfurt
- Georg Salzberger, * 23. Dezember 1882 in Culm; † 19. Dezember 1975 in London, von 1910 bis 1937 Rabbiner der liberalen Westend-Synagoge in Frankfurt, 1928 Präsident der Frankfurter Loge des B’nai B’rith
- Max Beckmann, * 12. Februar 1884 in Leipzig; † 27. Dezember 1950 in New York, Maler, Graphiker und Bildhauer, Professor an der Städelschule von 1925 bis 1933
- Eugen Lacroix * 26. Januar 1886 in Altdorf; † 3. September 1964 in Frankfurt am Main, Koch und Unternehmer Lacroix-Suppen in Niederrad
- Paul Wolff, * 19. Februar 1887 in Mülhausen; † 10. April 1951 in Frankfurt am Main, Fotograf und ein Pionier auf dem Gebiet der Kleinbildfotografie
- Magda Spiegel, * 3. November 1887 in Prag; † 1944 in Auschwitz (ermordet), 1917 bis 1942 (Deportierung ins KZ Theresienstadt) in Frankfurt, Opernsängerin
- Albert Steigenberger, * 3. November 1889 in Deggendorf; † 19. Oktober 1958 in Frankfurt, Hotelier
- Oswald von Nell-Breuning, * 8. März 1890 in Trier; † 21. August 1991 in Frankfurt am Main, Theologe und Nationalökonom
- Charlotte Landé, * 25. Mai 1890 in Elberfeld (heute zu Wuppertal); † 19. September 1977 in Oberursel (Taunus), Stadtärztin von Frankfurt am Main (1926–1933) und (sozial-)medizinische Autorin
- Wilhelm Hollbach, * 20. Dezember 1893 in Aachen; † 1962, durch die US-Amerikaner eingesetzter temporary lordmayor für den Zeitraum 28. März bis 4. Juli 1945
- Friedrich Krebs, * 9. Mai 1894 in Germersheim; † 6. Mai 1961 in Frankfurt am Main, Rechtsanwalt, Politiker der NSDAP und in der Zeit des Nationalsozialismus Oberbürgermeister
- Rudolf Thiel, * 13. November 1894 in Berlin; † 7. September 1967 in Frankfurt am Main, Mediziner und Hochschulprofessor
- Max Horkheimer, * 14. Februar 1895 in Zuffenhausen (heute Stuttgart); † 7. Juli 1973 in Nürnberg, 1922–1933 sowie ab 1949 in Frankfurt, Philosoph und Soziologe (Frankfurter Schule)
- Franz Bronstert, * 18. Februar 1895 in Dorsten; † 29. Oktober 1967 in Freudenberg (Baden), Ingenieur und Kunstmaler
- Paul Hindemith, * 16. November 1895 in Hanau; † 28. Dezember 1963 in Frankfurt am Main, seit 1905 in Frankfurt, studierte an Dr. Hoch’s Konservatorium, Komponist
- Margarete Schütte-Lihotzky, * 23. Januar 1897 in Wien; † 18. Januar 2000 in Wien, arbeitete ab 1926 am Hochbauamt der Stadt Frankfurt; entwarf für das Wohnbauprogramm der Stadt die Frankfurter Küche, die erste Einbauküche
- Ludwig Erhard, * 4. Februar 1897 in Fürth; † 5. Mai 1977 in Bonn, Bundeskanzler 1963–1966, studierte und promovierte in Frankfurt (1922–1925), 1948 Vorsitzender der VfW in Frankfurt-Höchst
- Ernst Nebhut, * 26. Juni 1898 in Grünberg (Hessen); † 4. Juni 1974 in Frankfurt am Main, lebte und arbeitete viele Jahre in Frankfurt, Schriftsteller, Librettist und Drehbuchautor
- Lore Wolf, * 11. März 1900 in Sommerhausen (bei Würzburg); † 4. August 1996 in Frankfurt am Main, seit 1906 in Höchst am Main, kommunistische Politikerin

### 20. Jahrhundert

#### 1901 bis 1920

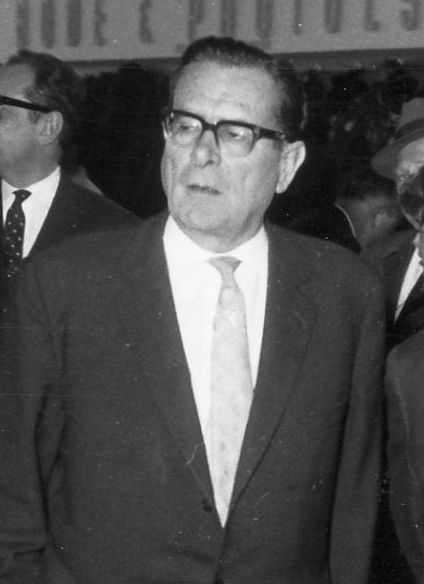
Werner Bockelmann

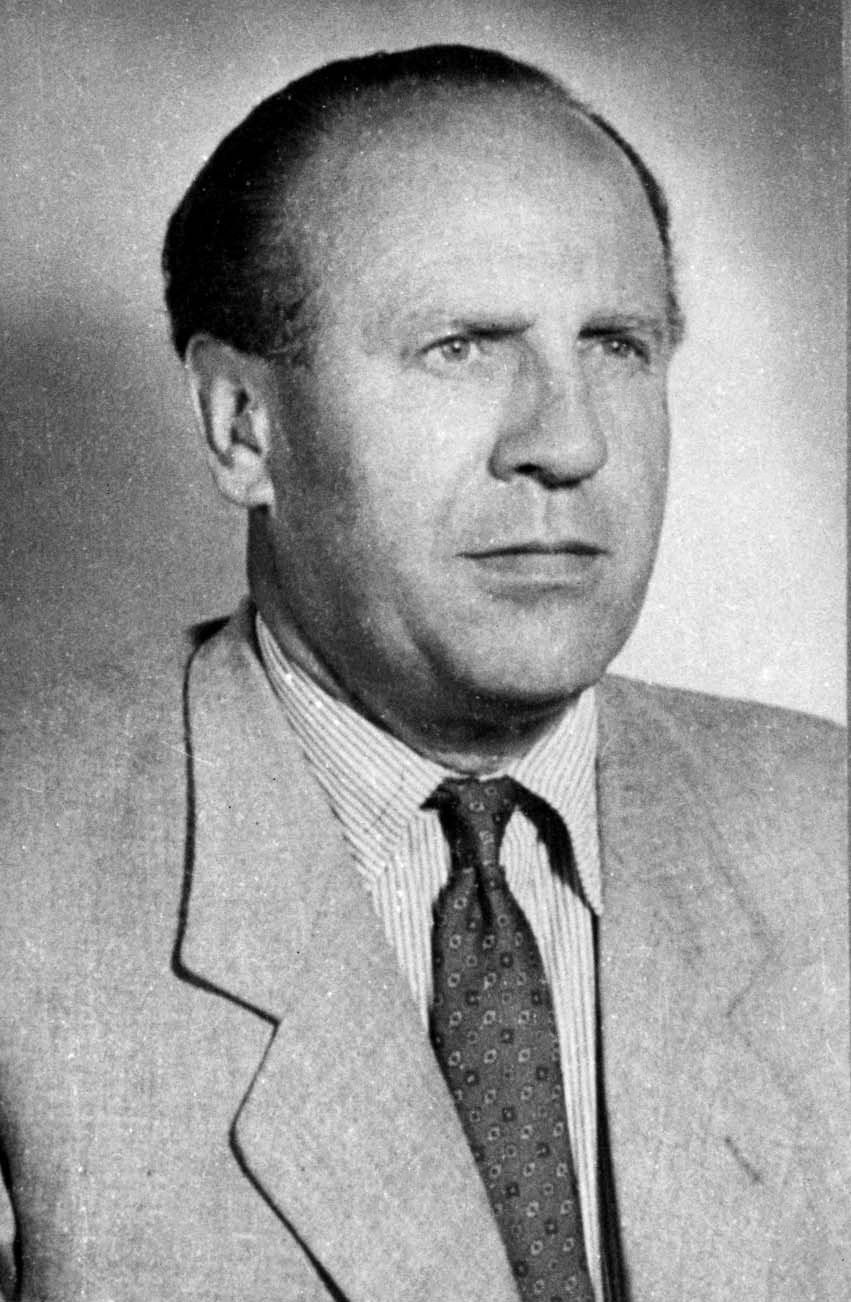
Oskar Schindler

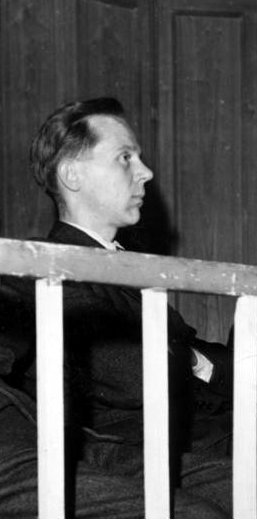
Willi Brundert

- Walter Kolb, * 22. Januar 1902 in Bonn; † 20. September 1956 in Frankfurt am Main, Oberbürgermeister von 1956 bis 1964
- Fritz Rémond junior, * 19. Oktober 1902 in Köln; † 31. März 1976 in Frankfurt am Main, seit 1946 in Frankfurt, Schauspieler, Regisseur und Theatergründer
- Kurt Thomas, * 25. Mai 1904 in Tönning; † 31. März 1973 in Bad Oeynhausen, Komponist, Chorpädagoge und Chorleiter; von 1939 bis 1945 Leiter des Musischen Gymnasiums Frankfurt, 1945–1956 Kantor an der Dreikönigskirche, Gründer der Frankfurter Kantorei
- Alexander von Hochberg, * 1. Februar 1905 in London; † 22. Februar 1984 in Pollença, deutsch-polnischer Adeliger, Geschäftsmann und britischer Secret Intelligence Service Offizier
- Mátyás Seiber, * 4. Mai 1905 in Budapest; † 24. September 1960 im Kruger-Nationalpark, ungarischer Komponist, leitete 1928–1933 am Hoch’schen Konservatorium die weltweit erste Jazzklasse
- Hans Bethe, * 2. Juli 1906 in Straßburg; † 6. März 2005 in Ithaca (New York), aufgewachsen in Frankfurt, emigriert 1933, Physiker, Nobelpreis 1967
- Melitta Mitscherlich (geb. Behr), * 1906 in Würzburg; † 1992 in Frankfurt am Main, Begründerin der Psychosomatik, erste Frau von Alexander
- Walter Jockisch, * 20. Februar 1907 in Arolsen; † 22. März 1970 in München, machte in Frankfurt am Main sein Abitur, wirkte wiederholt an der Oper der Städtischen Bühnen
- Werner Bockelmann, * 23. September 1907 in Moskau; † 7. April 1968 bei Friolzheim, Oberbürgermeister von 1956 bis 1964
- Rudolf Gramlich, * 6. Juni 1908 in Offenbach am Main; † 14. März 1988 in Frankfurt am Main, Fußballspieler
- Oskar Schindler, * 28. April 1908 in Zwittau (Mähren); † 9. Oktober 1974 in Hildesheim, lebte von 1957 bis 1974 in Frankfurt
- Alexander Mitscherlich, * 20. September 1908 in München; † 26. Juni 1982 in Frankfurt am Main, Psychoanalytiker und Schriftsteller
- Peter von Haselberg, * 14. November 1908 in Wilhelmshaven; † 17. Oktober 1994 in Frankfurt am Main, Journalist
- Bernhard Grzimek, * 24. April 1909 in Neisse (Schlesien); † 13. März 1987 in Frankfurt am Main, seit März 1945 in Frankfurt, Veterinärmediziner und Direktor des Frankfurter Zoos (1945–1974)
- Alfons Kirchgässner, * 3. April 1909 in Wiesbaden; † 29. November 1993 in Frankfurt am Main, römisch-katholischer Priester und Schriftsteller
- Barys Kit, * 6. April 1910 in Sankt Petersburg, belarussischer Mathematiker, Physiker und Chemiker; † 1. Februar 2018; lebte seit 1972 in Frankfurt am Main
- Max Meid, * 18. Juli 1910 in Berlin; † 16. Juli 2009 Architekt, einer der führenden Vertreter der Nachkriegsmoderne in Frankfurt am Main und bundesweit
- Ulrich Sporleder, * 7. Juli 1911 in Schwerte; † 23./24. Juli 1944 in Ostrów Lubelski, evangelischer Theologe, Pfarrer der Bekennenden Kirche und Widerstandskämpfer gegen den Nationalsozialismus
- Kurt Meyer, * 5. August 1911 in Püttlingen/Saar; † 20. Juli 1989 in Frankfurt am Main, Metallurg und Industriemanager
- Berthold Simonsohn, * 24. April 1912 in Bernburg (Saale); † 8. Januar 1978 in Frankfurt am Main, Holocaustüberlebender, Jurist, Hochschullehrer und Direktor der Zentralwohlfahrtsstelle der Juden in Deutschland (1951–1961)
- Josef Neckermann, * 5. Juni 1912 in Würzburg; † 13. Januar 1992 in Dreieich, Unternehmer und Dressurreiter
- Willi Brundert, * 12. Juni 1912 in Magdeburg; † 7. Mai 1970 in Frankfurt am Main, Widerstandskämpfer, Oberbürgermeister (1964–1970)
- Dagmar Westberg, * 8. Dezember 1914 in Hamburg; † 21. Januar 2017 in Frankfurt am Main, Mäzenin, insbesondere des Städels
- Margarete Mitscherlich (geb. Nielsen), * 17. Juli 1917 in Gravenstein; † 12. Juni 2012 in Frankfurt am Main, Psychoanalytikerin, zweite Frau von Alexander Mitscherlich
- Horst Krüger, * 17. September 1919 in Magdeburg; † 21. Oktober 1999 in Frankfurt am Main, Schriftsteller
- Marcel Reich-Ranicki, * 2. Juni 1920 in Włocławek (Polen); † 18. September 2013 in Frankfurt am Main, seit 1958 in Frankfurt, „Papst“ der deutschen Literaturkritik
- Friedrich Julius Scherff, * 10. August 1920 in Elberfeld (heute zu Wuppertal); † 27. Oktober 2012 in Frankfurt am Main, seit 1947 in Frankfurt, Maler und Grafiker

#### 1921 bis 1940

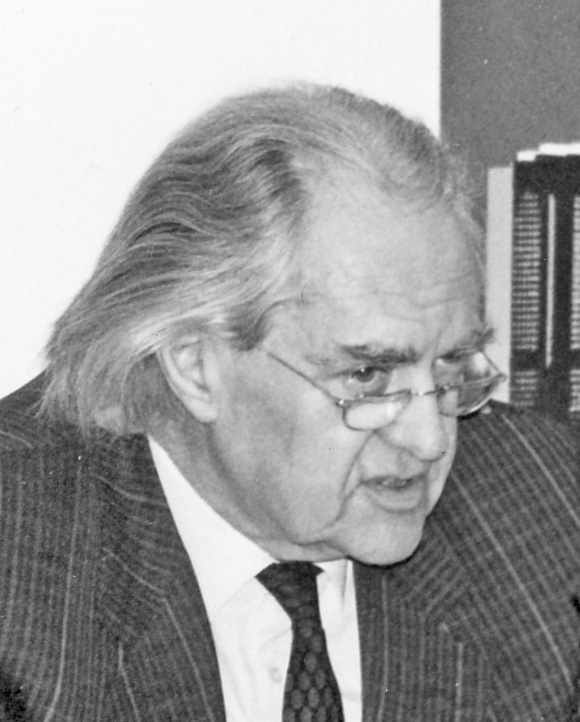
Hilmar Hoffmann

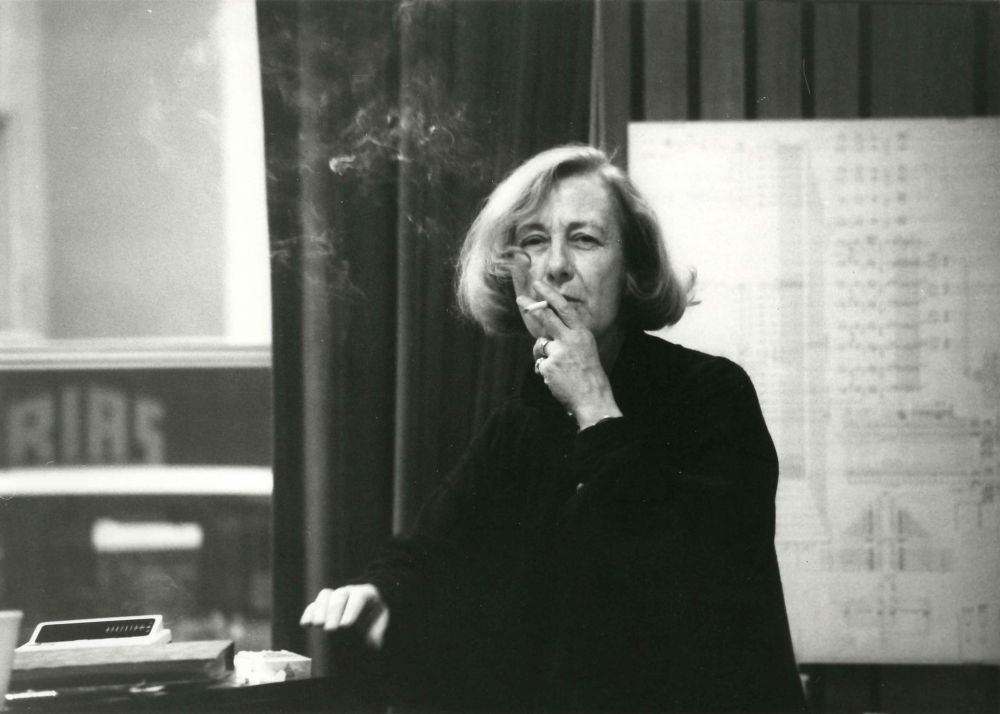
Rosemarie Fendel

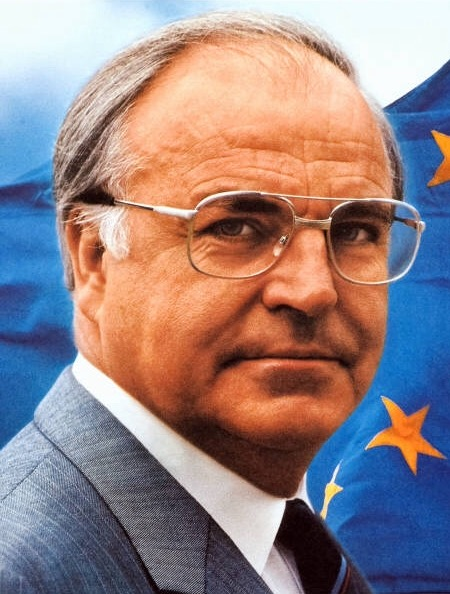
Helmut Kohl

- Trude Simonsohn, * 25. März 1921 in Olmütz, Tschechoslowakei; † 6. Januar 2022, Holocaustüberlebende des KZ Auschwitz und Sozialarbeiterin; Ehrenplakette der Stadt Frankfurt am Main, Wilhelm-Leuschner-Medaille des Landes Hessen, Ignatz-Bubis-Preis für Verständigung, Erasmus-Kittler-Preis und Ehrenbürgerin von Frankfurt am Main
- Wolfgang Mischnick, * 29. September 1921 in Dresden; † 6. Oktober 2002 in Bad Soden am Taunus, seit 1948 in Frankfurt, Bundesminister (1961–1963) und FDP-Fraktionsvorsitzender im Bundestag
- Hanno Hahn, * 9. April 1922 in Berlin; † 29. August 1960 in Mars-la-Tour (Frankreich), Kunsthistoriker und Architekturforscher, einziger Sohn des Chemikers und Nobelpreisträgers Otto Hahn lebte von 1946 bis 1955 in Frankfurt
- Reinhard Goerdeler, * 26. Mai 1922 in Königsberg; † 3. Januar 1996, Rechtsanwalt und Wirtschaftsprüfer, lebte seit 1962 in Frankfurt-Berkersheim
- Wassil Bykau, * 19. Juni 1924 Bytschki, Wizebskaja Woblasz; † 22. Juni 2003 in Minsk, belarussischer Schriftsteller, lebte von 2001 bis 2002 in Frankfurt
- Siegfried Unseld, * 28. September 1924 in Ulm; † 26. Oktober 2002, seit den frühen 1950er Jahren in Frankfurt, Verleger und Leiter des Suhrkamp Verlags
- Klaus Meyer-Gasters, * 1925 in Ludwigshafen am Rhein; † 25. November 2016 in Steinau an der Straße, langjährig in Frankfurt, Pressezeichner, Aquarellist, Maler und Verleger
- Hilmar Hoffmann, * 25. August 1925 in Bremen; † 1. Juni 2018, Kulturschaffender, war in Frankfurt Kulturdezernent und Mitbegründer des Museumsufers.
- Horst Streckenbach, * 5. August 1925 in Weißwasser/Oberlausitz; † 27. Juni 2001, Tätowierkünstler
- Ursula Edelmann, * 30. März 1926 in Berlin; † 7. Dezember 2024 in Hamburg, Fotografin
- Manfred David, * 13. September 1926 in Groß Wartenberg; † 10. September 2013 in Mannheim, Kommunalpolitiker (SPD), von 1964 bis 1967 Stadtverordneter in Frankfurt
- Hermann Goepfert, * 5. November 1926 in Bad Nauheim; † 4. Februar 1982 in Antwerpen, Künstler
- Ignatz Bubis, * 12. Januar 1927 in Breslau; † 13. August 1999, Unternehmer, FDP-Politiker (Magistrat) und Vorsitzender des Zentralrates der Juden
- Rudi Arndt, * 1. März 1927 in Wiesbaden; † 14. Mai 2004 in der Nähe von Kyjiw/Ukraine, Oberbürgermeister (1971–1977), hessischer Finanzminister, MdEP, Fraktionsvorsitzender der SPD
- Helga Gräfin Haller von Hallerstein, * 31. März 1927 in Šahy; † 11. Mai 2017, Politikerin (CDU) und Europaabgeordnete
- Rosemarie Fendel, * 25. April 1927 in Koblenz-Metternich; † 13. März 2013, Schauspielerin, Synchron- und Hörspielsprecherin
- Klaus von See, * 10. August 1927 in Altendorf; † 30. August 2013, Germanist, Skandinavist, Mediävist, Philologe, Historiker und Rechtshistoriker, Professor an der Goethe-Universität Frankfurt am Main, lebte seit 1962 in Frankfurt
- Jürgen Habermas, * 18. Juni 1929 in Düsseldorf, seit 1964 in Frankfurt, Soziologe und Philosoph
- Karl-Hermann Flach, * 17. Oktober 1929 in Königsberg; † 25. August 1973, Journalist (Frankfurter Rundschau) und Politiker (FDP)
- Helmut Kohl, * 3. April 1930 in Ludwigshafen am Rhein; † 16. Juni 2017, Bundeskanzler 1982–1998, studierte 1950–1951 in Frankfurt, seit 1999 Ehrenbürger
- Chlodwig Poth, * 4. April 1930 in Wuppertal; † 8. Juli 2004, Zeichner und Satiriker (Titanic)
- Joachim Carlos Martini, * 4. Mai 1931 in Valdivia, Chile; † 29. November 2015, Dirigent und Musikforscher
- Ute Hochgrebe, * 8. Juli 1931 in Berlin; † 8. September 2004, Kommunalpolitikerin in Frankfurt (SPD)
- Alfred Schmidt, * 19. Mai 1931 in Berlin; † 28. August 2012 in Frankfurt am Main, seit den 1950er Jahren in Frankfurt, Philosoph und Soziologe
- Rudi Sölch, * 5. November 1931; † 2. November 2021, Kommunalpolitiker in Frankfurt (SPD), Verwaltungsdirektor des ZDF, Ehrenvorsitzender der Frankfurter Museumsgesellschaft
- Gerhard Hund, * 4. Februar 1932 in Leipzig; † 21. Juni 2024 in Freiburg im Breisgau, Mathematiker und Informatiker, lebte von 1951 bis 1955 in Frankfurt.
- Walter Wallmann, * 24. September 1932 in Uelzen; † 21. September 2013, Oberbürgermeister (1977–1986) und Bundesminister
- Dietrich Oldenburg, * 19. Januar 1933 in Berlin, Schriftsteller, Präsident des Landesarbeitsamtes Hessen (1986–1998)
- Rosemarie Nitribitt, * 26. März 1933 in Düsseldorf; † 1. November 1957 (ermordet), berühmte Prostituierte
- Herbie Hess, * 28. Oktober 1933 in Altenburg; † 23. Juni 2015, Jazzmusiker, Gymnasiallehrer
- Michael Grzimek, * 12. April 1934 in Berlin; † 10. Januar 1959 im Serengeti-Nationalpark (Tansania), Sohn von Bernhard Grzimek, Zoologe
- Albert Speer junior, * 29. Juli 1934 in Berlin; † 15. September 2017, Architekt und Stadtplaner
- Wolfgang Kaus, * 23. Juli 1935 in Hofheim am Taunus; † 18. Juli 2018, Regisseur und Schauspieler
- Papst Franziskus (Jorge Mario Bergoglio), * 17. Dezember 1936 in Buenos Aires; † 21. April 2025 in der Vatikanstadt, studierte an der Philosophisch-Theologischen Hochschule Sankt Georgen
- Wolfram Brück, * 27. Februar 1937 in Köln; † 15. Juni 2016 in Köln, Dezernent für Personal und Recht (1977–1986), Oberbürgermeister (1986–1989) und Vorstandsvorsitzender der Duales System Deutschland AG (1991–2002), lebte von 1977 bis 1990 in Frankfurt am Main
- Friedrich Karl Waechter, * 3. November 1937 in Danzig; † 16. September 2005, Zeichner und Schriftsteller
- Thomas Bayrle, * 7. November 1937 in Berlin, Maler, Grafiker und Videokünstler
- Robert Gernhardt, * 13. Dezember 1937 in Tallinn; † 30. Juni 2006, Schriftsteller und Zeichner (u. a. Titanic), lebte seit 1964 in Frankfurt
- Sigrid Ehrlich, * 1938 in Köln, Ordensschwester und Bundesverdienstkreuzträgerin
- Jean-Christophe Ammann, * 14. Januar 1939 in Berlin; † 13. September 2015, Kunsthistoriker und Kurator, ehem. Direktor des Museums für moderne Kunst (MMK)
- Bata Illic, * 30. September 1939 in Belgrad, Schlagersänger
- Barbara Klemm, * 27. Dezember 1939 in Münster, Fotografin und Fotojournalistin
- Margarethe Nimsch, * 19. Januar 1940 in Lippe, Politikerin (Bündnis 90/Die Grünen)
- Volker Hauff, * 9. August 1940 in Backnang, Oberbürgermeister von 1989 bis 1991

#### 1941 bis 1960

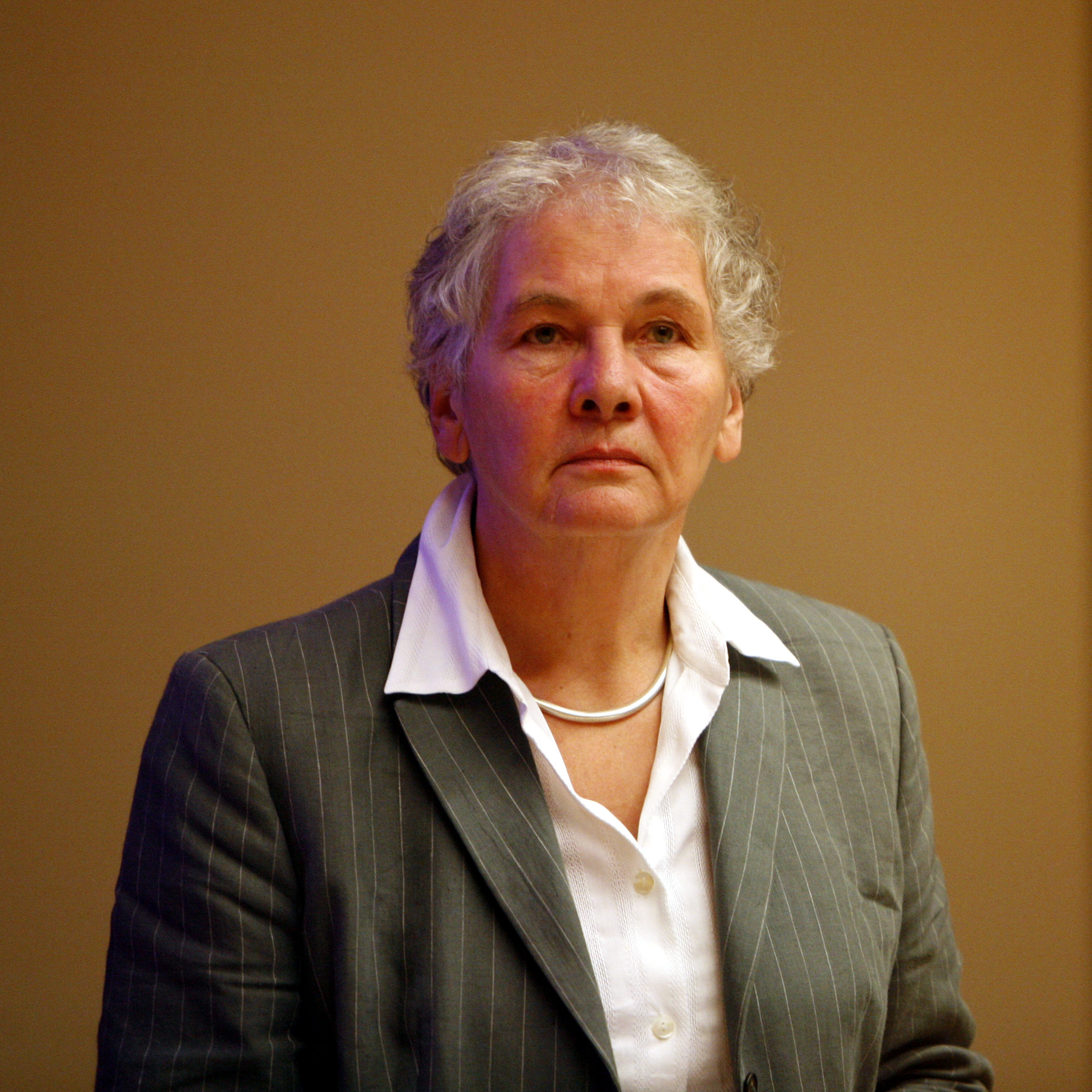
Christiane Nüsslein-Volhard

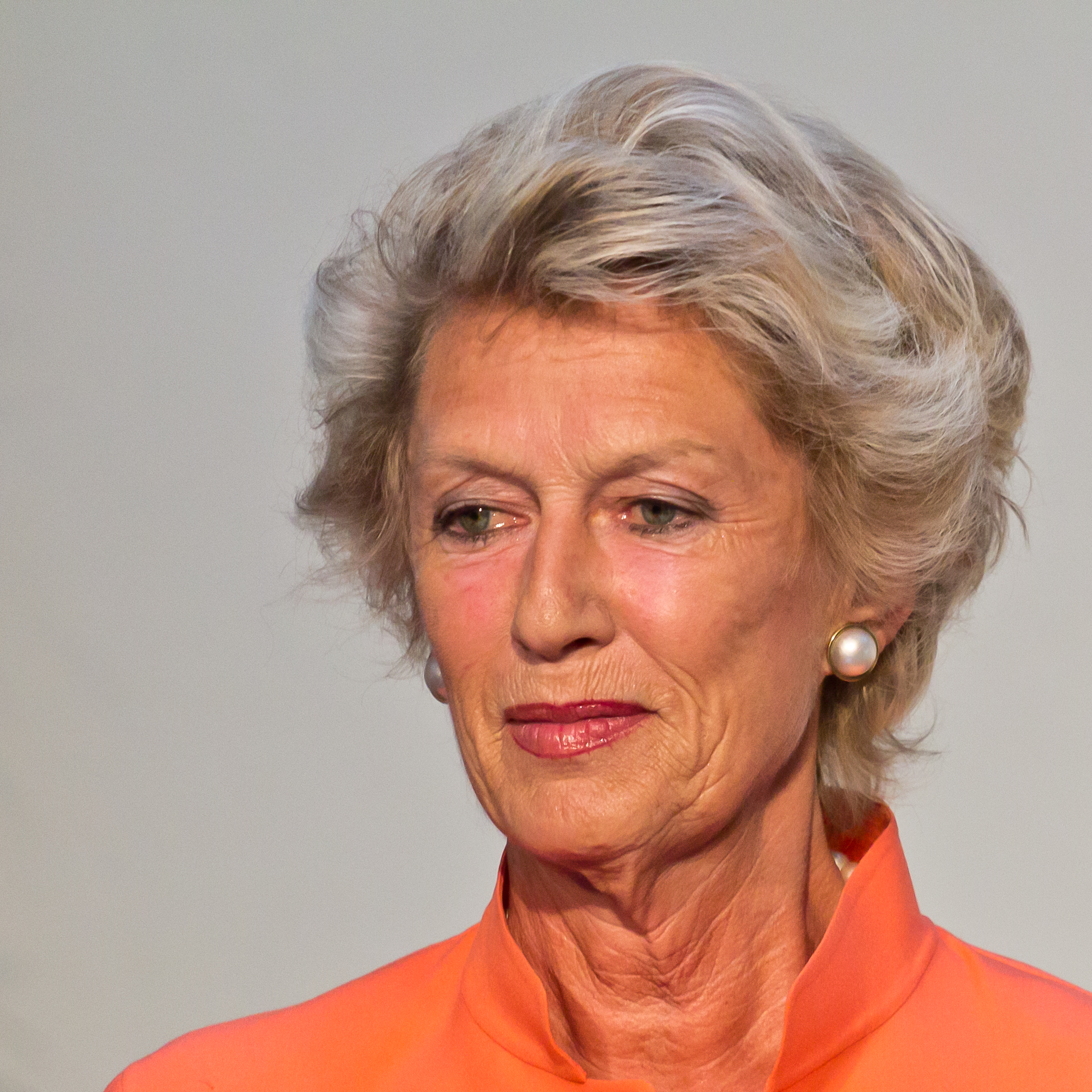
Petra Roth

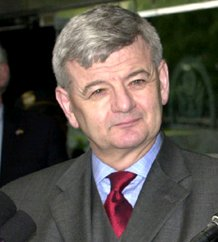
Joschka Fischer

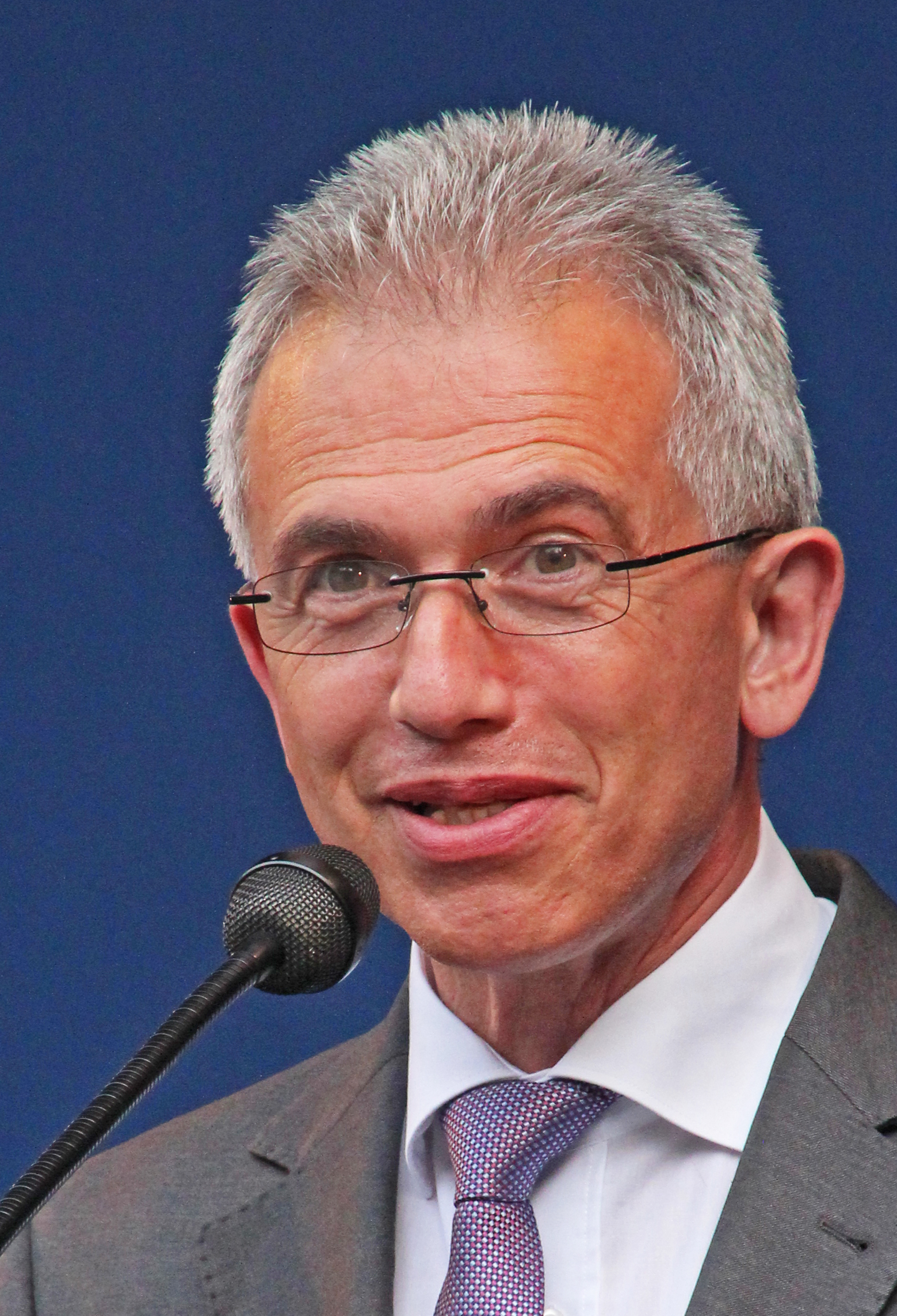
Peter Feldmann

- Jo. Franzke, * 22. April 1941 in Berlin, Architekt
- Eckhard Henscheid, * 14. September 1941 in Amberg, Schriftsteller (Neue Frankfurter Schule, Titanic)
- Rosa von Praunheim, 25. November 1942 in Riga, Regisseur und LGBT-Aktivist
- Christiane Nüsslein-Volhard, * 20. Oktober 1942 in Heyrothsberge bei Magdeburg, Biologin und Biochemikerin, Nobelpreis für Physiologie oder Medizin 1995
- Salomon Korn, * 4. Juni 1943 in Lublin, Polen, Vorsitzender der Jüdischen Gemeinde Frankfurt, Präsidiumsmitglied im Zentralrat der Juden in Deutschland
- Bodo Maria, * 25. Dezember 1943 in Kiel, bürgerlicher Name Bodo Schäfer, Unternehmer, Sänger, Komponist, Liedertexter, arbeitete einige Zeit in Frankfurt am Main.
- Petra Roth, * 9. Mai 1944 in Bremen, Oberbürgermeisterin von 1995 bis 2012, seit 2017 Ehrenbürgerin
- Jürgen Grabowski, * 7. Juli 1944 in Wiesbaden; † 10. März 2022 ebenda, Fußballspieler (Eintracht Frankfurt, Weltmeister 1974)
- Matthias Beltz, * 31. Januar 1945 in Wohnfeld/Vogelsberg (Hessen); † 27. März 2002 in Frankfurt am Main, Kabarettist
- Daniel Cohn-Bendit, * 4. April 1945 in Montauban (Frankreich), Publizist und Politiker (MdEP)
- Ruxandra Sireteanu-Constantinescu, * 19. September 1945 in Mediaș (Rumänien); † 8. September 2008 in Frankfurt am Main, Biophysikerin und Neurowissenschaftlerin, Inhaberin des Lehrstuhls für Biopsychologie an der Goethe-Universität
- Bernd Hölzenbein, * 9. März 1946 in Dehrn; † 15. April 2024, Fußballspieler (Eintracht Frankfurt, Weltmeister 1974)
- Johannes Weinrich, * 21. Juli 1947, Terrorist der so genannten Revolutionären Zellen
- Josef Ackermann, * 7. Februar 1948 in Mels, Bankmanager und Vorstandssprecher der Deutschen Bank
- Joschka Fischer, * 12. April 1948 in Gerabronn, lebte ab 1968 in Frankfurt, Häuserkämpfer und Außenminister
- Ljubomir Magaš, * 27. Mai 1948 in Belgrad; † 10. November 1986 in Frankfurt am Main, genannt Ljuba Zemunac, Amateurboxer des CSC Frankfurt und Anführer einer Vereinigung jugoslawischer Krimineller in Frankfurt am Main
- Andreas von Schoeler, * 4. Juli 1948 in Bad Homburg vor der Höhe, Oberbürgermeister von 1991 bis 1995
- Barbara Dürk, * 28. Februar 1949 in Freiburg im Breisgau, Gewerkschaftsfunktionärin, Publiszistin und Unternehmensberaterin
- Bernd Eilert, * 20. Juni 1949 in Oldenburg, Schriftsteller (Titanic)
- Alfred Harth, * 28. September 1949 in Kronberg im Taunus, seit 1950 in FFM, Komponist, Musiker, Künstler
- Uschi Madeisky, * 1950 in Dietfurt an der Altmühl, Filmemacherin und Produzentin
- Pablo Ardouin, * 1951 in Concepción (Chile), seit 1983 in Frankfurt, Folkmusiker
- Oskar Mahler, * 8. August 1952 in Straubing, Künstler, Schauspieler, Mitgründer des Klappmaul Theater
- Gerald Zschorsch, * 25. Dezember 1951 in Elsterberg (Vogtland), seit 1974 in Frankfurt, Schriftsteller
- Raimund Hargesheimer, * 14. September 1953 in Fulda, aufgewachsen in Frankfurt, Judoka
- Ulla Meinecke, * 14. August 1953 in Usingen, Sängerin („Die Tänzerin“)
- Michel Friedman, * 25. Februar 1956 in Paris, seit 1965 in Frankfurt, Rechtsanwalt, Journalist, Politiker (CDU) und Funktionär in jüdischen Organisationen
- Volker Steinbacher, * 13. Mai 1957 in Neu-Isenburg, seit 1977 in Frankfurt, Maler, Druckgraphiker und Konzeptkünstler
- Claus Kühnl, * 17. November 1957 in Arnstein, Unterfranken, seit 1980 in Frankfurt, Komponist
- Peter Feldmann, * 7. Oktober 1958  in Helmstedt, Oberbürgermeister von 2012 bis 2022
- Matthias Altenburg, * 14. Dezember 1958 in Fulda, seit 1986 in Frankfurt, Schriftsteller. Unter dem Namen Jan Seghers Verfasser von Kriminalromanen
- Götz Wörner, * 15. November 1959 in Pforzheim, Musikproduzent, Begründer Kultur für ALLE e. V.
- Julianne Moore, * 3. Dezember 1960 in Fort Bragg, North Carolina, als Julie Anne Smith, US-amerikanisch-britische Schauspielerin, besuchte in Frankfurt eine US-Highschool

#### 1961 bis 1980

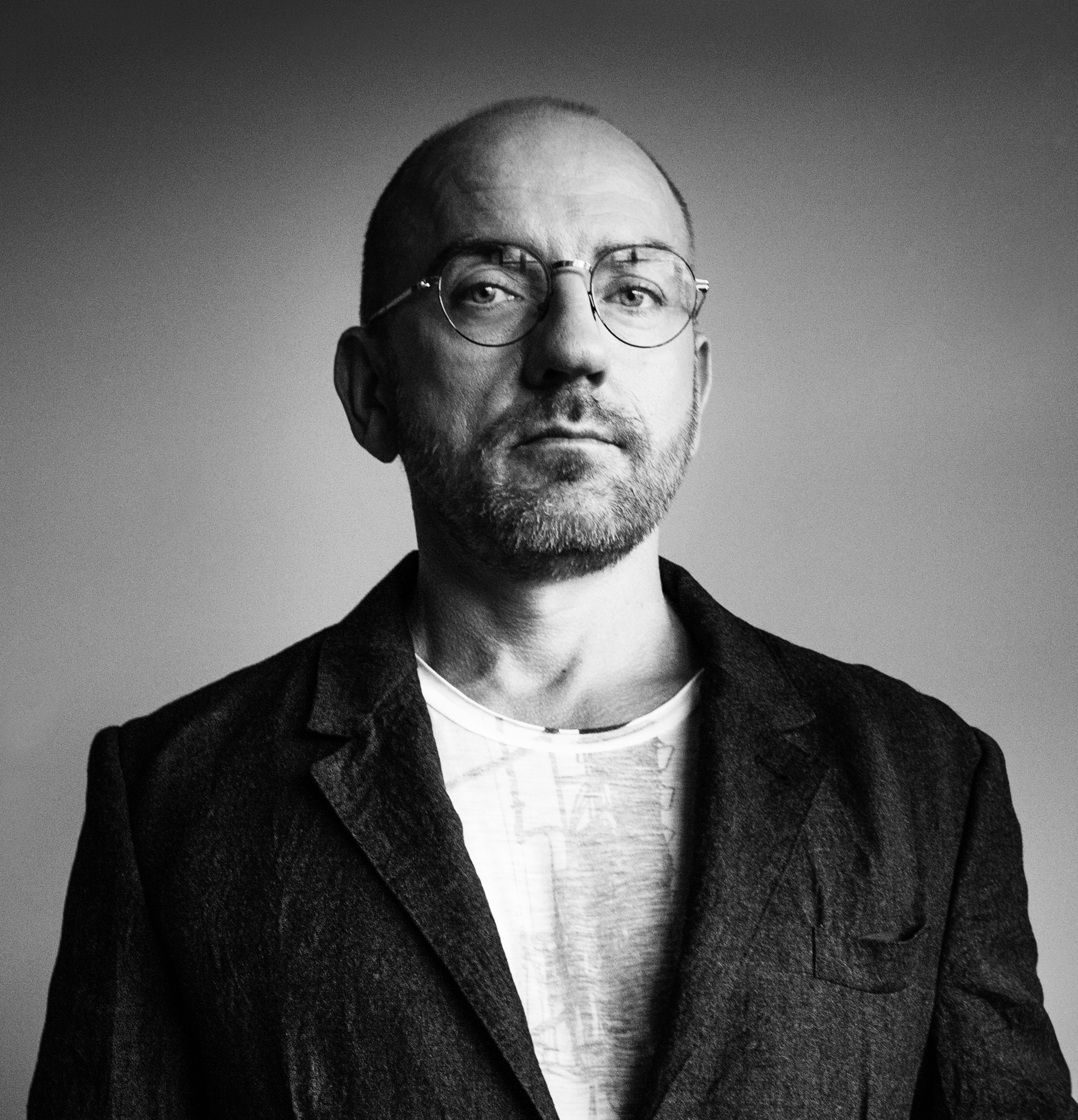
Sven Väth

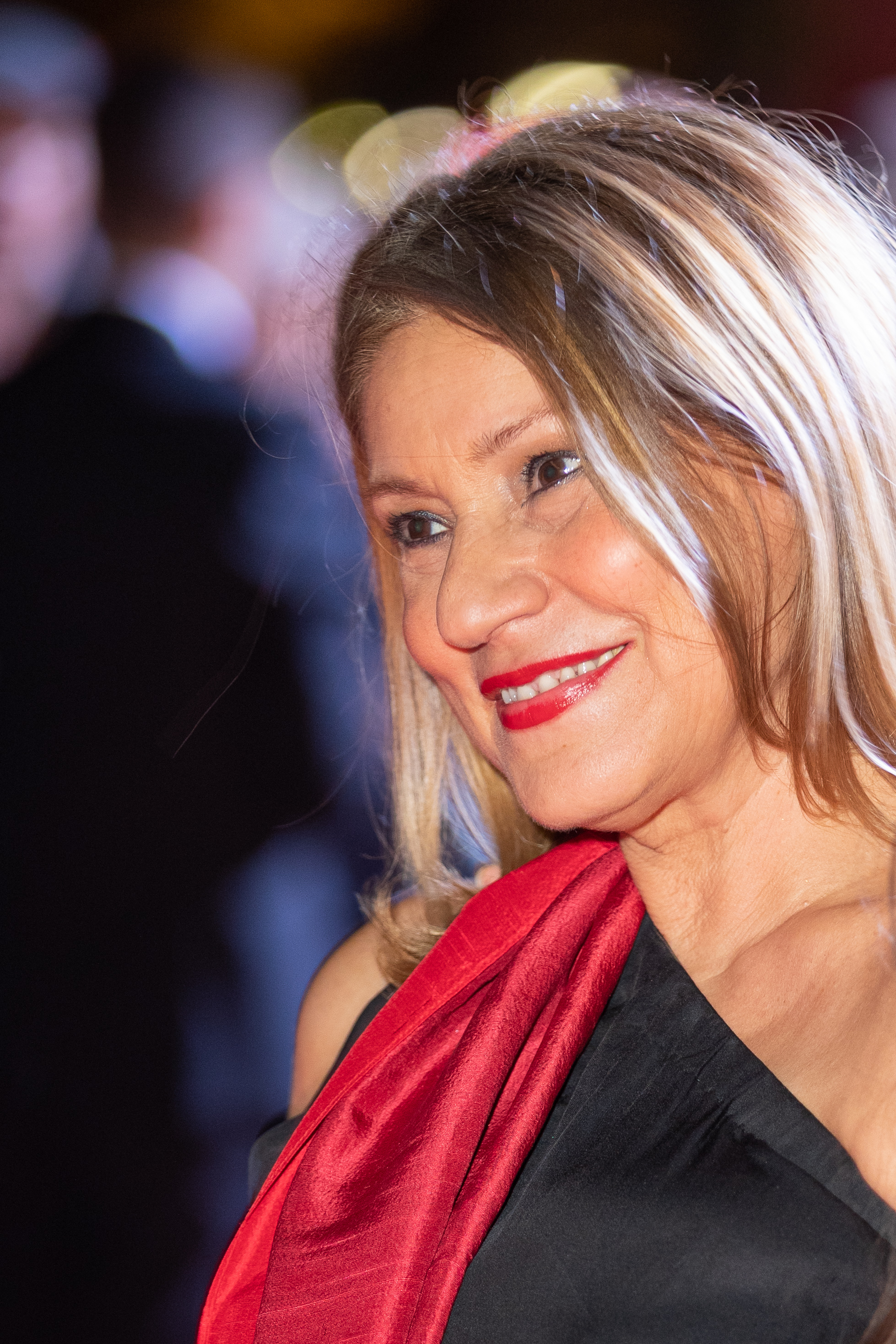
Nargess Eskandari-Grünberg

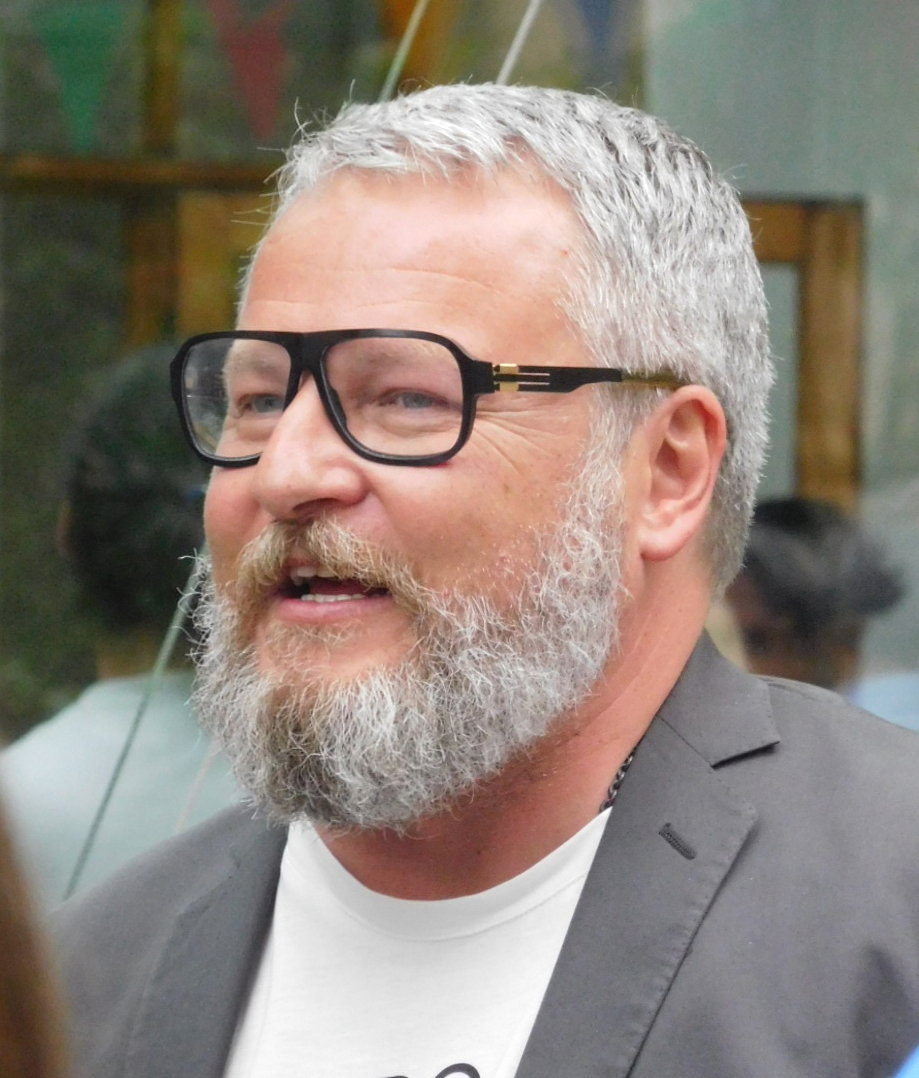
Tobias Rehberger

- Riccardo M Sahiti, * 1961 in Jugoslawien, Dirigent
- Bernd Mey, * 7. Mai 1961 in Lindau (Bodensee), Architekt
- Kristin Merscher, * 17. August 1961, Pianistin und Hochschullehrerin
- Wolfgang Herold, * 24. Oktober 1961, Filmproduzent
- Alexander Ulfig, * 7. Oktober 1962 in Katowice, Philosoph und Soziologe
- Elisa Klapheck, * 10. Dezember 1962 in Düsseldorf, Professorin für Jüdische Studien und Rabbinerin
- Stephan Weidner, * 29. Mai 1963 in Alsfeld, Bassist und Songwriter der Band Böhse Onkelz
- Stefan Gandler, * Januar 1964 in München, Philosoph und Sozialwissenschaftler, studierte von 1986 bis 1997 an der Goethe-Universität Frankfurt am Main und war dort 1989/1990 AStA-Vorsitzender.
- Wolfgang Strengmann-Kuhn, * 20. Mai 1964 in Dinslaken, Bundestagsabgeordneter von Bündnis 90/Die Grünen
- Sven Väth, * 26. Oktober 1964 in Obertshausen, DJ und Produzent, Wegbereiter des Techno
- Sönke Brandschwert, * 10. Januar 1965 in Sinsheim, Autor; ist in Frankfurt am Main aufgewachsen
- Nargess Eskandari-Grünberg,* 20. Februar 1965 in Teheran, Lokalpolitikerin der Grünen, Stadträtin und Dezernentin für Integration, Bürgermeisterin
- Michael Thalheimer * 28. Mai 1965 in Münster bei Darmstadt, Regisseur
- Mick Knauff, * 1966 in Brilon, Journalist
- Tobias Rehberger, * 2. Juni 1966 in Esslingen am Neckar, Bildhauer, Professor, Prorektor der Staatlichen Hochschule für bildende Kunst Städelschule Frankfurt am Main
- Alexander Conrad * 15. November 1966 in Darmstadt, Fußballspieler
- Stefan Hantel,* 2. März 1968 in Mannheim, DJ und Produzent
- Jo van Nelsen, * 28. August 1968 in Bad Homburg vor der Höhe, Schauspieler, Sänger und Regisseur
- Heike Matthiesen, * 27. Juni 1969 in Braunschweig; † 22. Dezember 2023, Gitarristin, Mitglied im geschäftsführenden Vorstand des Archivs Frau und Musik, Frankfurt
- Nicola Beer, * 23. Januar 1970 in Wiesbaden, FDP-Landespolitikerin
- Corinna Harder, * 15. Juli 1970 in Erbach (Odenwald), Autorin
- Andy Ludyk, * 7. August 1970 in Bonn, Musikmanager, Musikproduzent, Music Supervisor und Verleger
- Raul Geisler, * 16. Dezember 1970, Komponist (Werbe- und Filmmusik)
- Daniel Kretschmer, * 19. September 1971, Künstlername D-Flame, Musiker (Rap, Reggae, Dancehall)
- Oliver Detelich, * 30. Januar 1972 in Harreshausen, Tänzer, Choreograph und Ballettschulleiter
- Yassir Ezarzar, Künstlername Yassir, * 28. Mai 1973 in Rüsselsheim, Rapper
- Azad Azadpour, Künstlername Azad, * 24. November 1973 in Sanandadsch, (Iran), Rapper
- Tanja Jost, * 1974 in Bad Nauheim, deutsche Politikerin (CDU), Landtagsabgeordnete für den Wahlkreis Frankfurt am Main II
- Hassan Annouri, * 17. Juli 1974 in Langen, Musiker und Produzent (Fast H)
- Thomas Sobotzik, * 16. Oktober 1974 in Gliwice (Polen), Fußballspieler
- Pia Wunderlich, * 26. Januar 1975 in Schwarzenau; seit 1993 in Frankfurt, Fußballspielerin (1. FFC Frankfurt), dreifache Europameisterin, Weltmeisterin 2003
- Renate Lingor, * 11. Oktober 1975 in Karlsruhe, seit 1997 in Frankfurt, Fußballspielerin (1. FFC Frankfurt), dreifache Europameisterin, Weltmeisterin 2003 und 2007
- Mirko Reeh, * 5. Dezember 1976 in Bad Hersfeld, Koch und Autor
- Harriet Köhler, * 5. Mai 1977 in München, Schriftstellerin

#### 1981 bis 2000

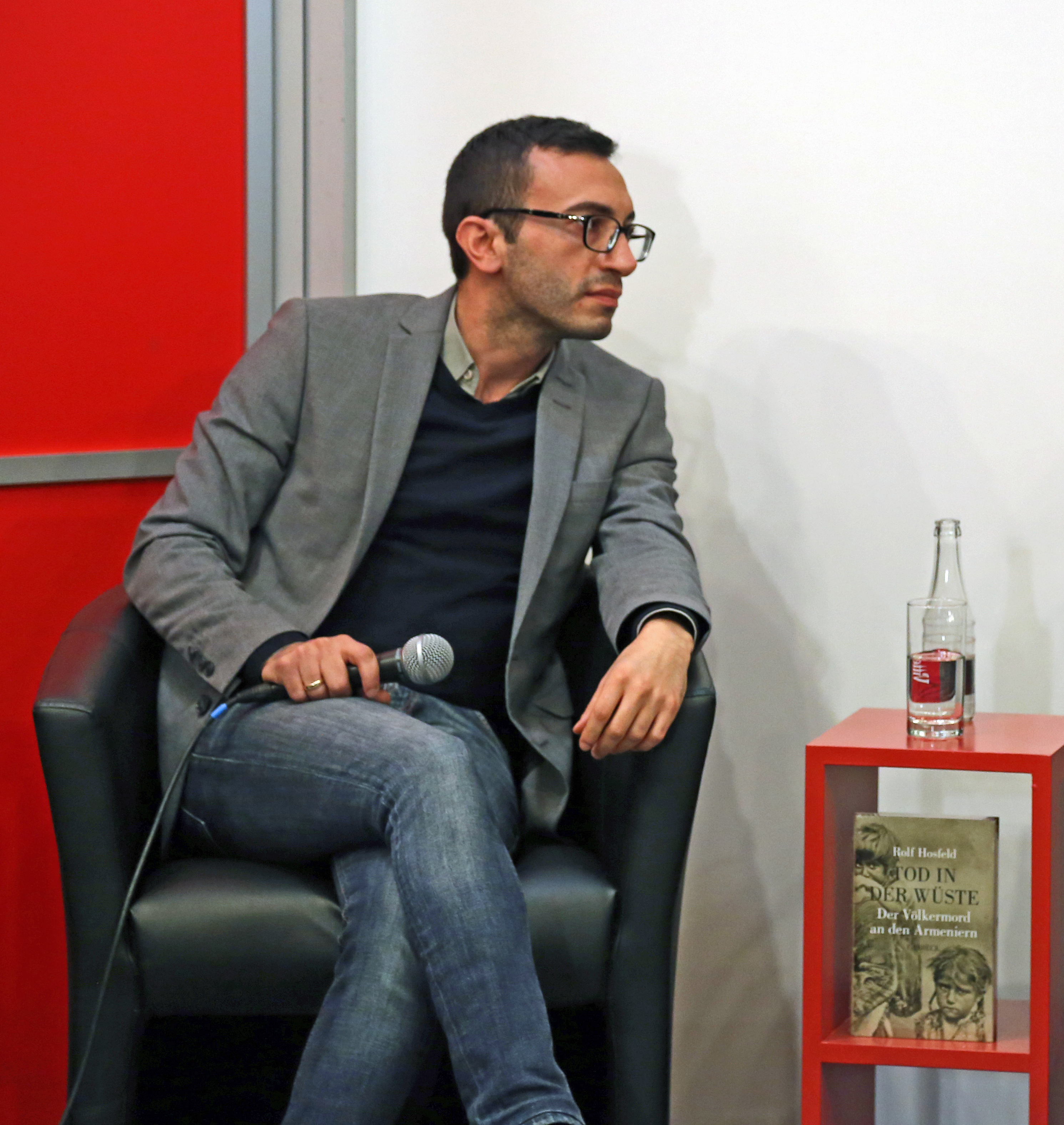
Mike Josef

- Aslı Bayram, * 1. April 1981 in Darmstadt, Schauspielerin
- Erol Huseincehajic, Künstlername Celo, * 15. Januar 1982 in Frankfurt am Main, Künstler, Autor, Rapper vom Duo Celo & Abdi
- Mimoun Azaouagh, * 17. November 1982 in Beni Sidel (Marokko), Fußballspieler
- Mike Josef, * 25. Januar 1983 in Qamischli, Syrien, Oberbürgermeister seit 2023
- Ewa Malanda, Künstlername Schwesta Ewa, * 16. Juli 1984 in Koszalin (Polen), Rapperin, zog nach Frankfurt, als sie 20 Jahre alt war
- Faton Toski, * 17. Februar 1987 in Gjilan (Kosovo), deutsch-kosovarischer Fußballspieler
- Abderrahim El Ommali, Künstlername Abdi, * 7. August 1987 in Frankfurt am Main-Höchst, Künstler, Autor, Rapper vom Duo Celo & Abdi
- Felicitas Hadzik, * 11. Mai 1988 in Bad Homburg vor der Höhe, Theaterschauspielerin, Regisseurin und Sängerin
- Sadiq Zadran, Künstlername SadiQ, * 11. Mai 1988 in Kabul (Afghanistan), Rapper
- Yevgeniy Breyger * 26. Juli 1989 in Charkiw, Lyriker
- Marko Marin, * 13. März 1989 in Bosanska Gradiška (Bosnien und Herzegowina), Fußballspieler
- Benjamin Pintol, * 19. Mai 1990 in Sarajevo (Bosnien und Herzegowina), Fußballspieler
- Clara Dolny, * 30. Dezember 1990 in Essen, Schauspielerin
- Stefano Cincotta, * 28. Februar 1991 in Guatemala-Stadt, deutsch-guatemaltekischer Fußballspieler
- Cenk Tosun, * 7. Juni 1991 in Wetzlar, deutsch-türkischer Fußballspieler
- Gesa Felicitas Krause, 3. August 1992 in Ehringshausen, Leichtathletin
- Samir Benamar, * 23. August 1992 in Nador (Marokko), Fußballspieler
- Abdelhamid Sabiri, * 28. November 1996 in Goulmima (Marokko), Fußballspieler
- Heinz Mörschel, * 24. August 1997 in Santo Domingo (Dominikanische Republik), Fußballspieler

### 21. Jahrhundert

#### ab 2001
- Anna Elendt, * 4. September 2001 in Dreieich, Schwimmerin